# Liste der Baudenkmäler in Iphofen
Auf dieser Seite sind die Baudenkmäler in der unterfränkischen Stadt Iphofen zusammengestellt. Diese Tabelle ist eine Teilliste der Liste der Baudenkmäler in Bayern. Grundlage ist die Bayerische Denkmalliste, die auf Basis des Bayerischen Denkmalschutzgesetzes vom 1. Oktober 1973 erstmals erstellt wurde und seither durch das Bayerische Landesamt für Denkmalpflege geführt wird. Die folgenden Angaben ersetzen nicht die rechtsverbindliche Auskunft der Denkmalschutzbehörde.

## Ensembles

### Ensemble Altstadt Iphofen
Iphofen, fränkische Urpfarrei, gehört zu den Königsgütern, die Karlmann 741 dem neu gegründeten Bistum Würzburg zur Ausstattung schenkte. Der Ort blieb im Wesentlichen bis zum Übergang an Bayern 1803 würzburgisch. Ende 13. Jahrhundert erfolgten unter Bischof Manegold von Neuenburg die Erhebung zur Stadt und der Ausbau zur Festung unter Ausschluss des damals unter hohenlohischer Herrschaft stehenden Gräbenviertels, eines Siedlungsteils, der erst Ende 14. Jahrhundert in die Ummauerung einbezogen wurde. Der trennende Befestigungsabschnitt ist bis heute erkennbar geblieben und die Zusammensetzung aus zwei leicht gegeneinander versetzten Ortsteilen gibt dem Stadtumriss die eigentümliche Unregelmäßigkeit. Im südlichen Gräberviertel sowie im Bereich des außerhalb der Befestigung liegenden Friedhofs St. Martin ist die ursprünglich dörfliche Siedlung zu suchen, von der jedoch strukturell bis auf das Pesttor keine Spuren mehr vorhanden sind. Während im „Gräberviertel“ die Trasse Maxstraße über Julius-Echter-Platz und Bahnhofstraße als Leitlinie verstanden werden muss, wird der Stadtkern von einem Ost-West gerichteten Leitersystem strukturiert, das seine geometrische Klarheit, wie sie bei gotischen Gründungen vorherrschte, jedoch bereits infolge des Dreißigjährigen Krieges verloren hat. Die drei Stadttore passen sich in dieses Wegenetz zwar ein, lassen jedoch nur einen mehrfach gebrochenen und verschränkten Verlauf der Hauptachsen zu. Etwa in der Mitte des Stadtkerns liegt der langrechteckige, an einer Schmalseite mit der west-östlichen Durchgangsstraße kommunizierende Marktplatz, der, sich verengend, in den Kirchplatz überleitet. Das Gräbenviertel besitzt im Julius-Echter-Platz einen eigenen Platzraum. Der hauptsächlich von Weinbau und Landwirtschaft lebende Ort zeigt ein überwiegend dörfliches Gepräge. Die Bebauung besteht nur an den Hauptstraßenzügen aus einer geschlossenen Reihung von Giebel- und Traufseithäusern nach städtisch anmutender Parzellierung, zur Hauptsache jedoch aus dem Nebeneinander landwirtschaftlich genutzter Höfe. Innerhalb der kleinteiligen Bebauung sind einige größere Höfe eingestreut, meist ehemalige Niederlassungen von Klöstern. Von den ohne Unterbrechung erhaltenen Befestigungsanlagen abgesehen, die mit ihren Türmen und Toren der Stadtsilhouette eine besondere Prägnanz verleihen, ordnen sich die monumentalen Schwerpunkte den Platzräumen zu. So beherrscht die repräsentative Barockfassade des Rathauses den sich in räumlicher Staffelung entwickelnden Marktplatz, im optischen Zusammenspiel mit dem sich dahinter erhebenden, vom schlanken Kirchturm überragten, spätgotischen Chor der Stadtpfarrkirche. Der Julius-Echter-Platz wiederum ist zwischen dem Spätrenaissance-Bau des Bürgerspitals und der spät- und nachgotischen Hl.-Blut-Kirche eingespannt. Umgrenzung: Stadtbefestigung einschließlich der Grabenzone. Aktennummer E-6-75-139-1.

## Stadtbefestigung
Der ab 1293 angelegte Befestigungsgürtel mit Graben und Wall um die Altstadt und die das Gräbenviertel miteinbeziehende Mauererweiterung des endenden 14. Jahrhunderts sind durchgehend erhalten mit vier Türmen, sieben Turmvorsprüngen und drei Stadttoren, die im 15./16. Jahrhundert ausgebaut wurden. Zur äußeren Stadtmauer vergleiche folgende Haus- und Flurnummern: Ägidiengasse 1, 2, 3, 4, und 10 (erster Mauerring), Bahnhofstraße 20 und 24 (zweiter Mauerring), Julius-Echter-Platz 3, 6 und 7 (zweiter Mauerring), Kirchgasse 1 und 2–32 (gerade Nummern, erster Mauerring), Kirchplatz 4,5 und 6 (erster Mauerring), Lange Gasse 36 (erster Mauerring), Maxstraße 3 bis 17 (ungerade Nummern, zweiter Mauerring), Obere Gasse 2 bis 10 (gerade Nummern, erster Mauerring), Pfarrgasse 2, 3, 10 und 12 (erster Mauerring), sowie Untere Gräbengasse 2 bis 10 (gerade Hausnummer, zweiter Mauerring). Ferner folgende Flurnummern: 74/2, 239/2 (beides erster Mauerring), 257/2, 292/2, 294/2, 294/3 und 294/4 (zweiter Mauerring). Zur inneren Stadtmauer (ebenfalls erster Mauerring) vergleiche folgende Haus- und Flurnummern: Ludwigstraße 14, Maxstraße 24, Obere Gasse 2 und 4, Stöhrsgasse 1 und 5 sowie die Flurnummer 235/2. Zu den Stadttoren, Stadttürmen und Wehrtürmen vergleiche folgende Haus- und Flurnummern: Einerheimer Straße 2 (Torwächterhaus, zum Einersheimer Tor), Julius-Echter-Platz 4 und 5 (Mainbernheimer Tor), Kanalgasse 9 (Henkersturm), Kirchgasse 1 (Hackerturm), Lange Gasse 35 (Einersheimer Tor), Maxstraße 19 (Hirtenturm), Pfarrgasse 1 (Mittagsturm), Rödelseer Straße 1–3 (Rödelseer Tor), Untere Gräbengasse 12, Fl. Nr. 293 (Zehntturm und Pest- oder Totentor), Bei Pfarrgasse 2, Fl. Nr.55/2 (Bürgerturm) und Bei Obere Gasse 10, Fl. Nr. 216/3 (Eulenturm). Aktennummer: D-6-75-139-1.
Beginnend beim Rödelseer Tor besteht die Stadtbefestigung im Uhrzeigersinn aus folgenden Objekten:
Rödelseer Tor
- Rödelseer Tor 2: Vorwerk (Barbakane) (Lage) des sogenannten Rödelseer Tors aus ehemals offenem halbrundem Turm mit Kegeldach und Torbogen, 1455/56 (D-6-75-139-135)
- Rödelseer Tor 1, 3: Fachwerkanbauten mit Torwärterhäuschen (Lage) und Wohnhaus (Lage), 15. und 17./18. Jahrhundert (D-6-75-139-135)
- Rödelseer Tor: Brücke (Lage), Einjochige Bogenbrücke über den inneren Graben (D-6-75-139-135)
- Rödelseer Tor: Brücke (Lage), Einjochige Bogenbrücke über den äußeren Graben (D-6-75-139-135)
- Pfarrgasse 1: Innerer Torturm (Lage), quadratischer Turm aus Bruchsteinmauerwerk über spitzbogiger Durchfahrt, Spitzhelm, 15./16. Jahrhundert

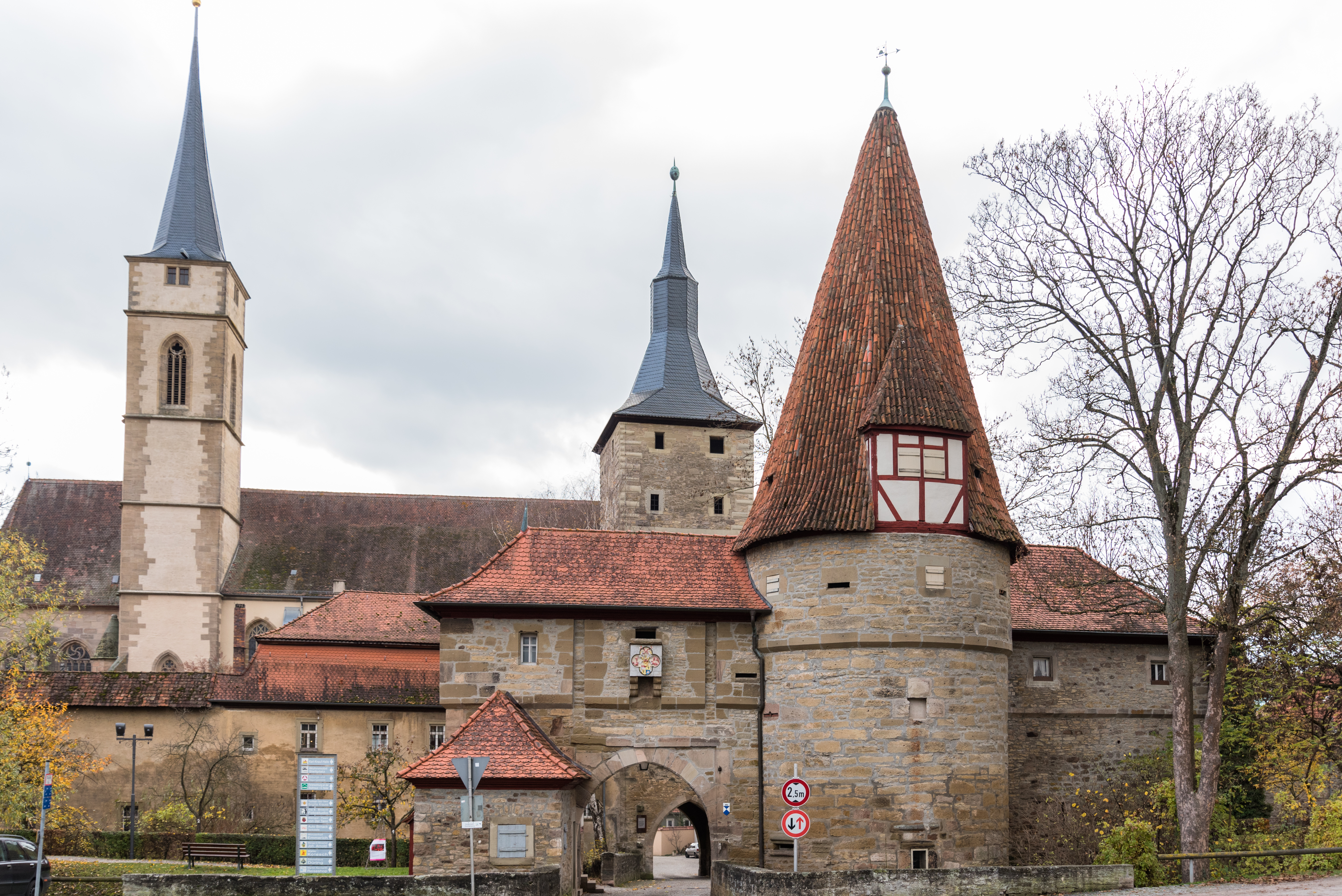
Rödelseer Tor, Vortor, Feldseite weitere Bilder
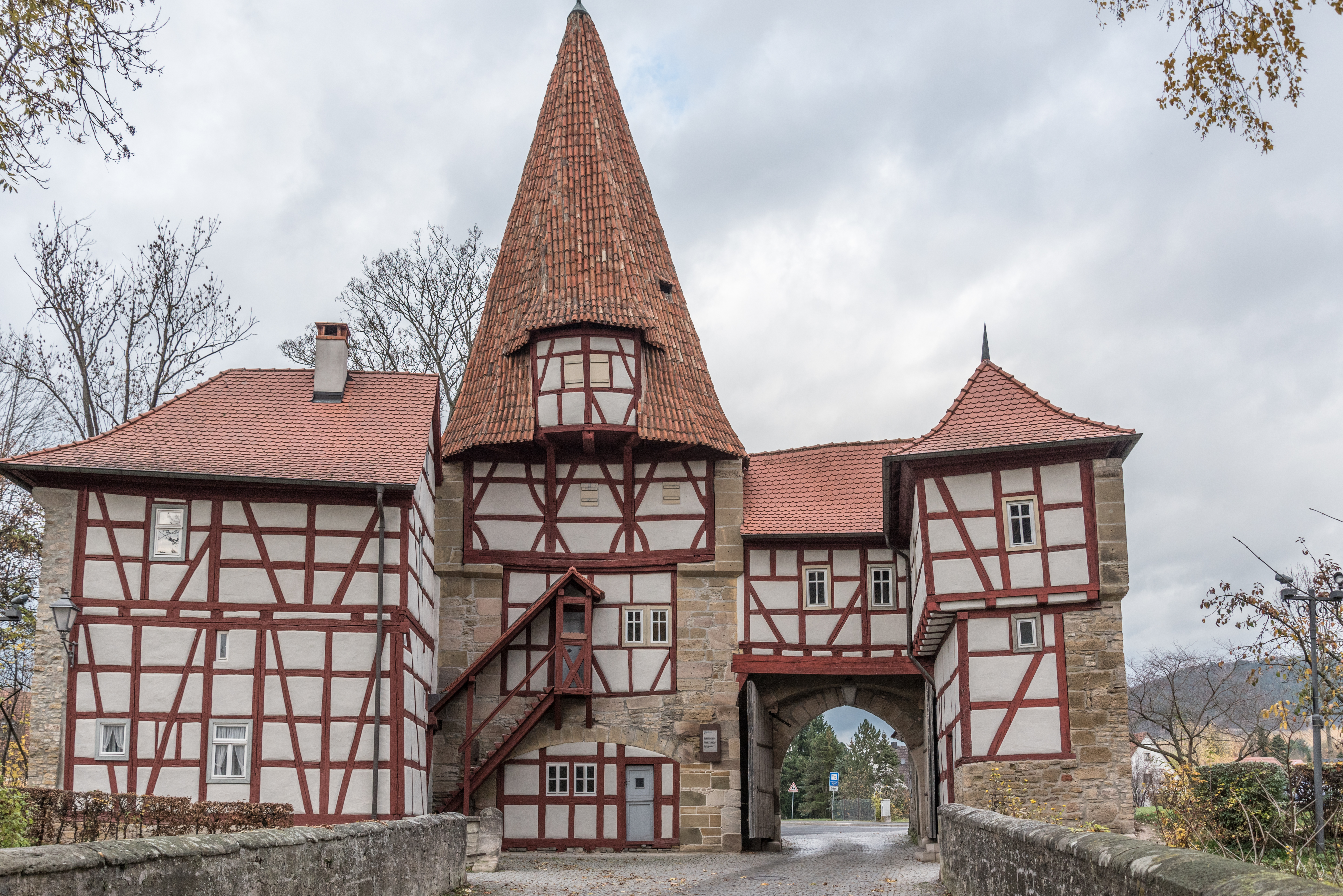
Rödelseer Tor, Vortor, Stadtseite weitere Bilder
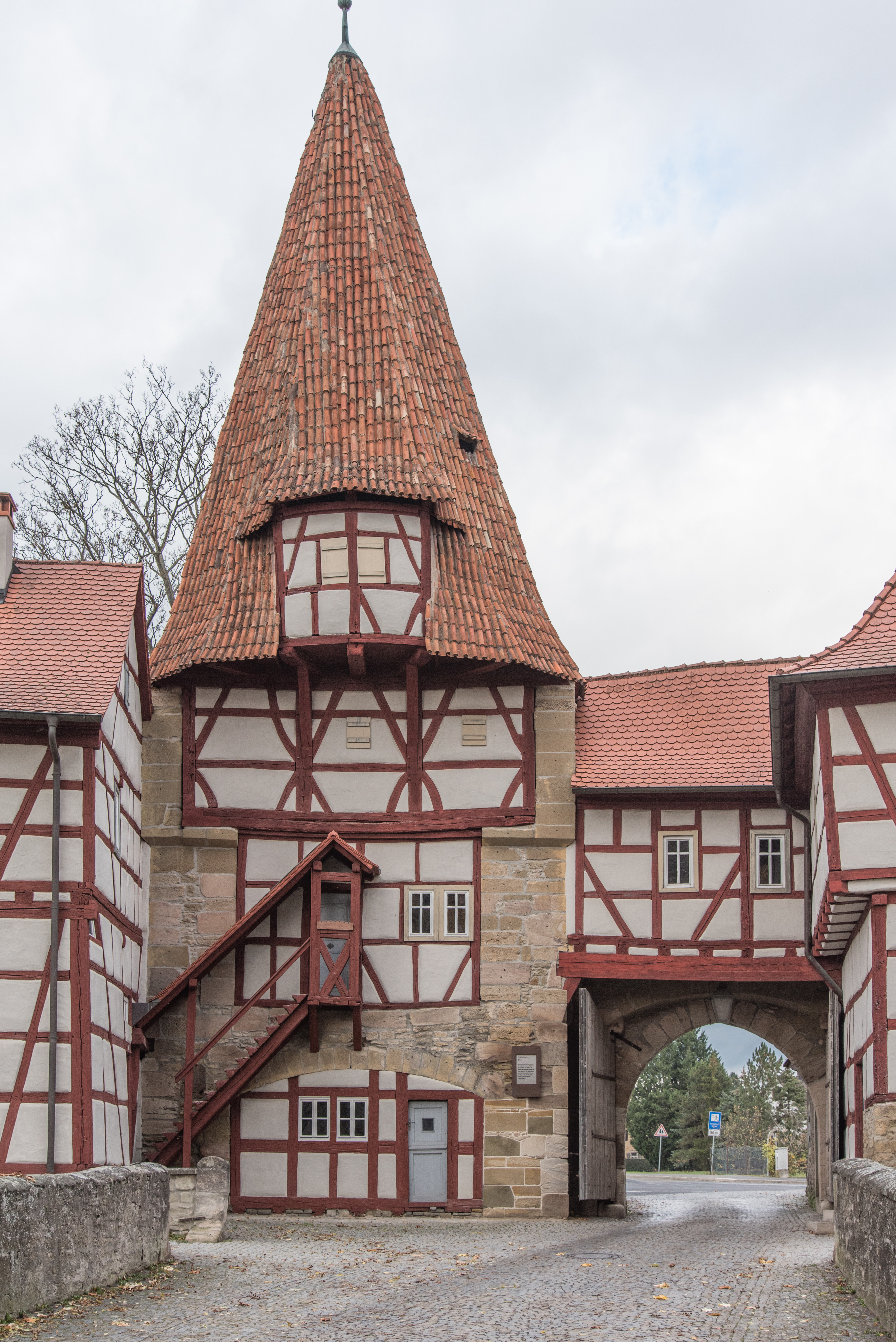
Rödelseer Tor, Barbakane, Stadtseite weitere Bilder
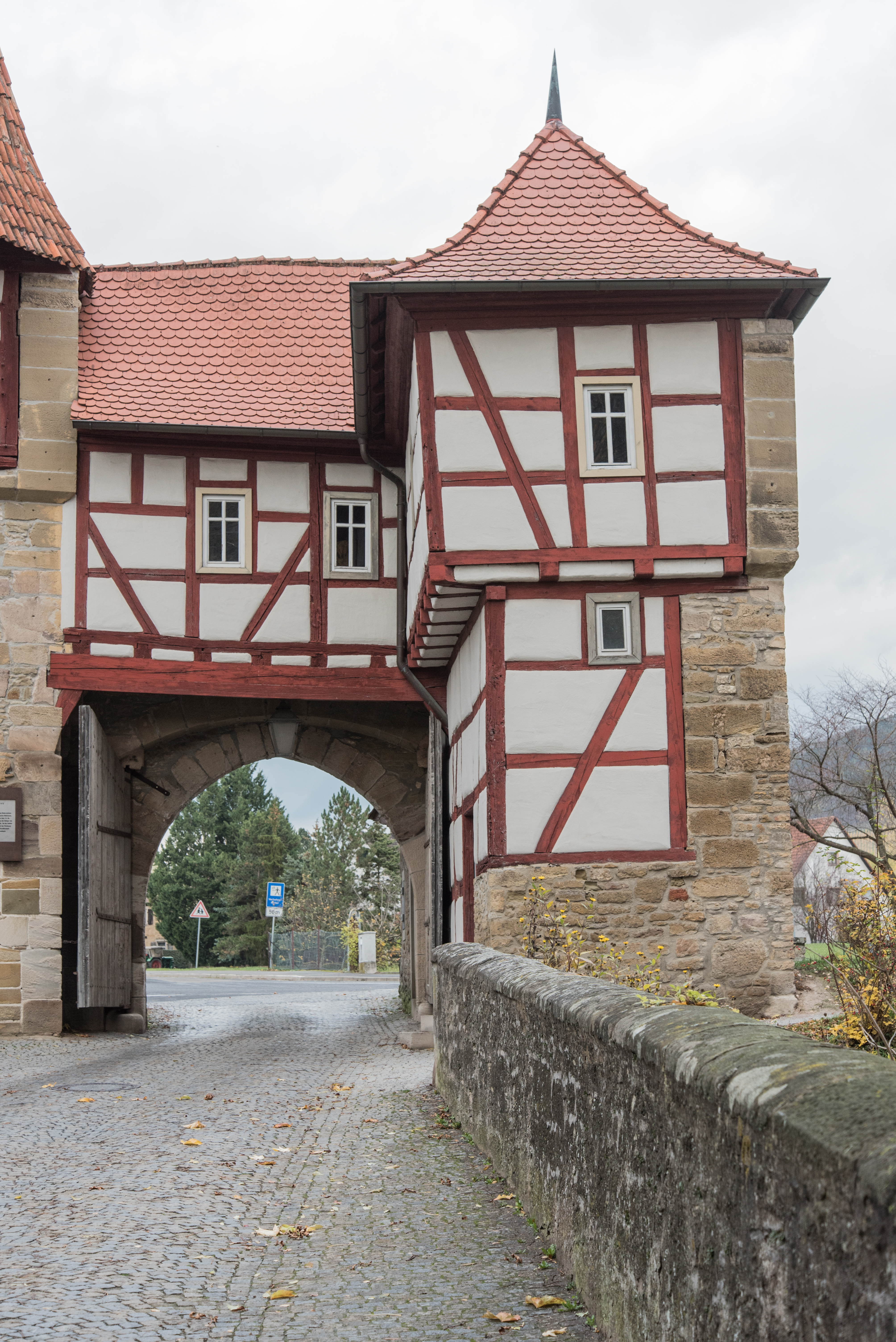
Rödelseer Tor, Torwächterhäuschen, Stadtseite weitere Bilder
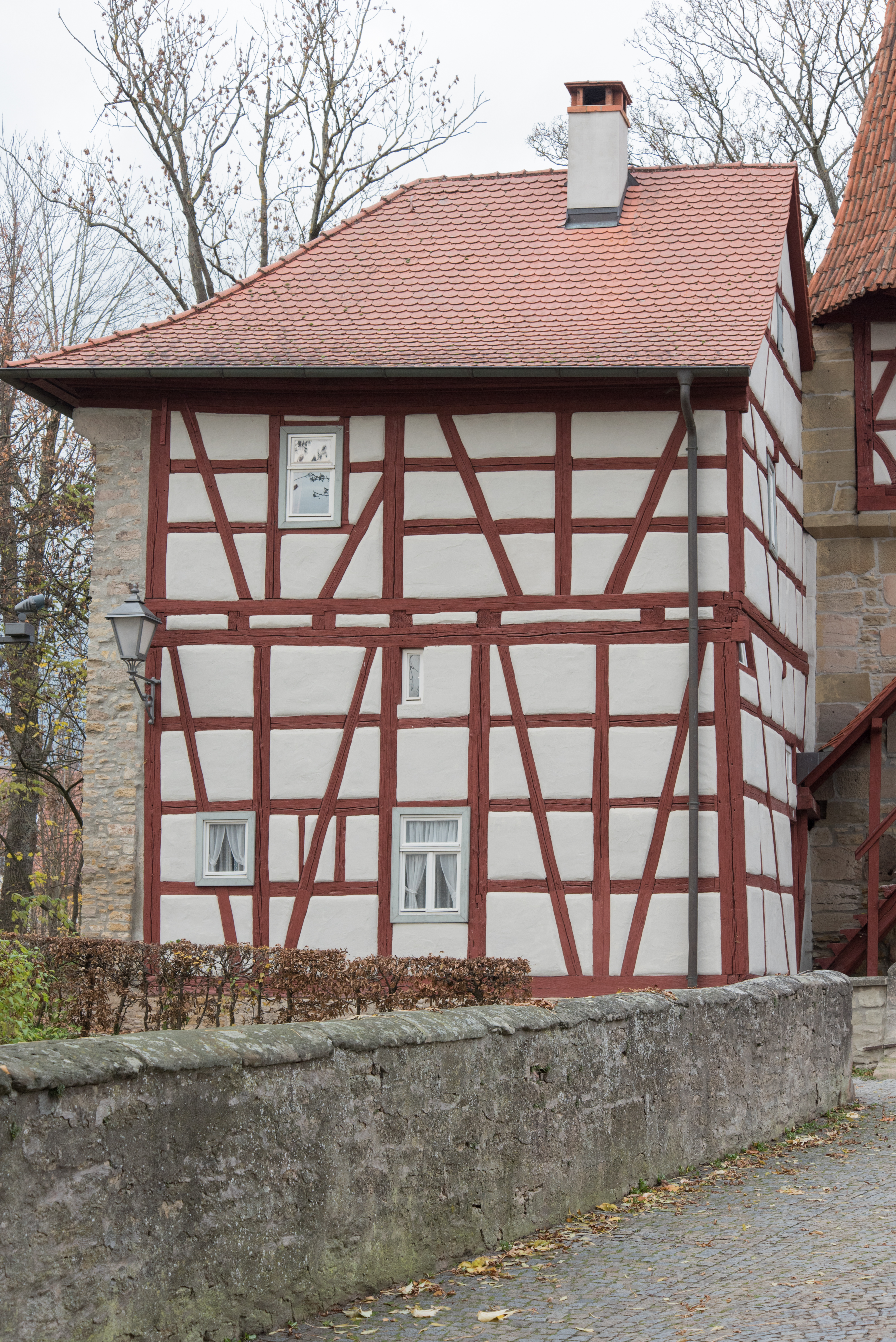
Rödelseer Tor, Wohnhaus, Stadtseite weitere Bilder
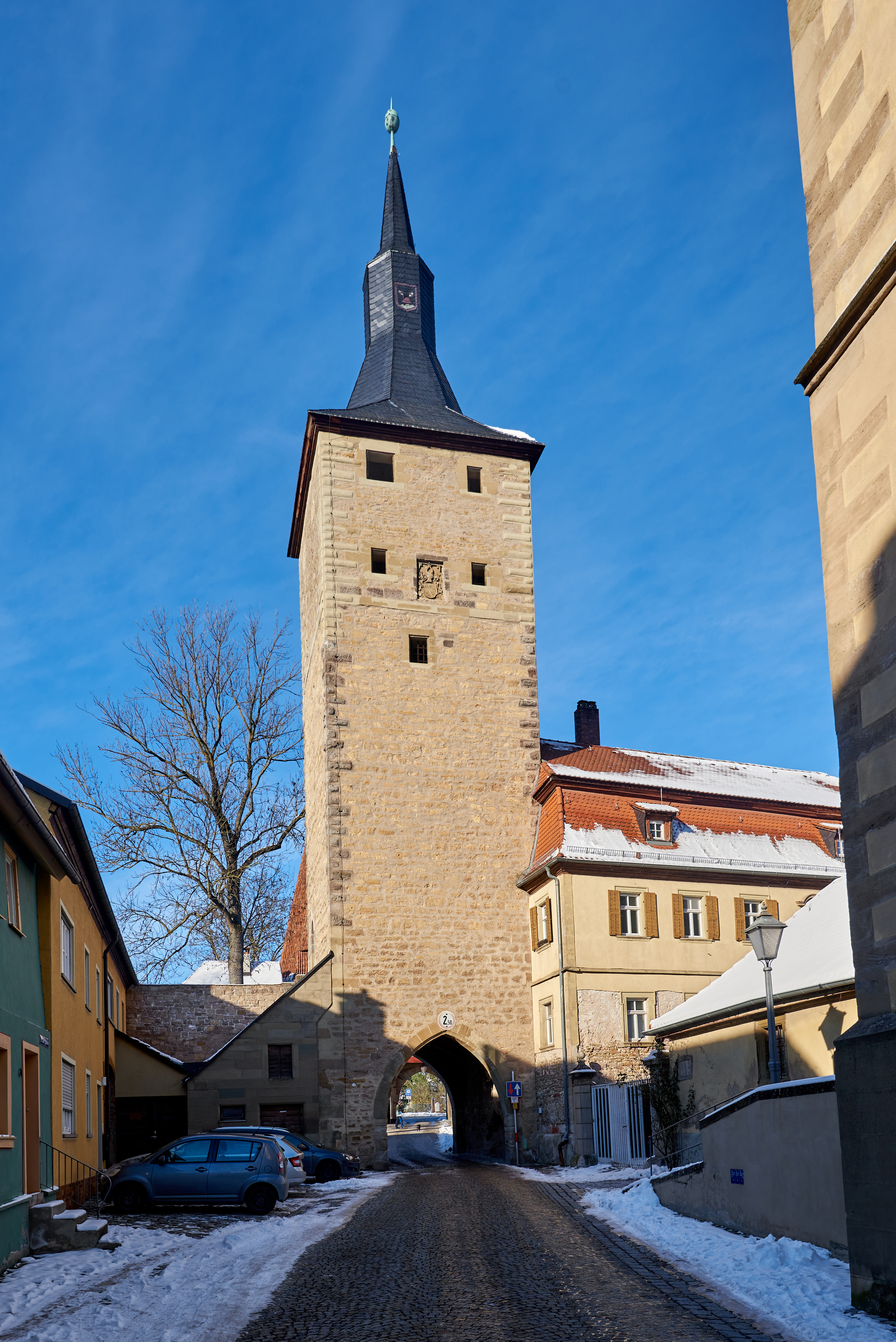
Mittagsturm, Stadtseite weitere Bilder
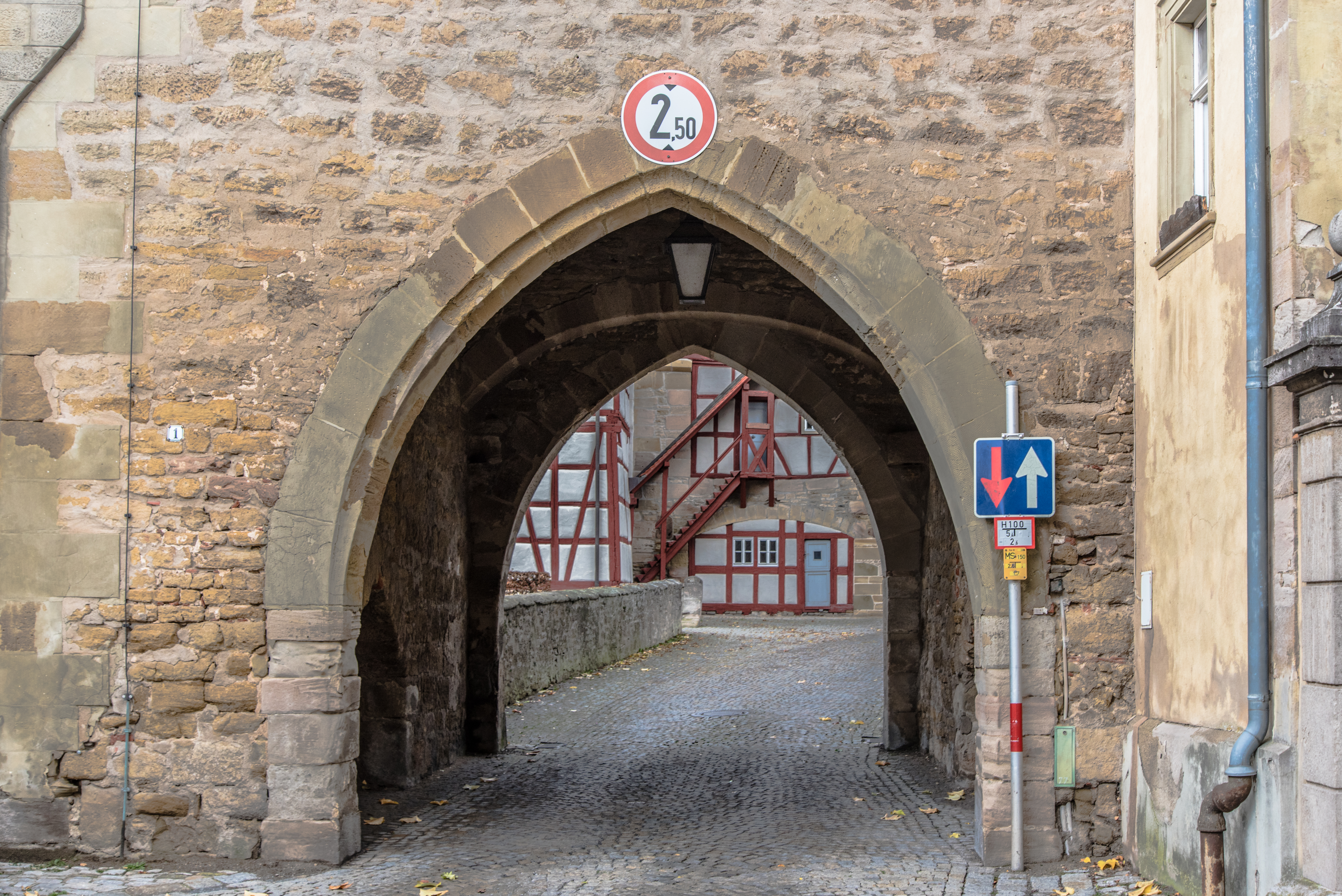
Mittagsturm, Durchfahrt, Stadtseite weitere Bilder
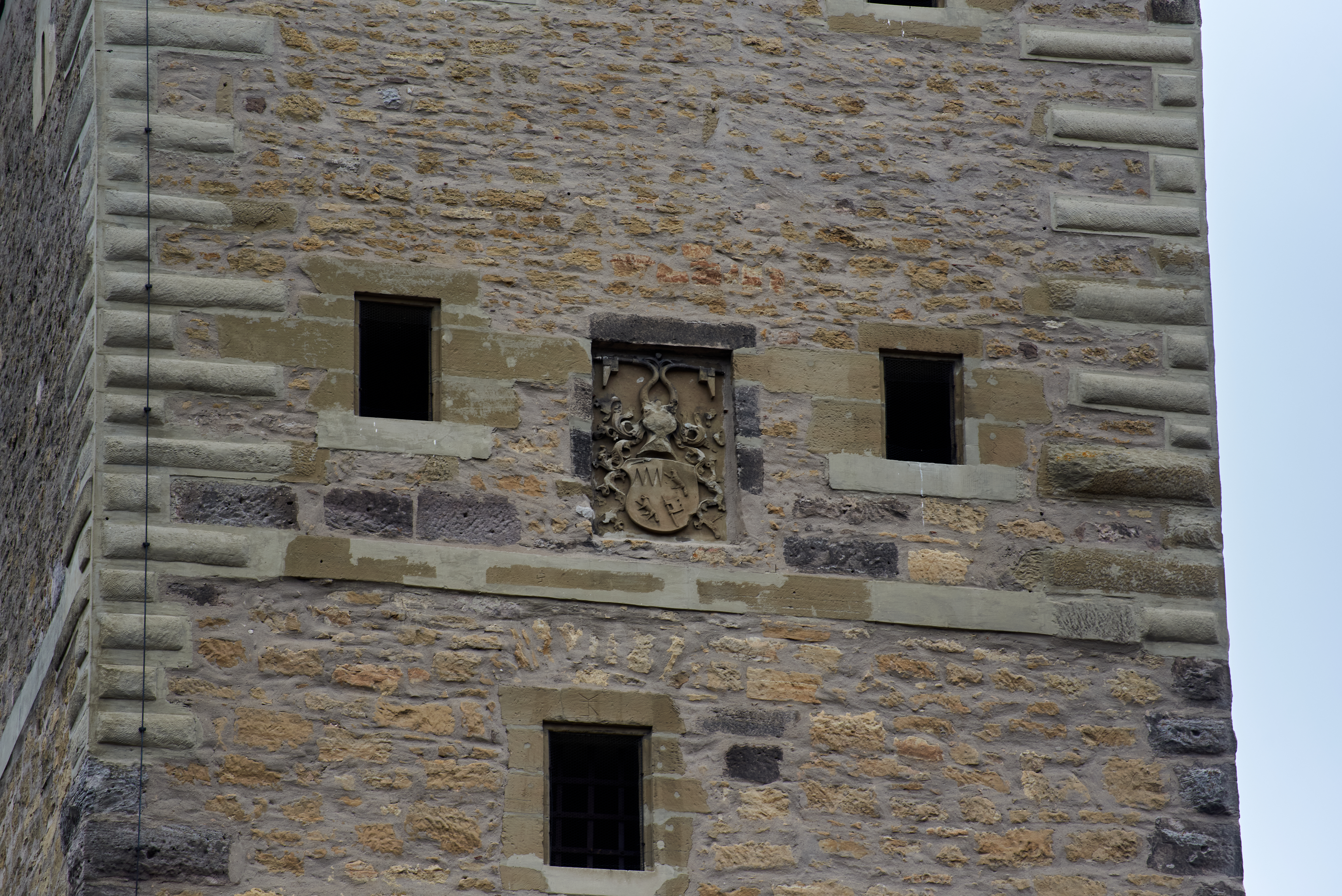
Mittagsturm, Wappen, Stadtseite weitere Bilder
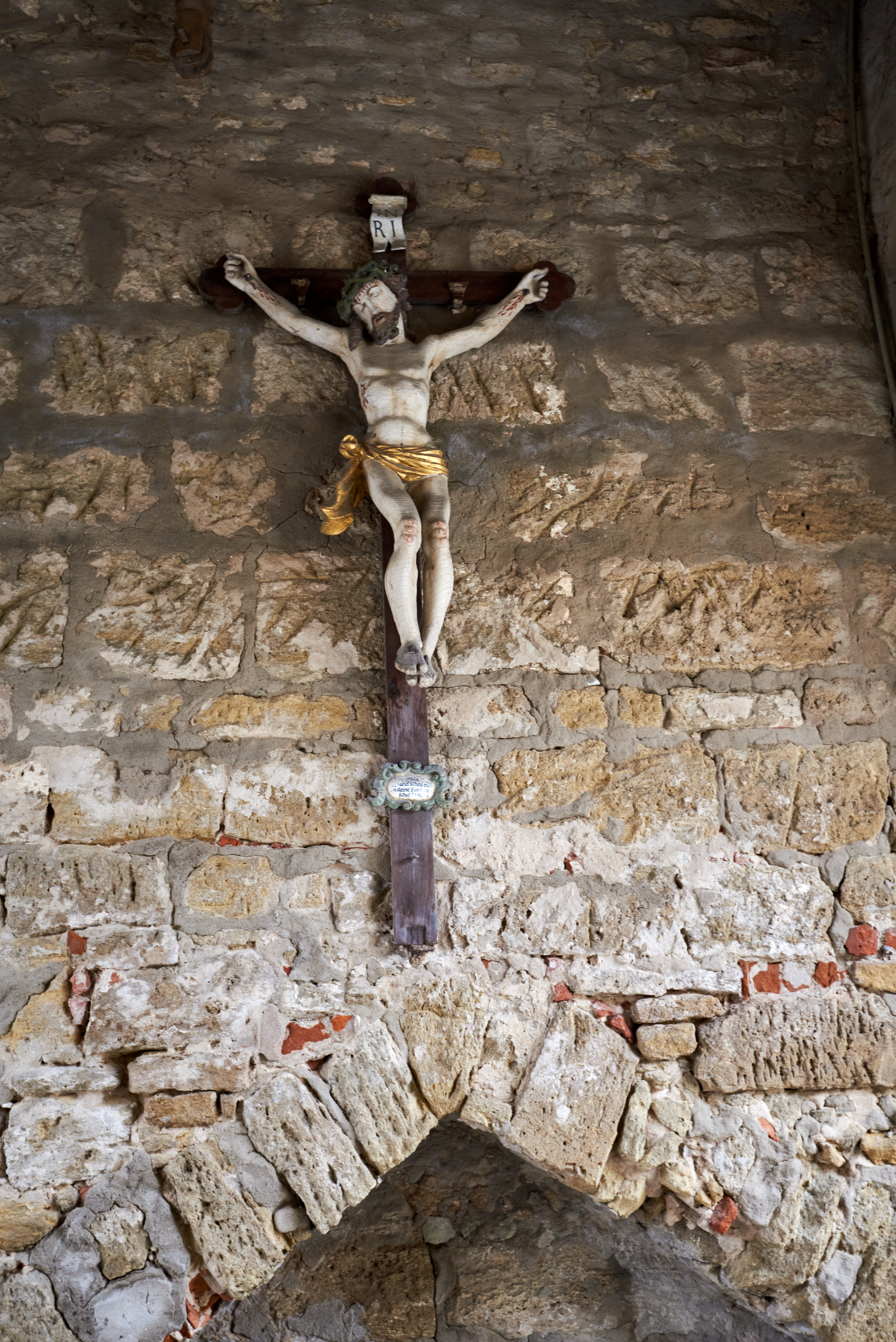
Mittagsturm, Durchfahrt, Stadtseite weitere Bilder
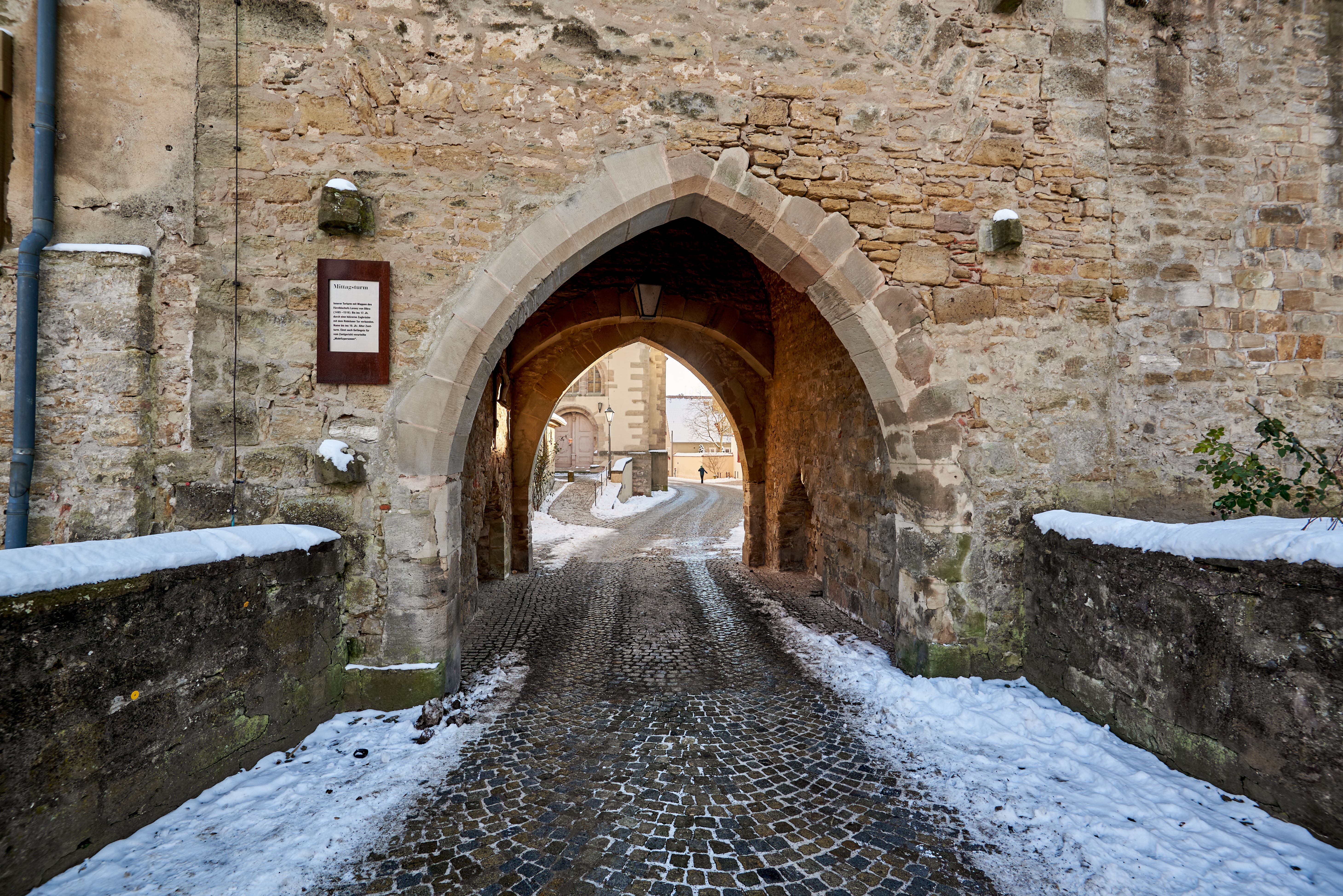
Mittagsturm, Durchfahrt, Feldseite weitere Bilder
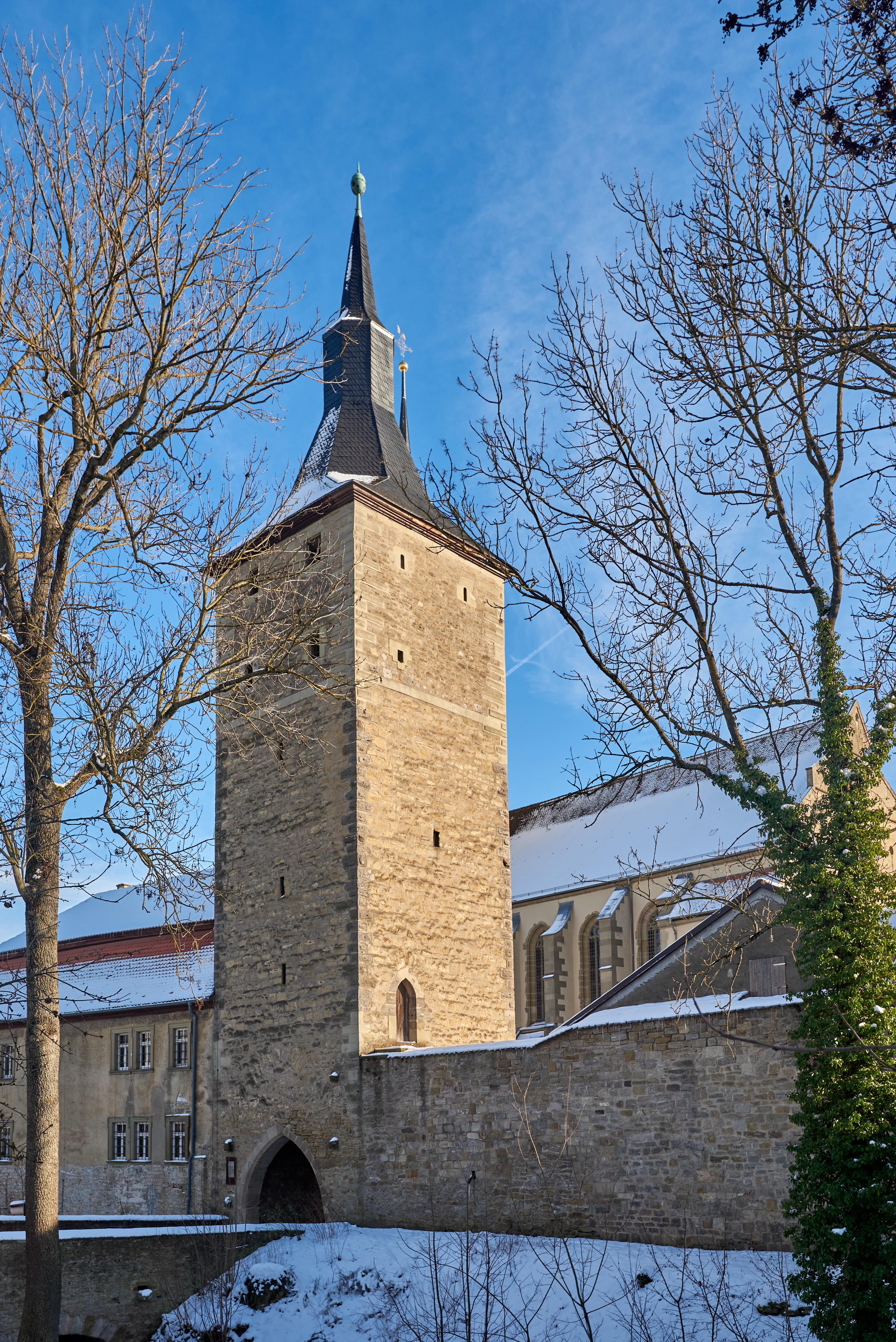
Mittagsturm, Feldseite weitere Bilder
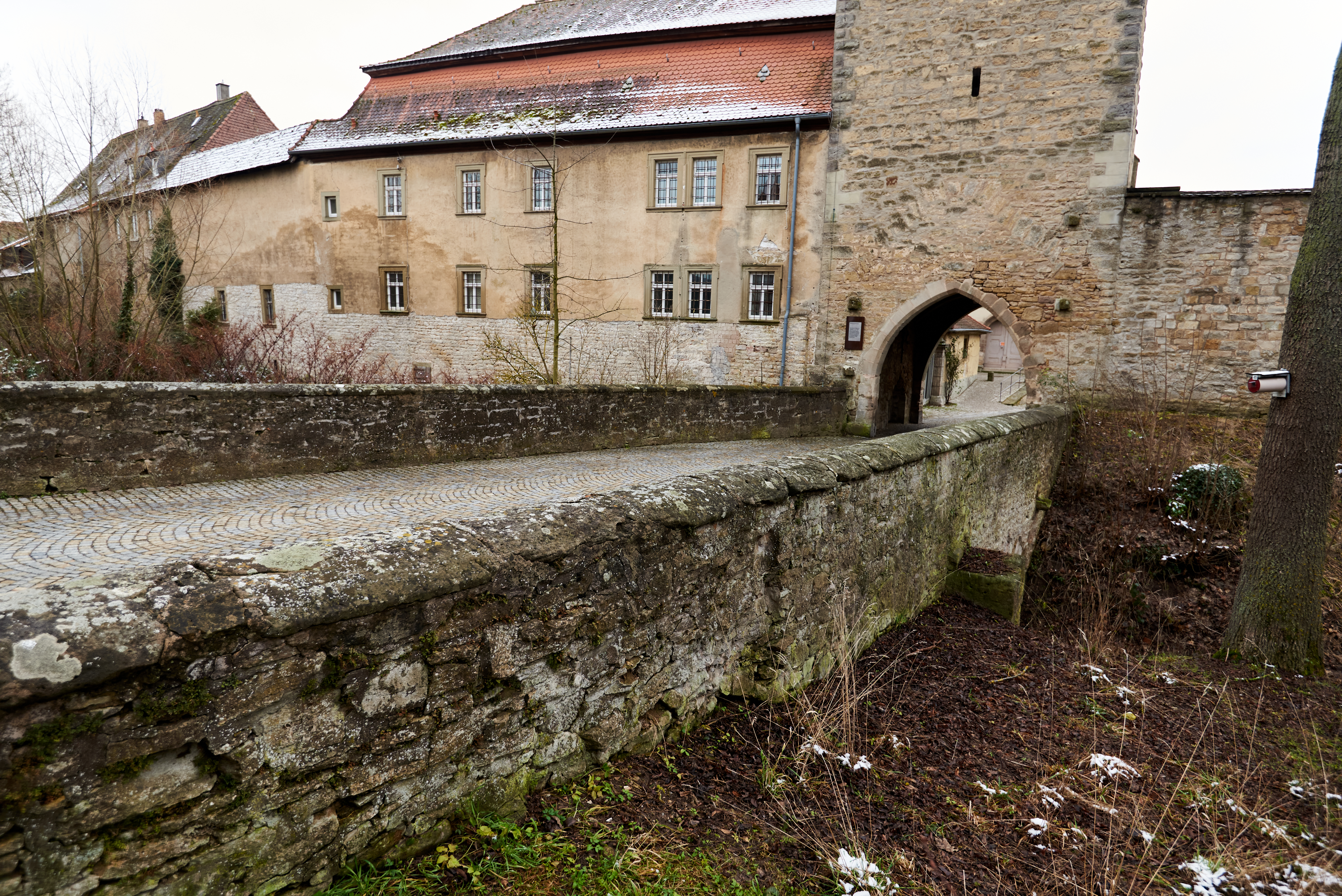
Brücke über den inneren Graben, von Westen weitere Bilder
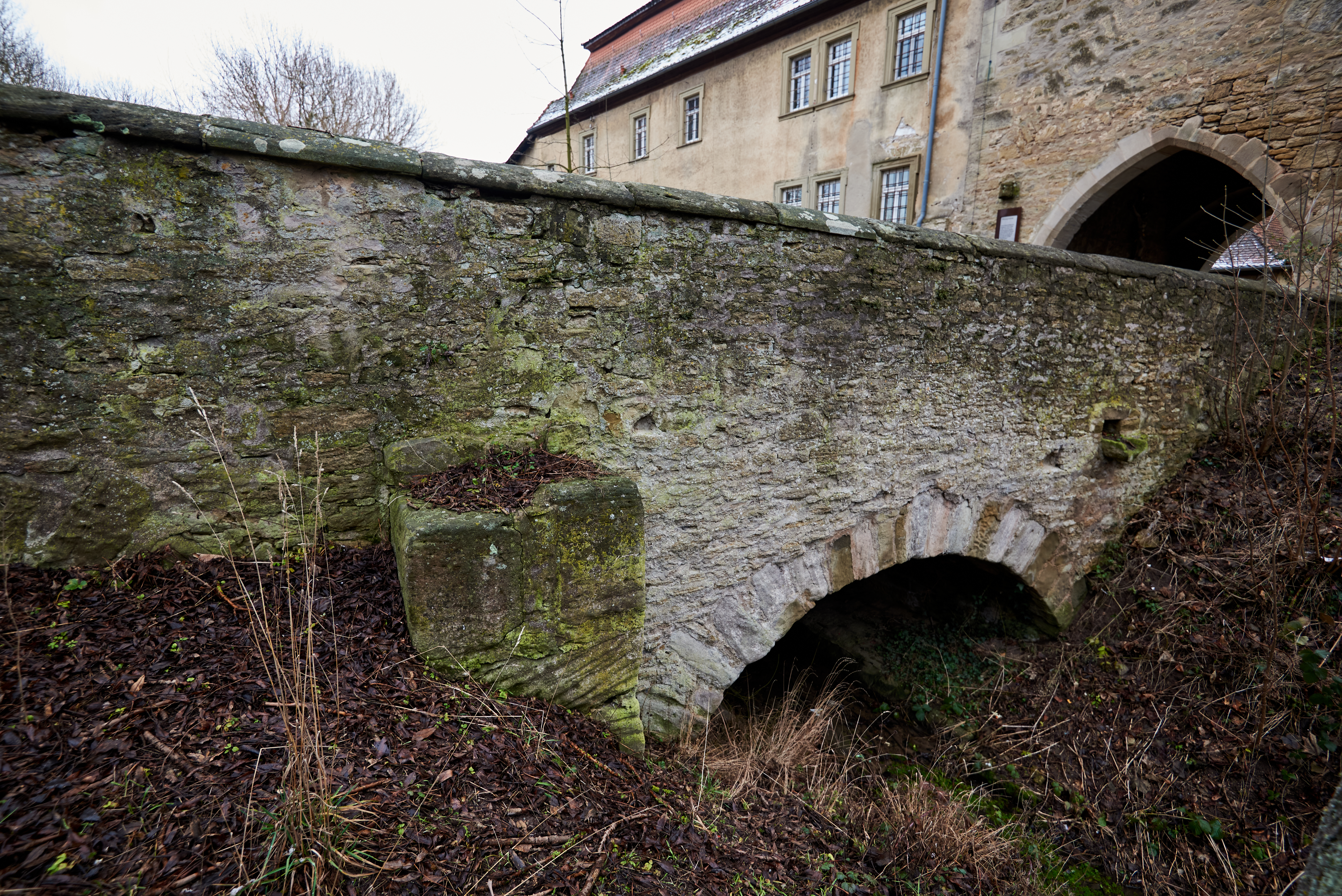
Brücke über den inneren Graben, von Westen weitere Bilder
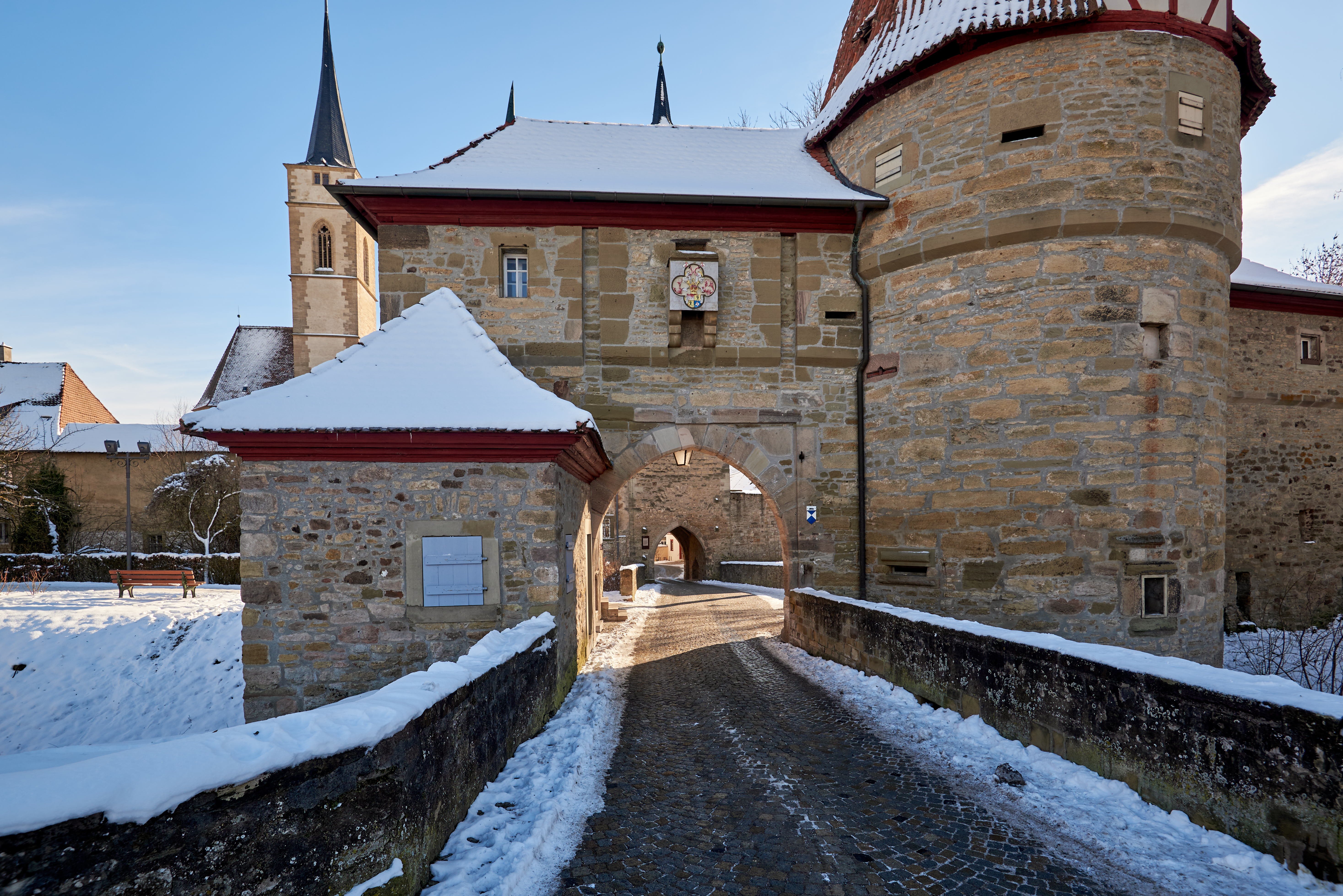
Brücke über den äußeren Graben, von Westen weitere Bilder

Stadtbefestigung vom Rödelseer Tor zum Einersheimer Tor
- Stadtmauer: Pfarrgasse 3 (Lage), Kirchplatz 5 (Lage), Kirchgasse 32 (Lage), Kirchgasse 30 (Lage), Kirchgasse 28 (Lage), Kirchgasse 26 (Lage), Kirchgasse 24 (Lage).
- Kirchgasse 24, Halbschalenturm mit Kegeldach (Lage)
- Stadtmauer: Kirchgasse 22 (Lage), Kirchgasse 20 (Lage), Kirchgasse 18 (Lage), Kirchgasse 16 (Lage), Kirchgasse 14 (Lage), Kirchgasse 12 (Lage), Kirchgasse 10 (Lage), Kirchgasse 8 (Lage), Kirchgasse 6 (Lage), Kirchgasse 3 (Lage), Kirchgasse 2 (Lage), Kirchgasse 1 (Lage).
- Kirchgasse 1, Hackerturm (Lage), umgebauter Wehrturm mit Fachwerkobergeschoss, 18. Jahrhundert

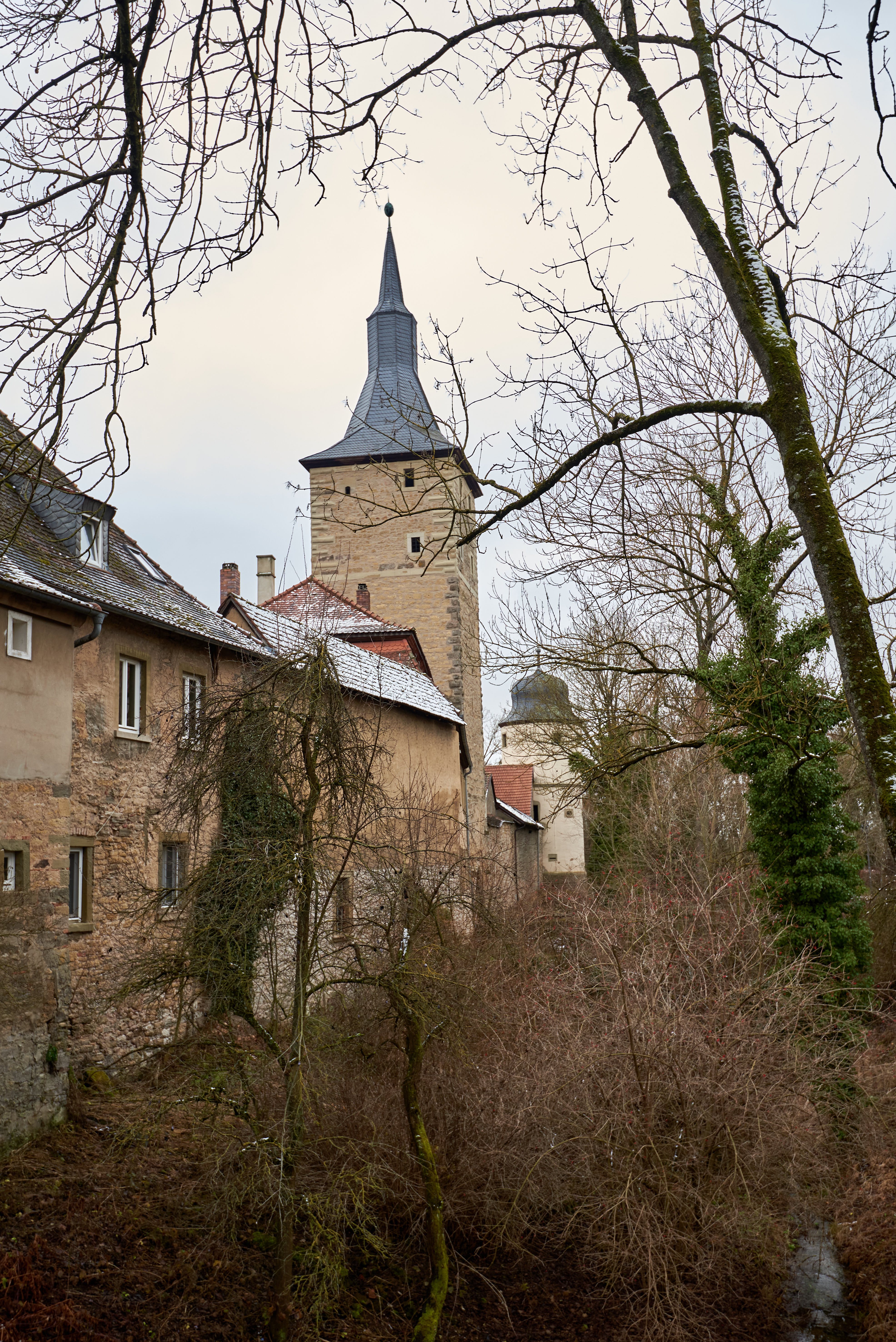
Stadtmauer, Kirchplatz 3, Feldseite
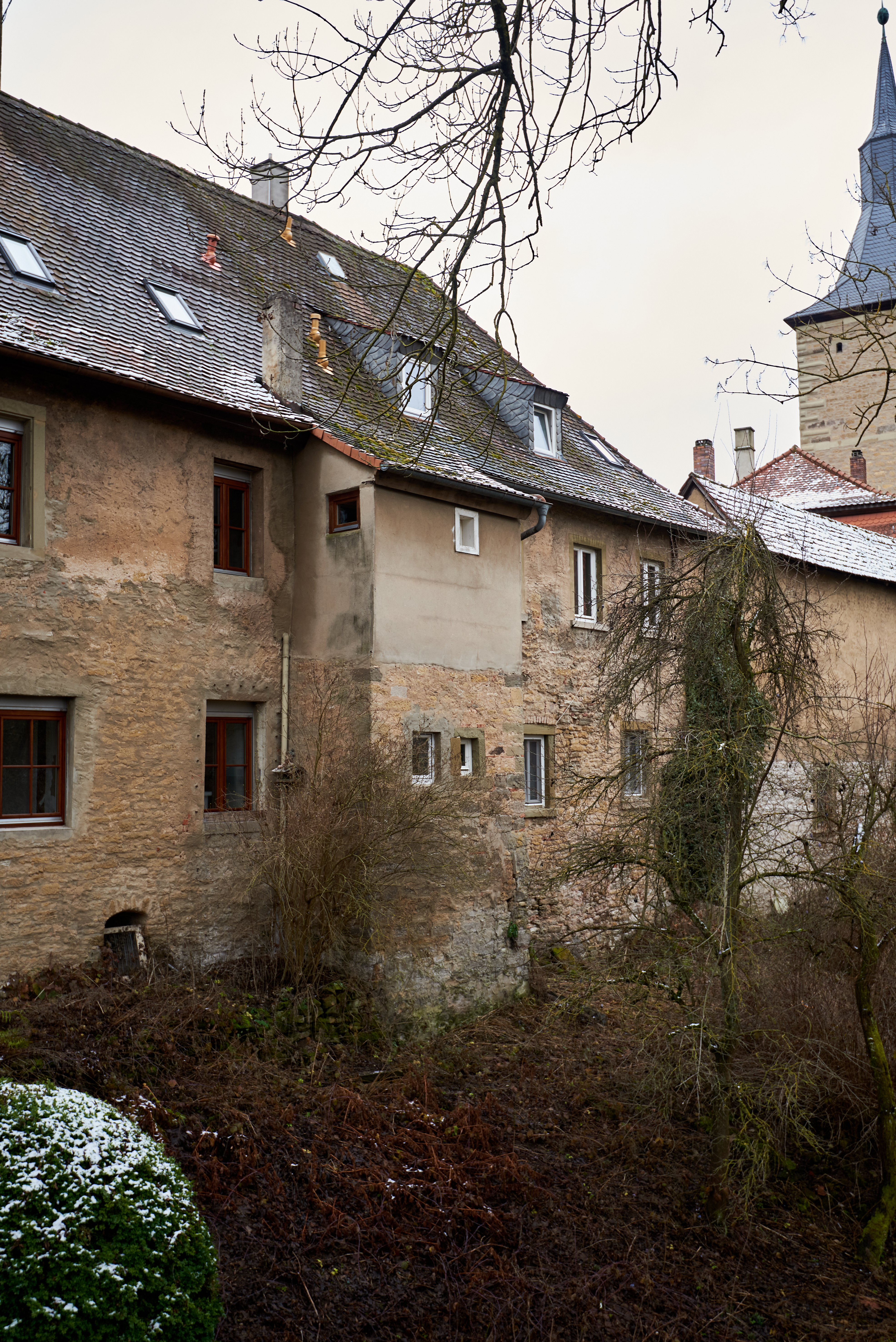
Stadtmauer, Kirchplatz 4, Feldseite
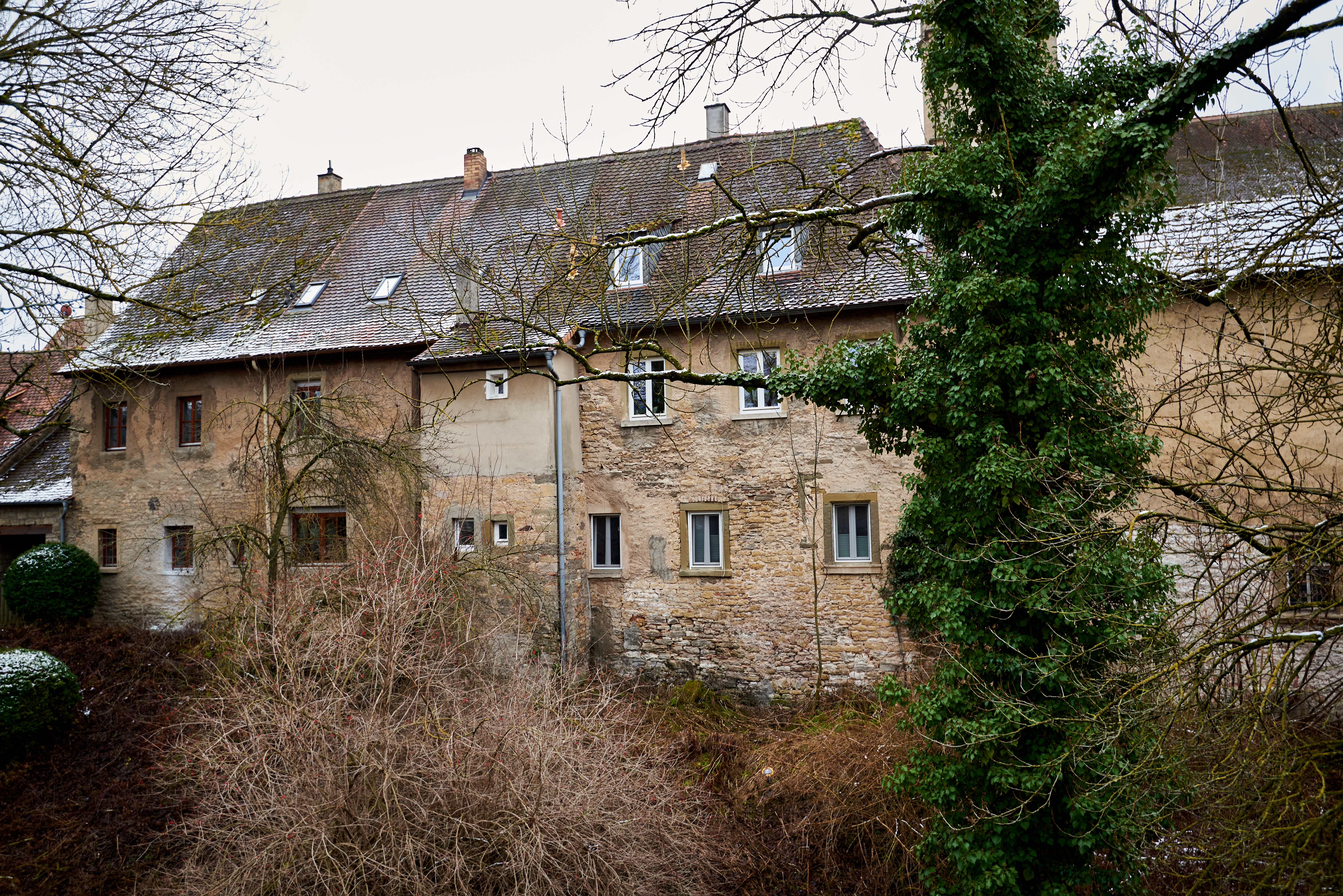
Stadtmauer, Kirchplatz 5, Feldseite
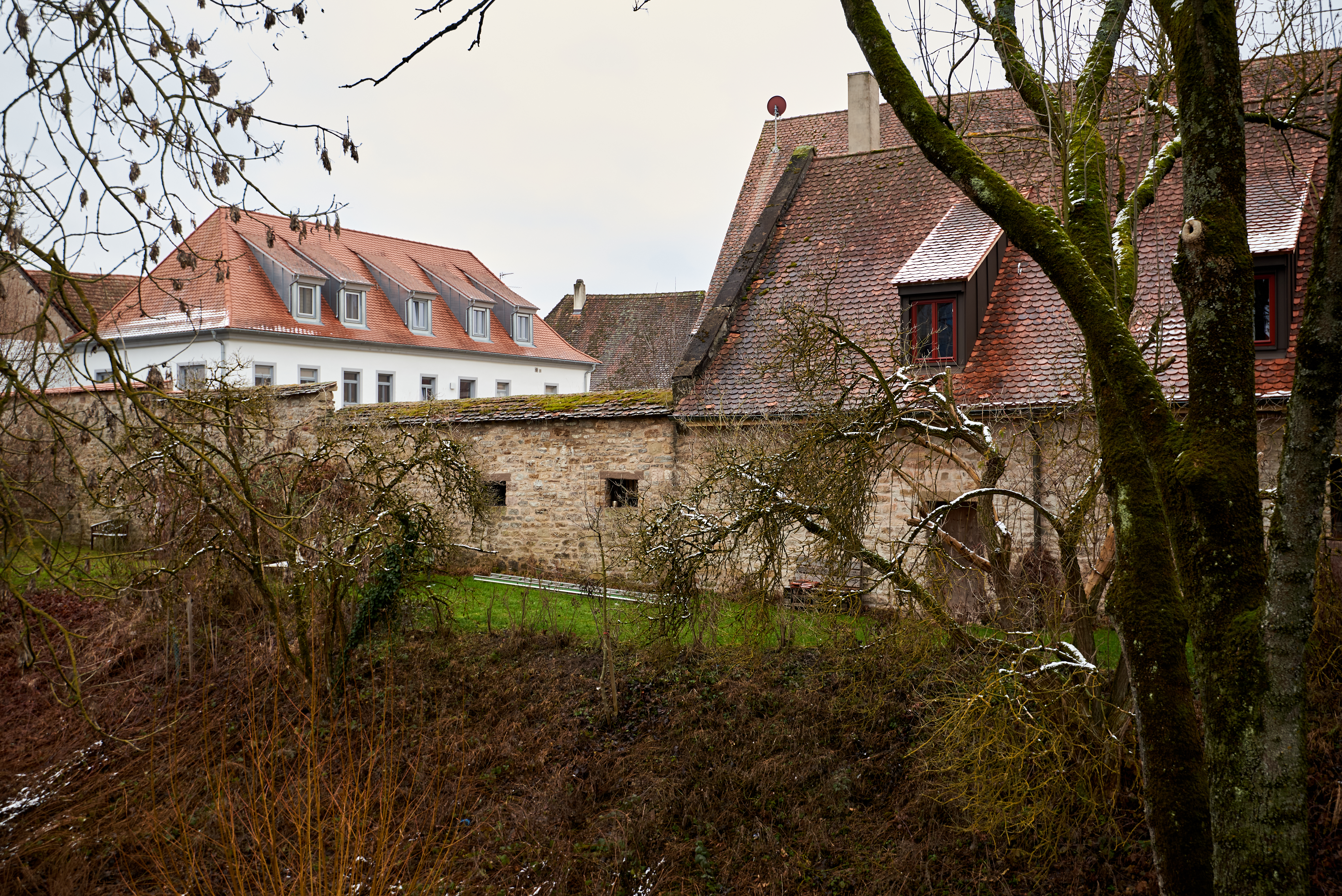
Stadtmauer, Kirchgasse 32, Feldseite
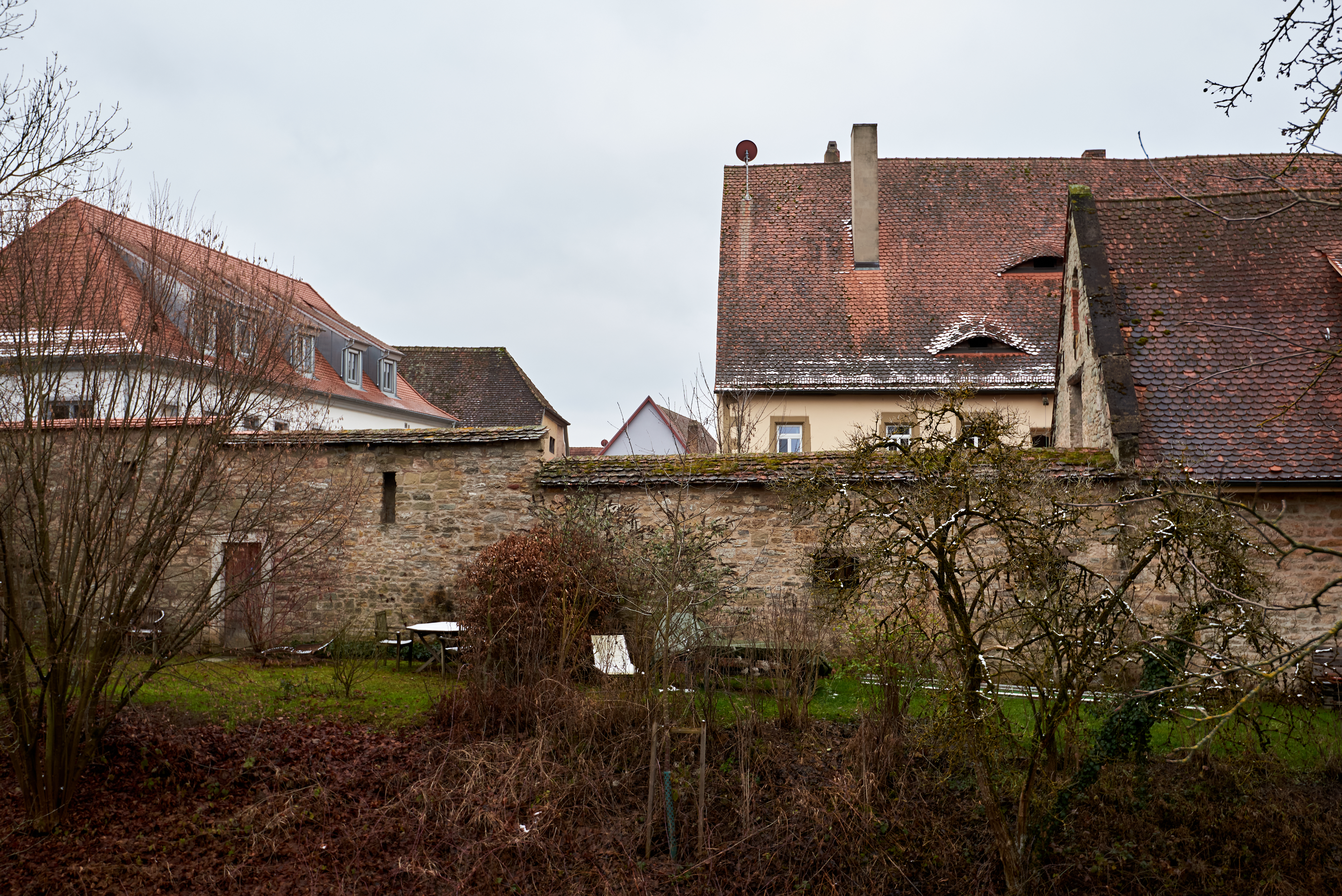
Stadtmauer, Kirchgasse 32, Feldseite
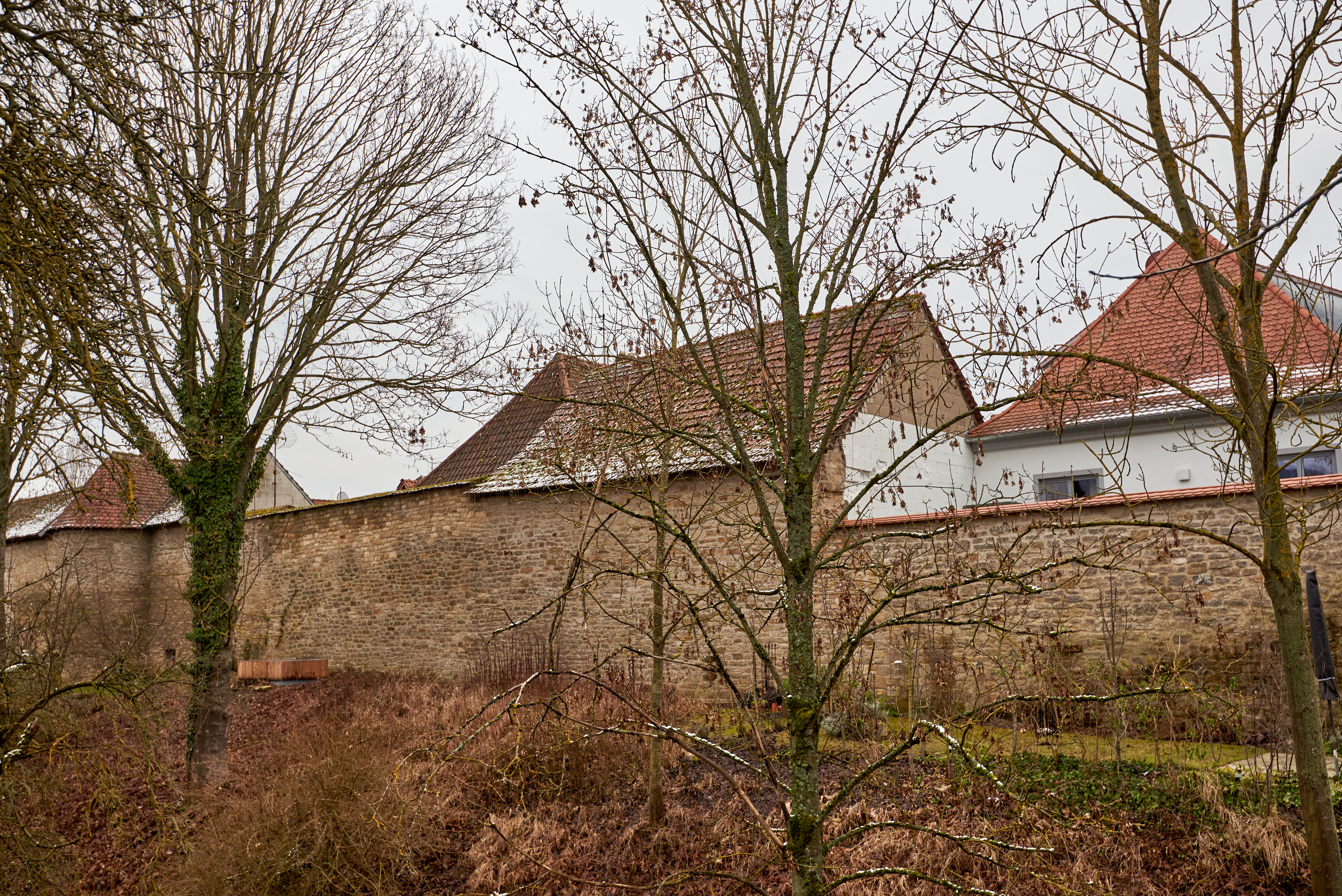
Stadtmauer, Kirchgasse 30, Feldseite
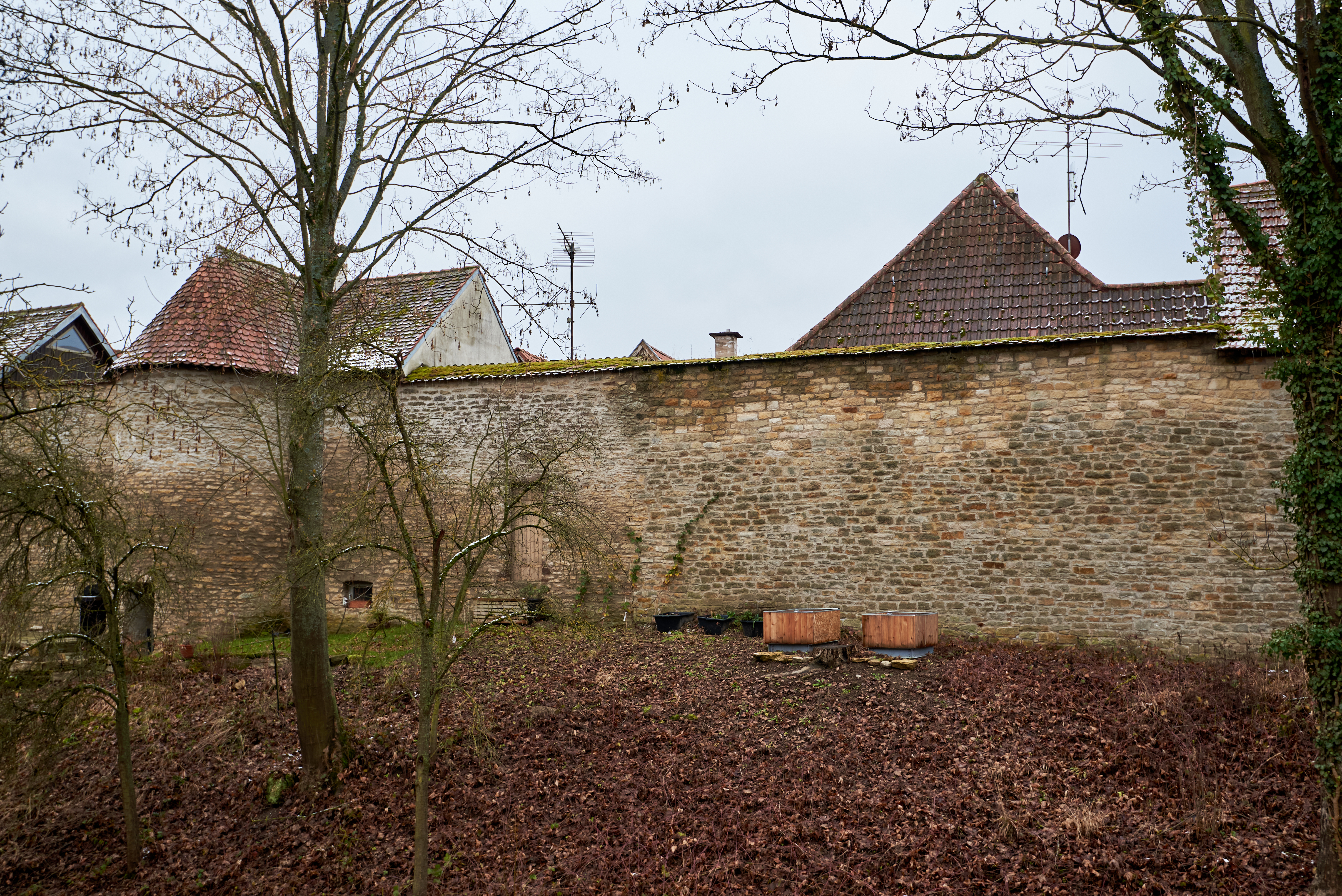
Stadtmauer, Kirchgasse 28, Feldseite
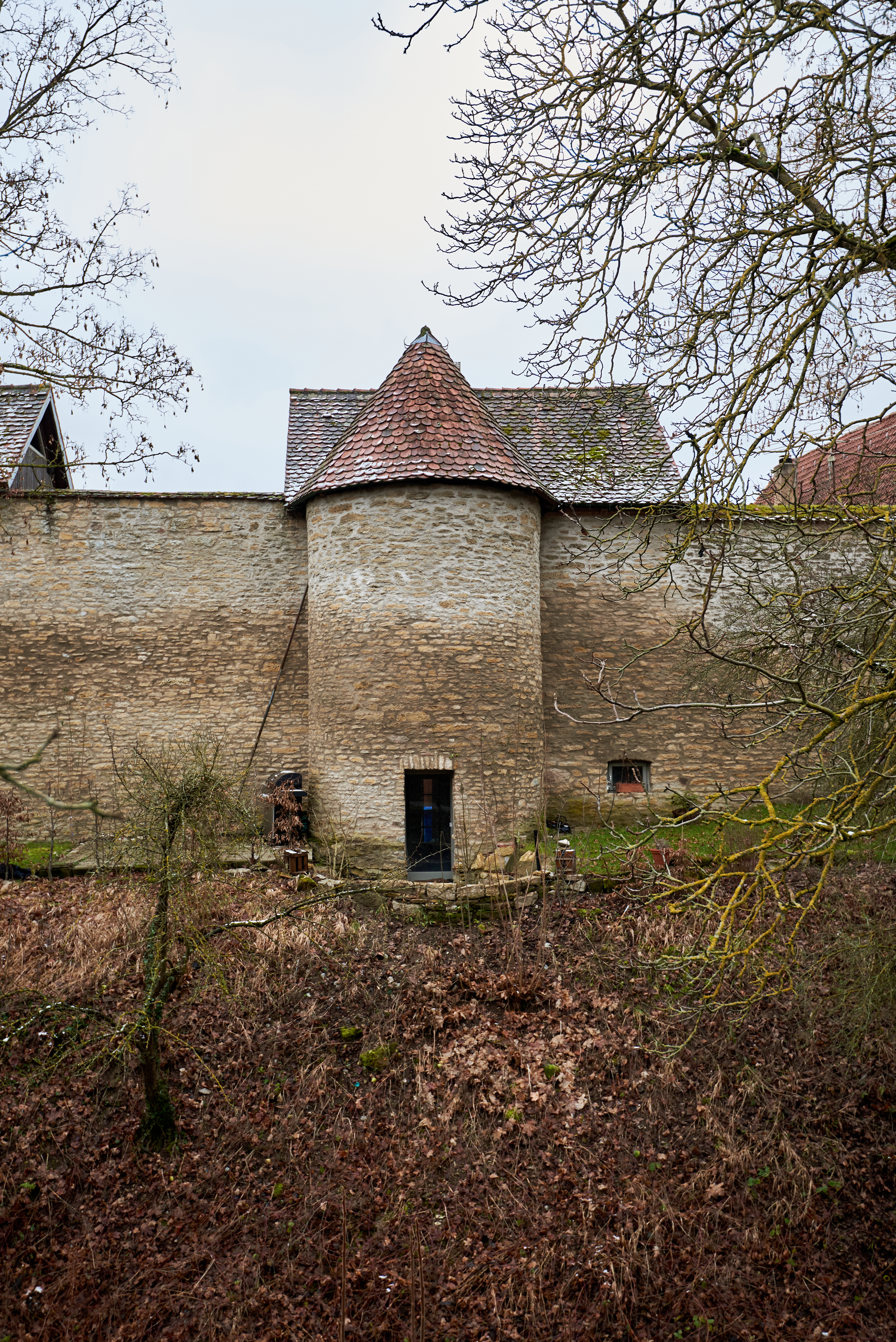
Halbschalenturm, Kirchgasse 26 weitere Bilder
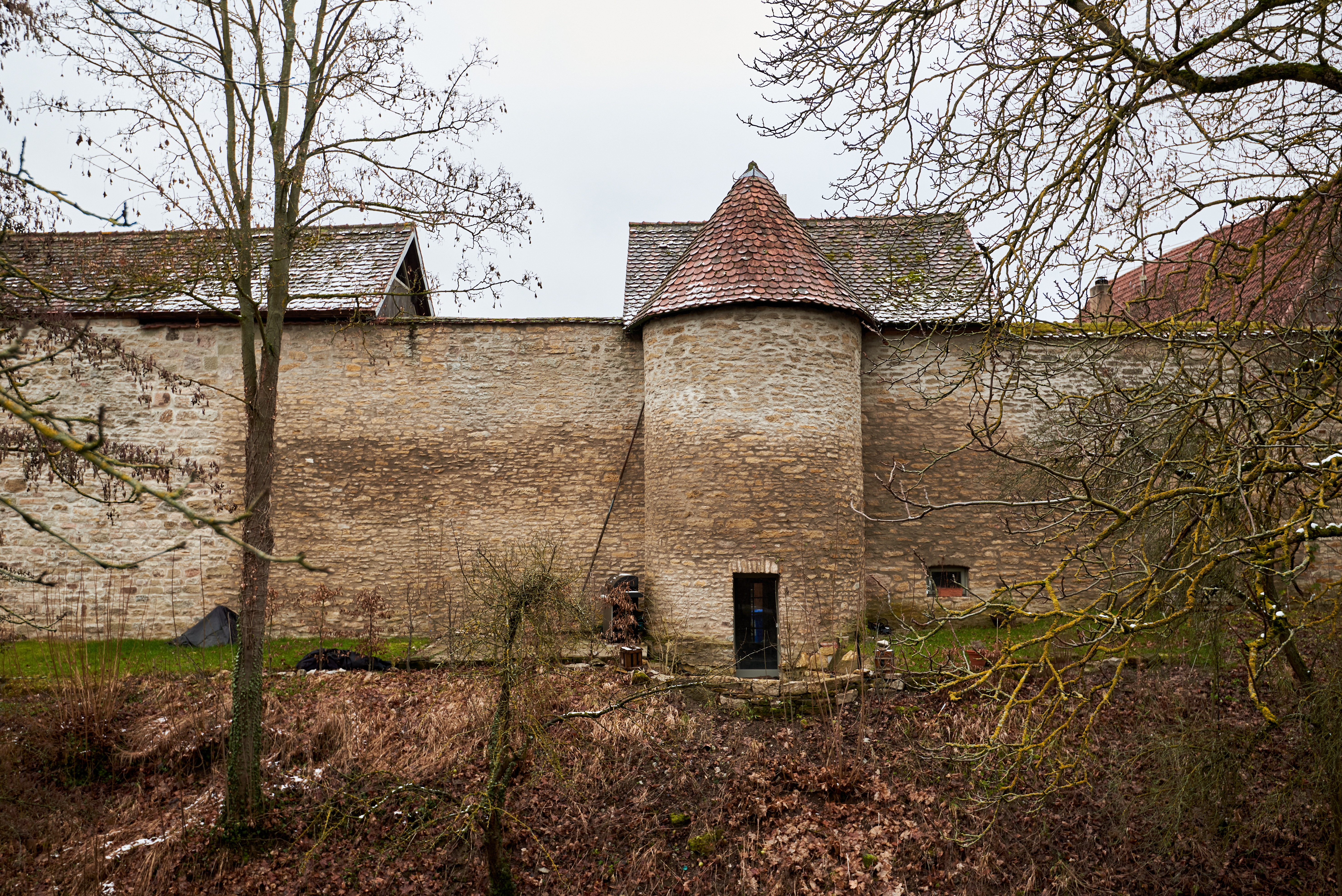
Halbschalenturm, Kirchgasse 26 weitere Bilder
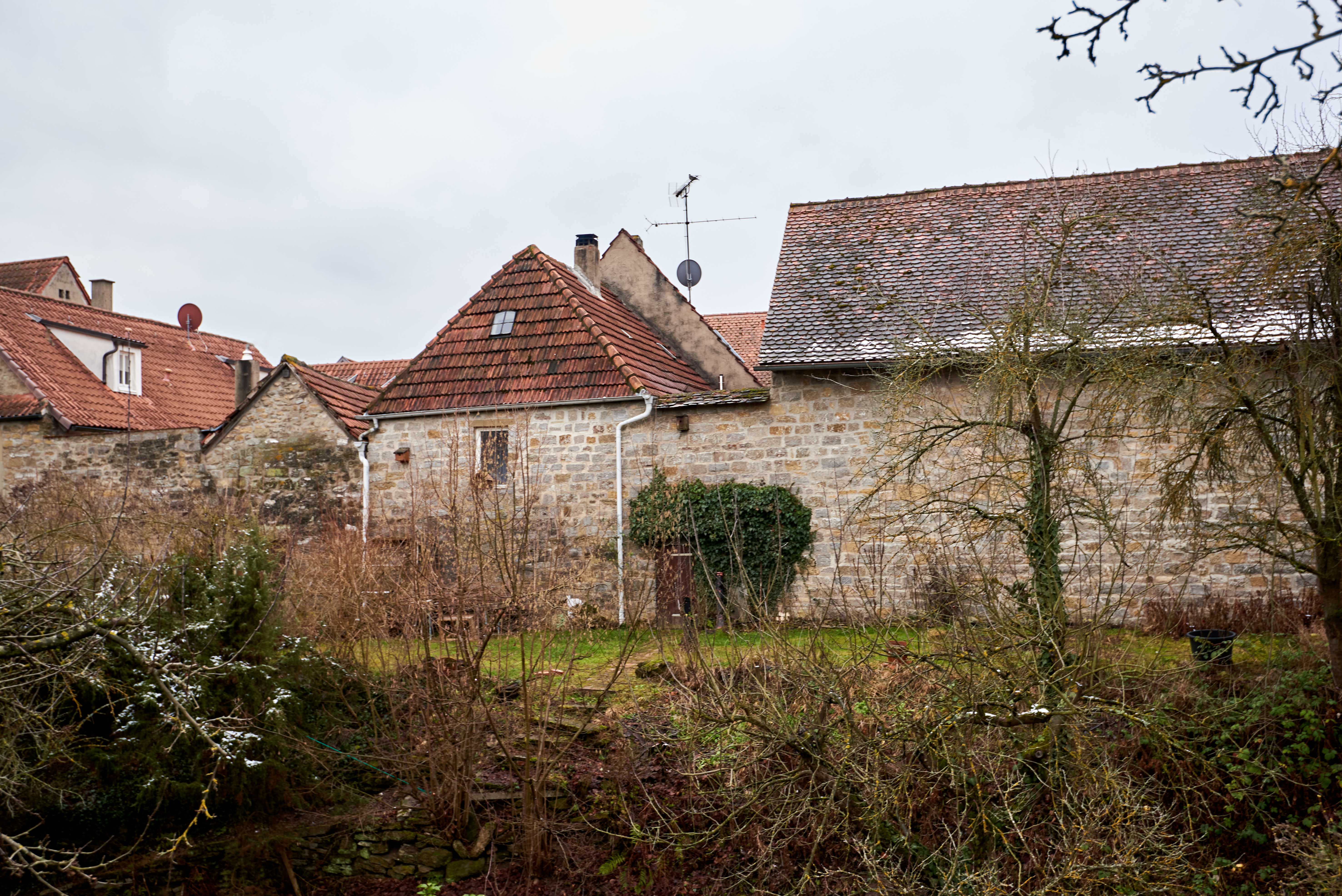
Stadtmauer, Kirchgasse 20, 18, 16, Feldseite
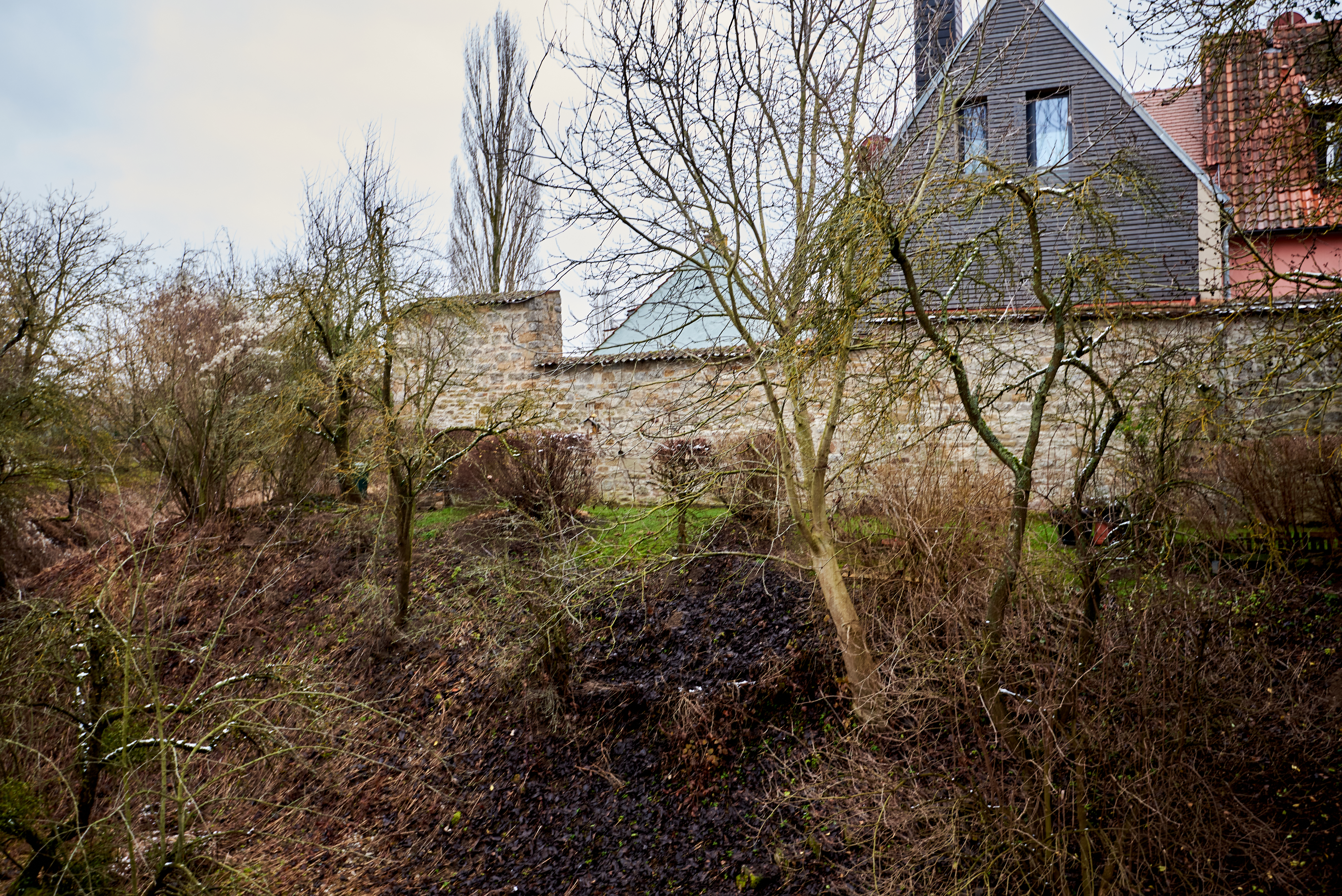
Stadtmauer, Kirchgasse 14, 12, Feldseite
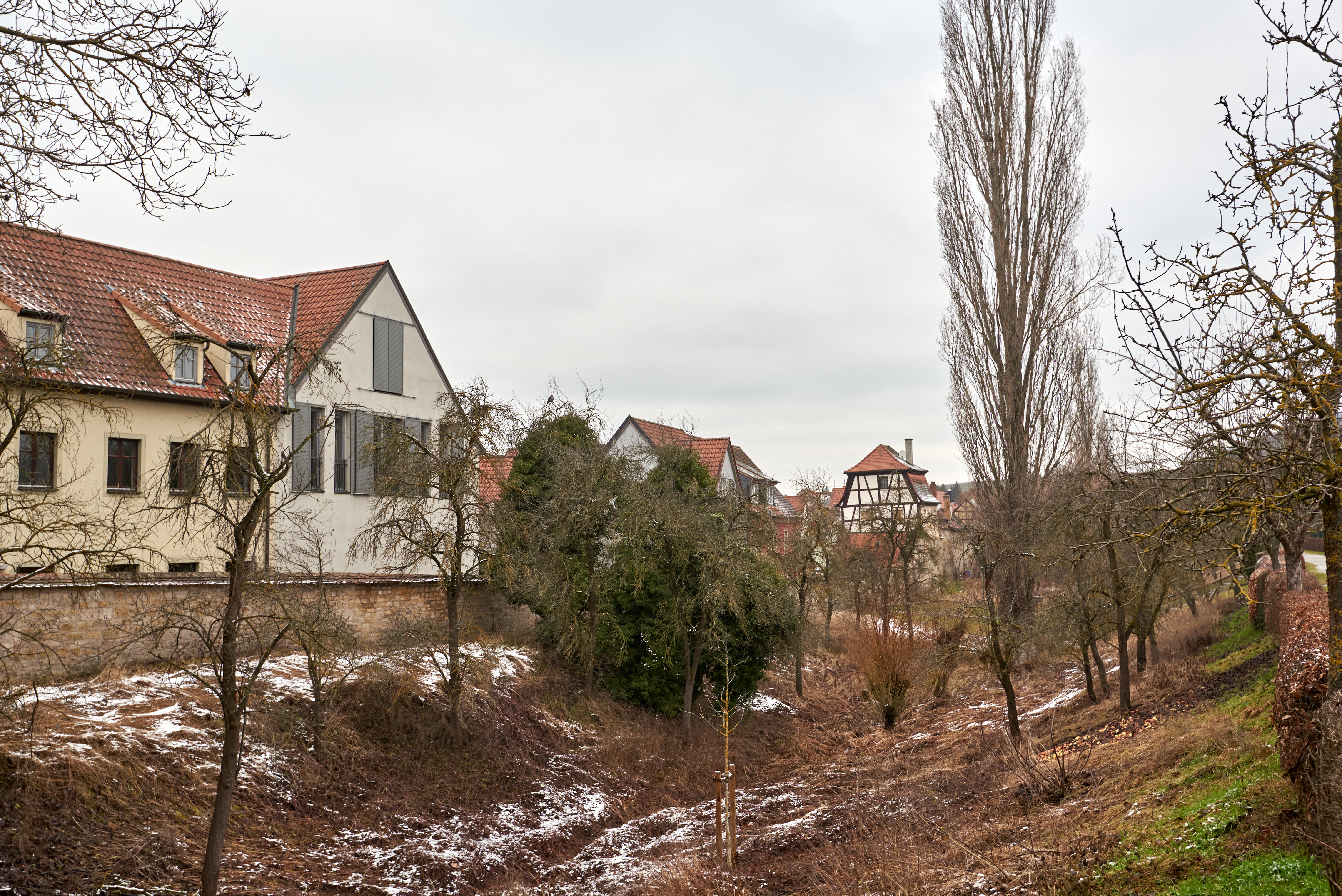
Stadtmauer, Kirchgasse 10, 8, Feldseite
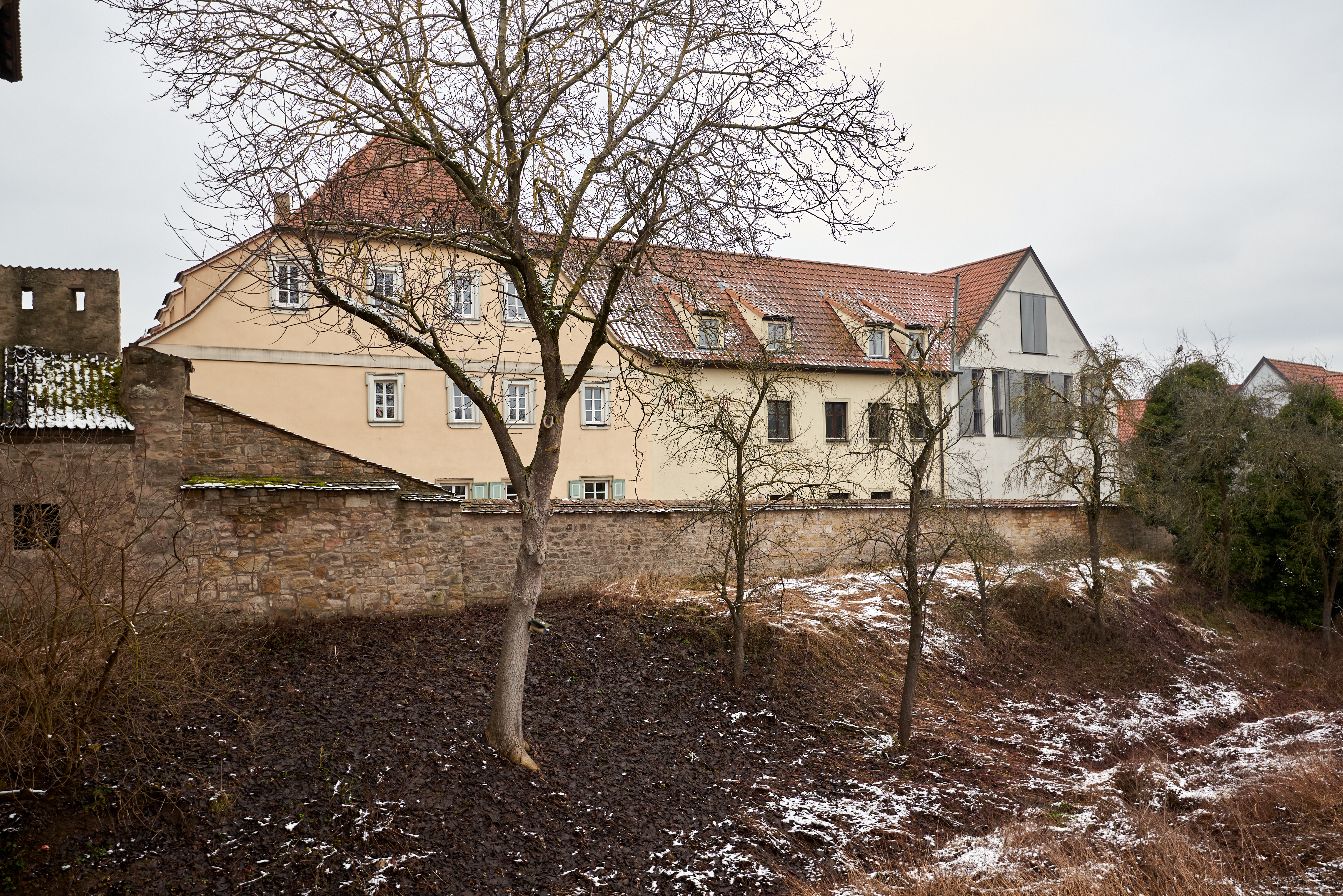
Stadtmauer, Kirchgasse 10, 8, Feldseite
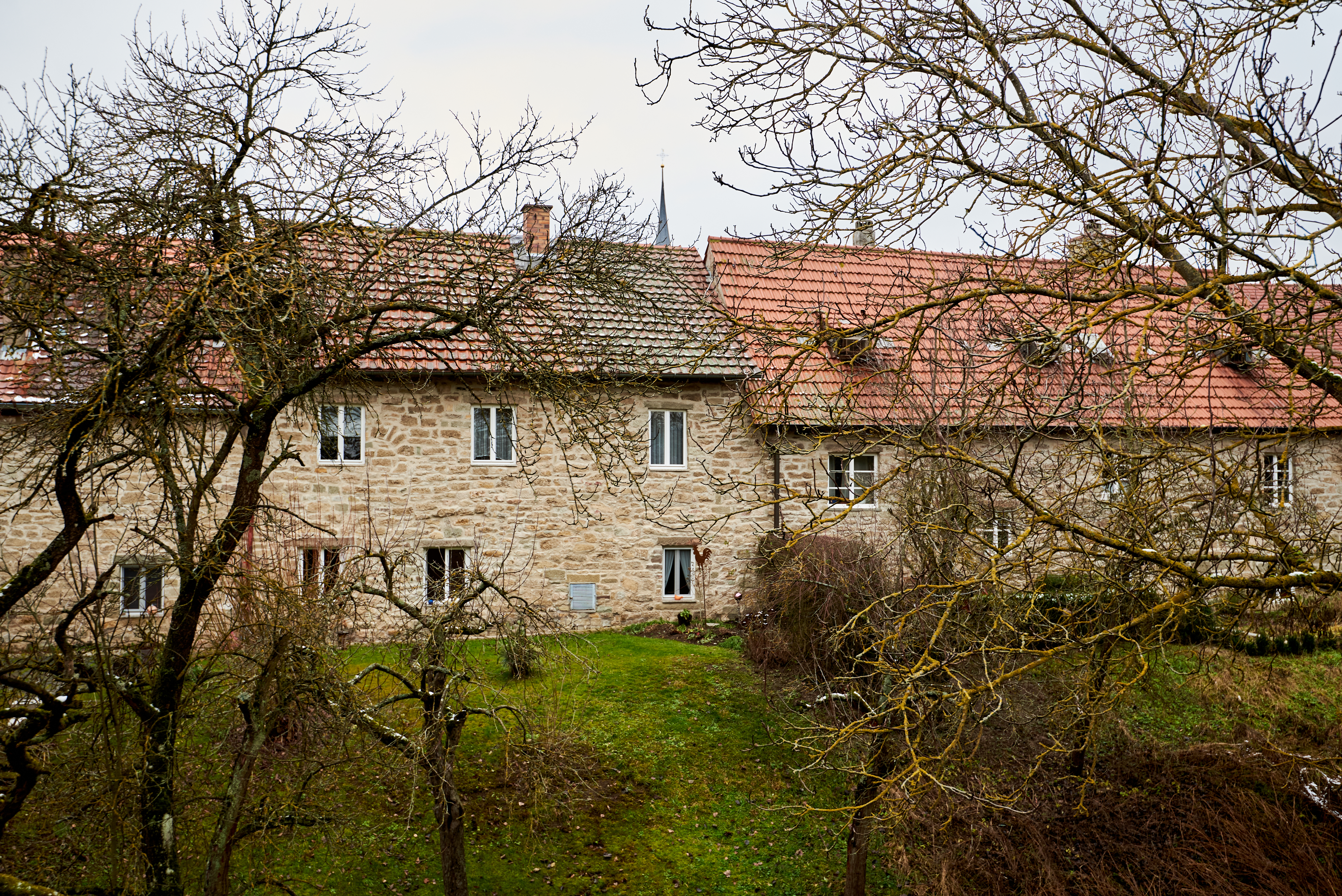
Stadtmauer, Kirchgasse 6
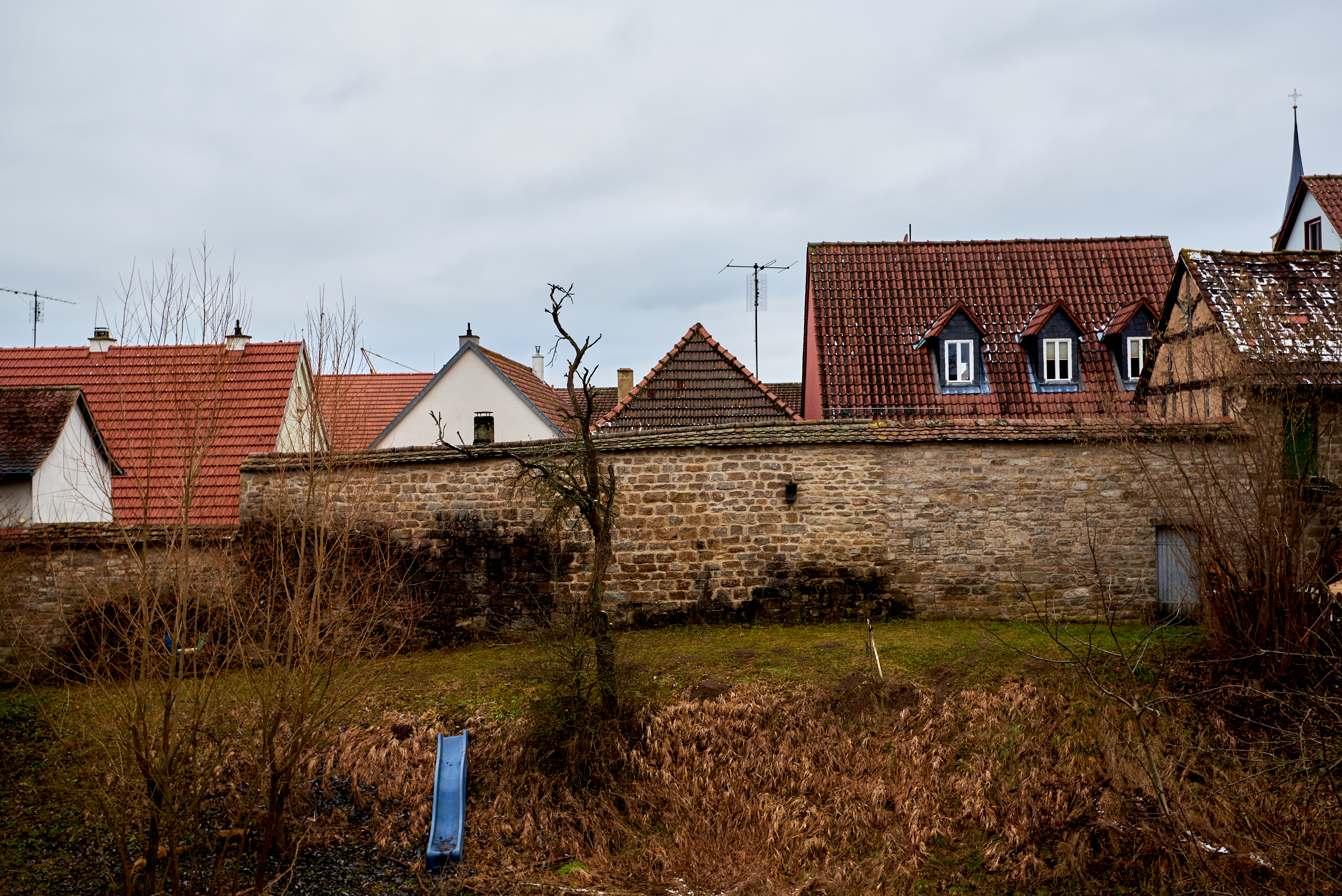
Stadtmauer, Kirchgasse 4
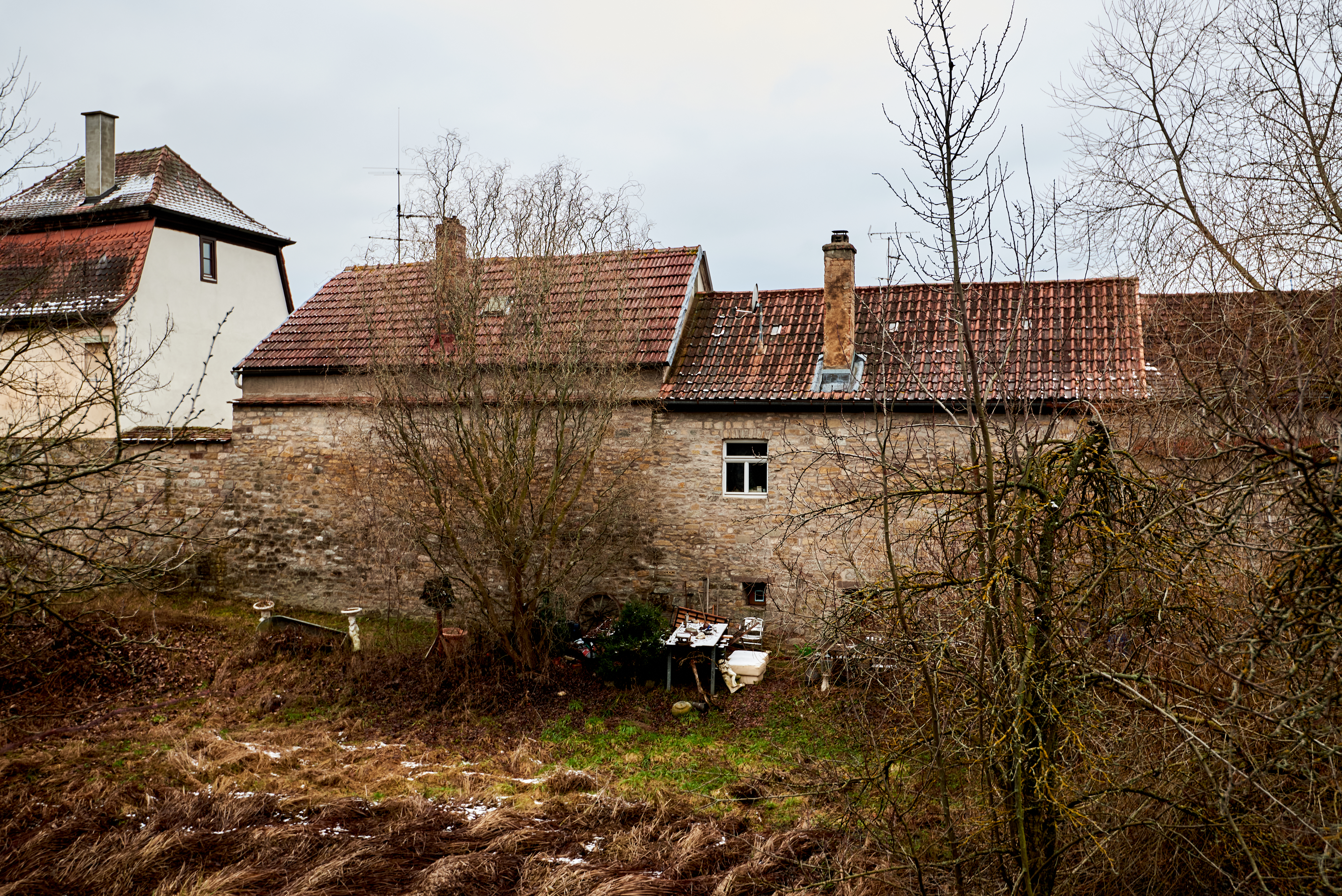
Stadtmauer, Kirchgasse 2
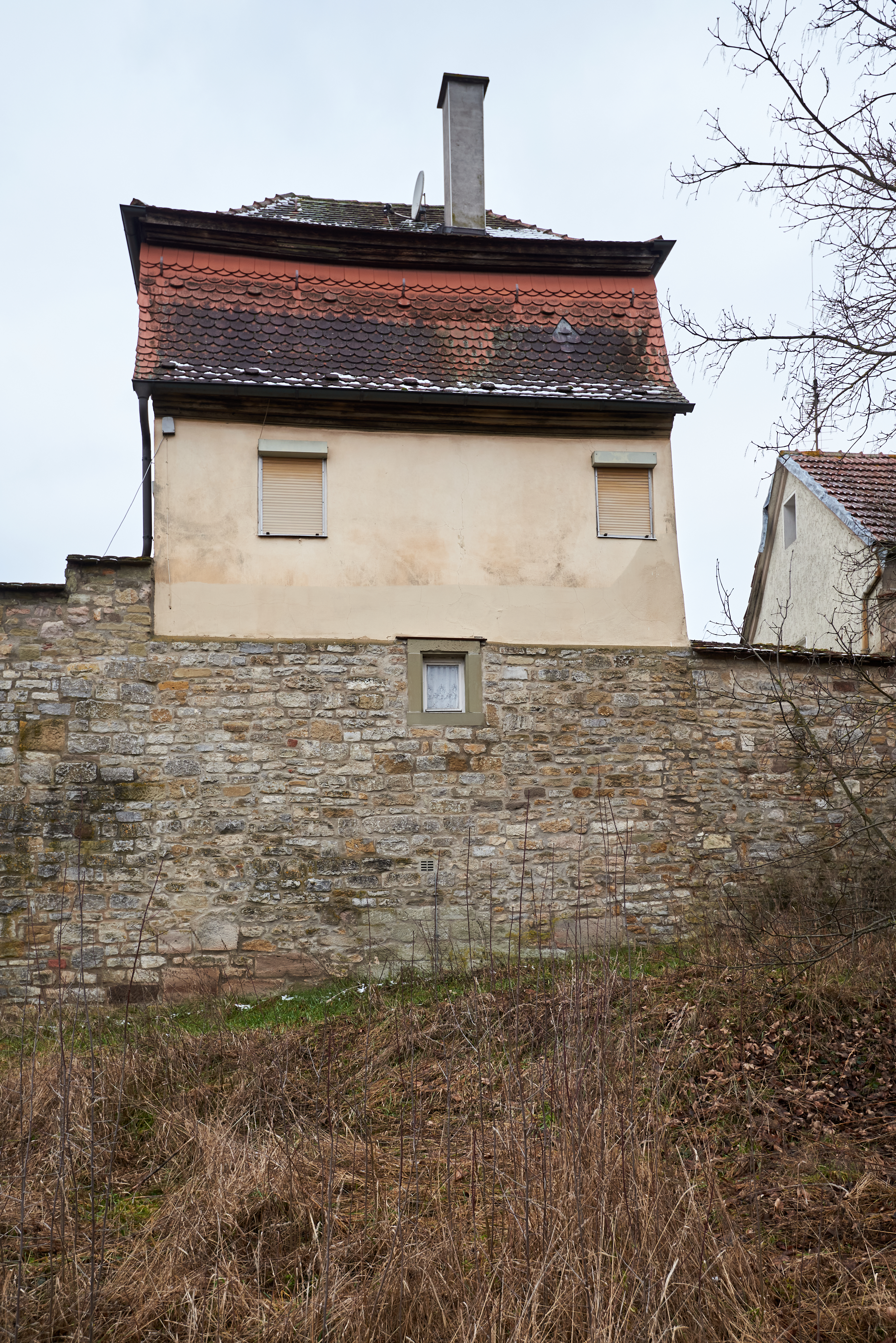
Stadtmauer Kirchgasse mit Hackerturm, Feldseite weitere Bilder
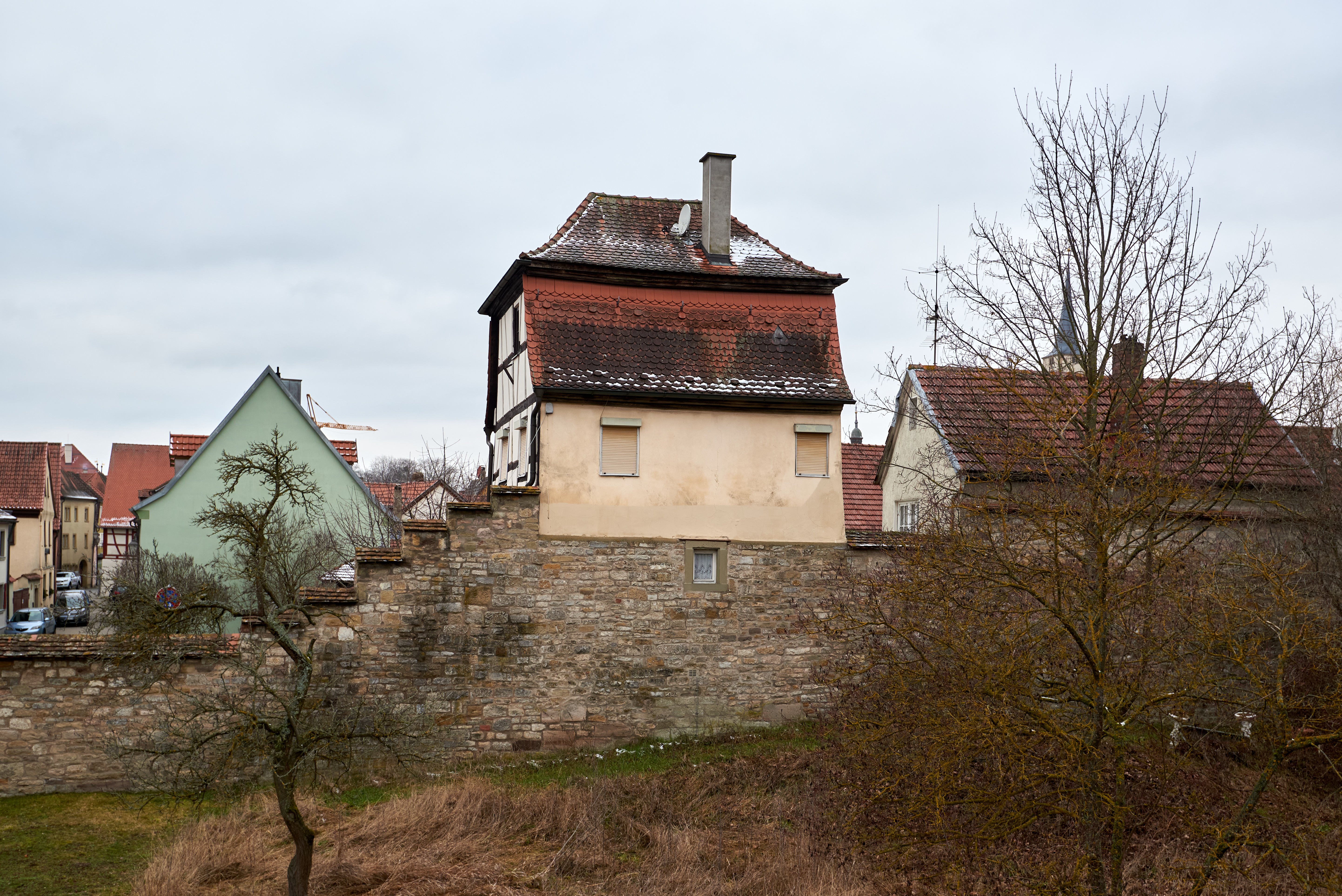
Stadtmauer Kirchgasse mit Hackerturm, Feldseite weitere Bilder
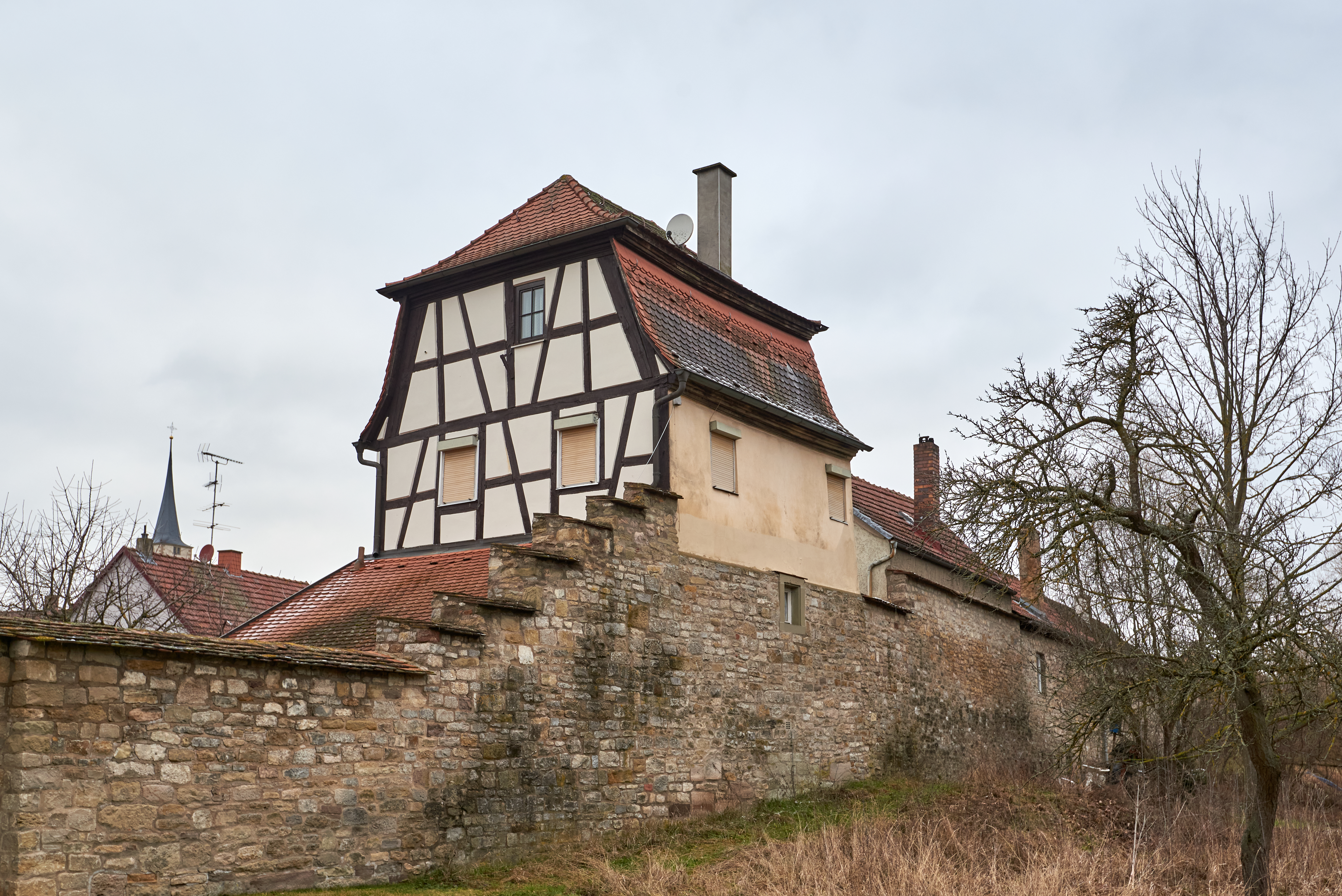
Stadtmauer Kirchgasse mit Hackerturm, Feldseite weitere Bilder
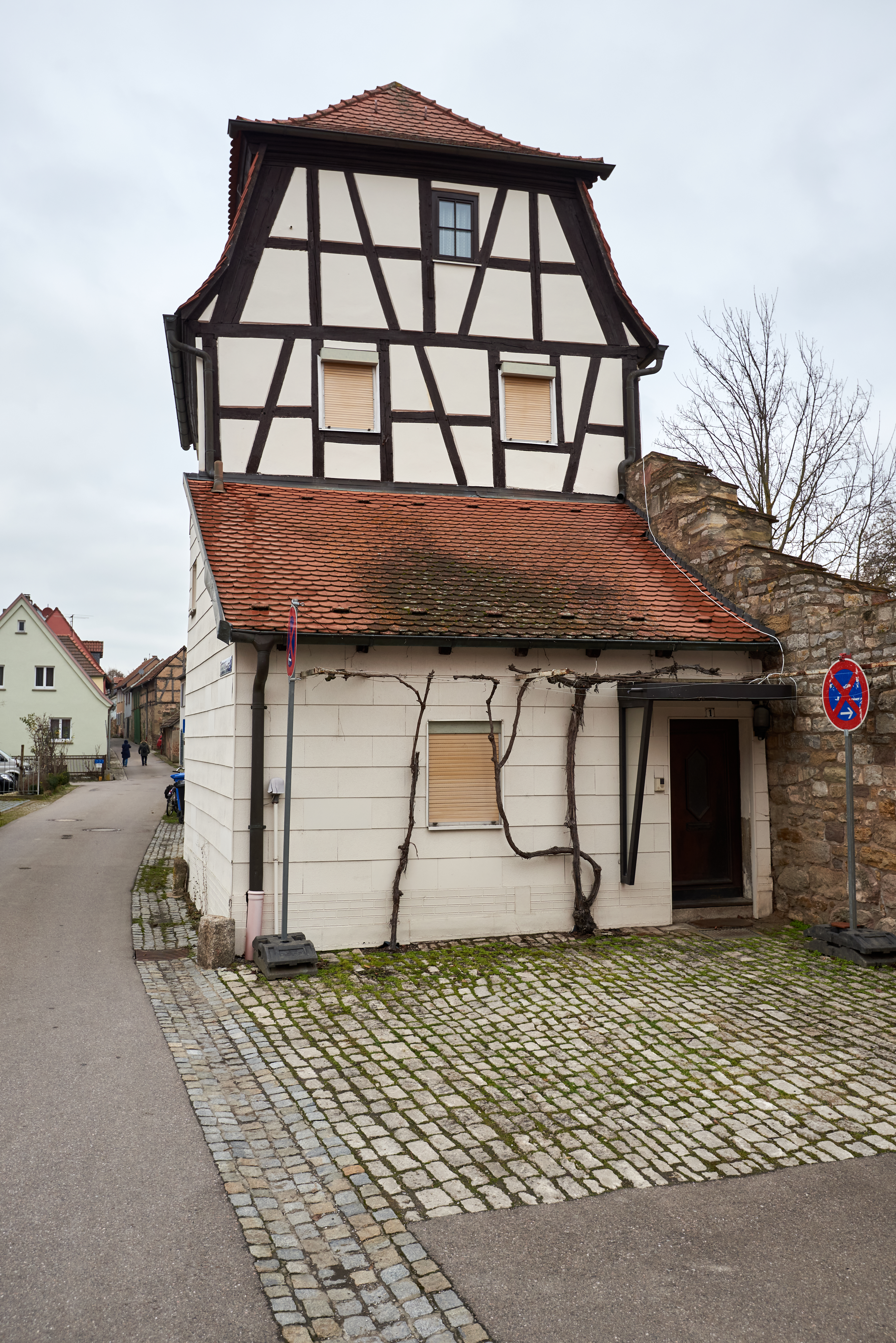
Hackerturm, Stadtseite weitere Bilder
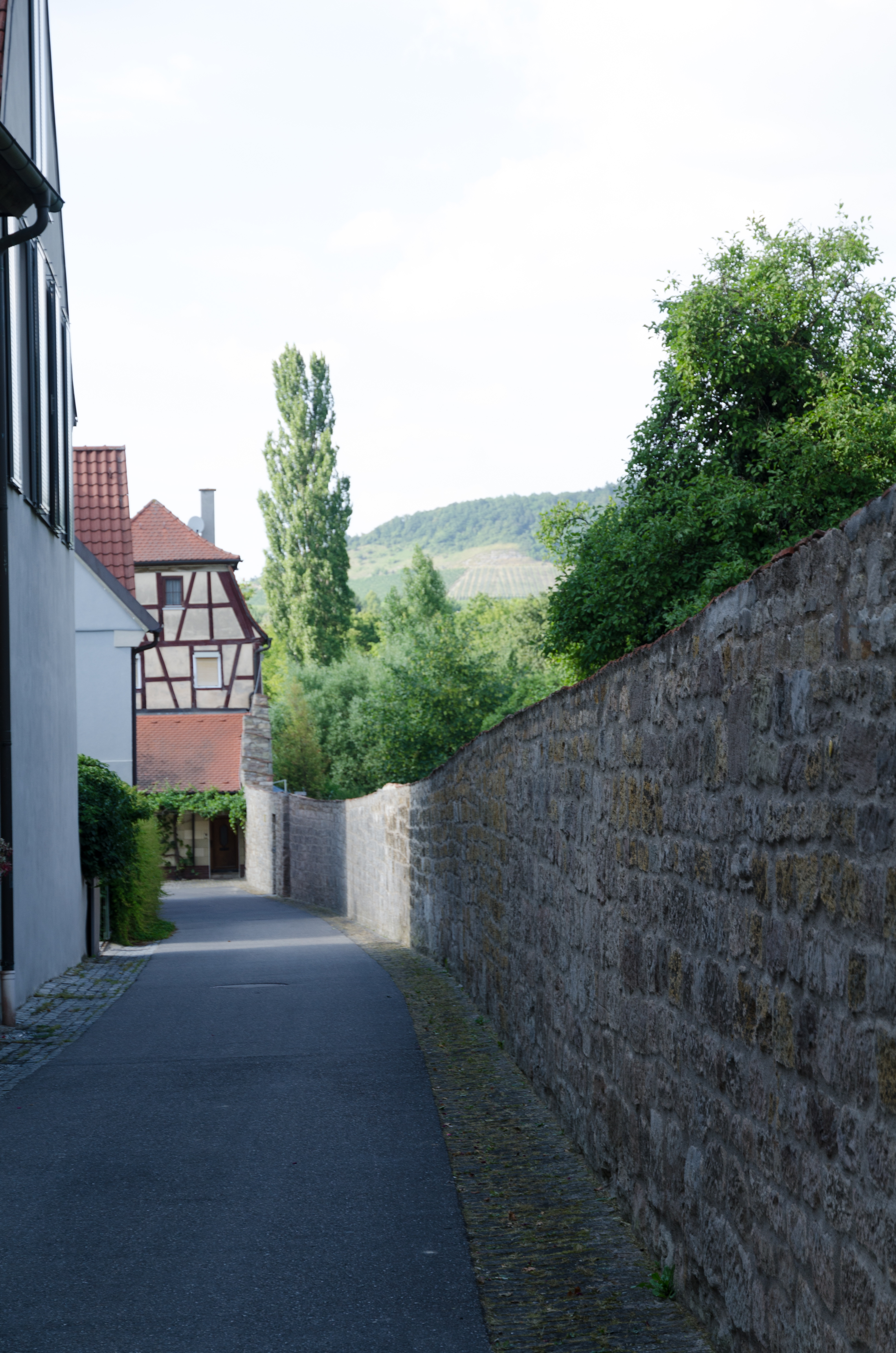
Stadtmauer südlich Hackerturm, Stadtseite

Einersheimer Tor
- Lange Gasse 35: Stadttor (Lage), so genanntes Einersheimer Tor, spätmittelalterlicher Torturm und Vorwerk, mit runden Eckerkern, im Kern 15. Jh., die oberen Teile 1. Hälfte 16. Jahrhundert
- Einersheimer Straße 2: Torwärterhäuschen (Lage), Satteldachbau mit Fachwerkobergeschoss, 18. Jahrhundert, und Flügelmauern

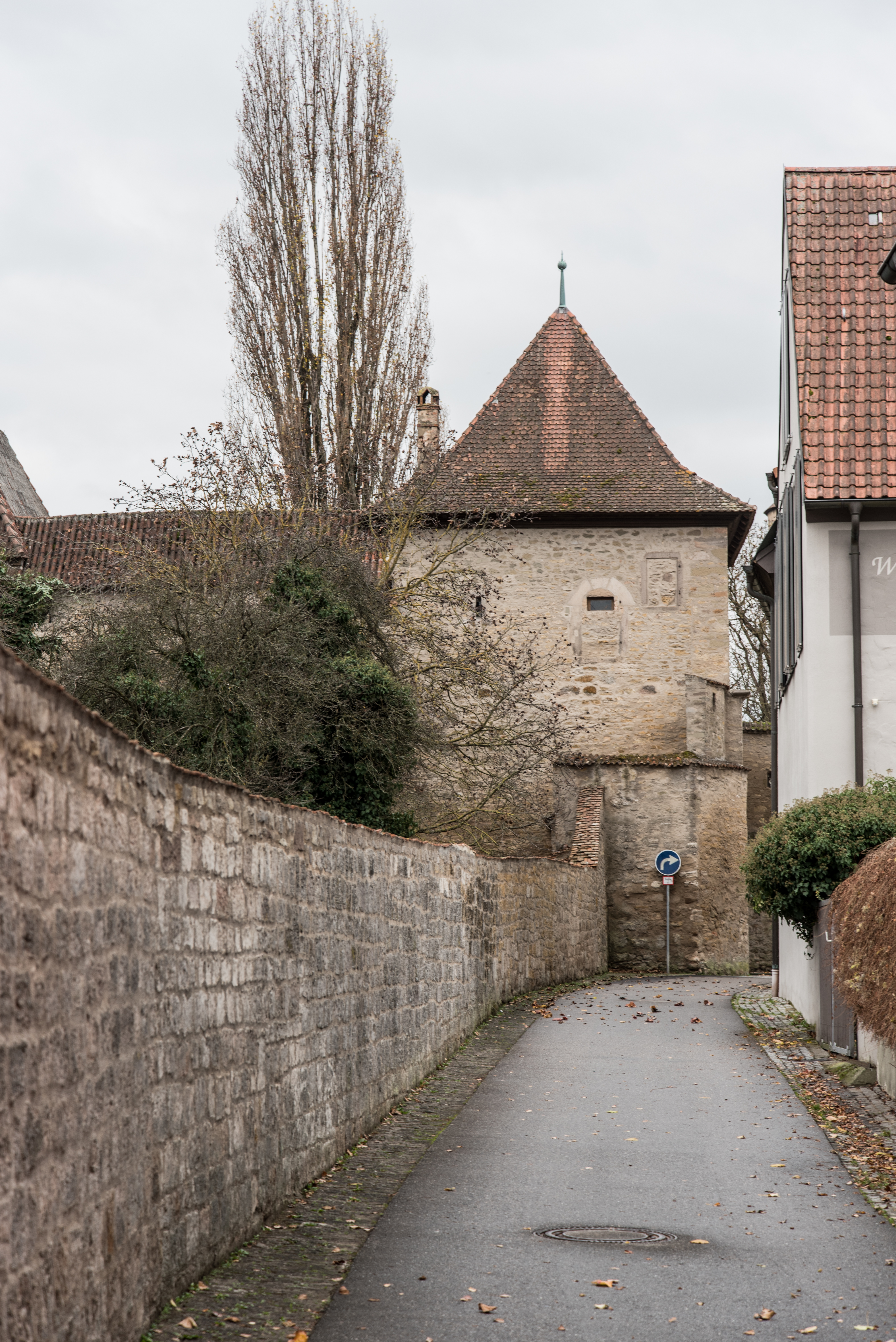
Einersheimer Tor, von Norden, Stadtseite weitere Bilder
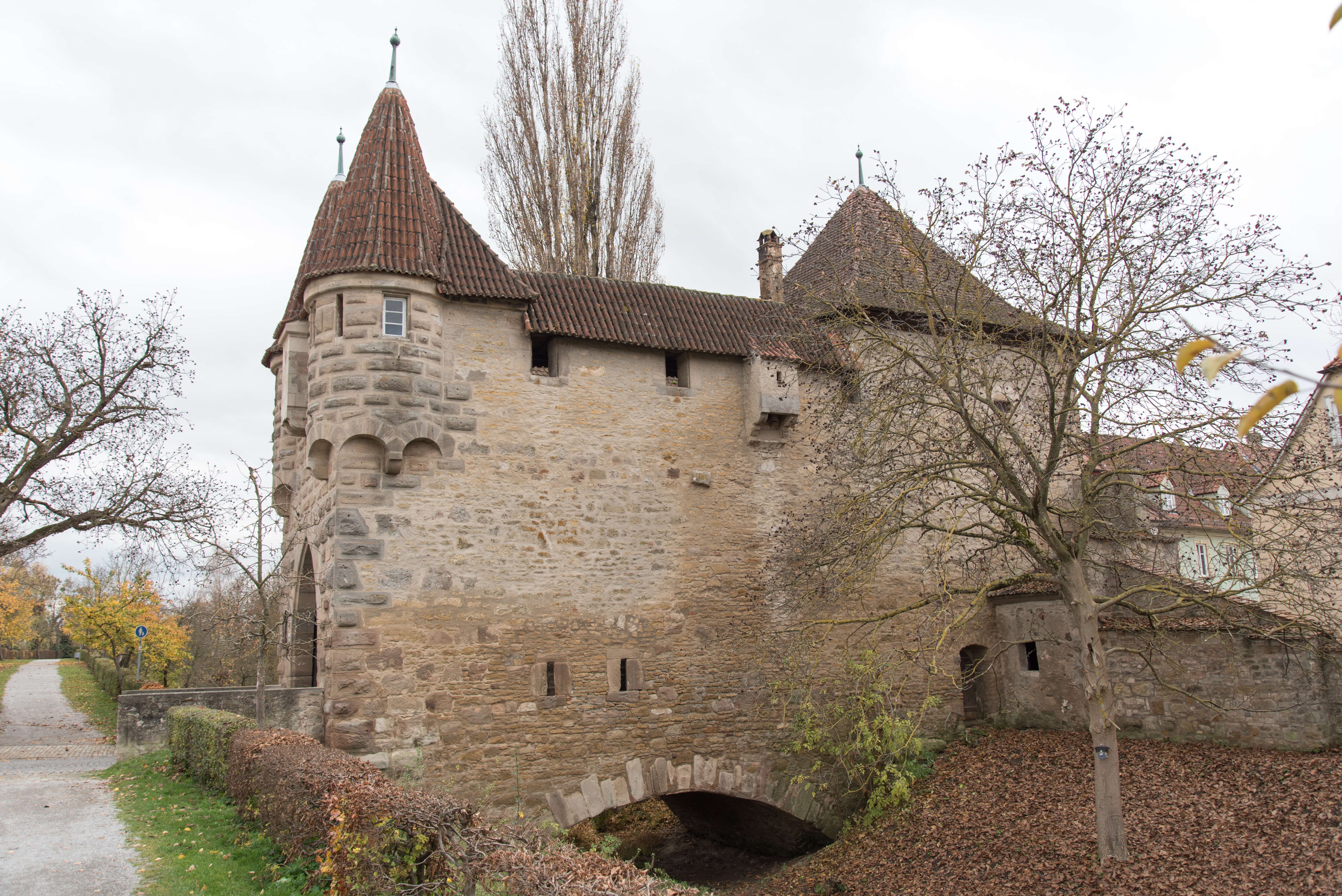
Einersheimer Tor, von Norden, Feldseite weitere Bilder
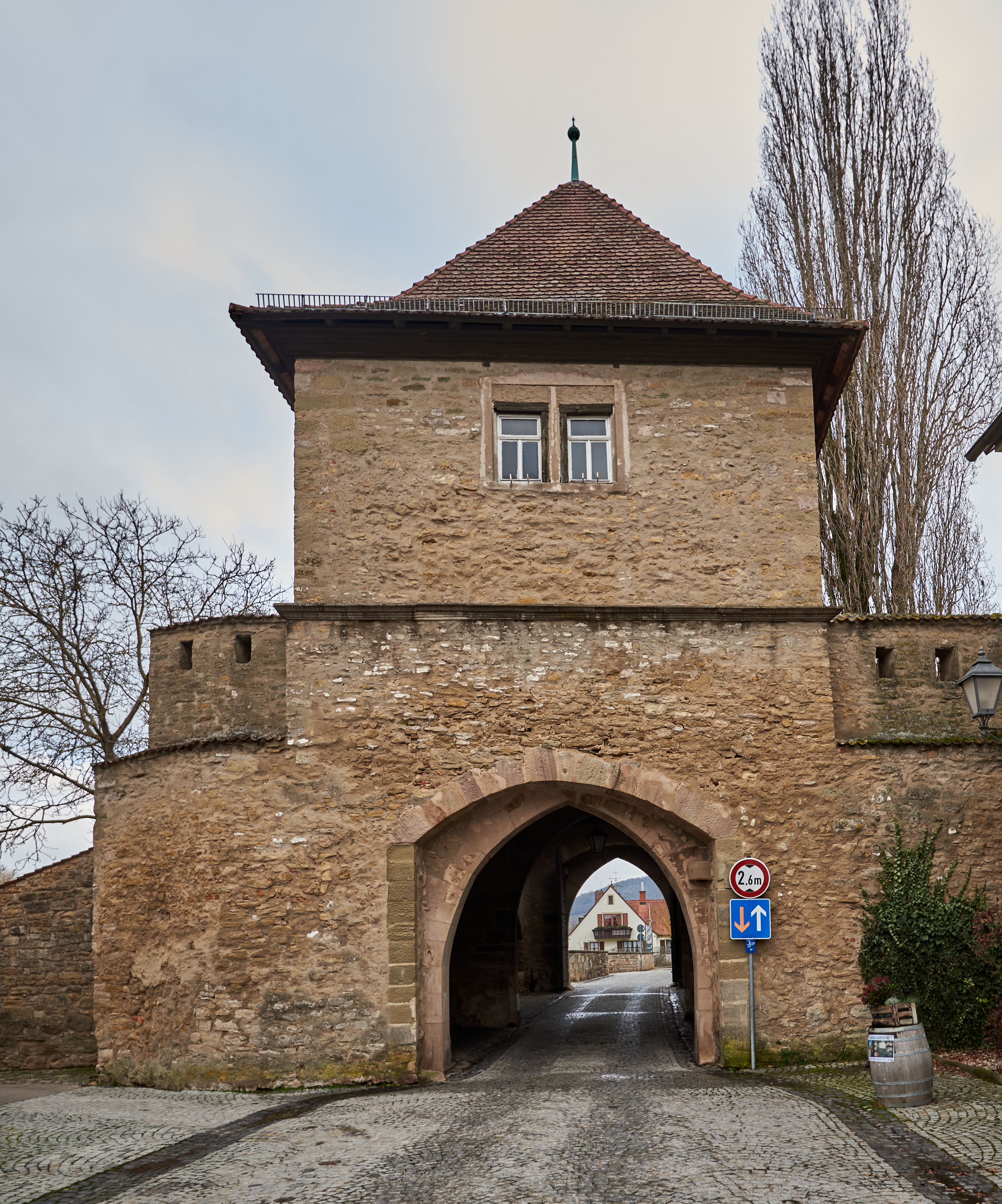
Einersheimer Tor, von Westen, Stadtseite weitere Bilder
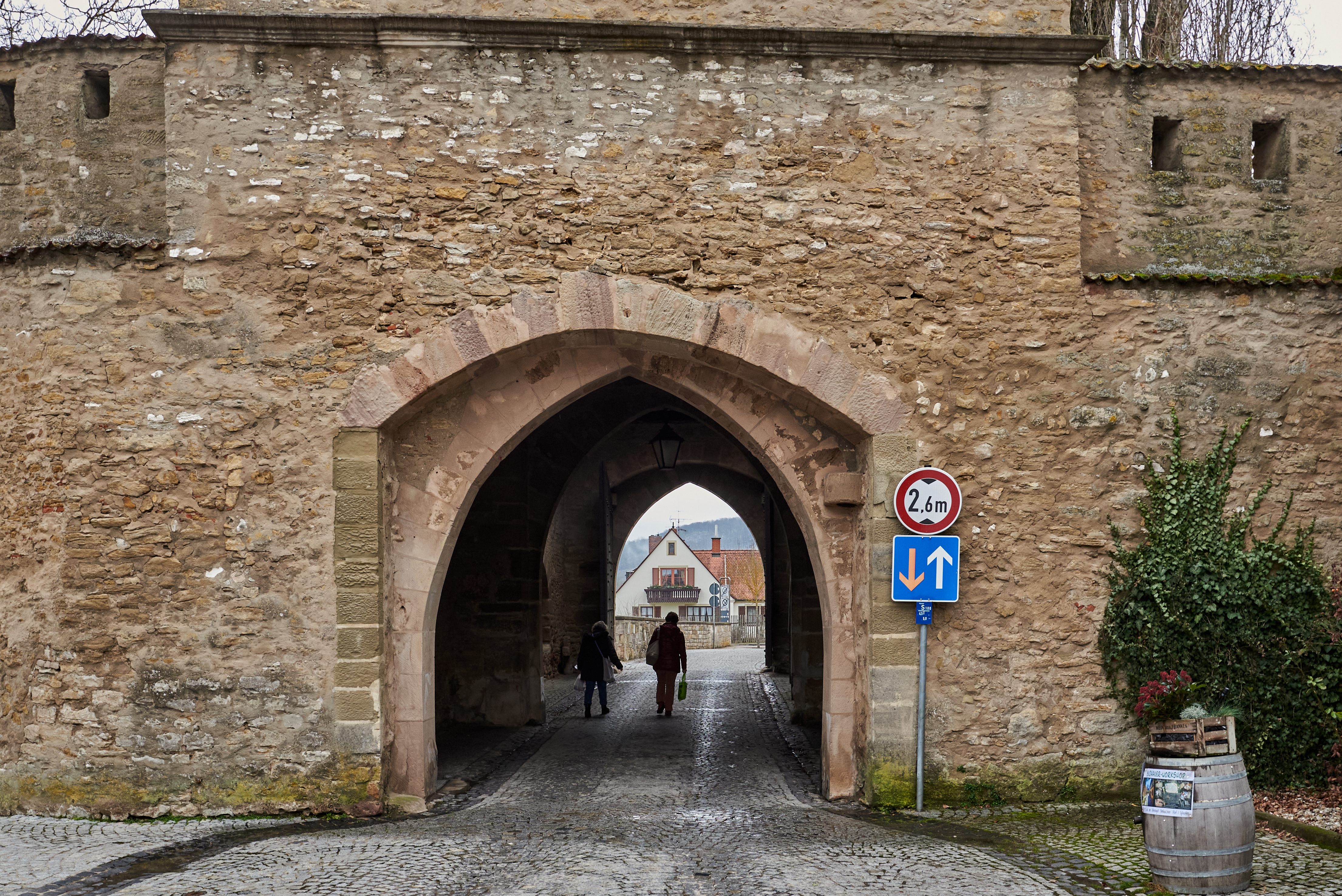
Einersheimer Tor, von Westen, Stadtseite weitere Bilder
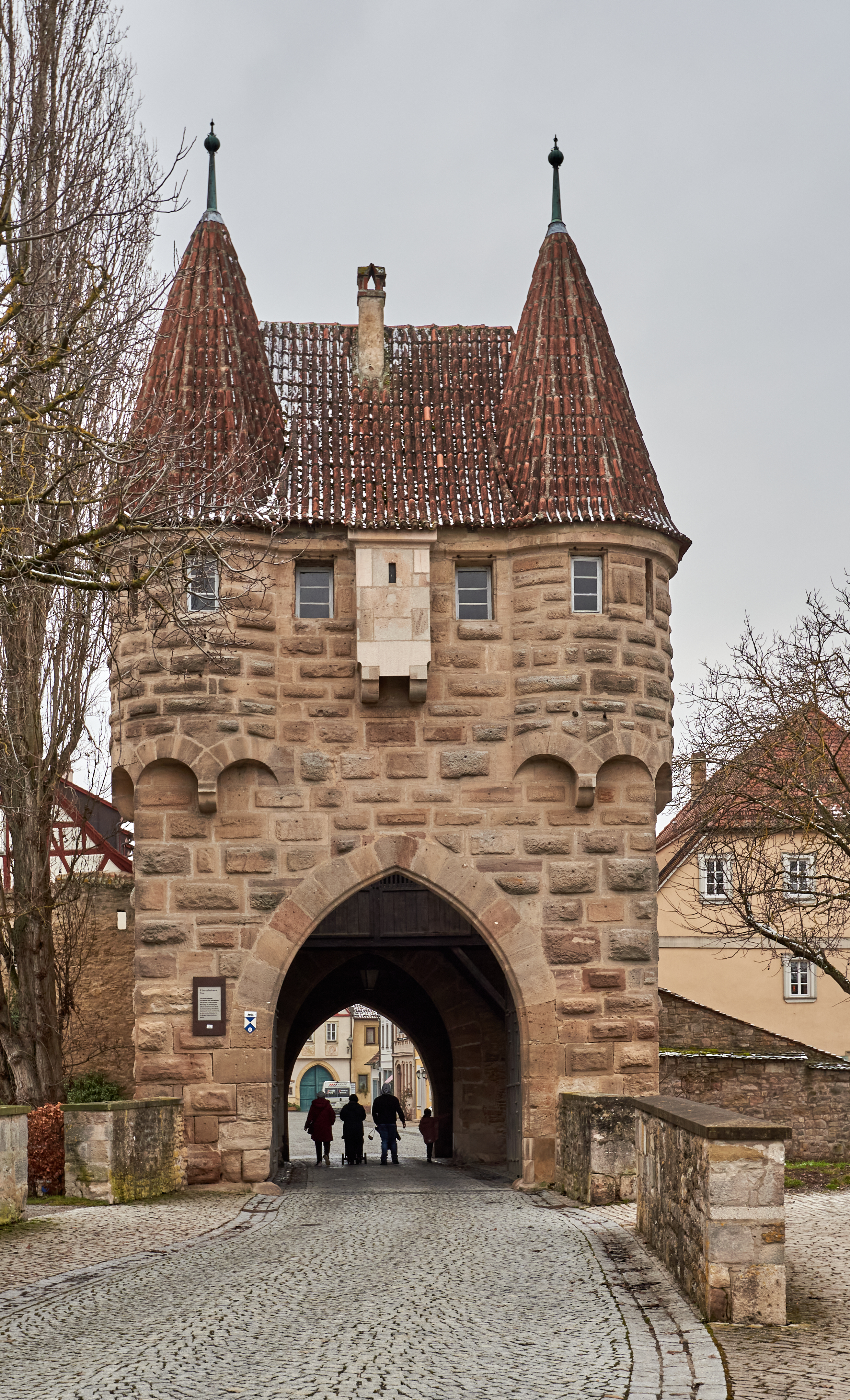
Einersheimer Tor, von Osten, Feldseite weitere Bilder
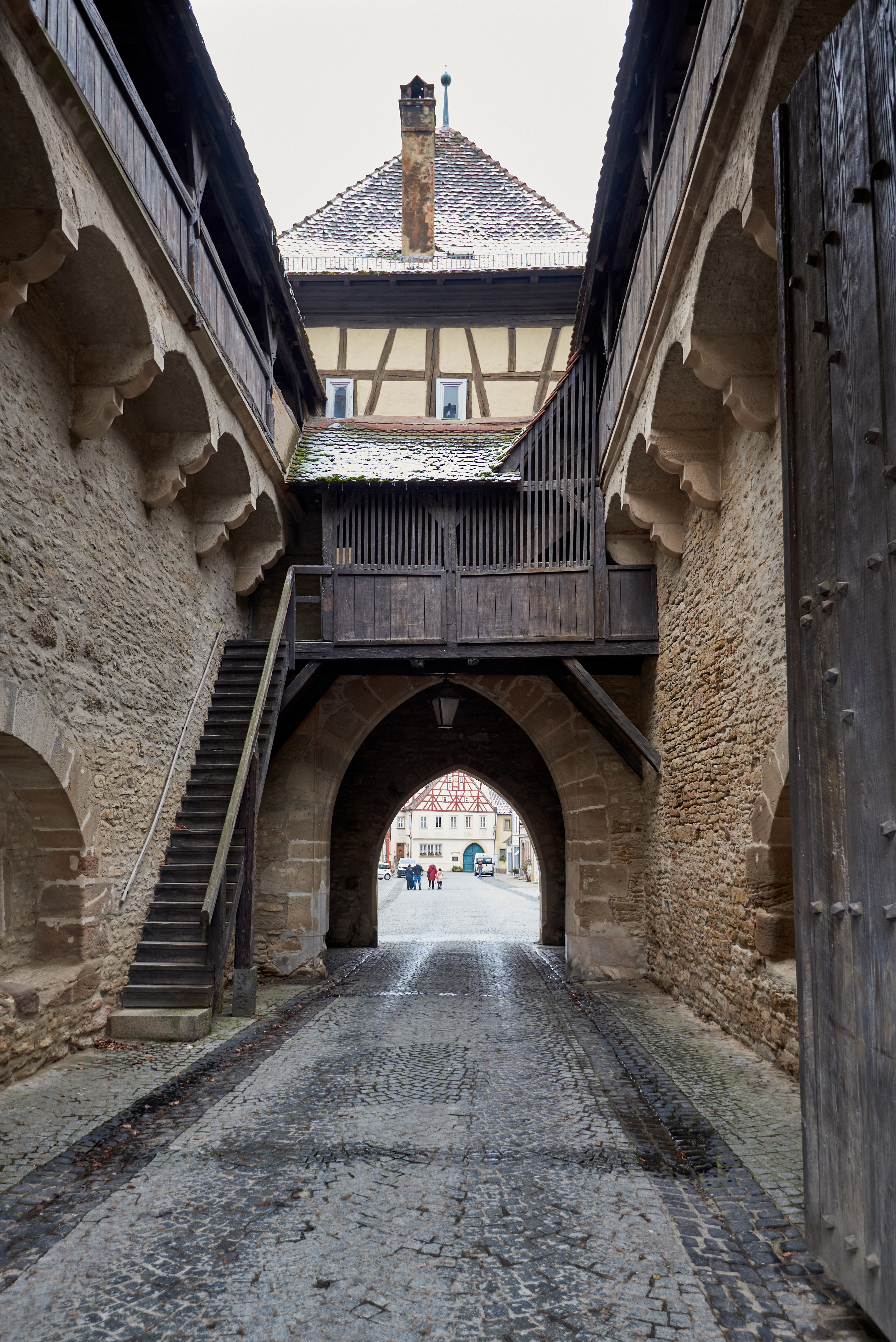
Einersheimer Tor, Barbakane, Innenansicht weitere Bilder
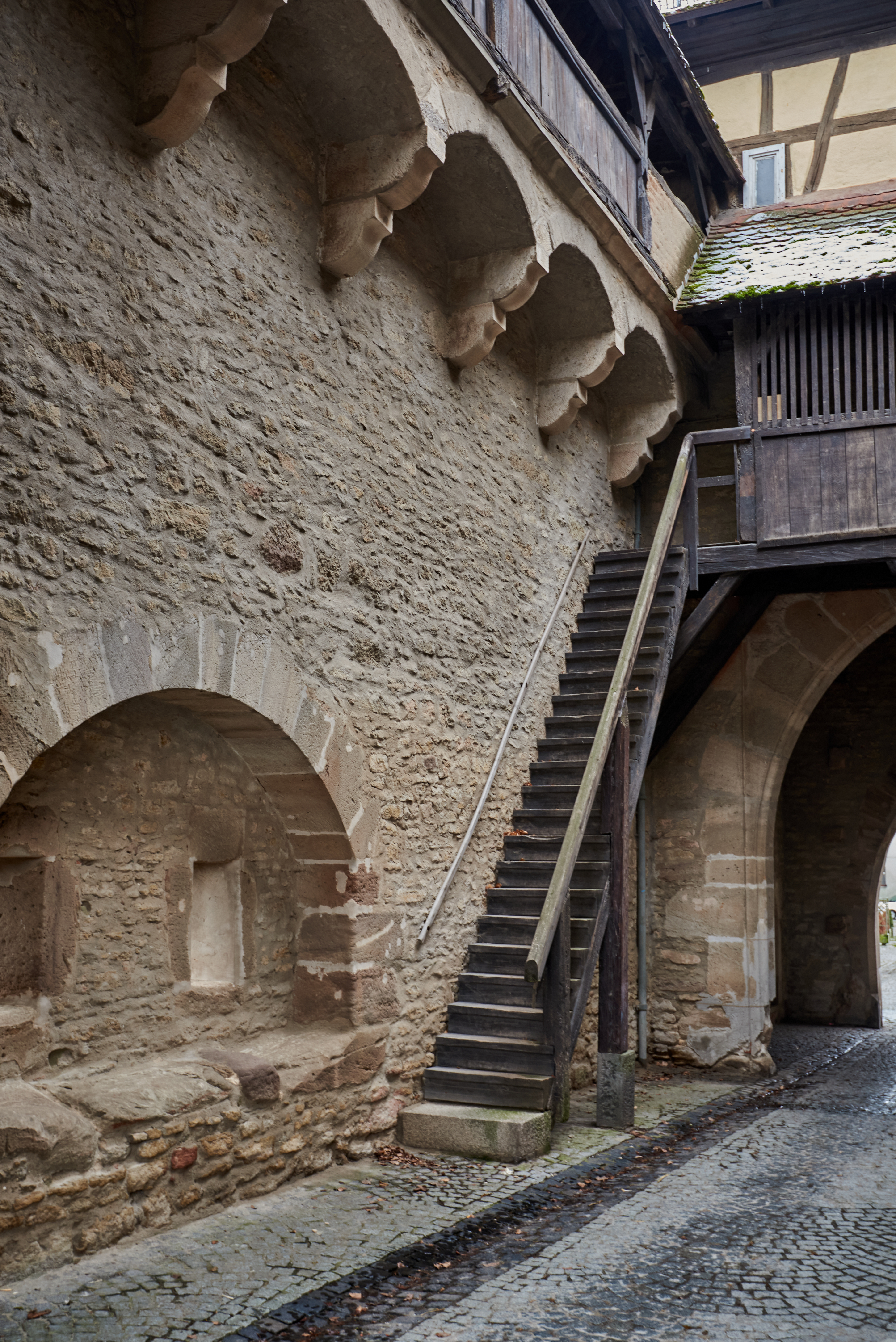
Einersheimer Tor, Barbakane, Innenansicht weitere Bilder
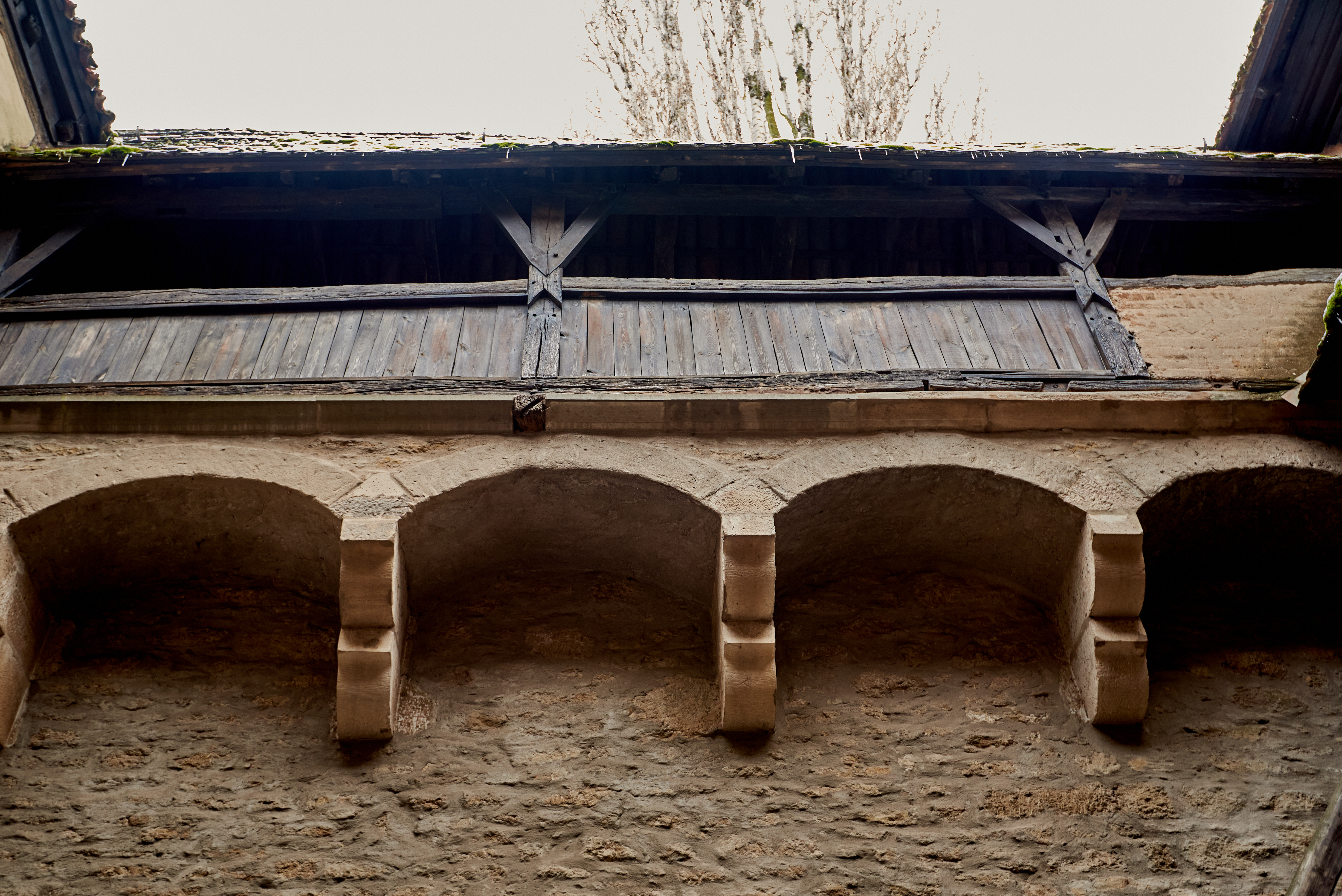
Einersheimer Tor, Barbakane, Innenansicht weitere Bilder
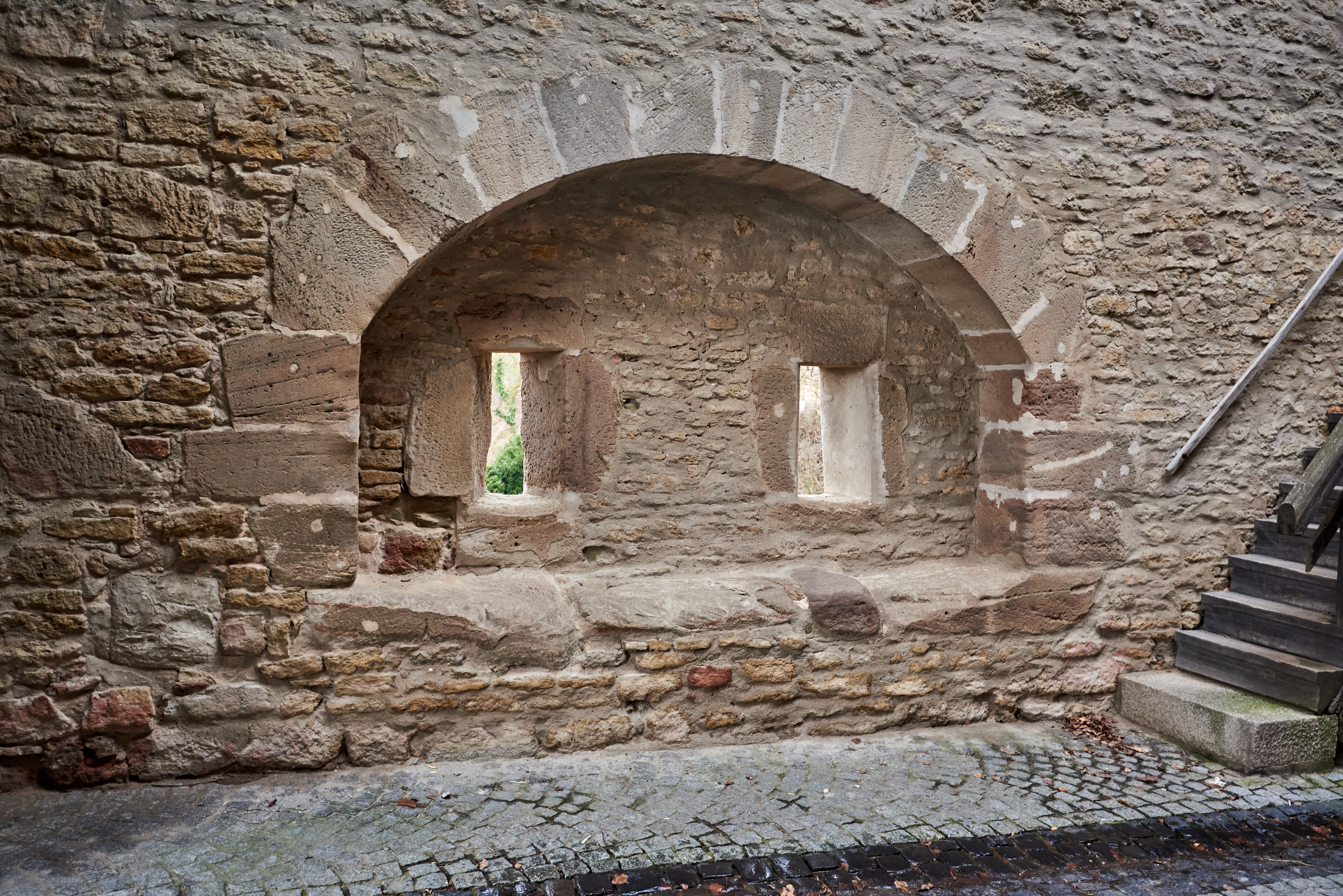
Einersheimer Tor, Barbakane, Innenansicht weitere Bilder
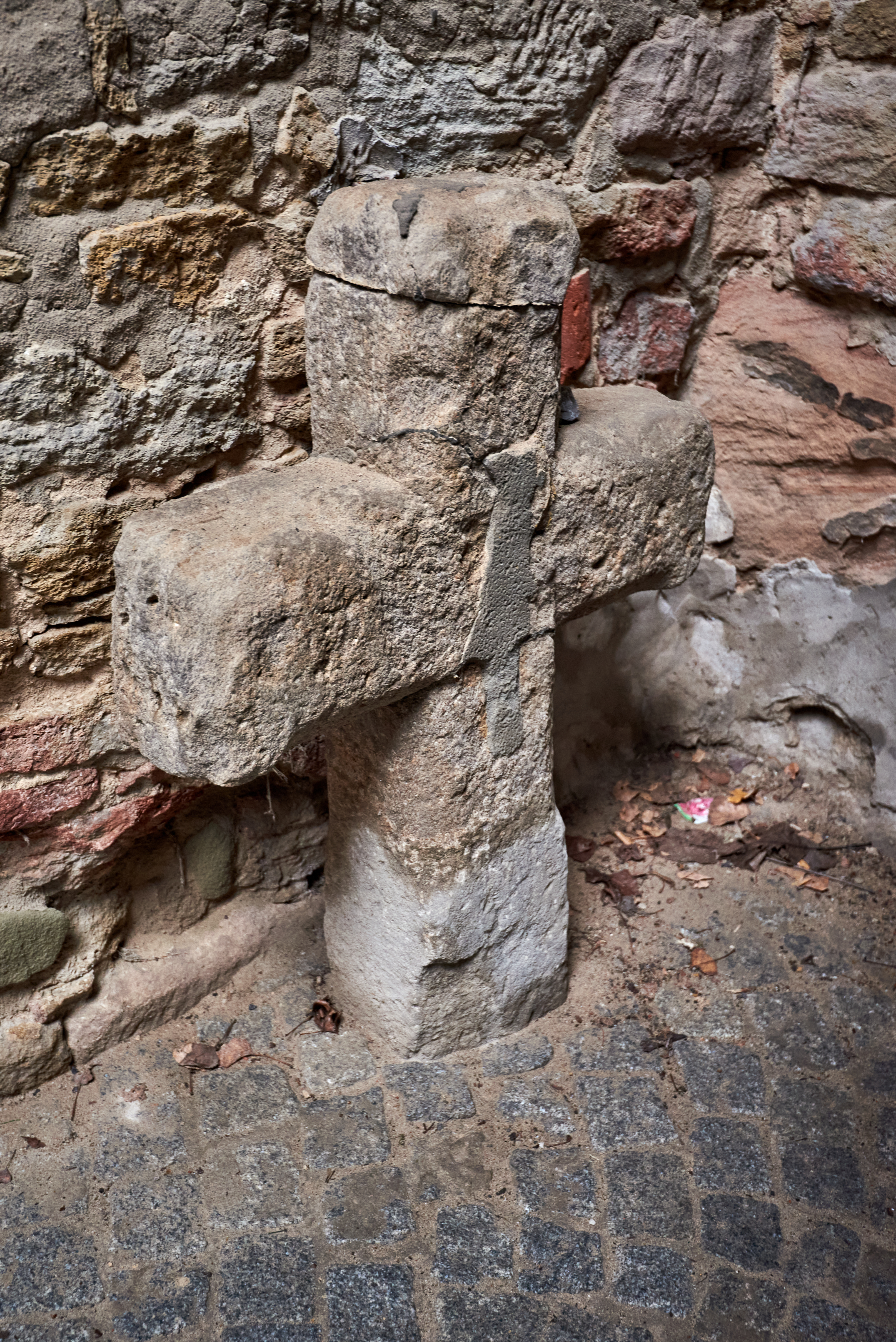
Einersheimer Tor, Barbakane, Sühnekreuz weitere Bilder
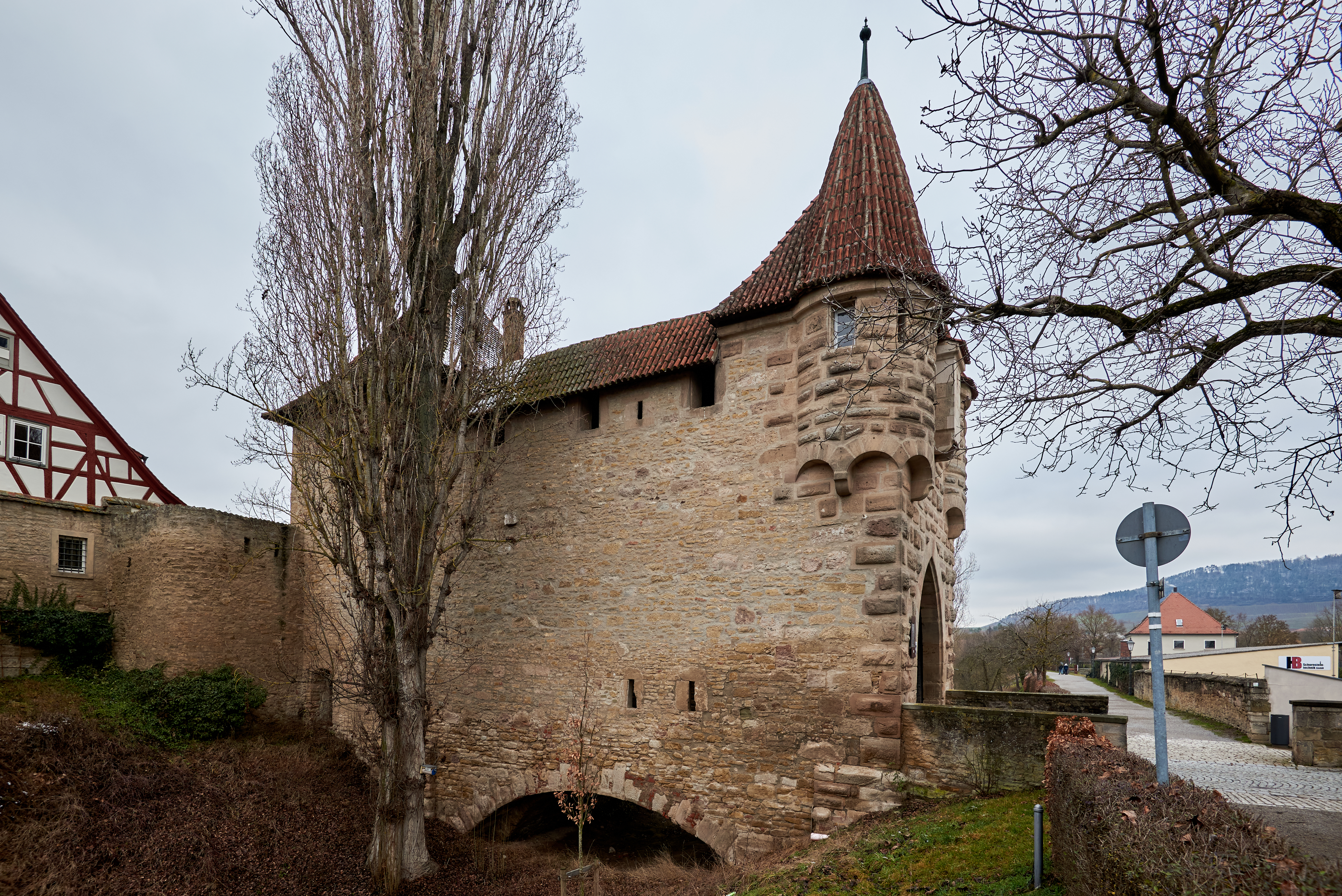
Einersheimer Tor, von Süden weitere Bilder
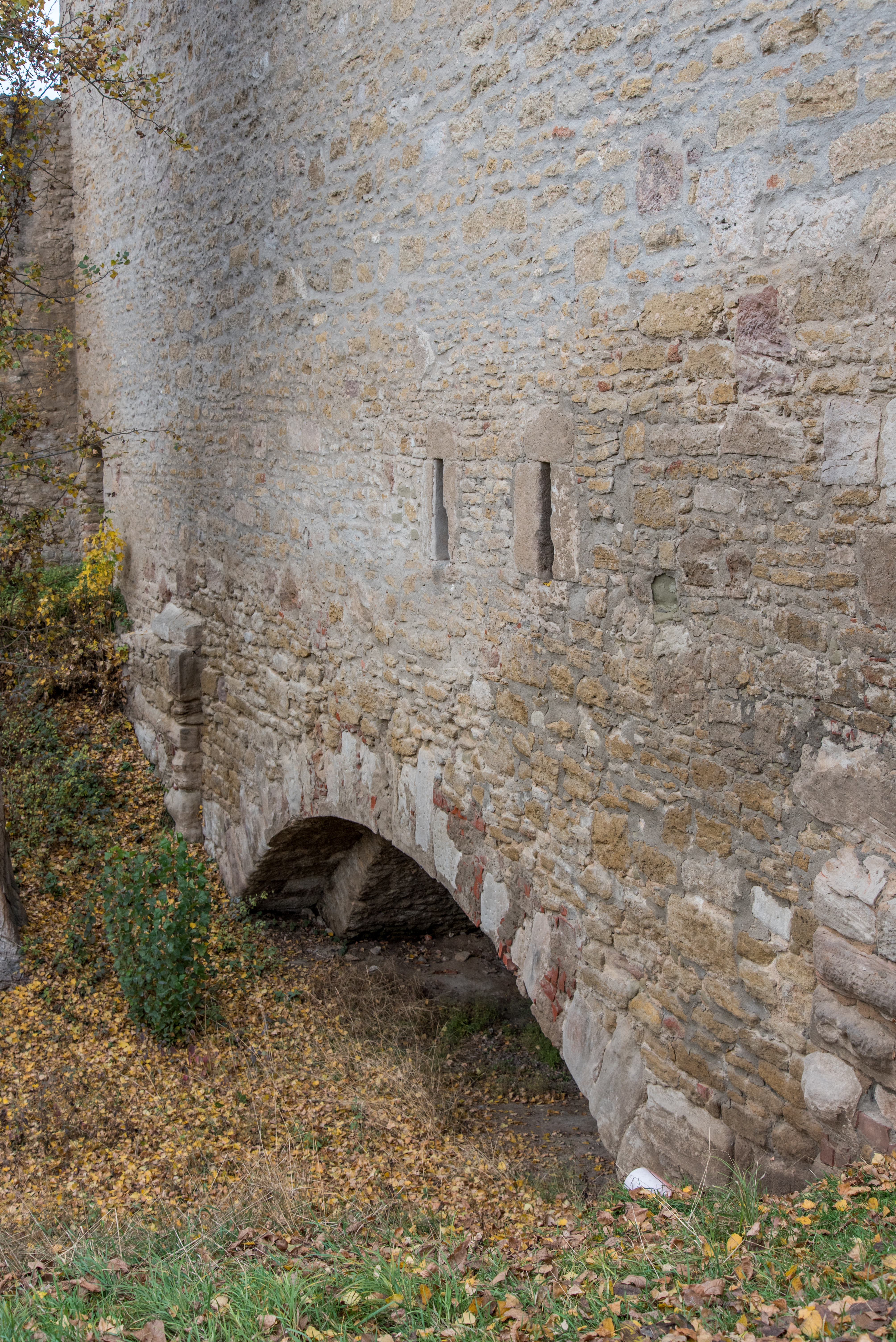
Einersheimer Tor, von Süden weitere Bilder
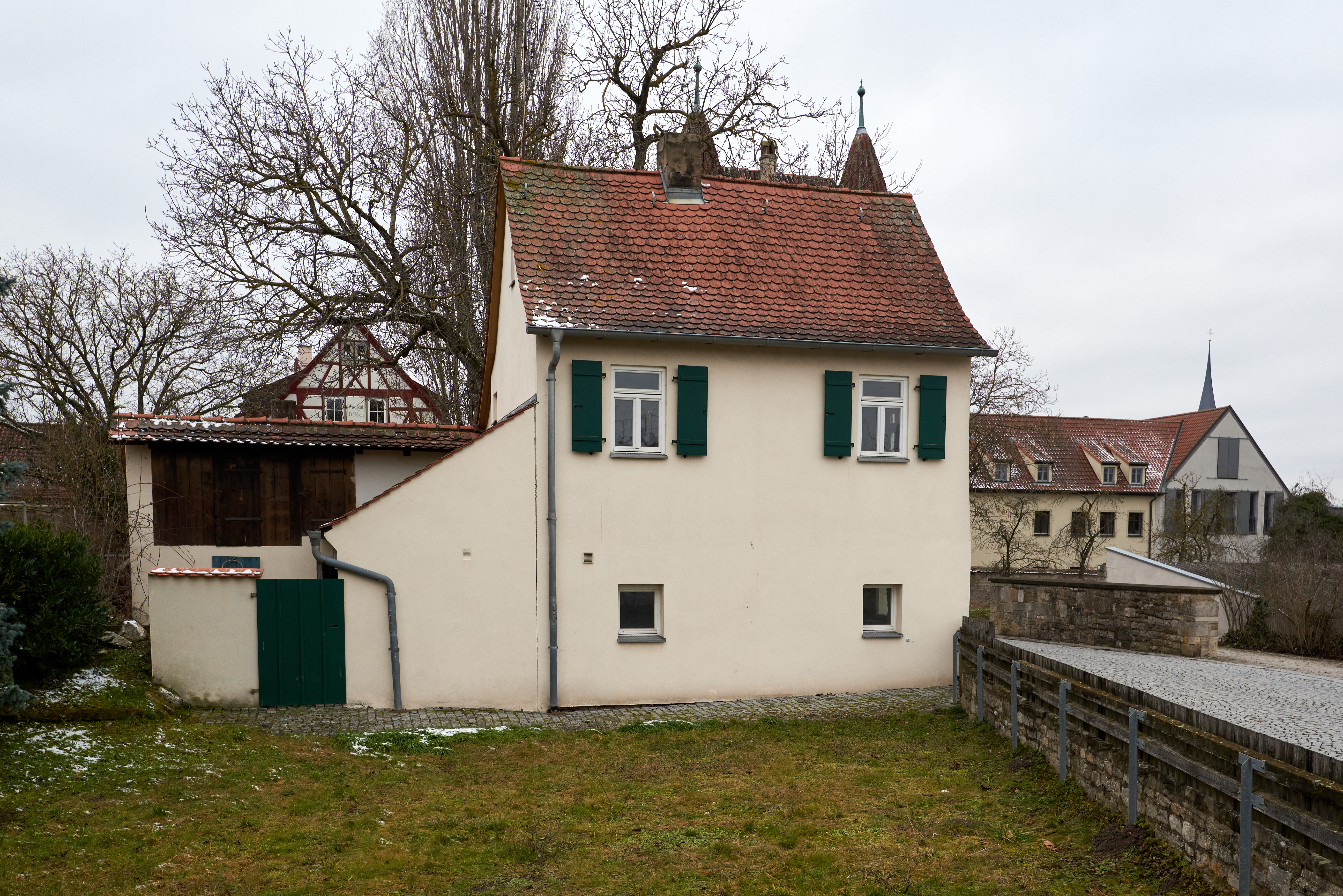
Einersheimer Tor, Torwächterhäuschen, von Osten weitere Bilder
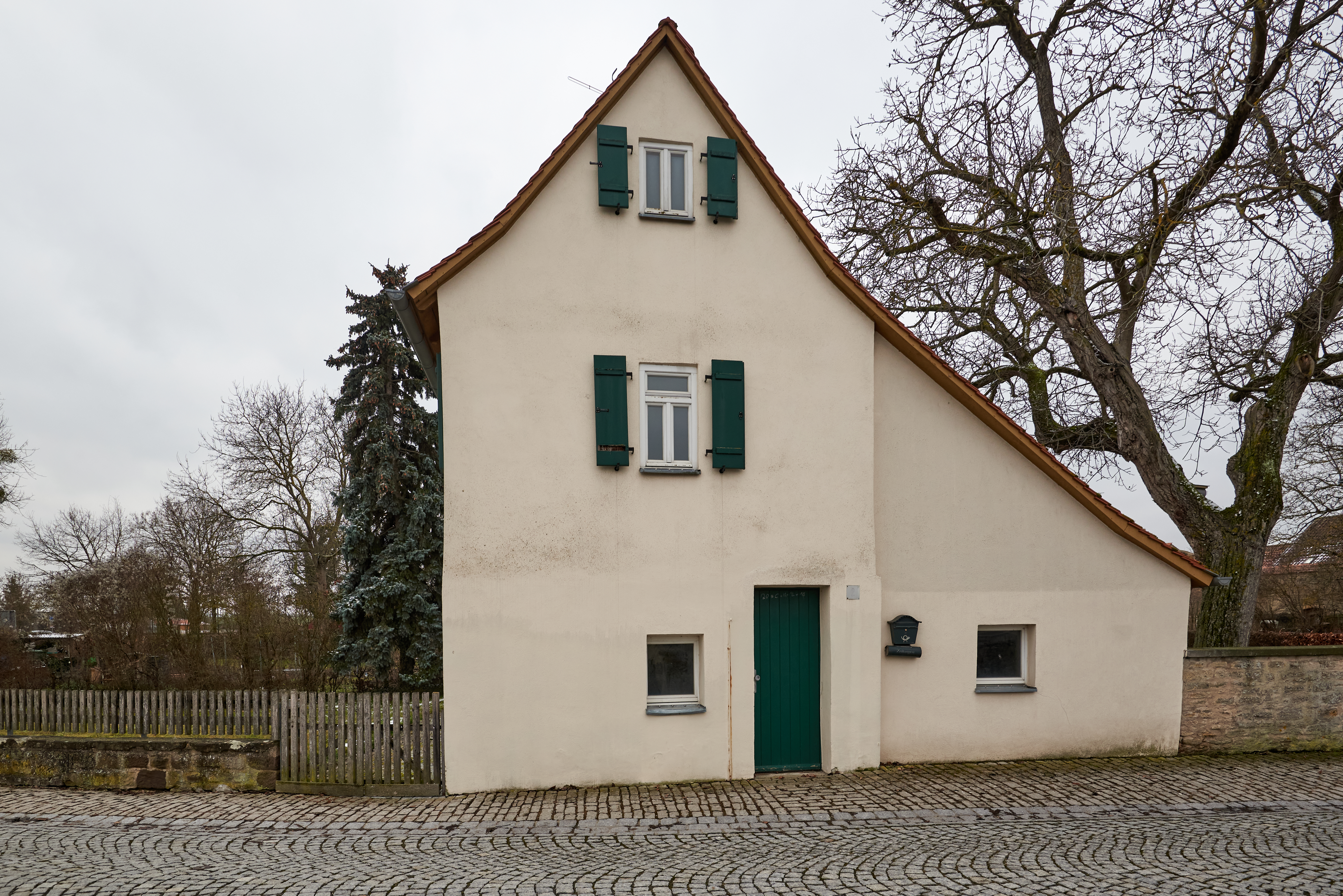
Einersheimer Tor, Torwächterhäuschen, von Norden weitere Bilder
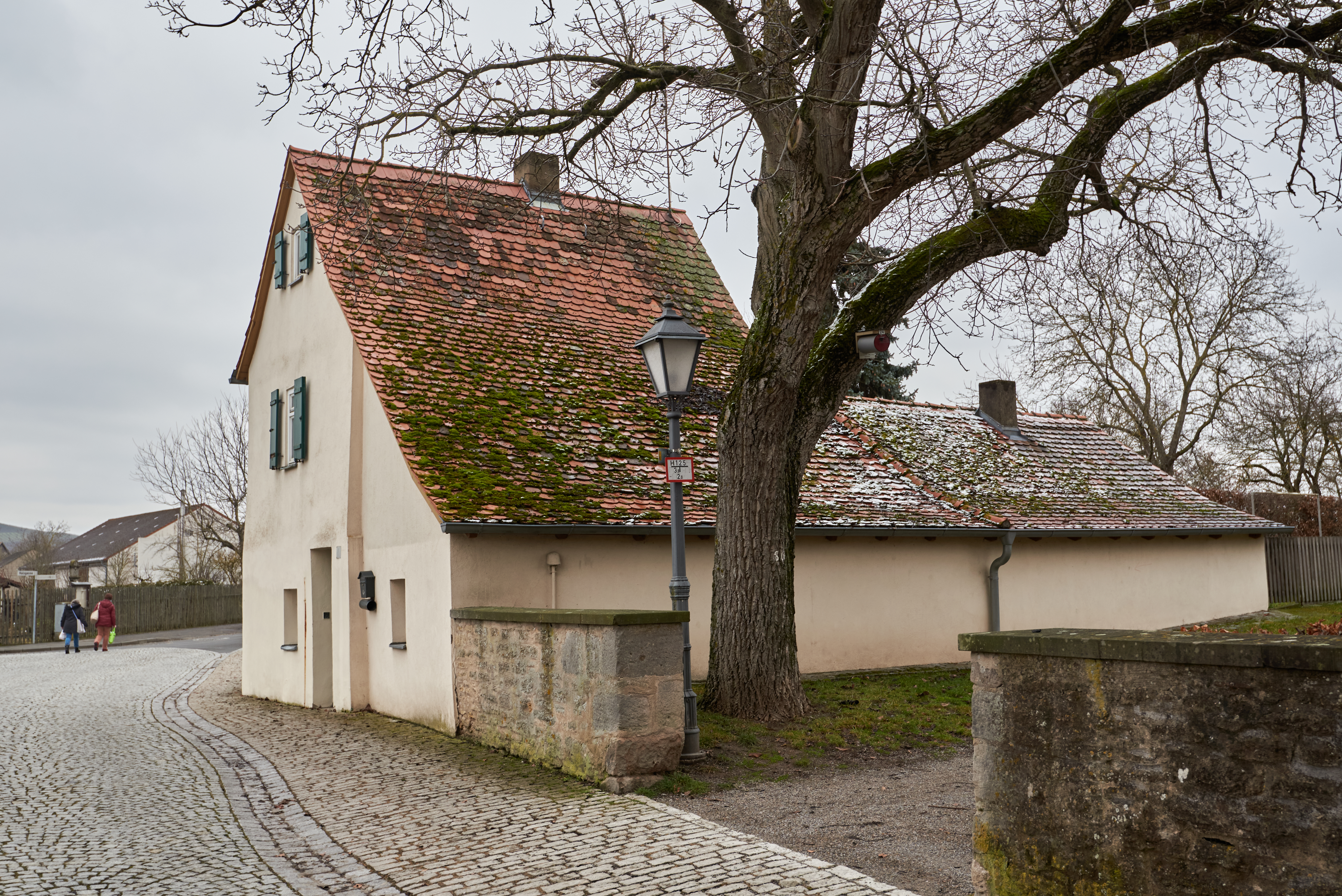
Einersheimer Tor, Torwächterhäuschen, von Westen weitere Bilder
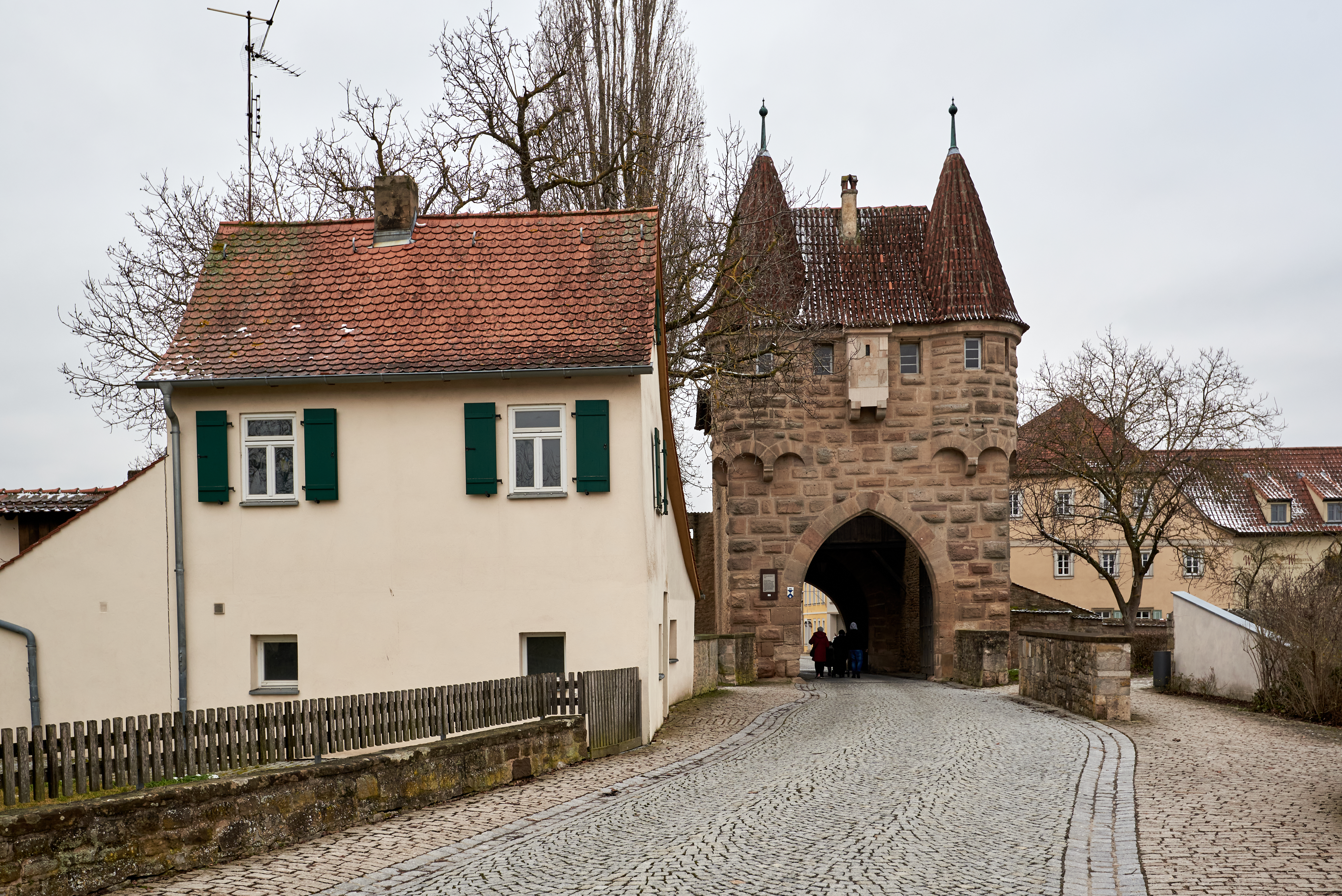
Einersheimer Tor, Torwächterhäuschen mit Flügelmauern, Torturm, von Osten weitere Bilder

Stadtbefestigung vom Einersheimer Tor zum Pesttor
- Lange Gasse 36, Stadtmauer (Lage)
- Obere Gasse 10, Eulenturm (Lage)
- Obere Gasse 10, Halbschalenturm (Lage)
- Obere Gasse 8, Stadtmauer (Lage)
- Obere Gasse 6, Stadtmauer (Lage)
- Untere Gräbengasse 12, Stadtmauer (Lage)

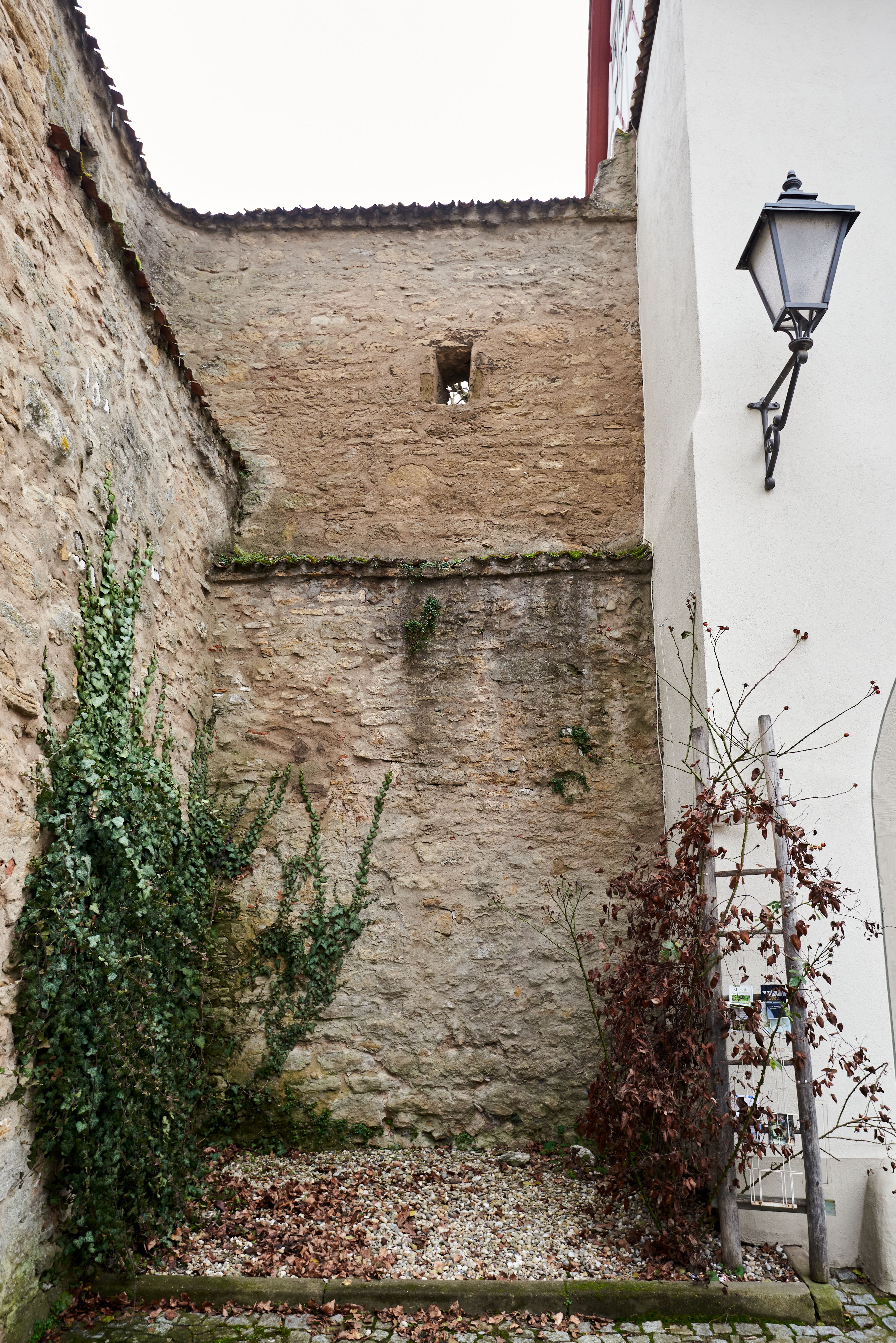
Stadtmauer, Lange Gasse 36, am Einersheimer Tor
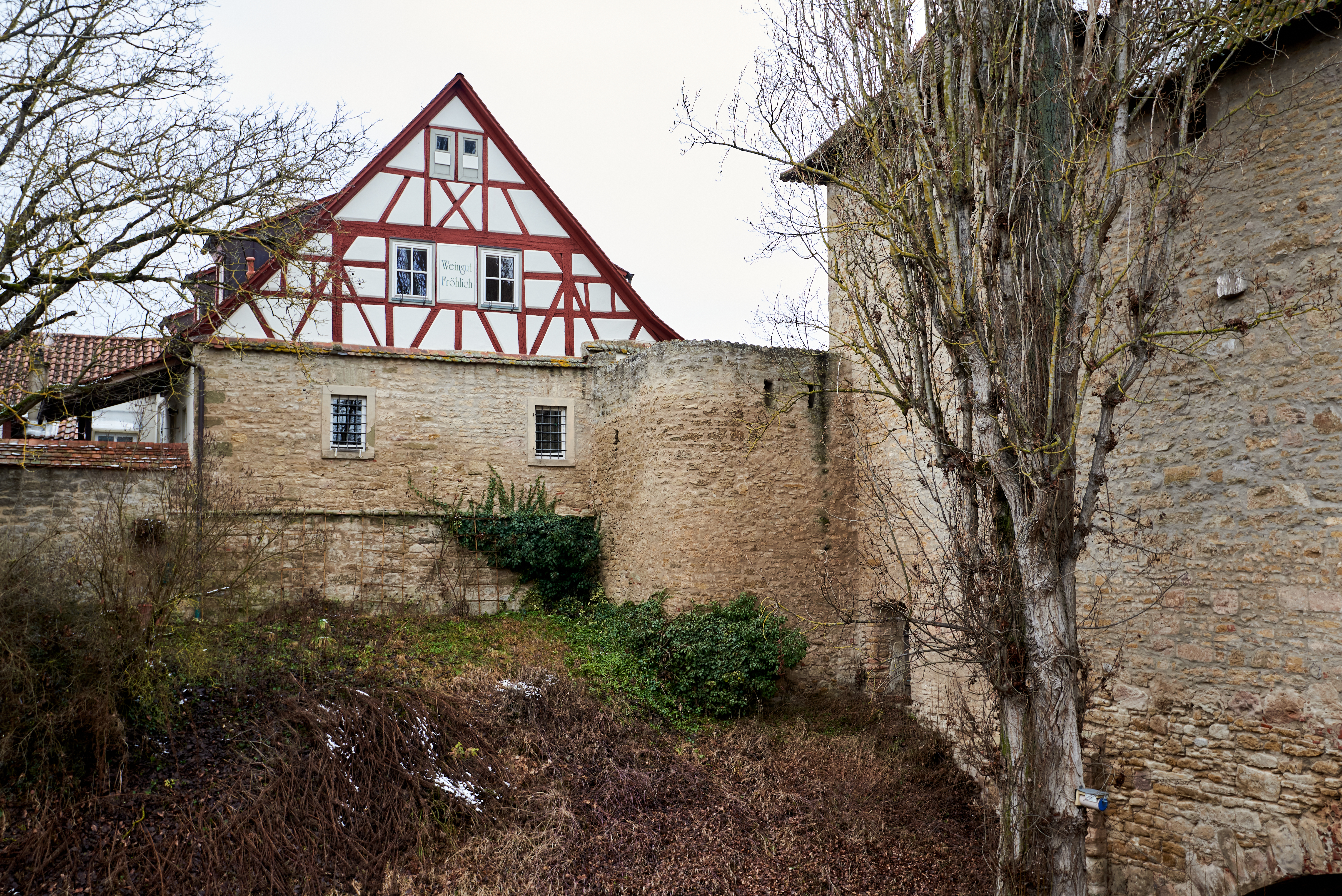
Stadtmauer, Lange Gasse 36, am Einersheimer Tor
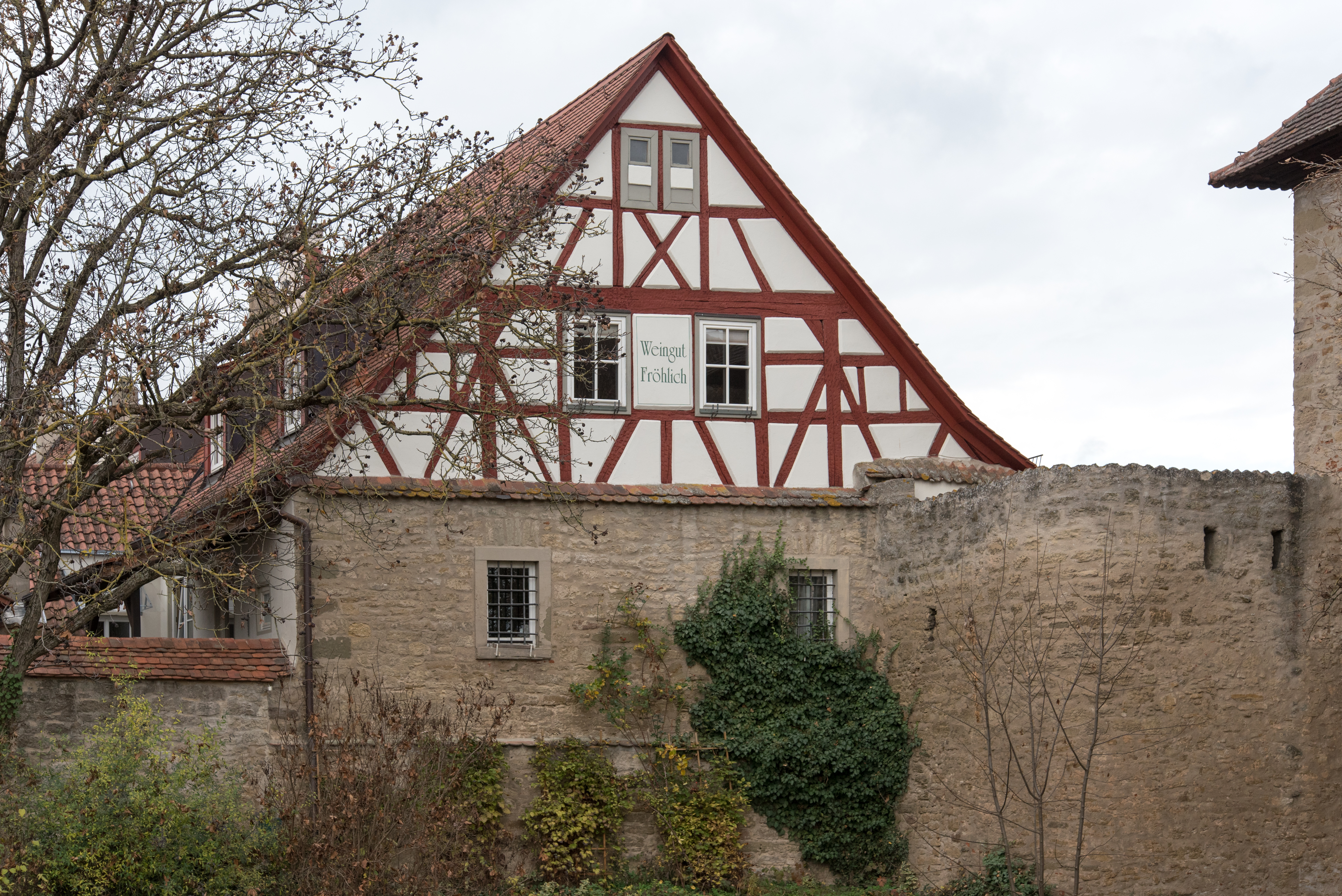
Stadtmauer, Lange Gasse 36, Feldseite
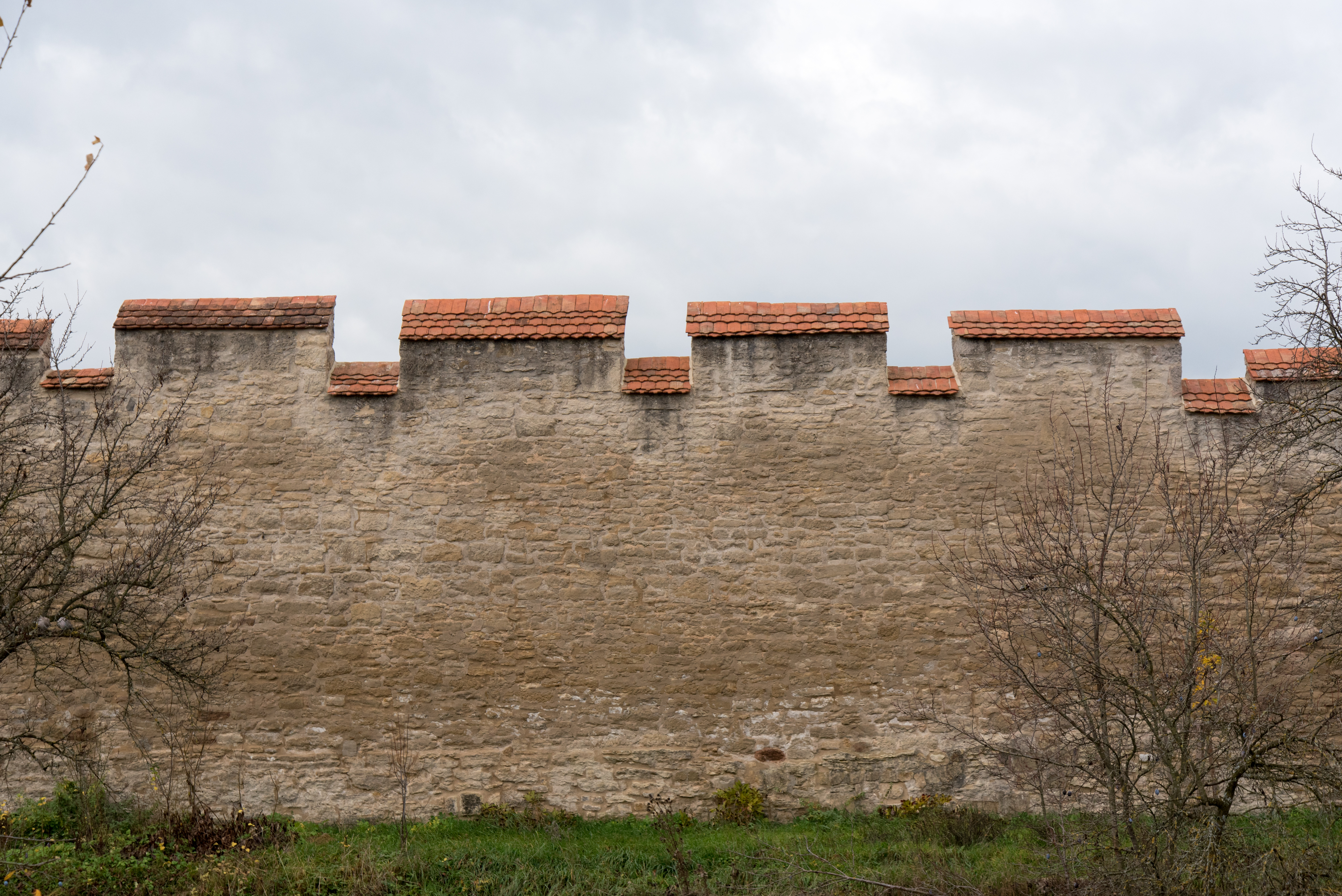
Stadtmauer, Lange Gasse 36, Feldseite
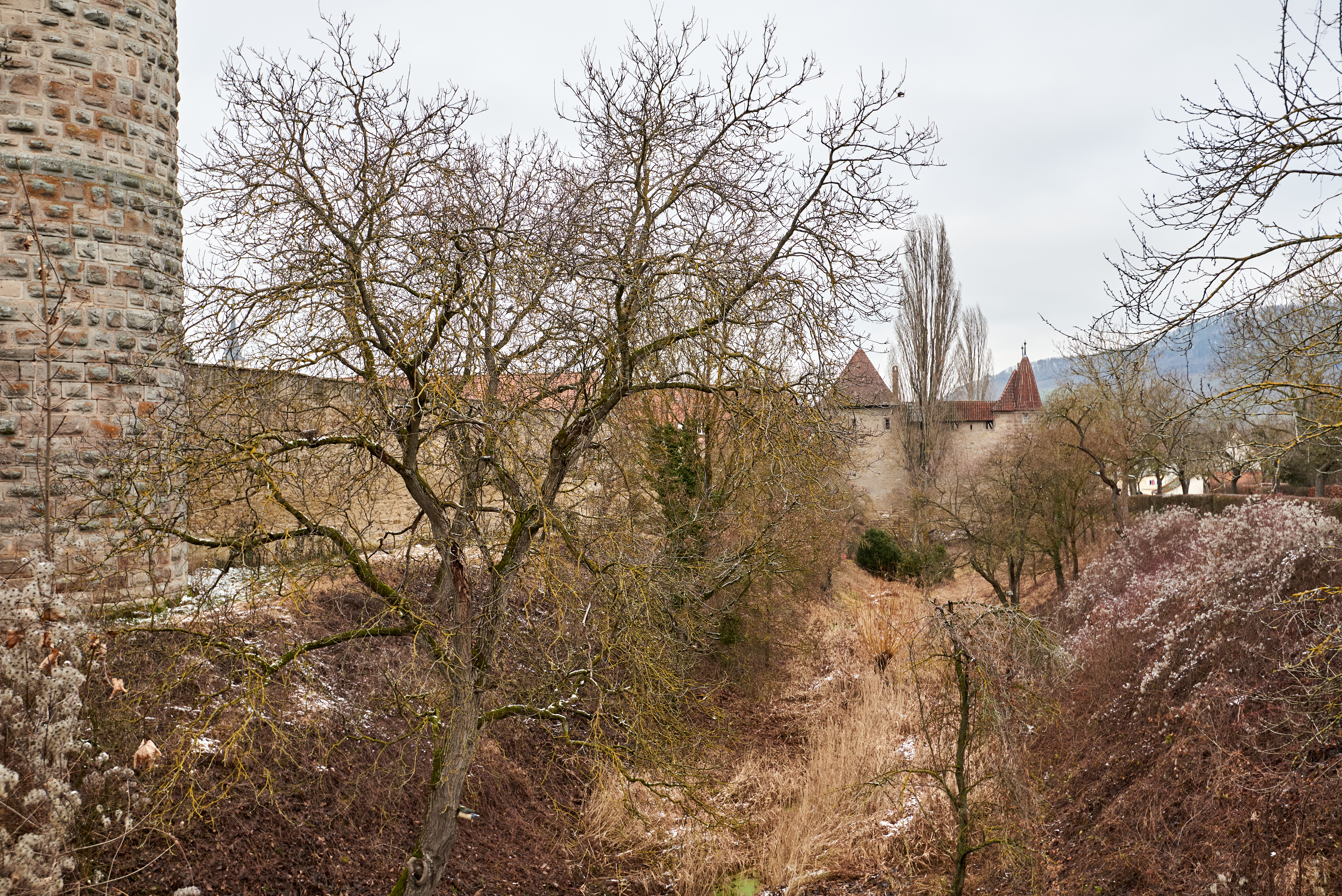
Stadtmauer, Graben, am Eulenturm nach Norden
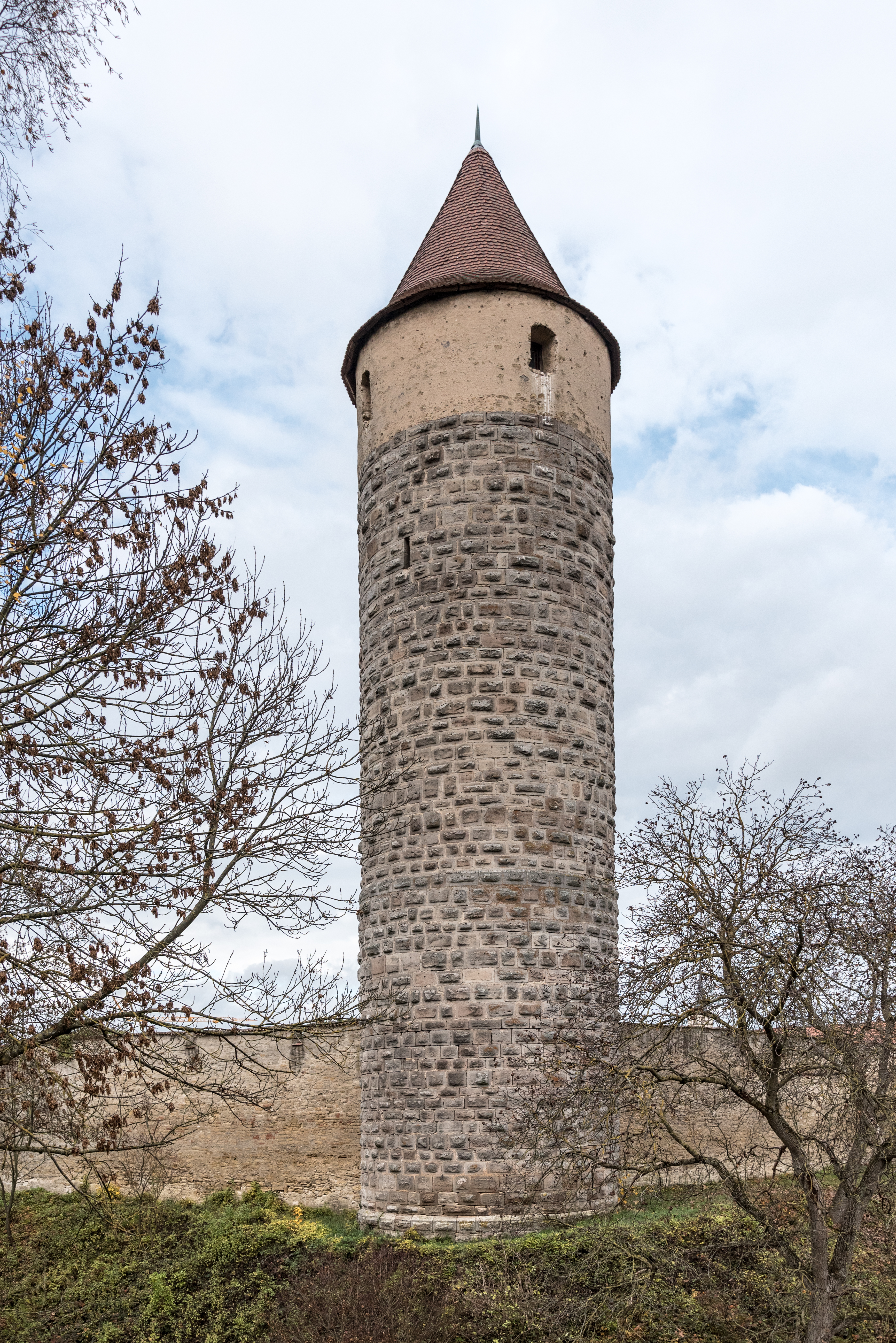
Eulenturm, von Südosten weitere Bilder
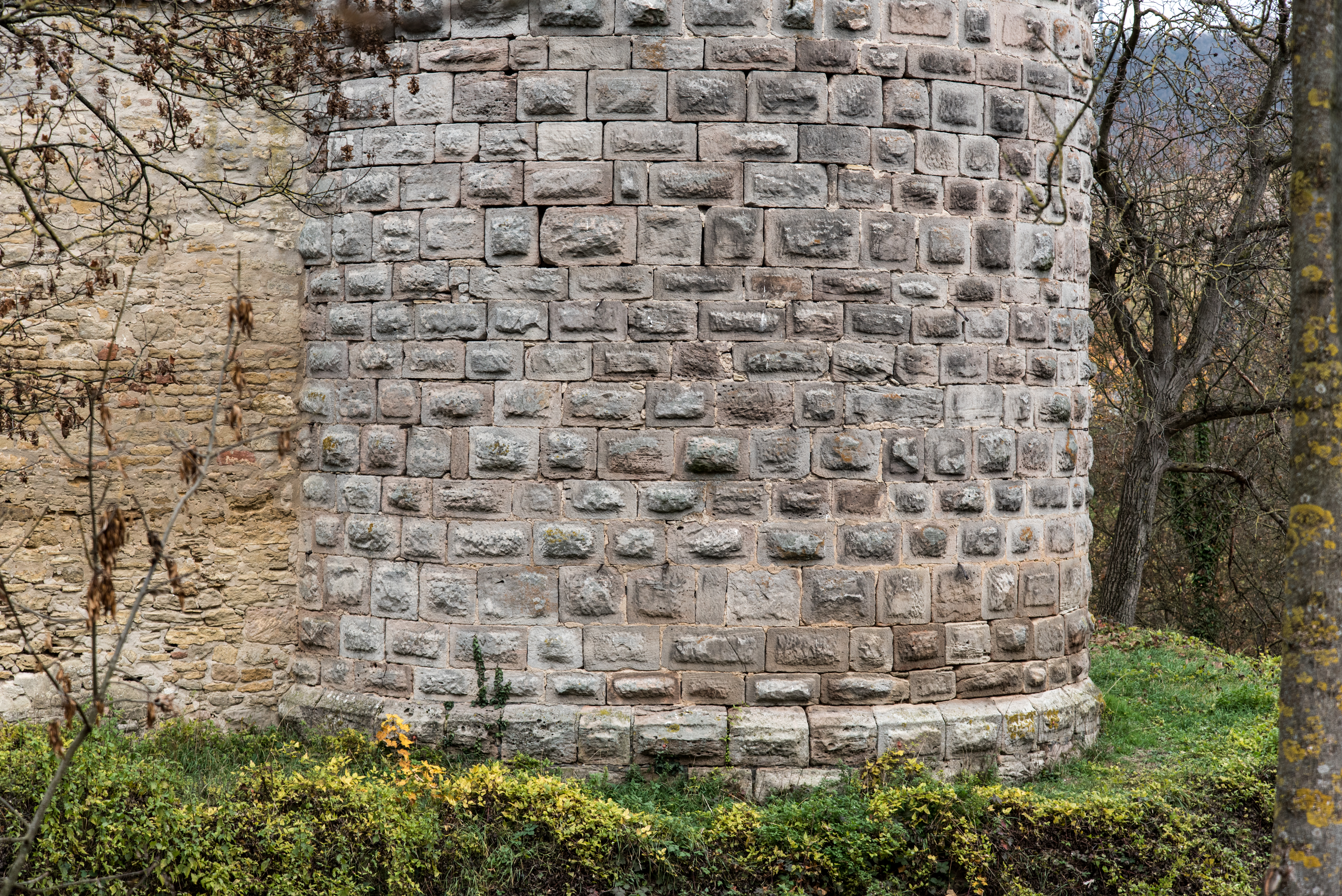
Eulenturm, von Südosten weitere Bilder
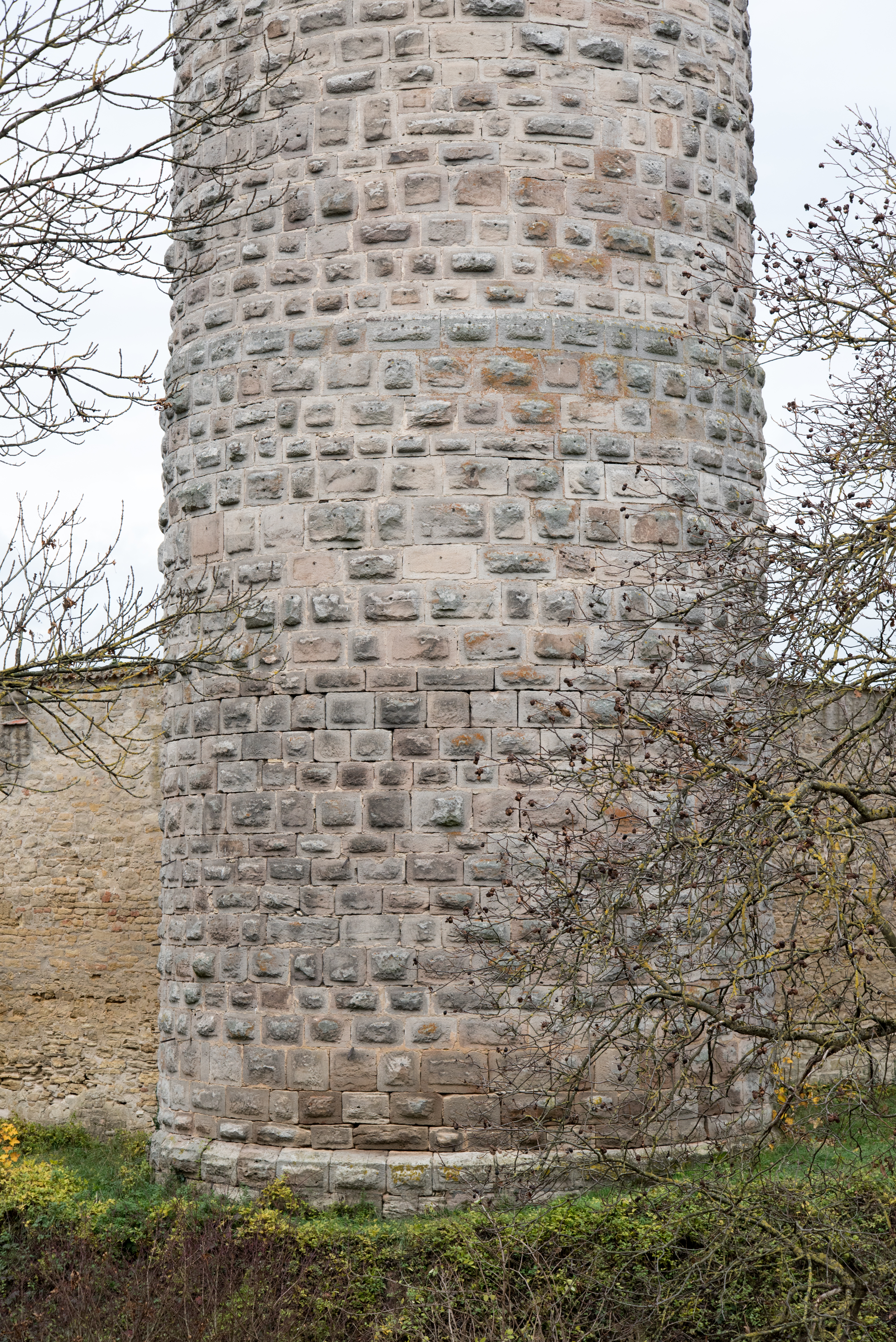
Eulenturm, von Südosten weitere Bilder
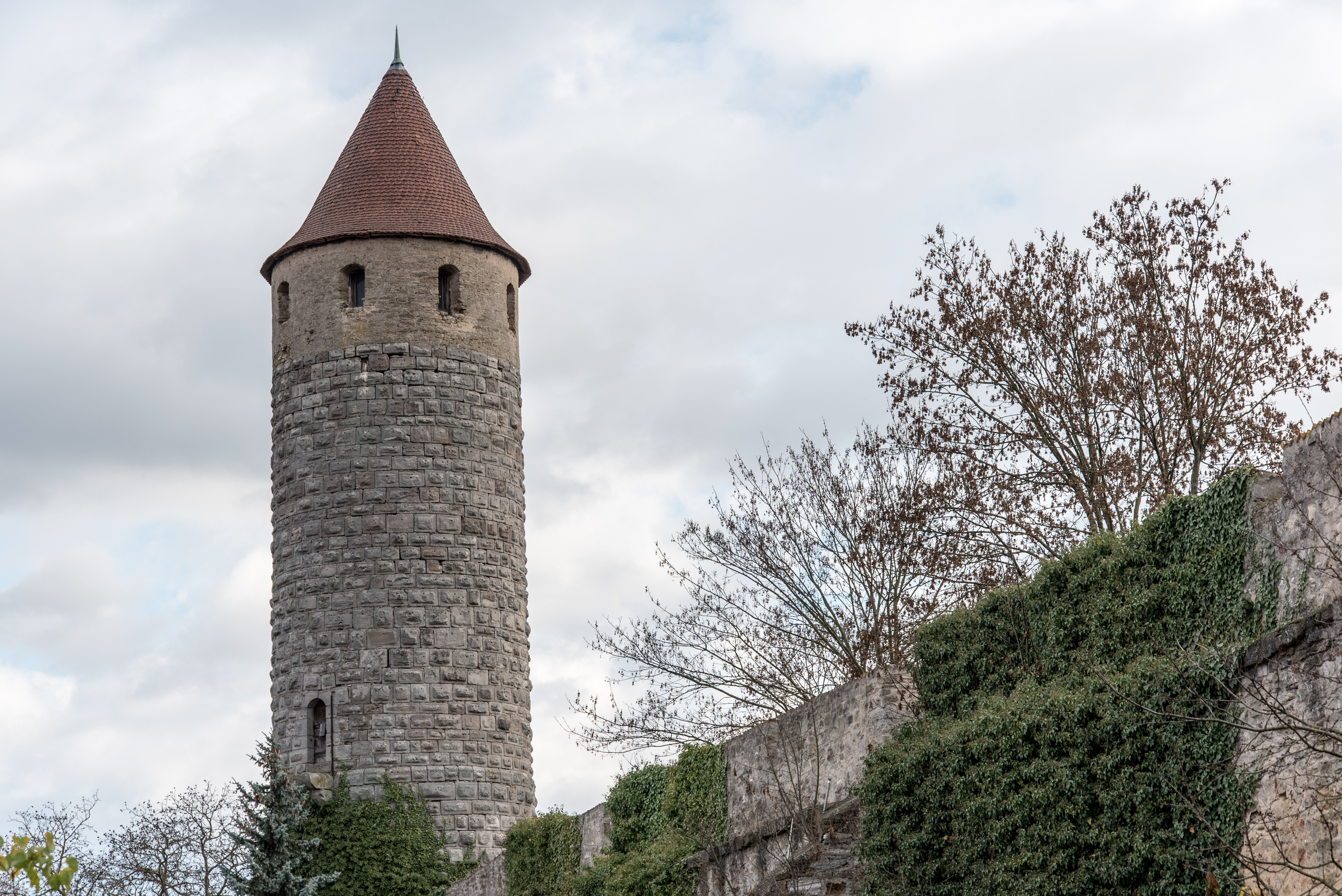
Eulenturm, von Westen weitere Bilder
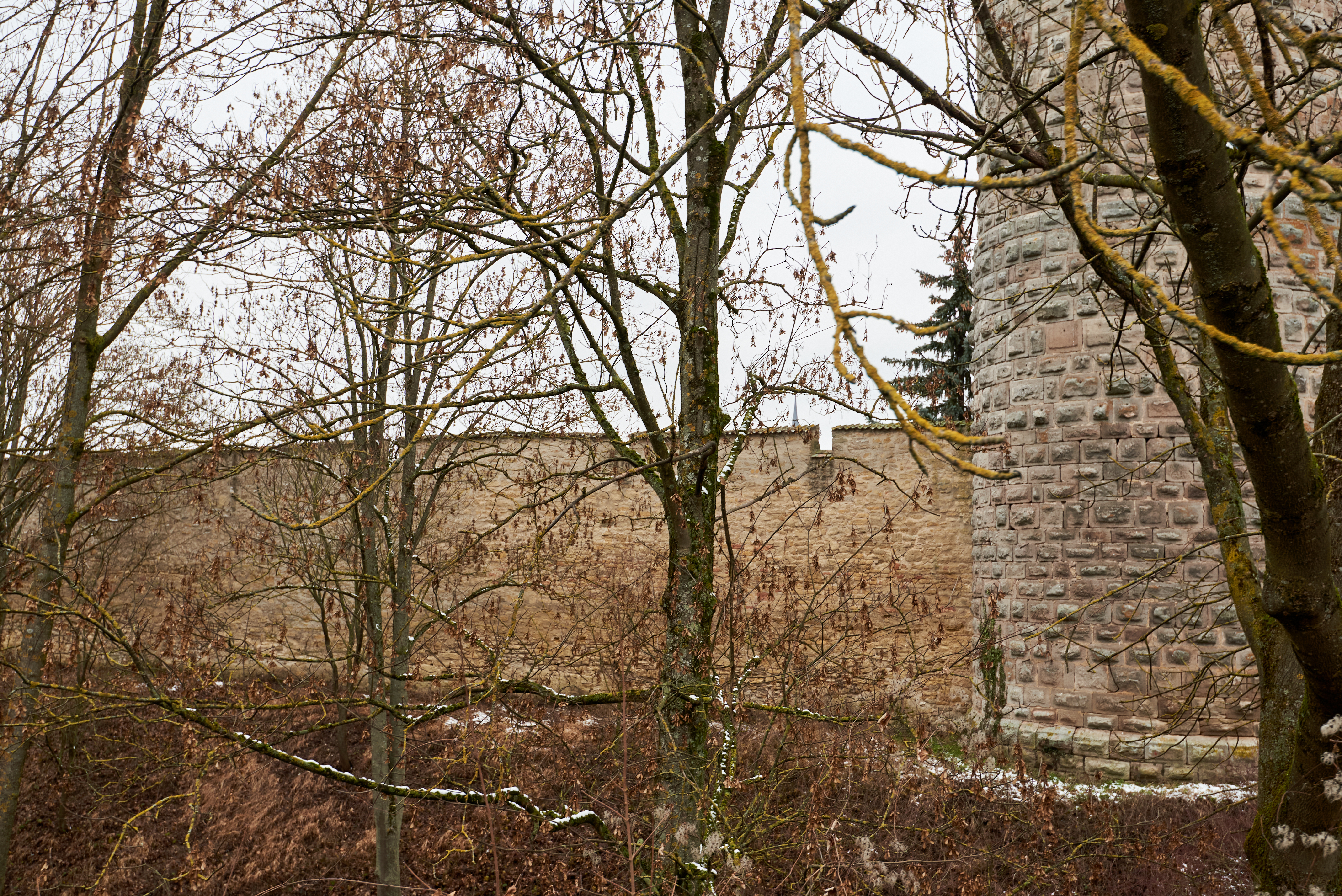
Stadtmauer, Obere Gasse 10
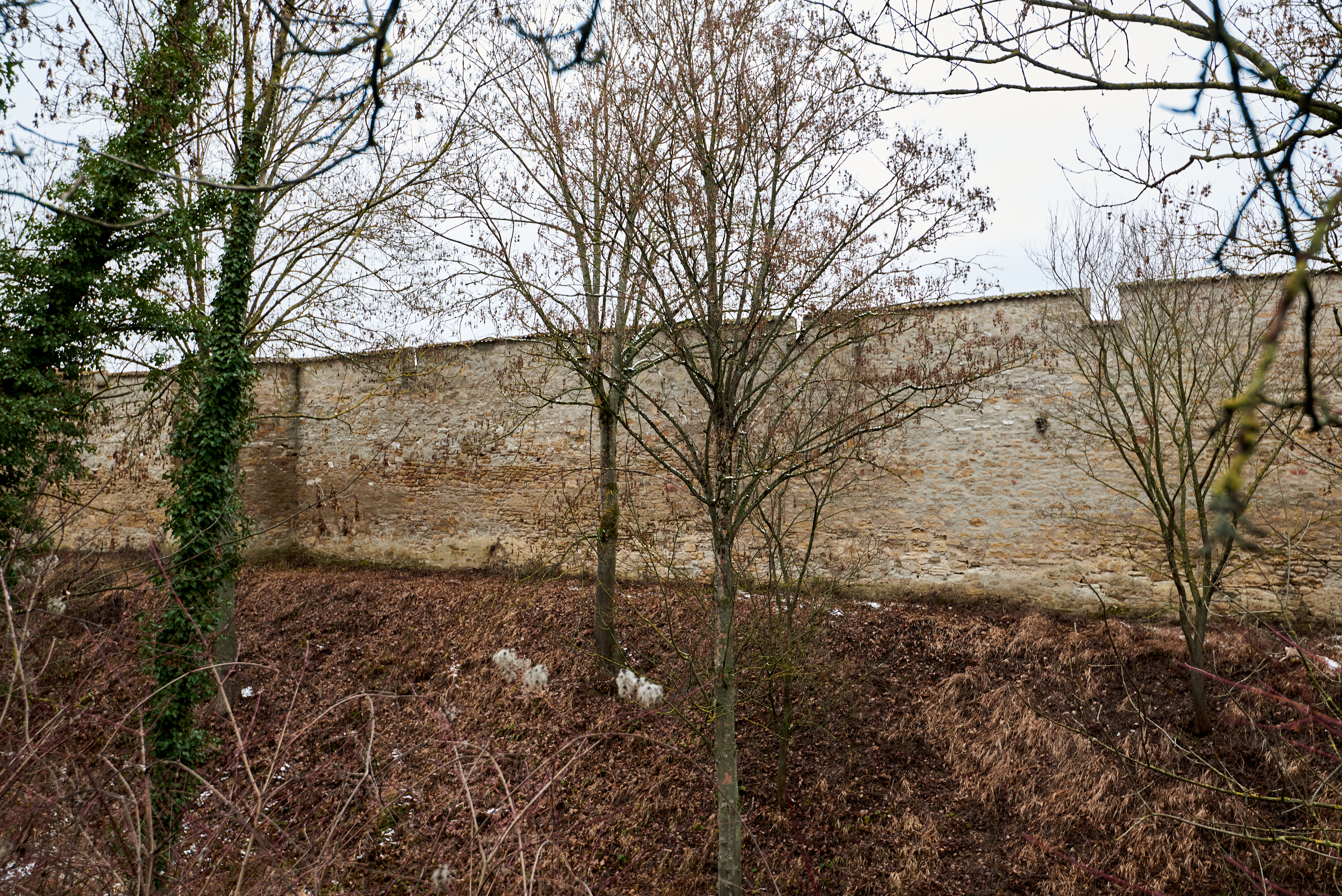
Stadtmauer, Obere Gasse 10
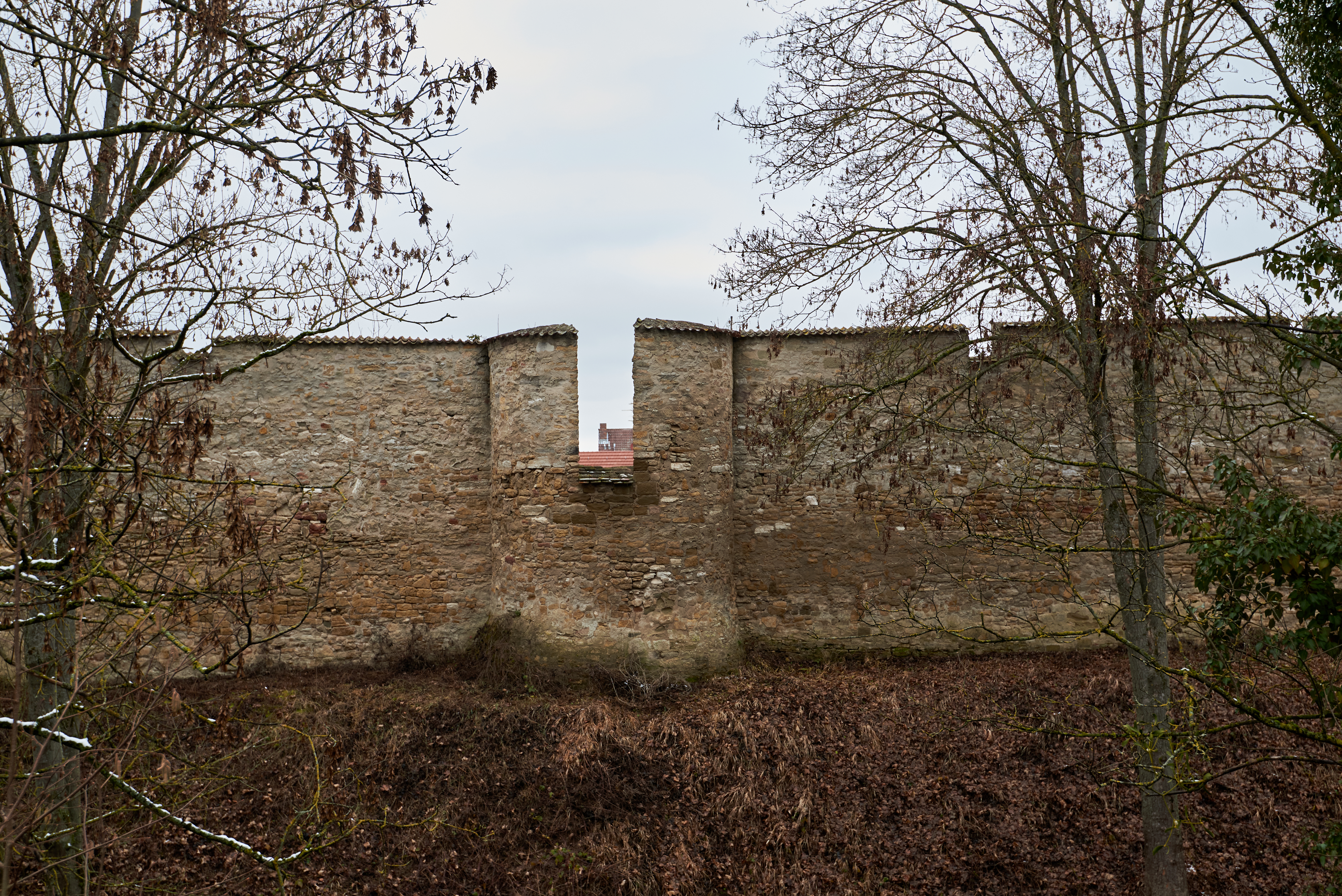
Halbschalenturm, Obere Gasse 10 weitere Bilder
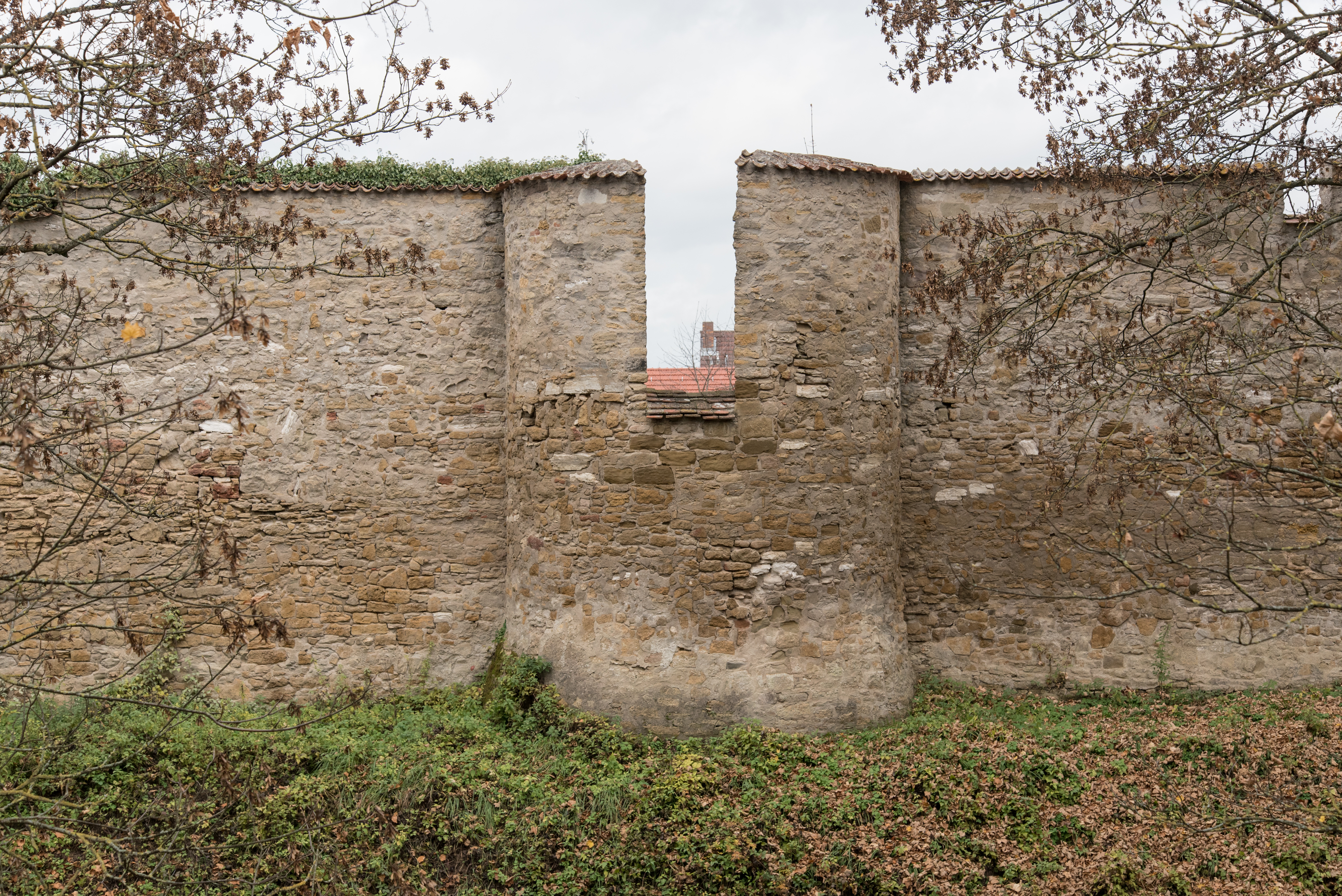
Halbschalenturm, Obere Gasse 10 weitere Bilder
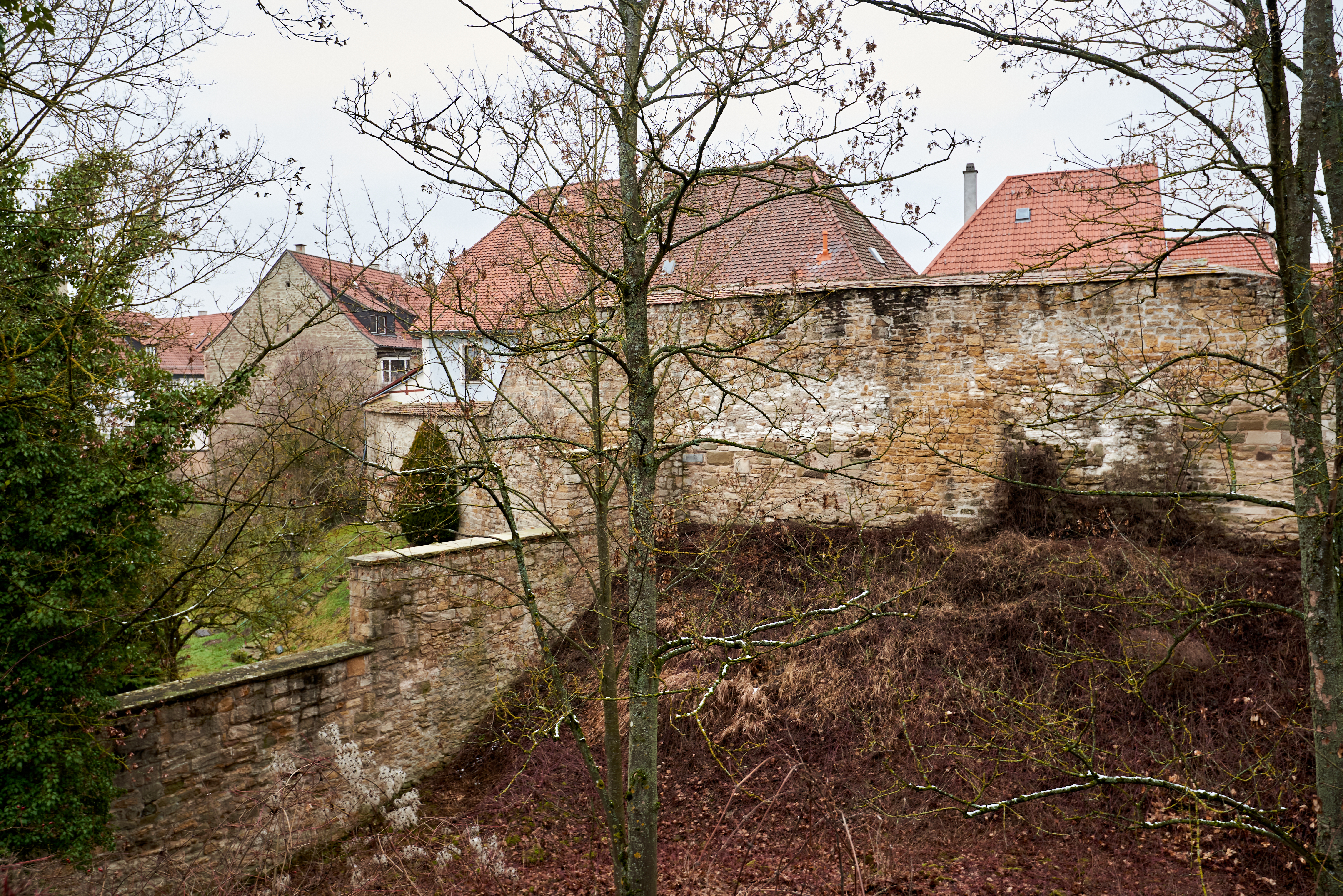
Stadtmauer, Obere Gasse 4
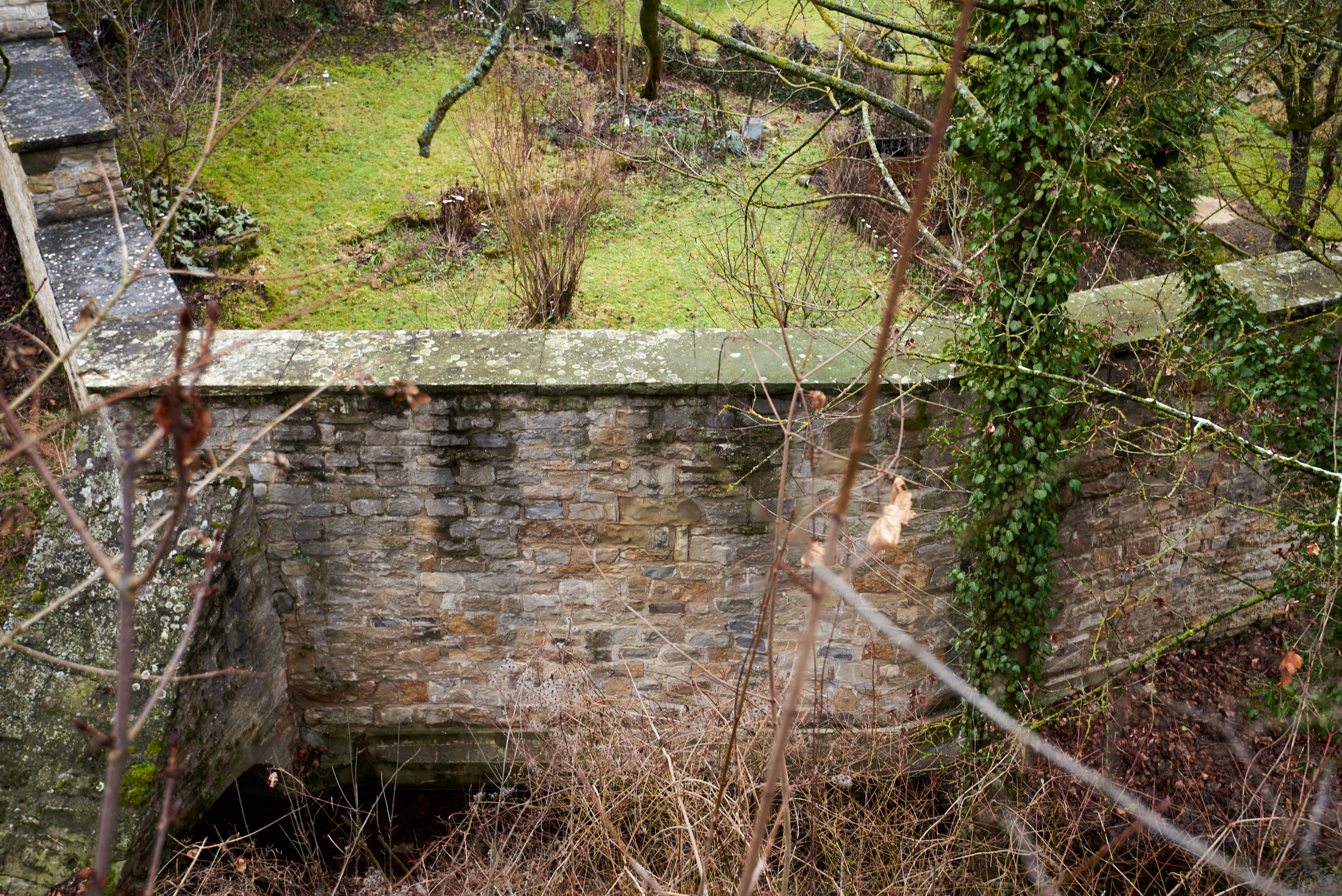
Stadtmauer, zweiter und erster Mauerring
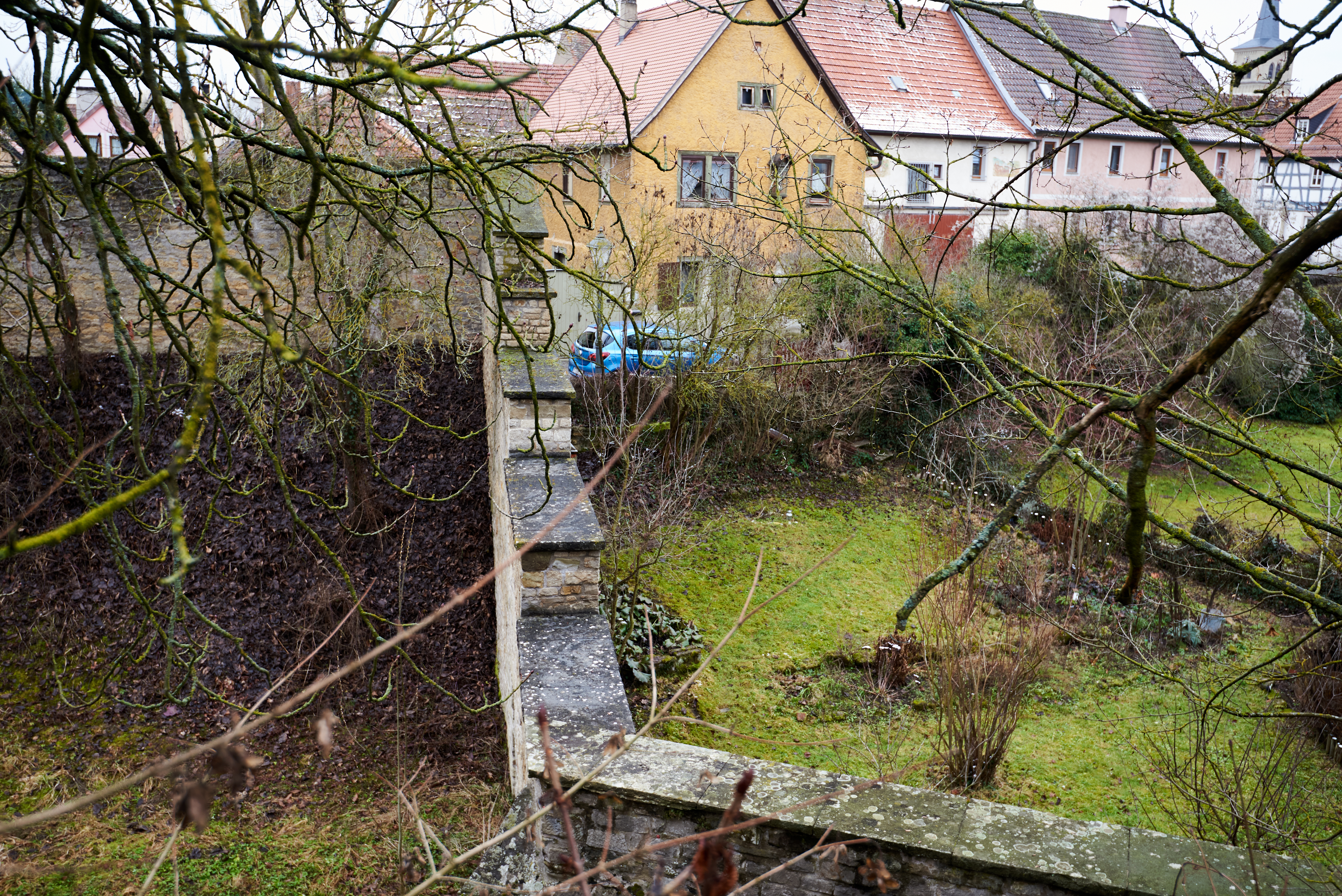
Stadtmauer, zweiter und erster Mauerring
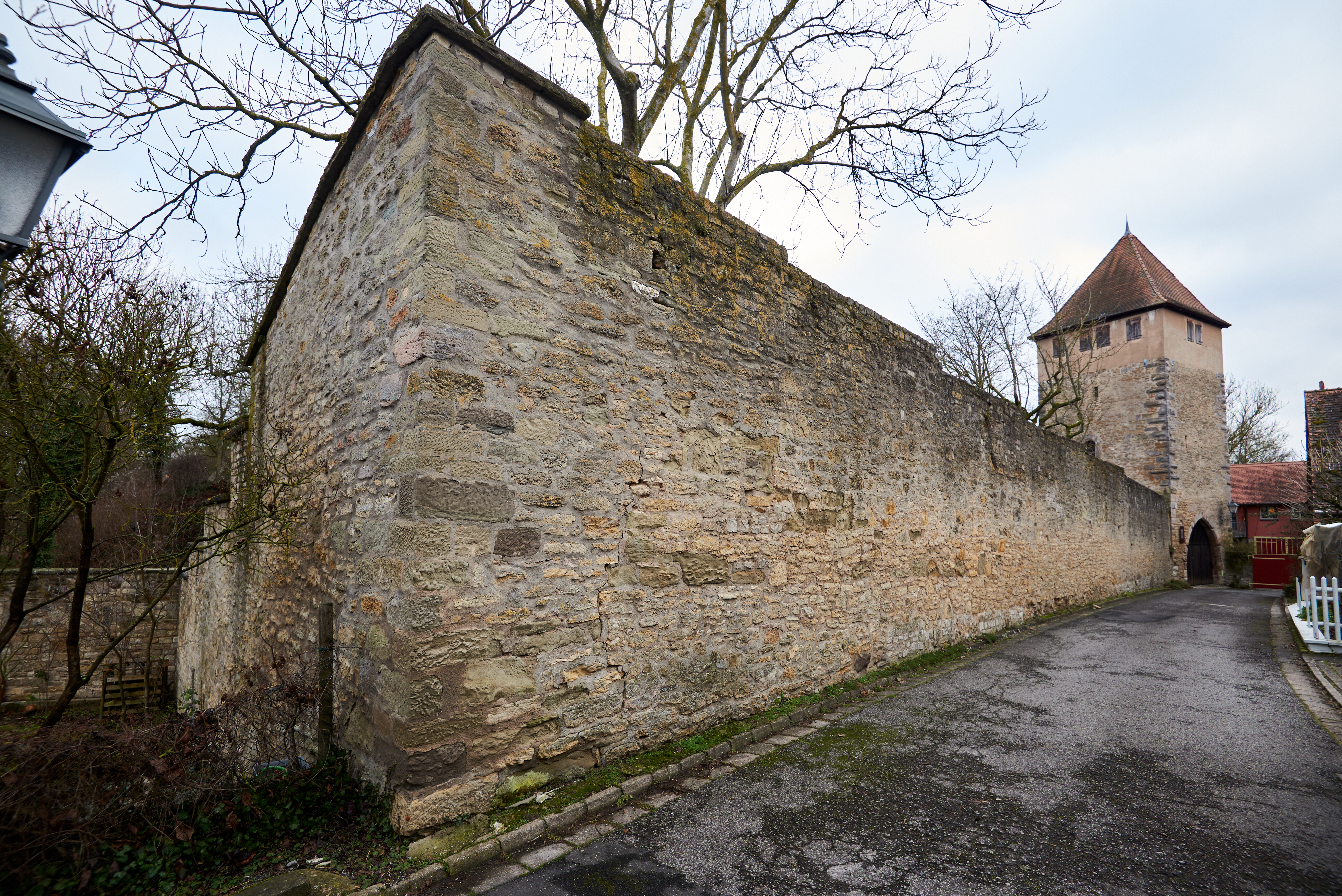
Stadtmauer, nördlich Pesttor
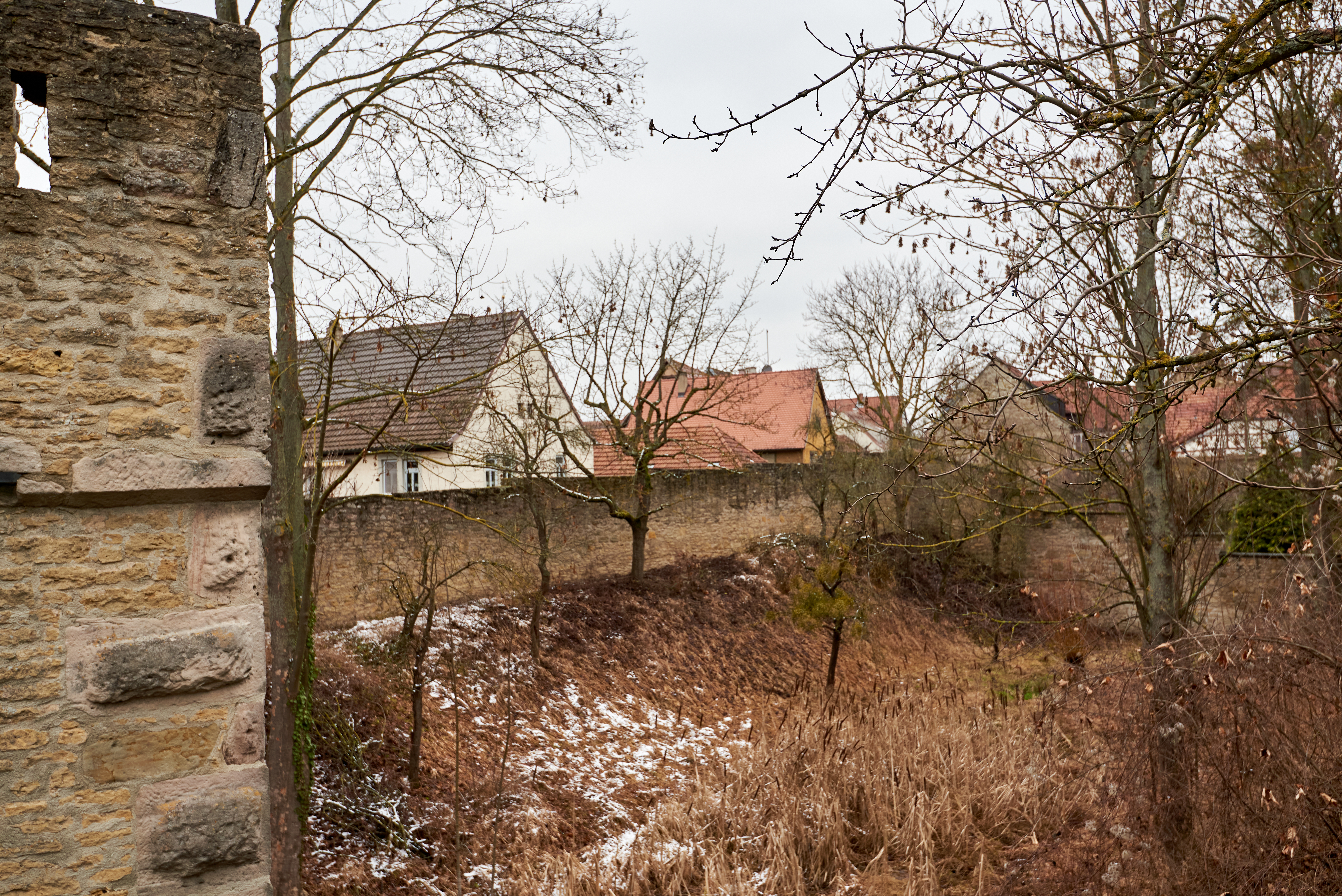
Stadtmauer, nördlich Pesttor

Pesttor
- Untere Gräbengasse 12: Pest- oder Totentor, Stadttor, innerer Torturm (Lage) und Vorwerk, durch eine Brücke (Lage) verbunden, Bruchsteinbau mit Pyramidendach und spitzbogiger Durchfahrt, Ende 14. Jahrhundert

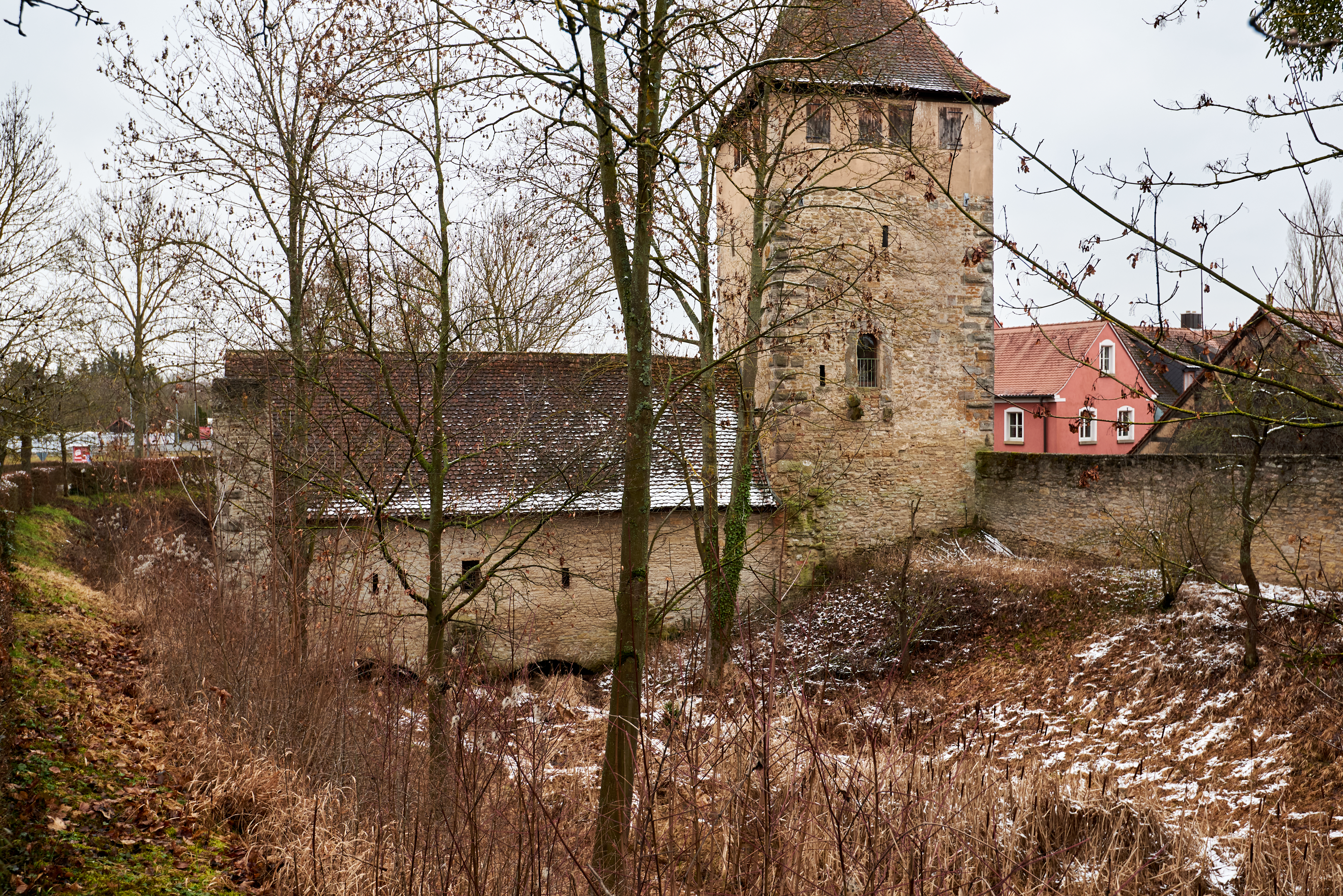
Pesttor, Grabenbrücke und Torturm, von Norden weitere Bilder
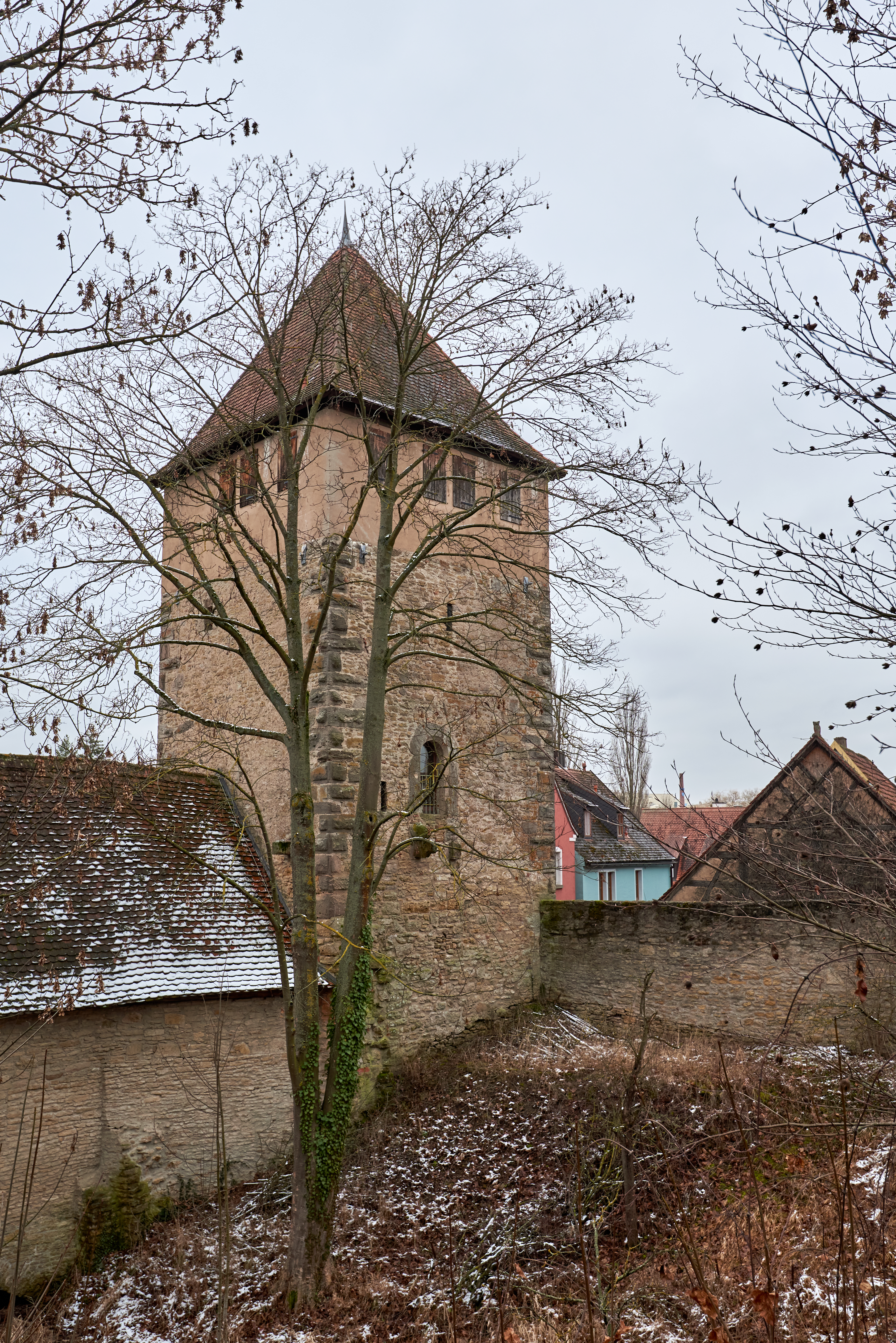
Pesttor, Grabenbrücke, von Norden weitere Bilder
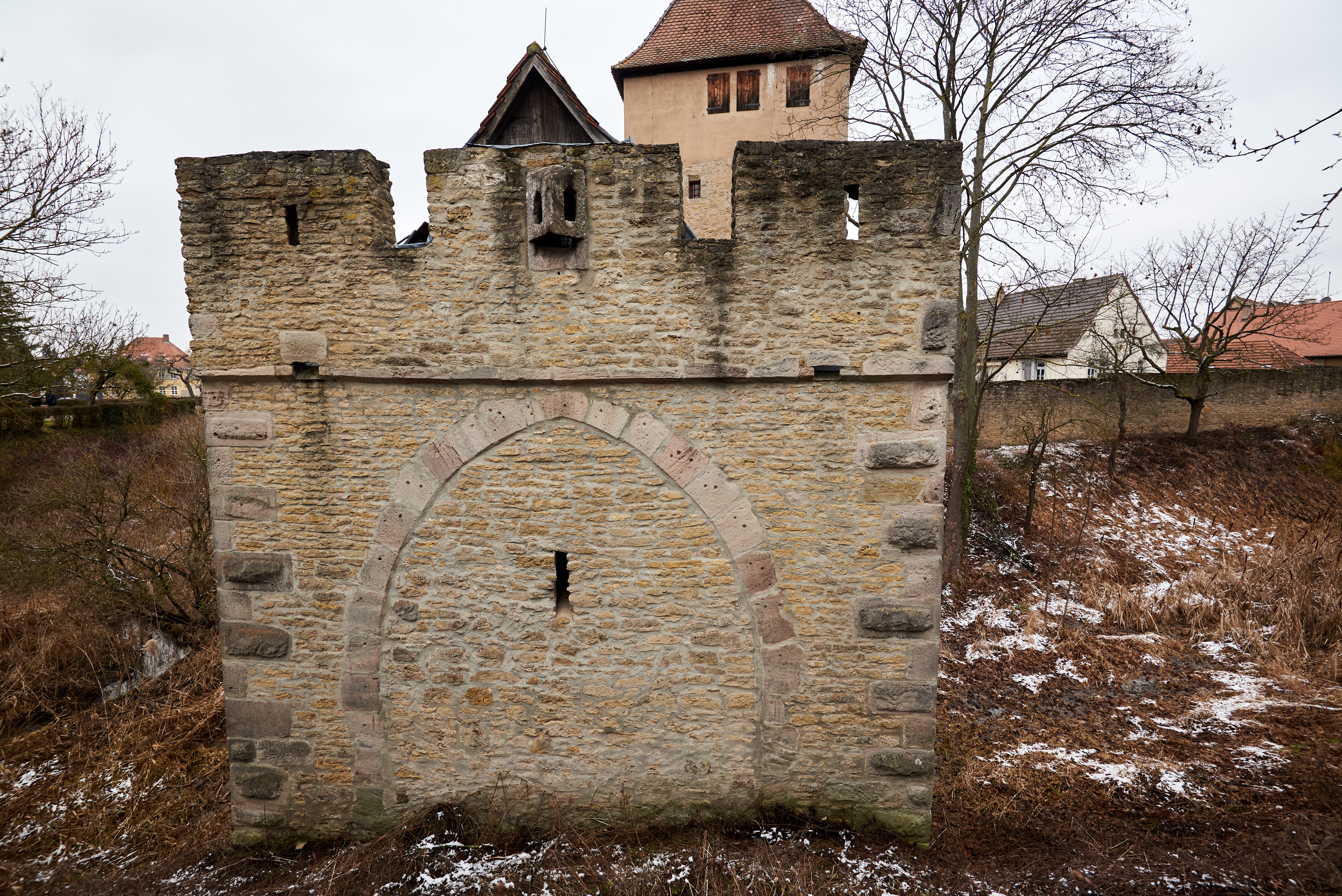
Pesttor, Vorwerk, von Südosten weitere Bilder
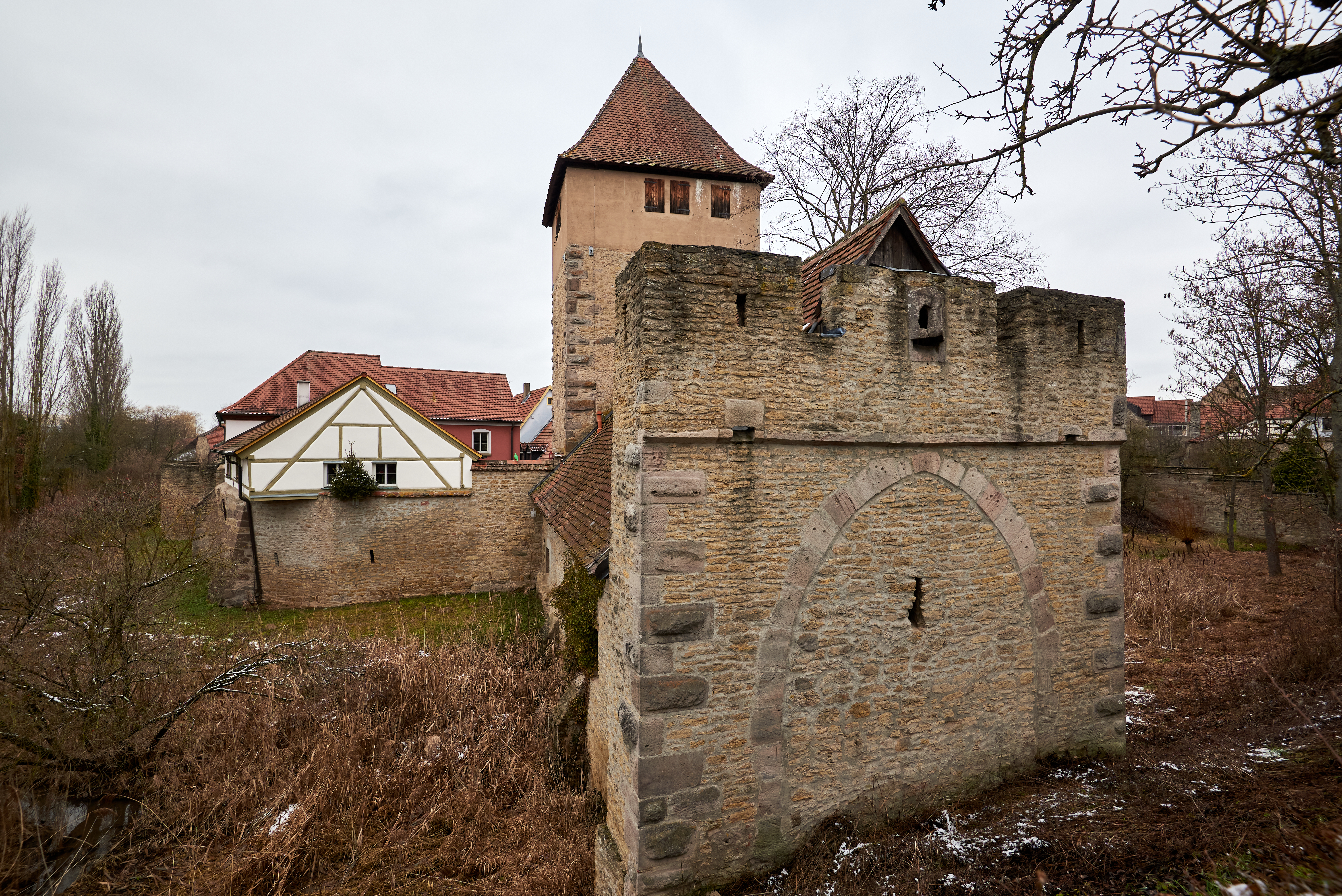
Pesttor, Vorwerk, von Südosten weitere Bilder
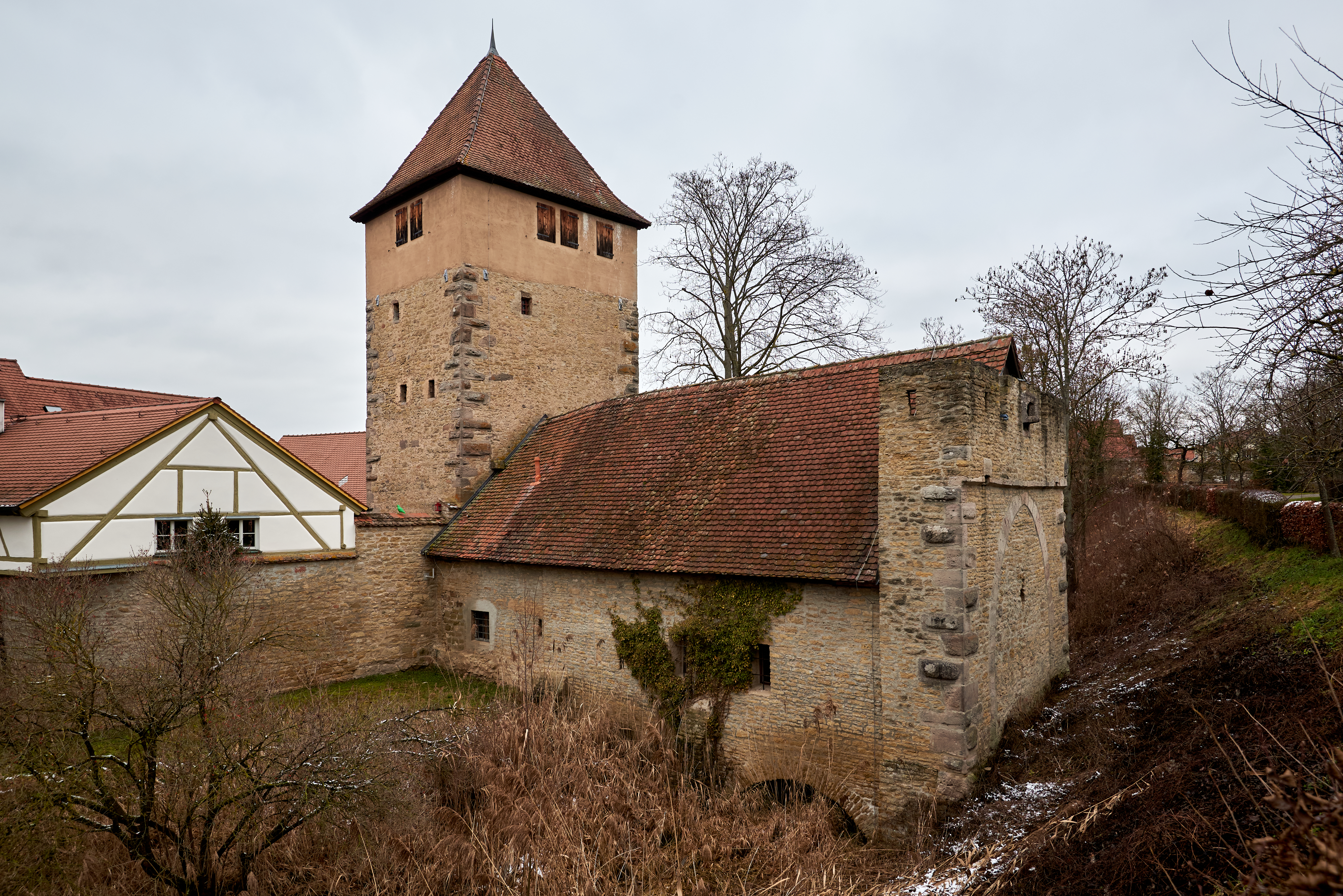
Pesttor, von Südosten weitere Bilder
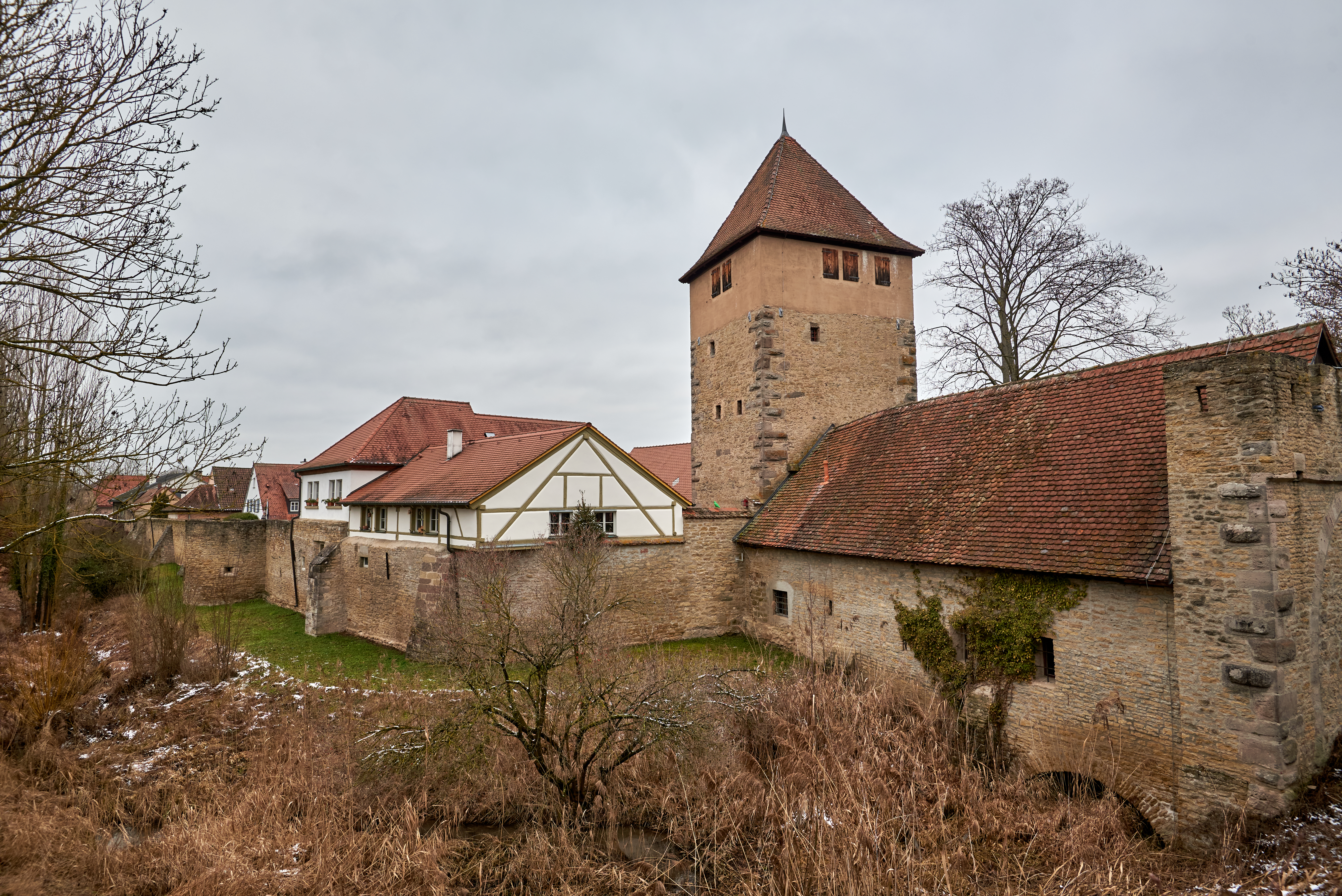
Pesttor, von Südosten weitere Bilder
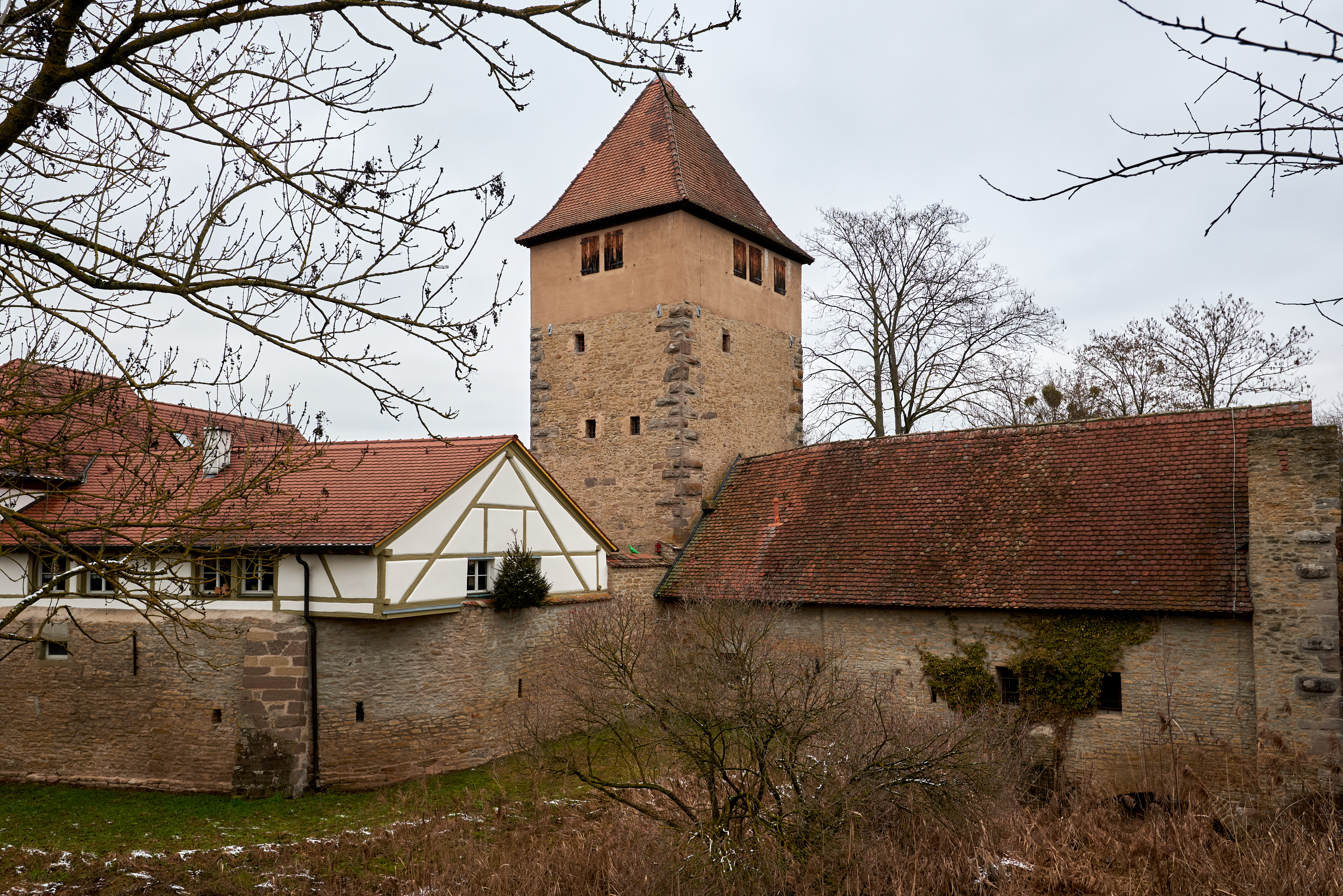
Pesttor, von Südosten weitere Bilder
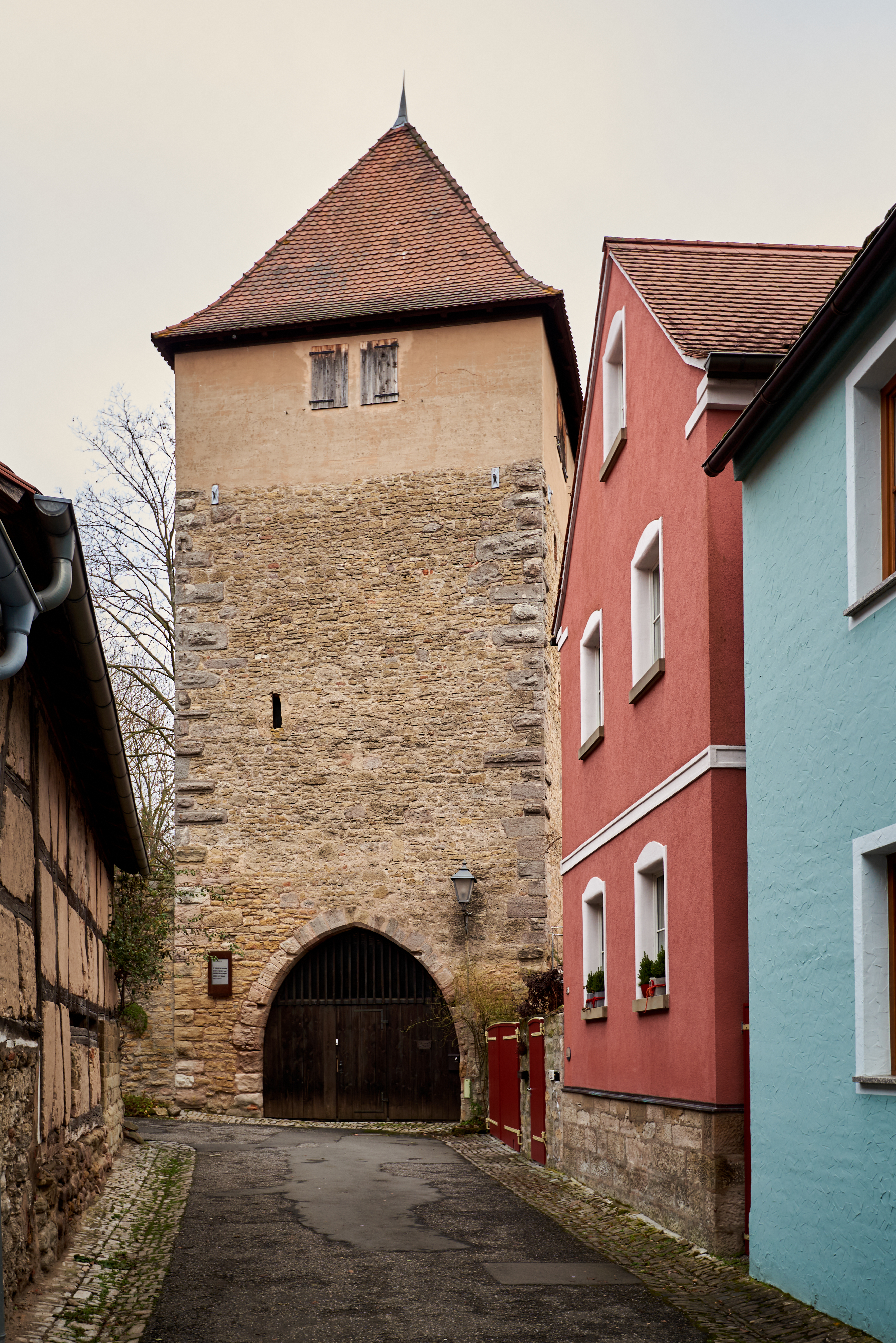
Pesttor, Torturm, von Westen weitere Bilder

Stadtbefestigung vom Pesttor zum Mainbernheimer Tor
Zweiter Mauerring mit einem Durchbruch an der Bahnhofstraße:
- Untere Gräbengasse 10, Stadtmauer (Lage)
- Untere Gräbengasse 8, Stadtmauer (Lage)
- Untere Gräbengasse 8, Halbschalenturm (Lage)
- Untere Gräbengasse 6, Stadtmauer (Lage)
- Untere Gräbengasse 4, Stadtmauer (Lage)
- Untere Gräbengasse 2, Stadtmauer (Lage)
- Bahnhofstraße 25, Stadtmauer (Lage)
- Bahnhofstraße 20, Halbschalenturm (Lage)
- Bahnhofstraße 12, Stadtmauer (Lage)

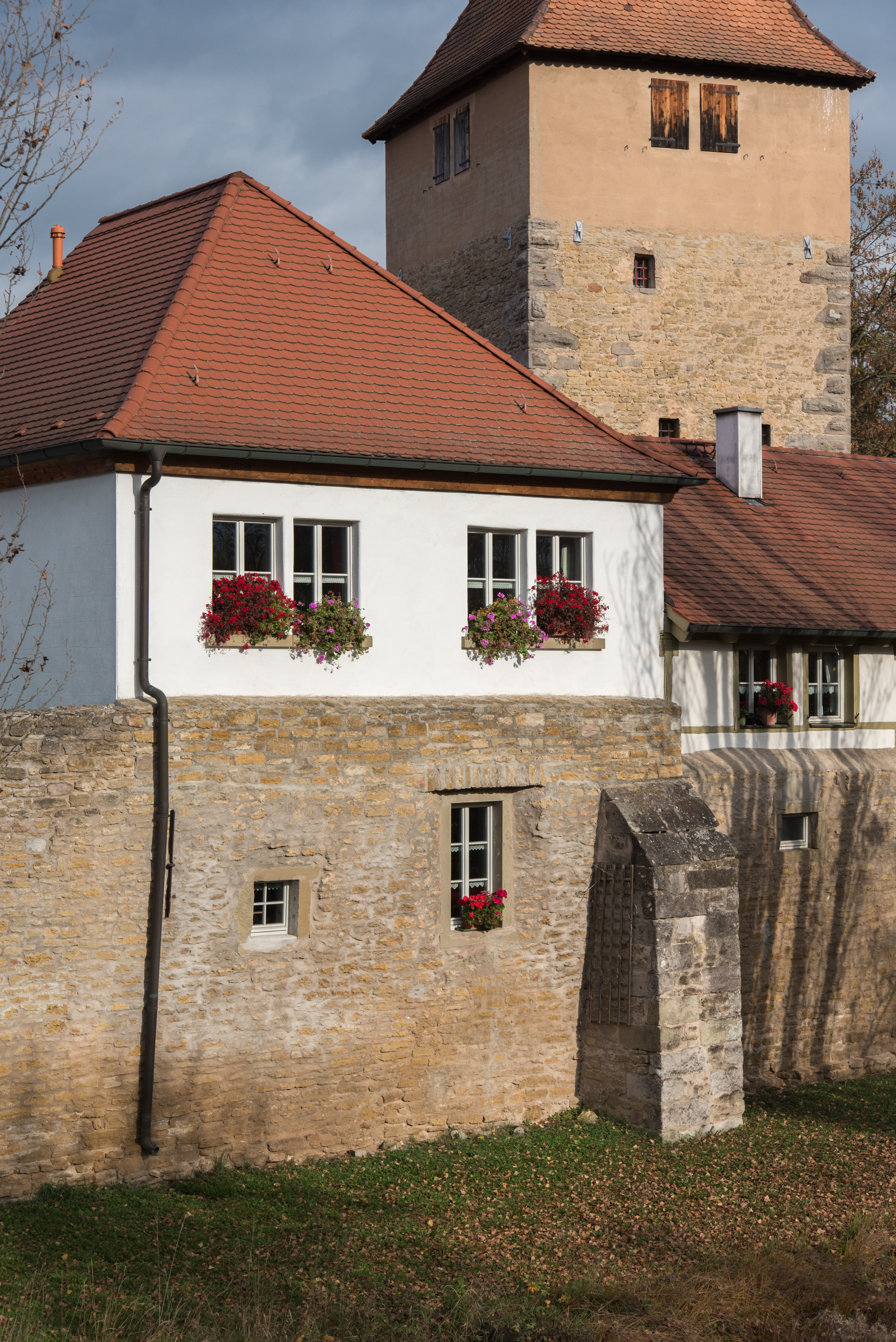
Untere Gräbengasse 10, Stadtmauer
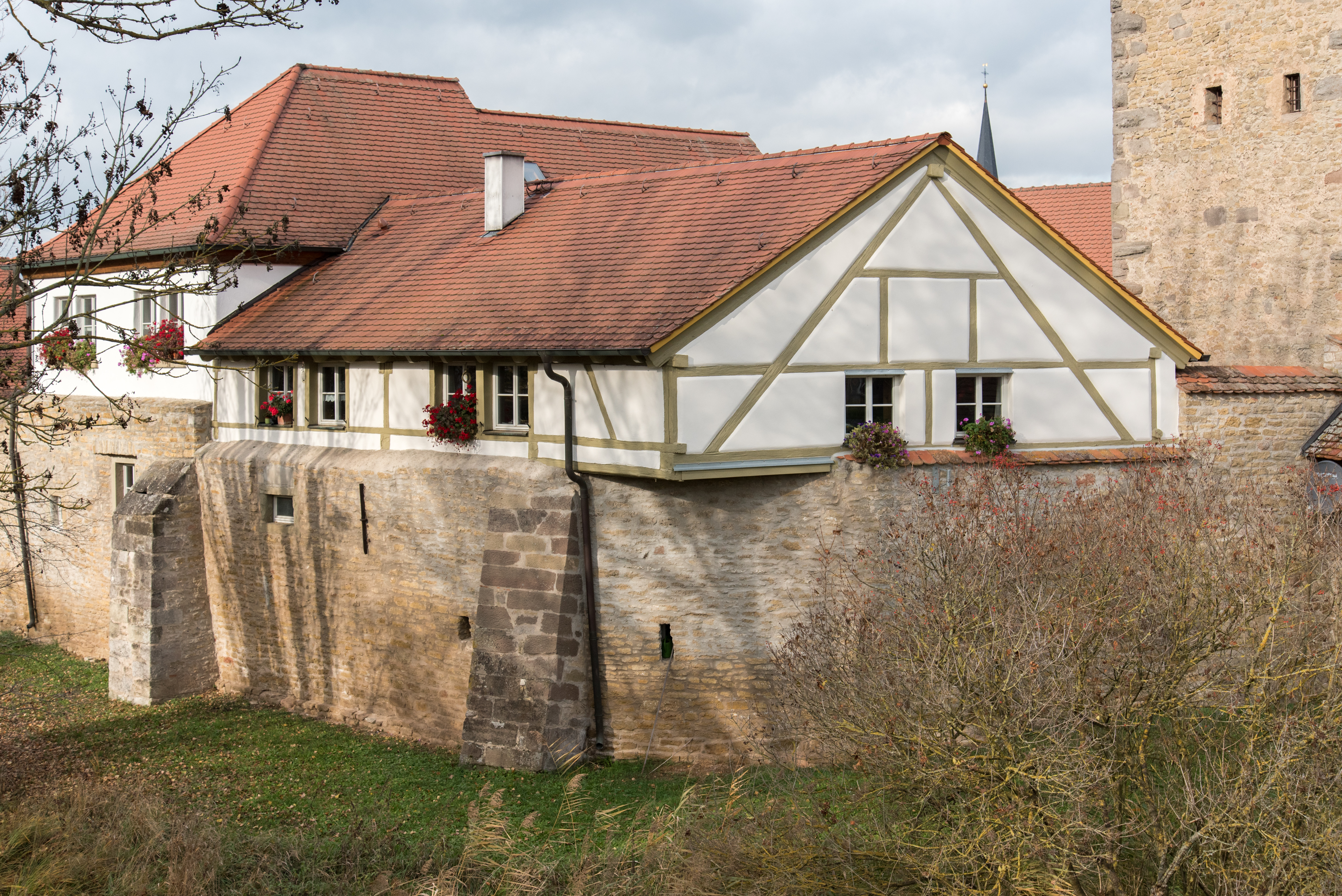
Untere Gräbengasse 10, Stadtmauer
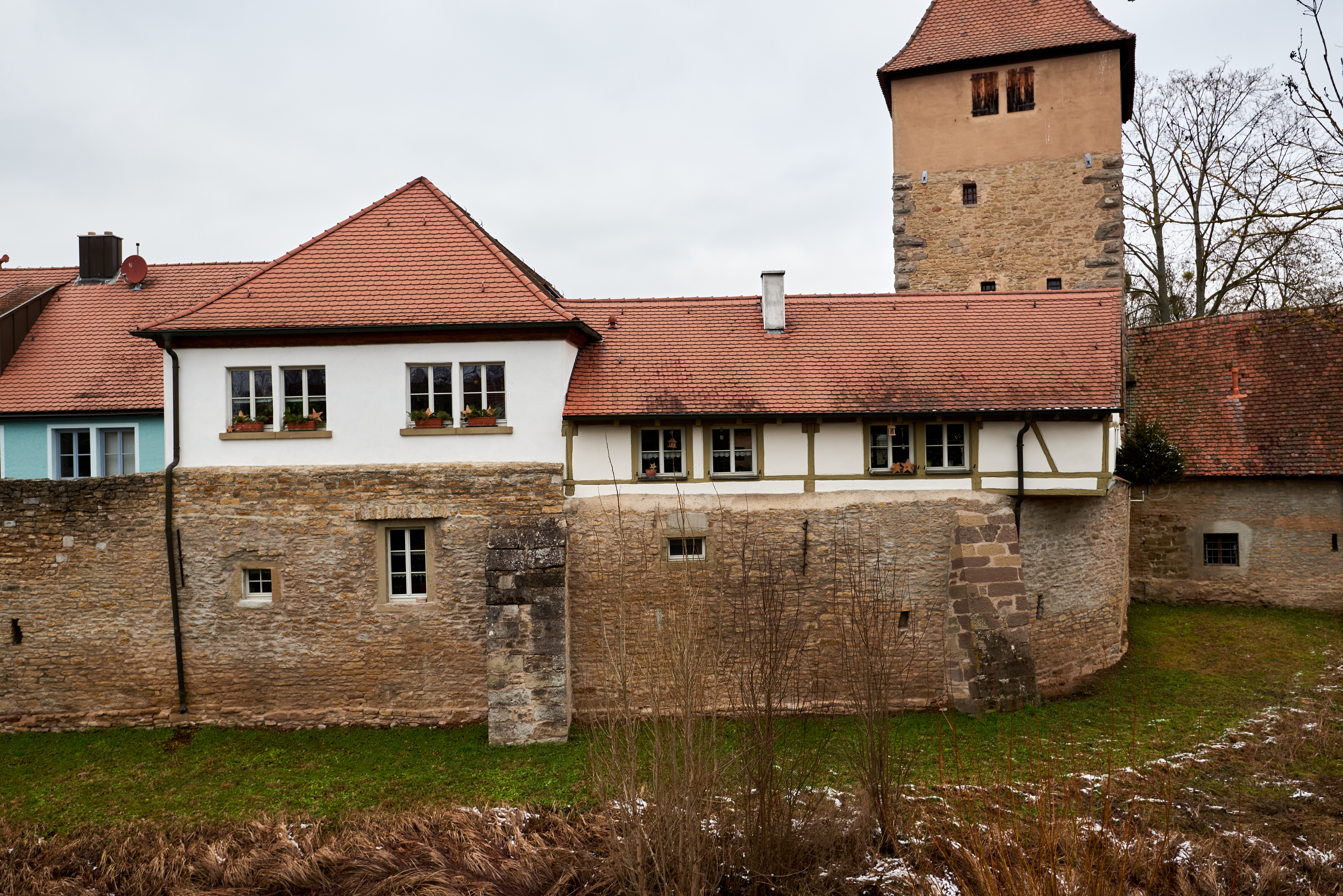
Untere Gräbengasse 10, Stadtmauer
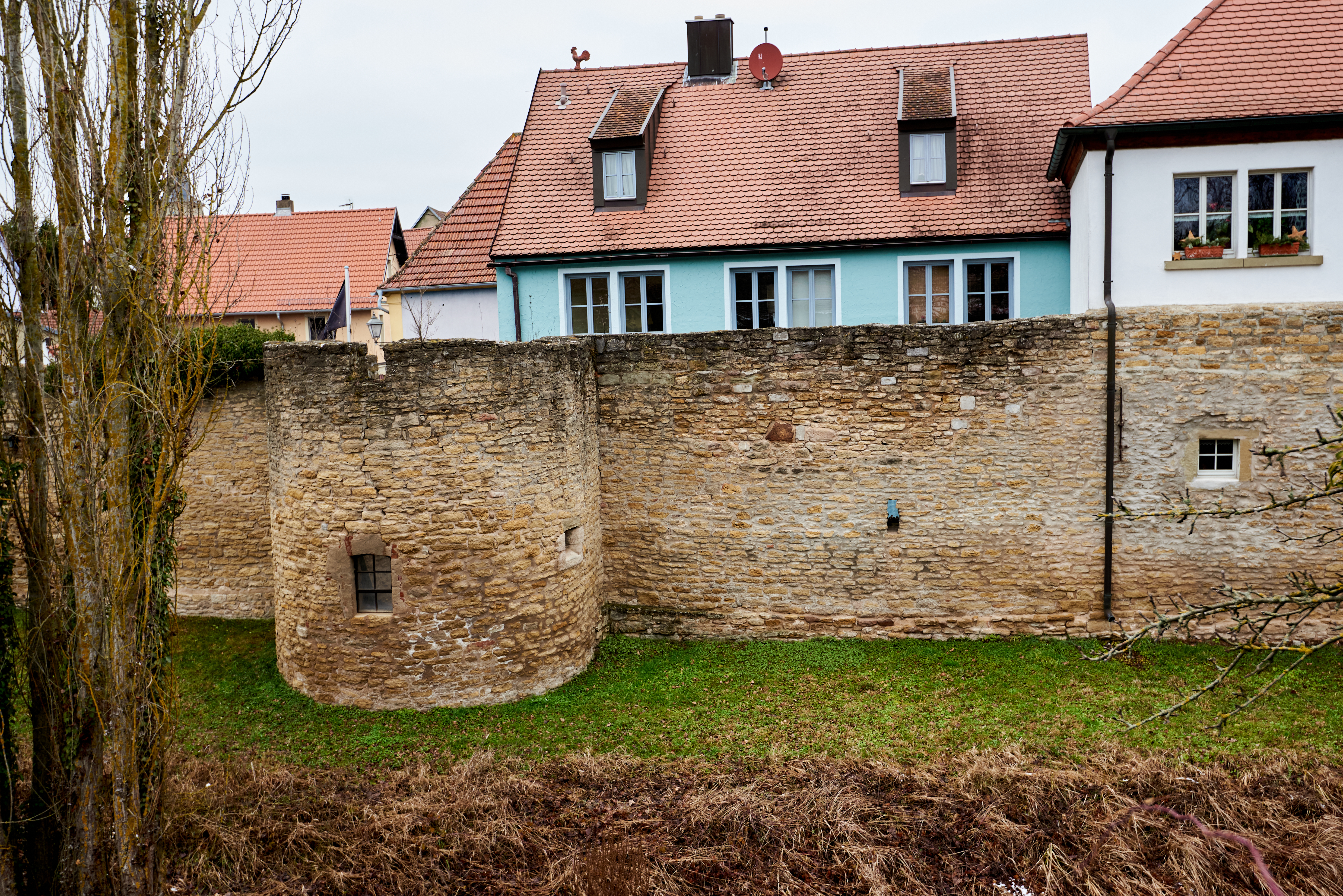
Untere Gräbengasse 8, Halbschalenturm weitere Bilder
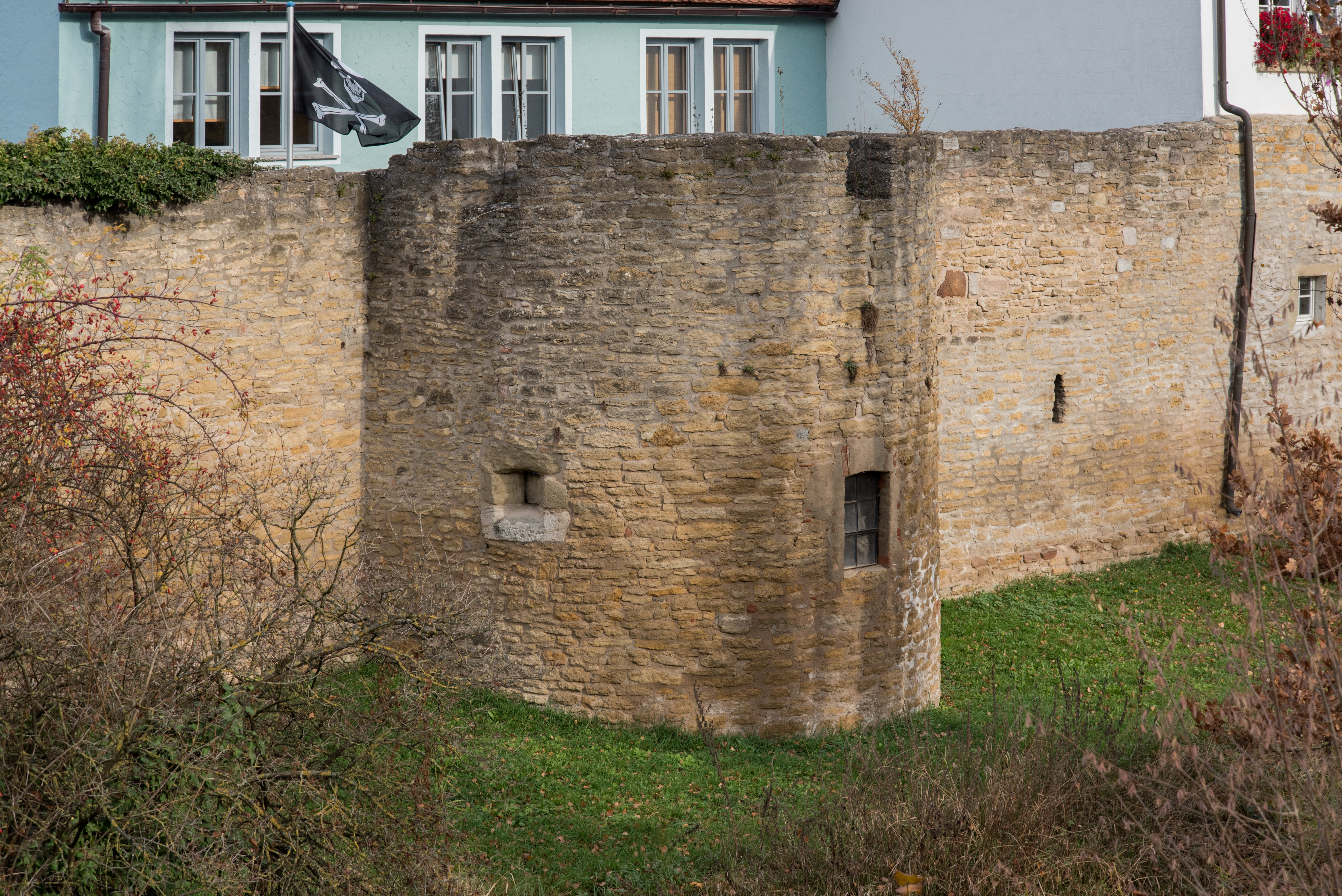
Untere Gräbengasse 8, Halbschalenturm weitere Bilder
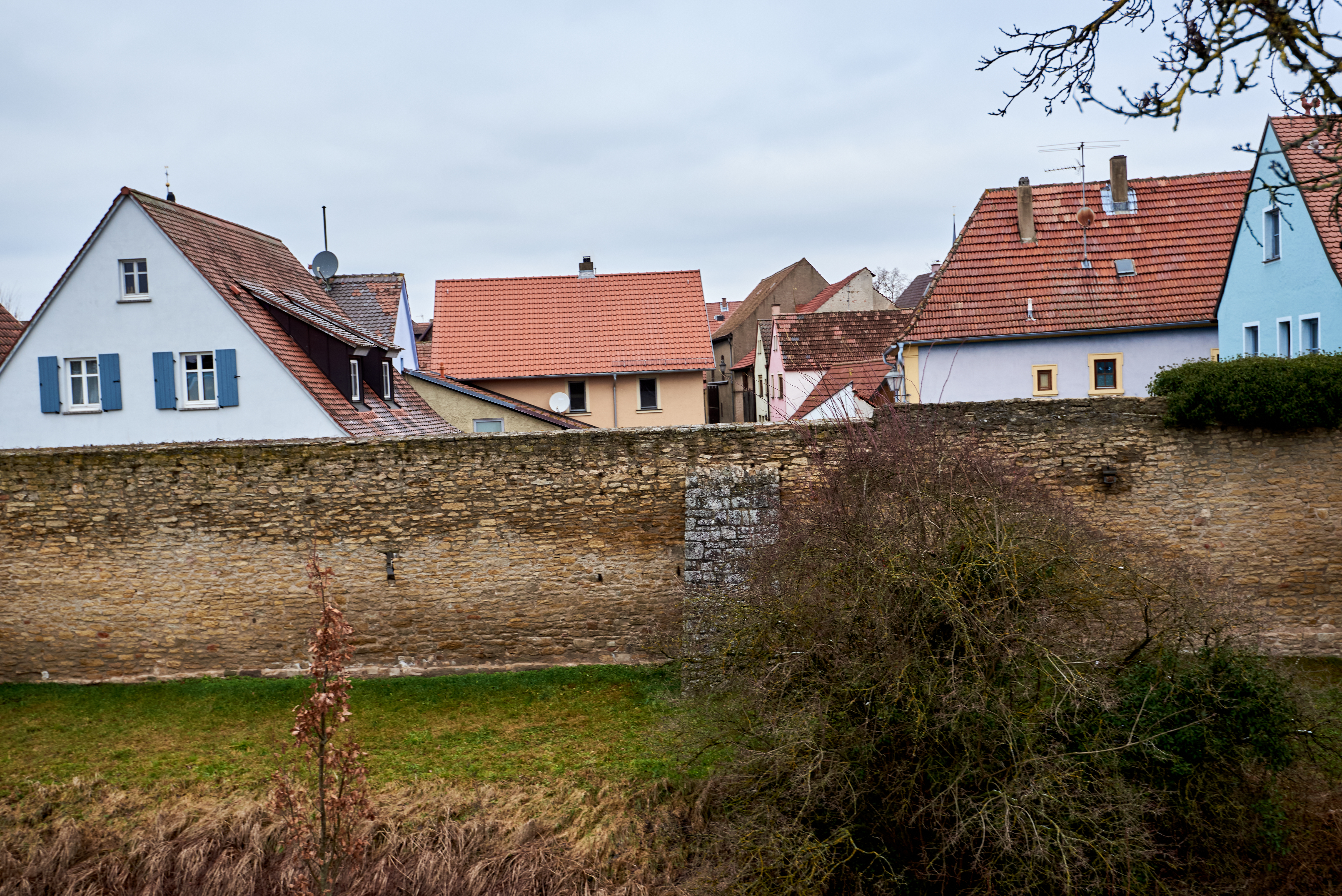
Untere Gräbengasse 8, Stadtmauer
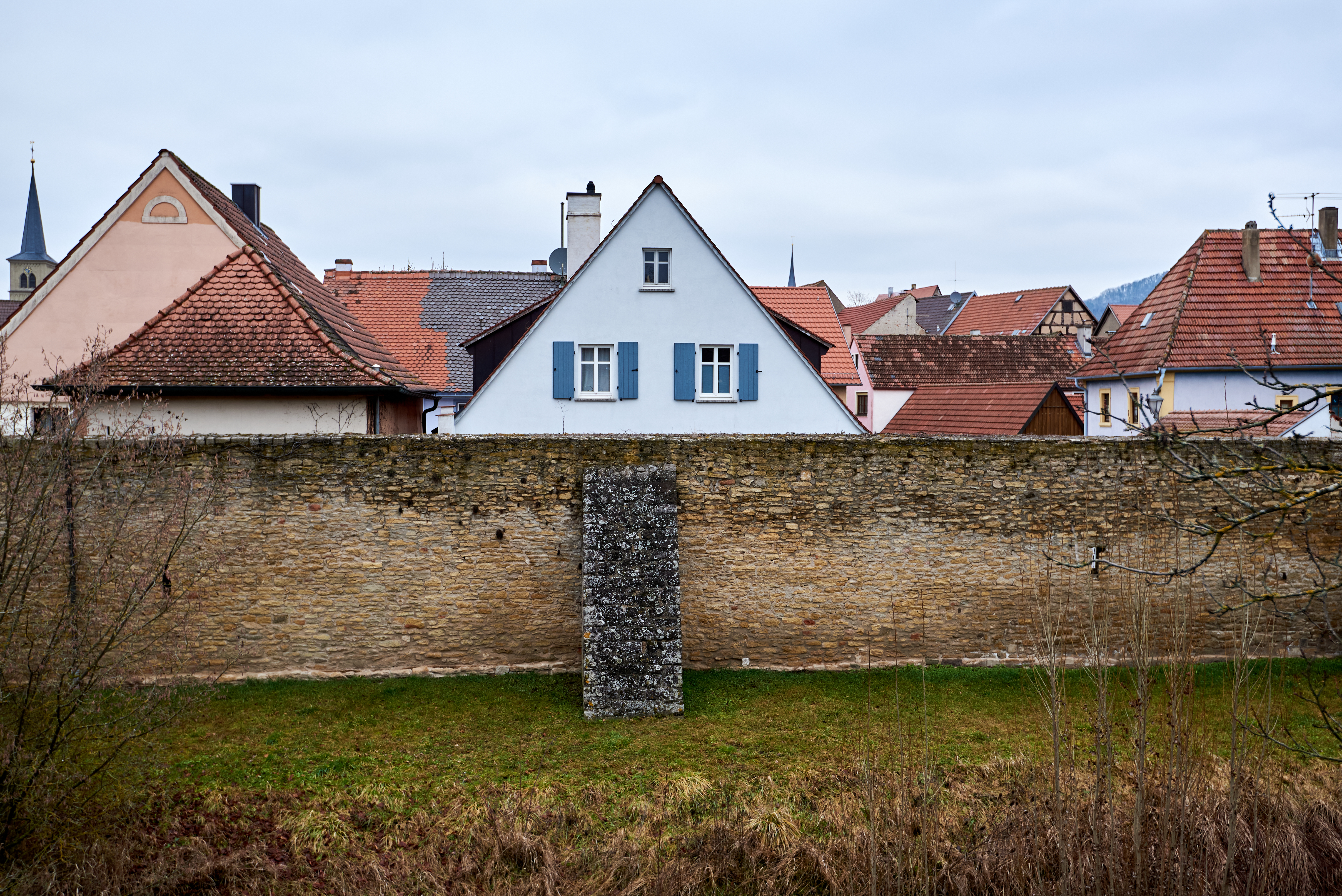
Untere Gräbengasse 6, Stadtmauer
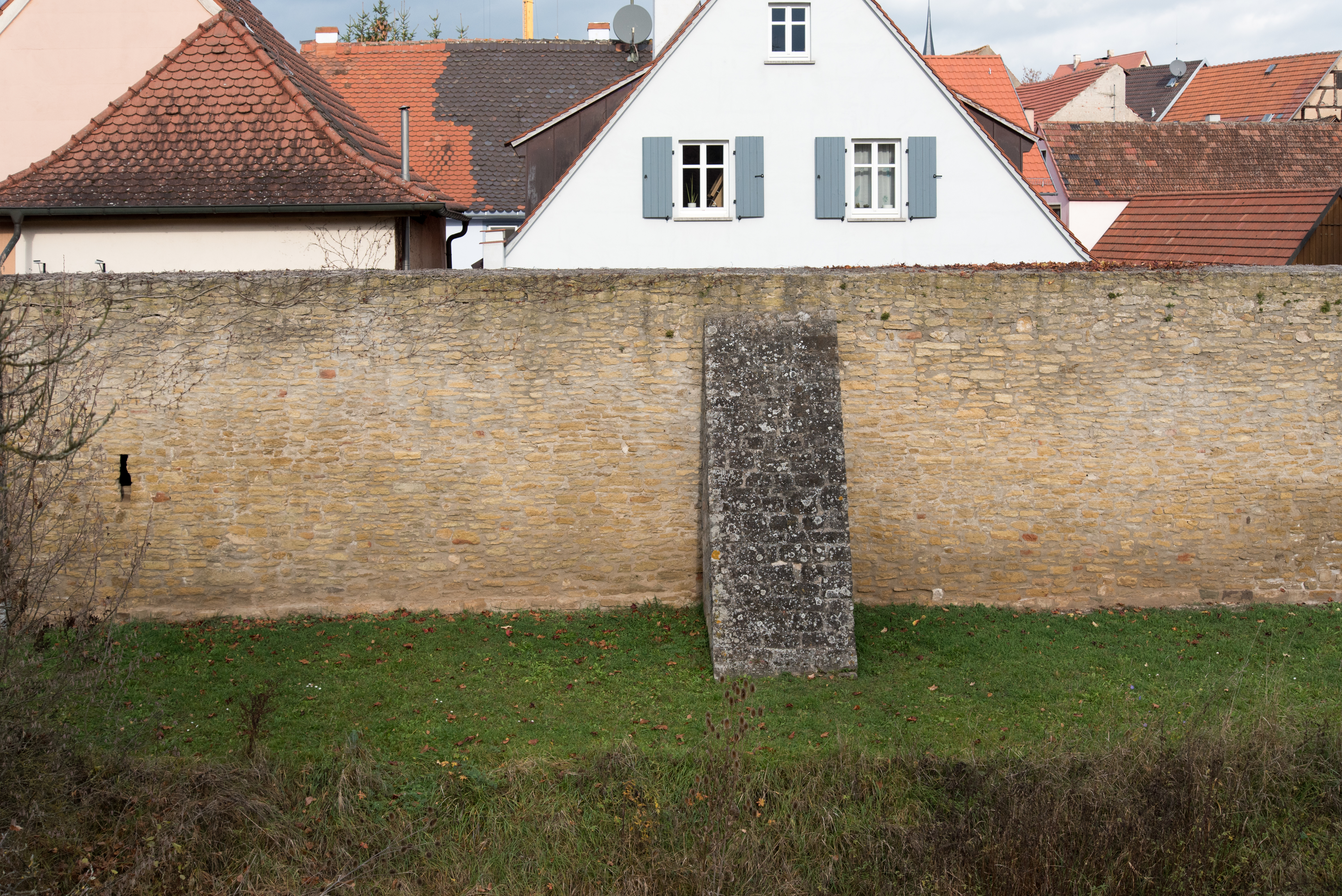
Untere Gräbengasse 4, Stadtmauer
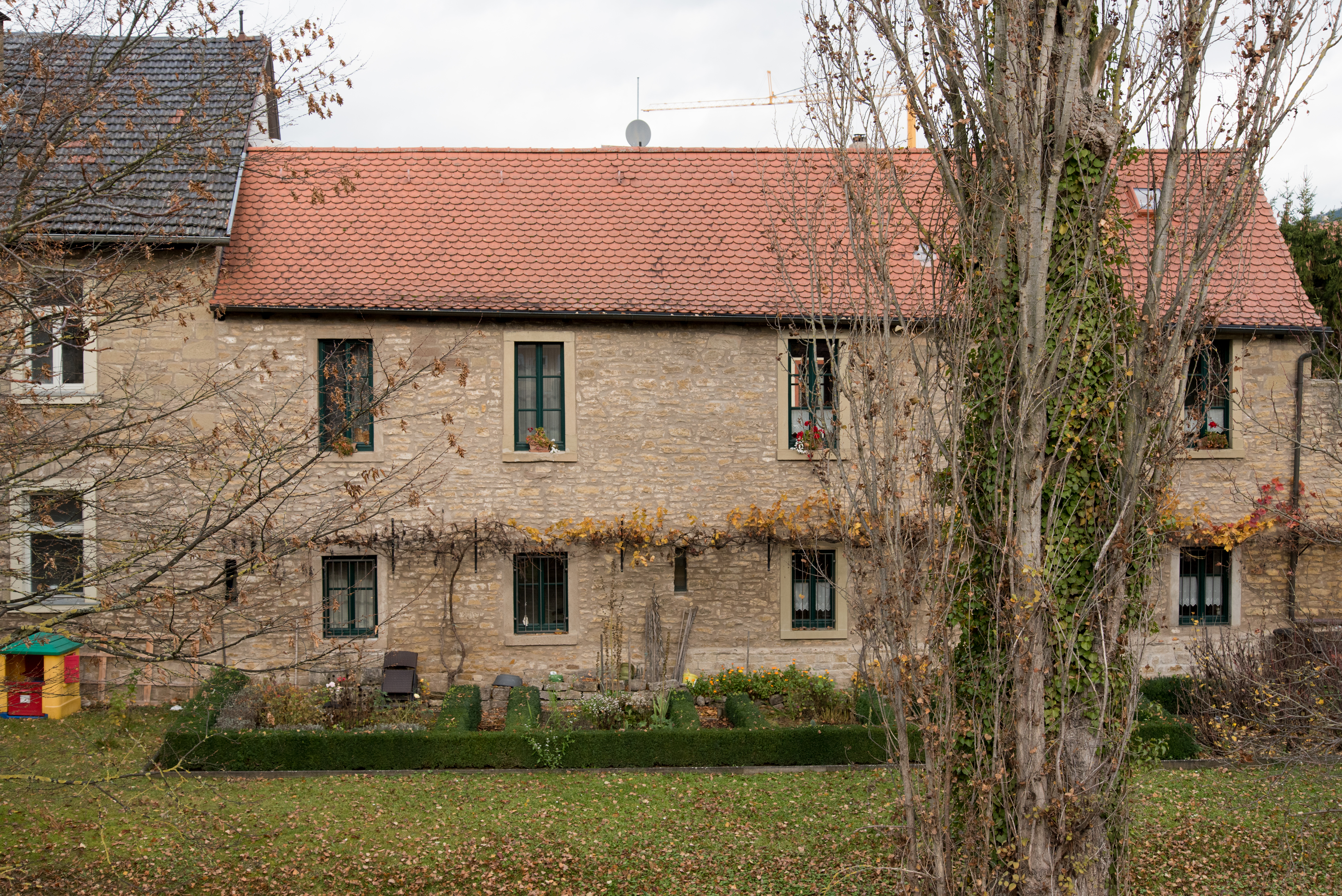
Untere Gräbengasse 2, Stadtmauer
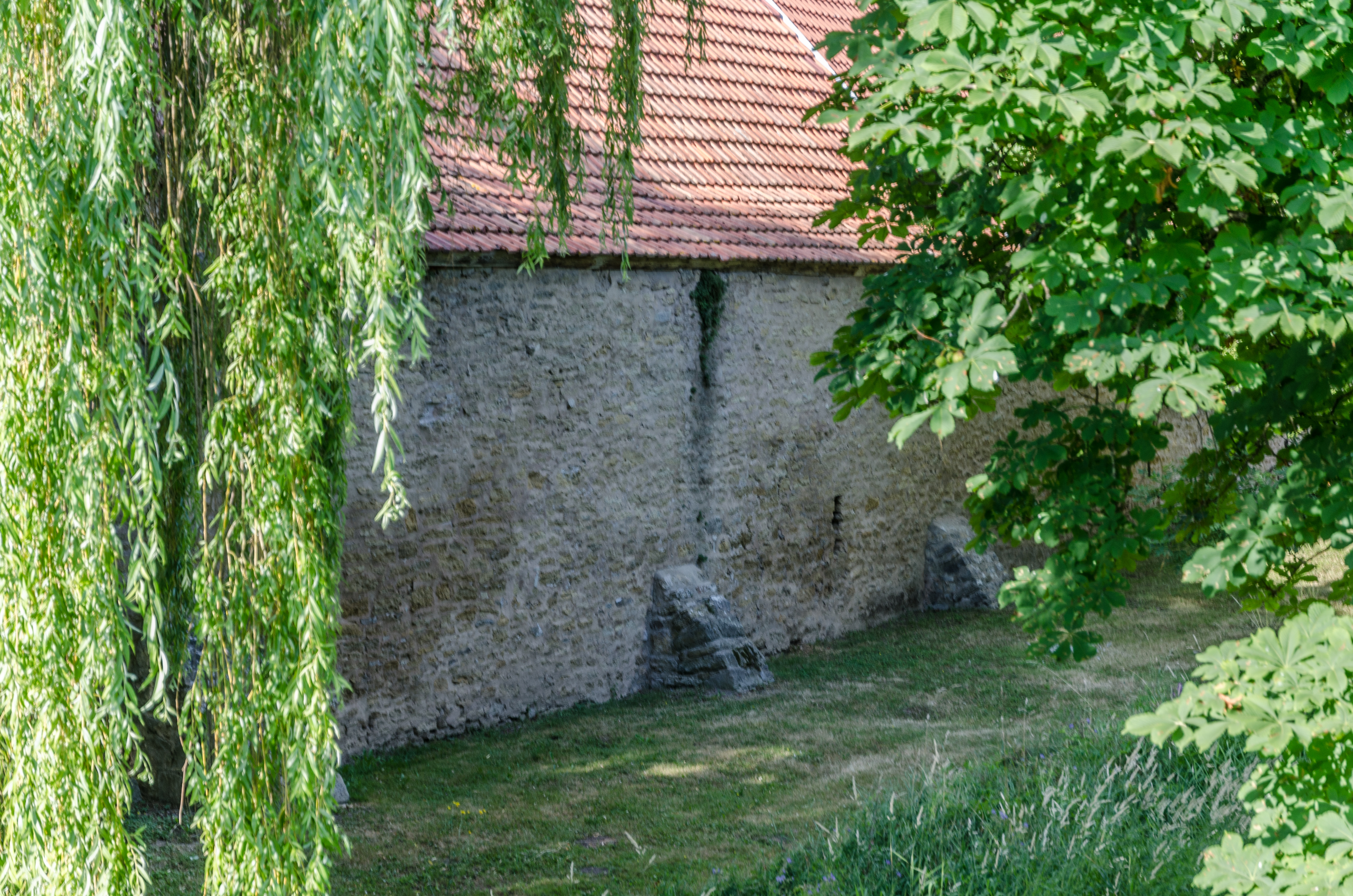
Bahnhofstraße 25, Stadtmauer
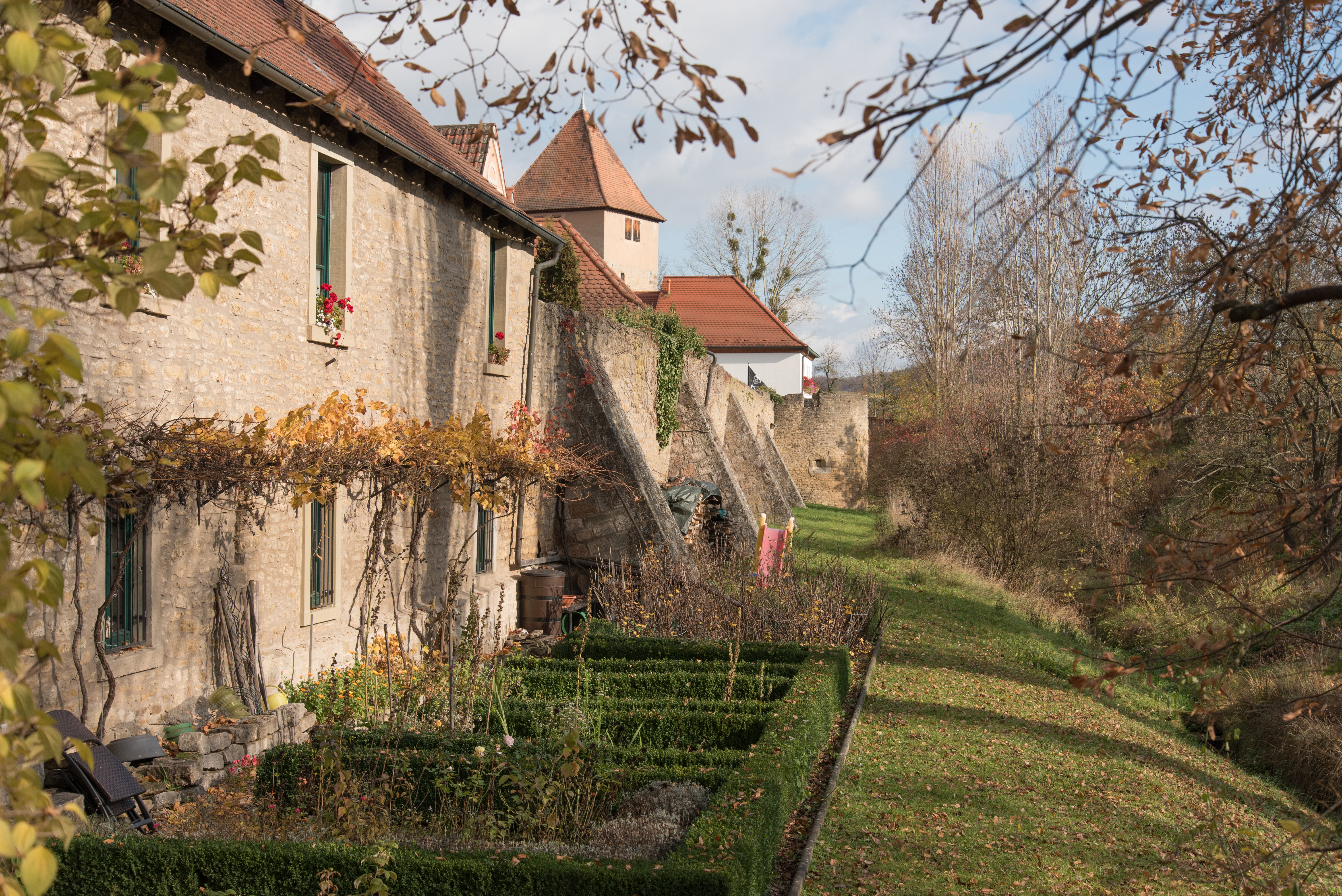
Stadtmauer, Untere Gräbengasse von Westen
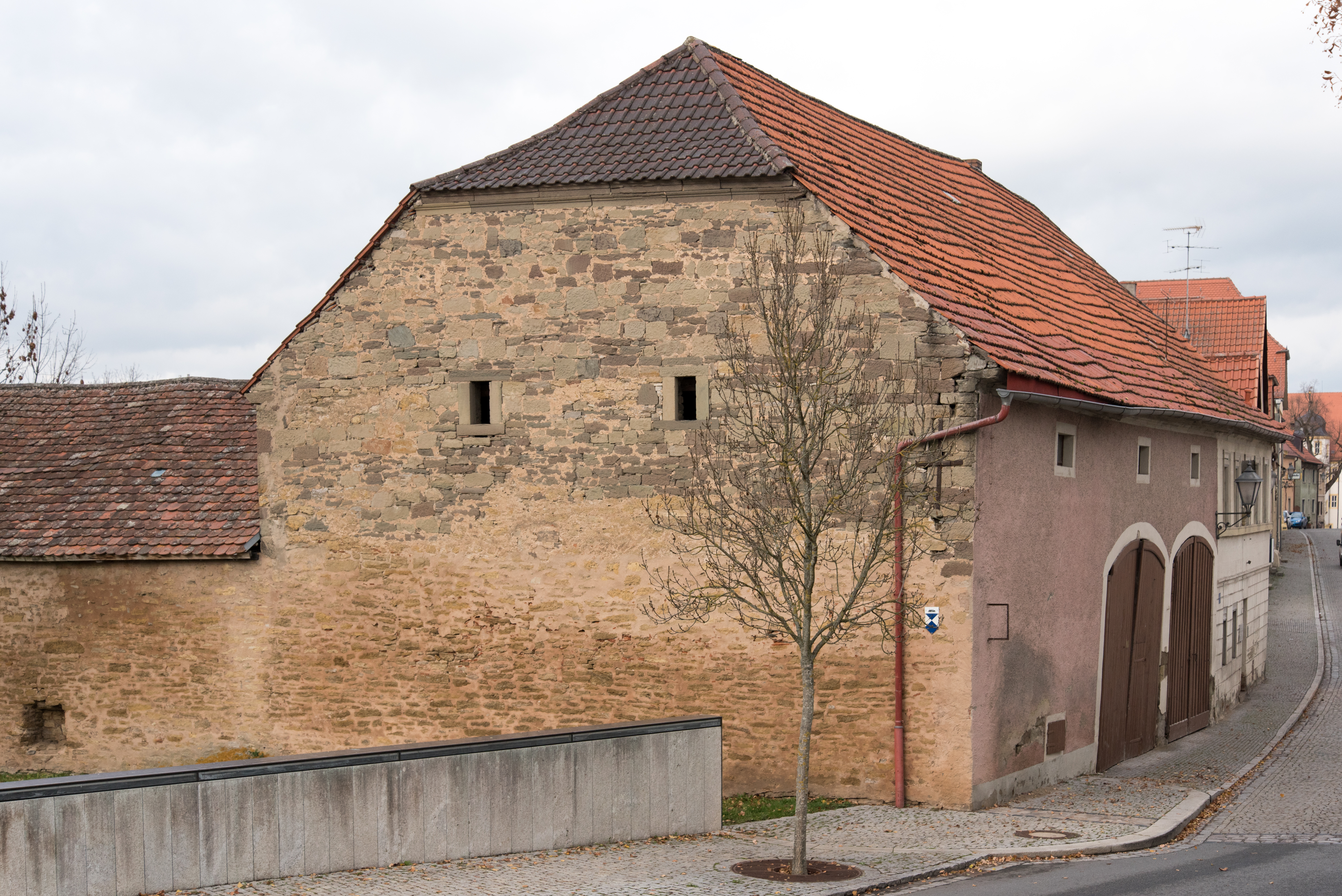
Bahnhofstraße 20, Stadtmauer
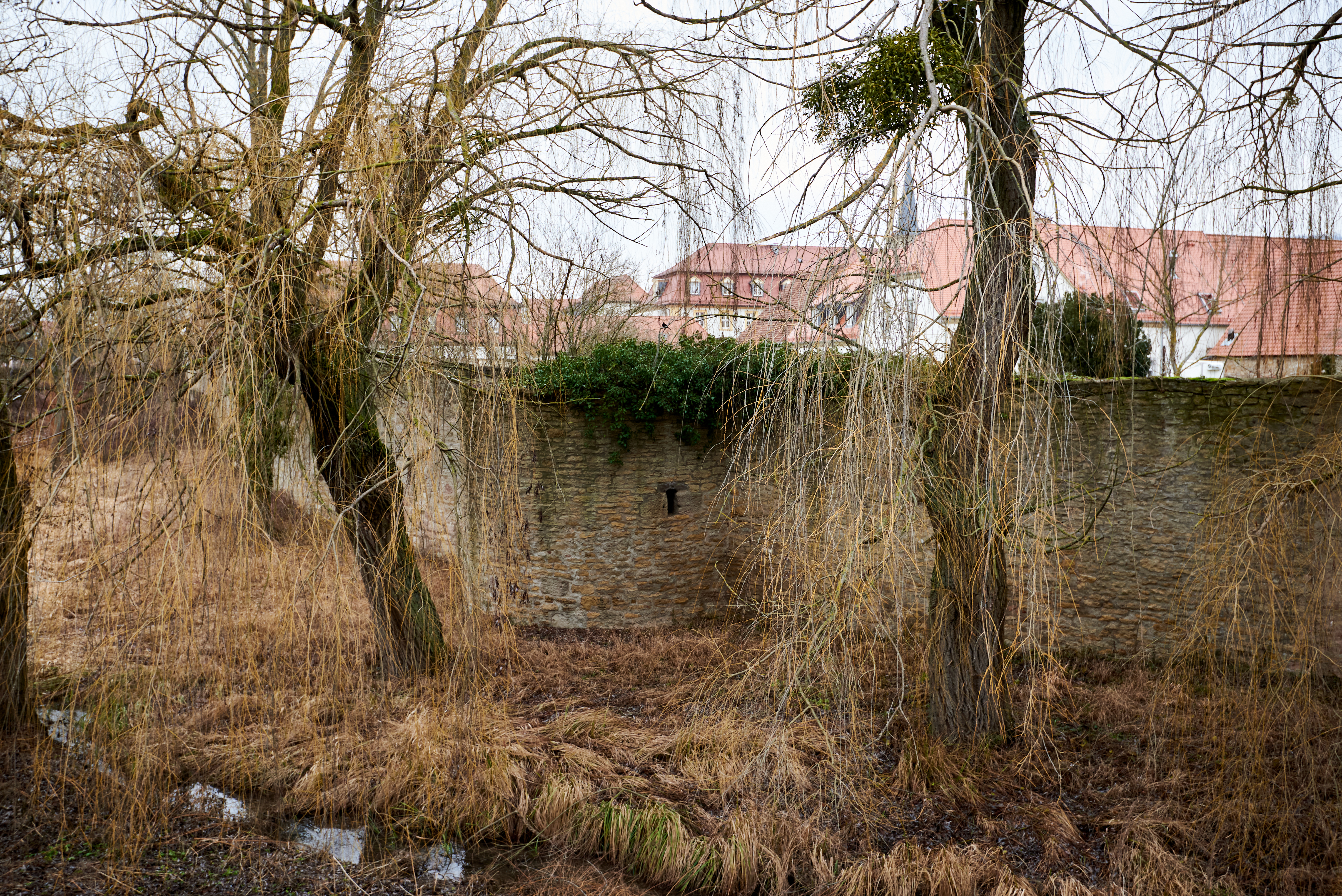
Bahnhofstraße 20, Halbschalenturm weitere Bilder
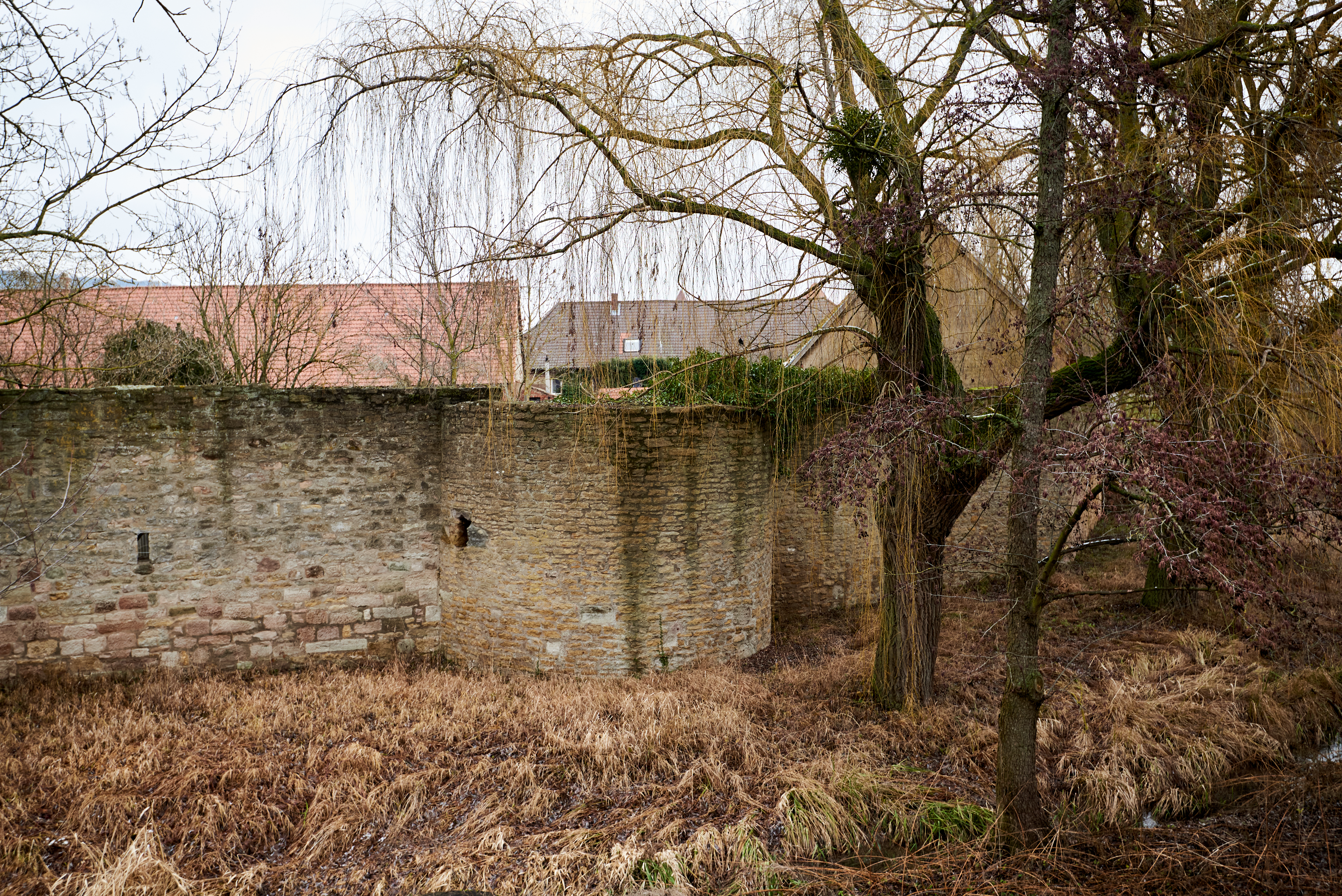
Bahnhofstraße 20, Halbschalenturm weitere Bilder
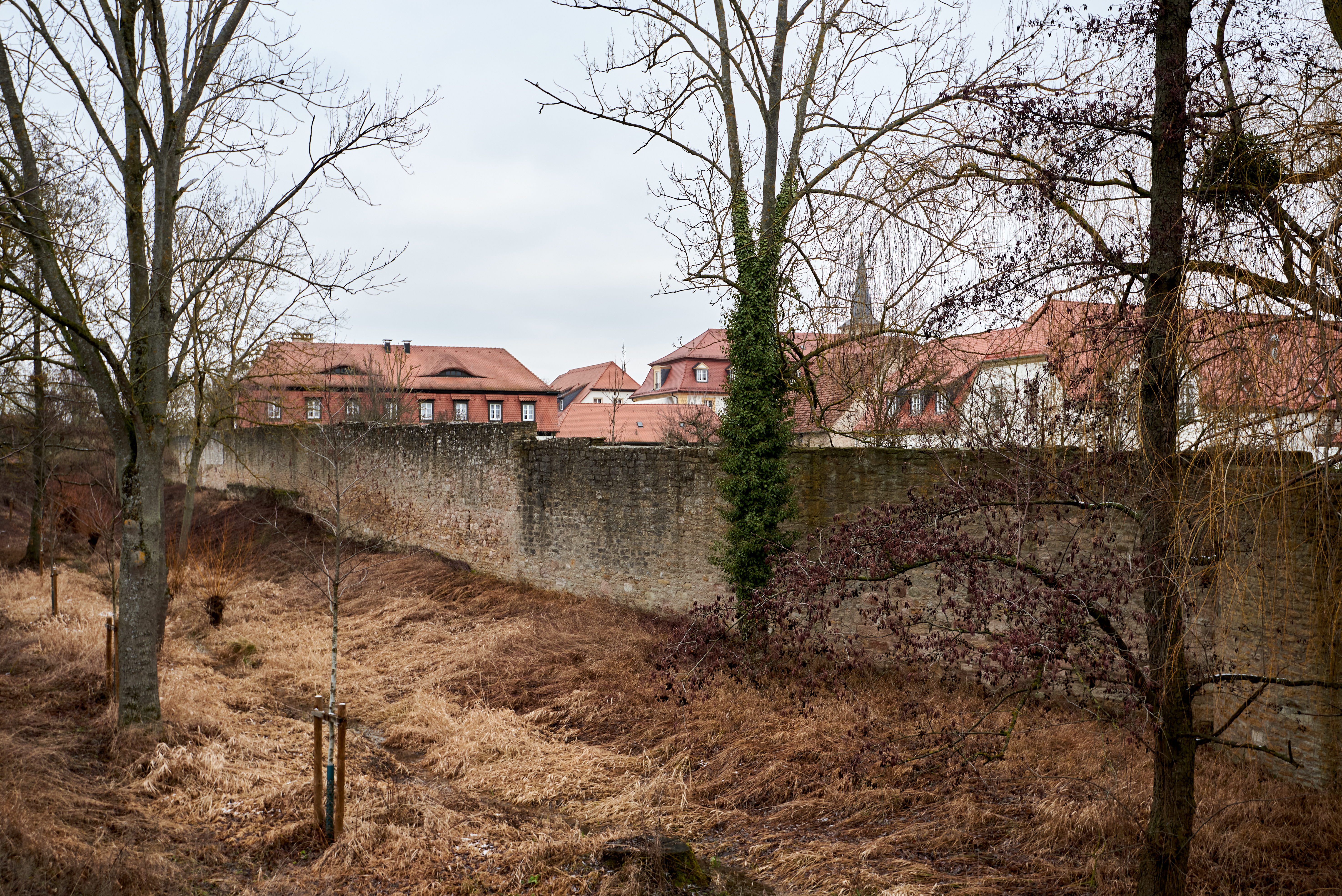
Bahnhofstraße 20, 16, Stadtmauer
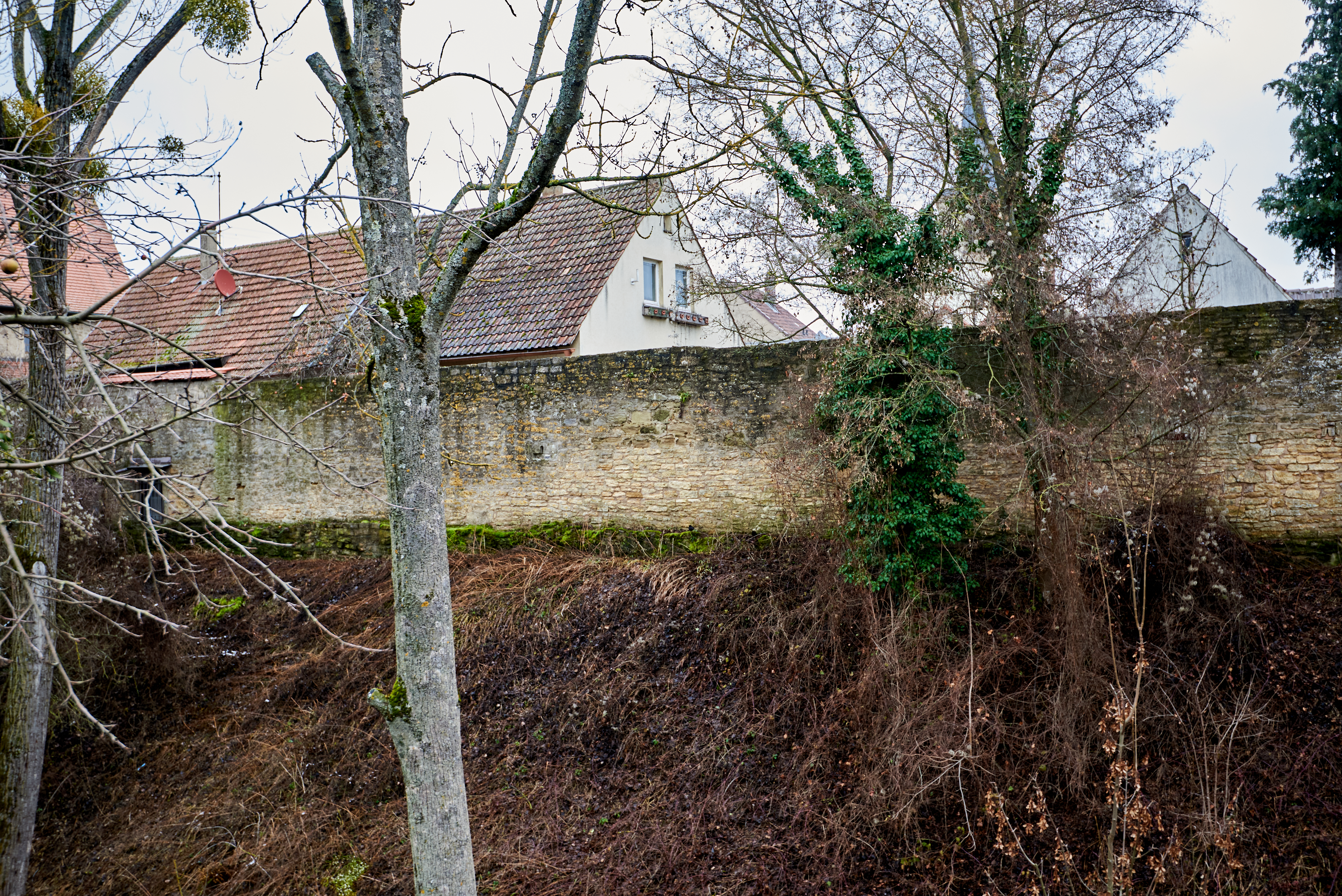
Julius-Echter-Platz 3, Stadtmauer

Mainbernheimer Tor
- Julius-Echter-Platz 4, 5: Mainbernheimer Tor, Stadttor, innerer Torturm (Lage) und Vorwerk (Lage), zwischen 1533 und 1548, dazwischen Steinbrücke (Lage), 17./18. Jahrhundert (D-6-75-139-25)

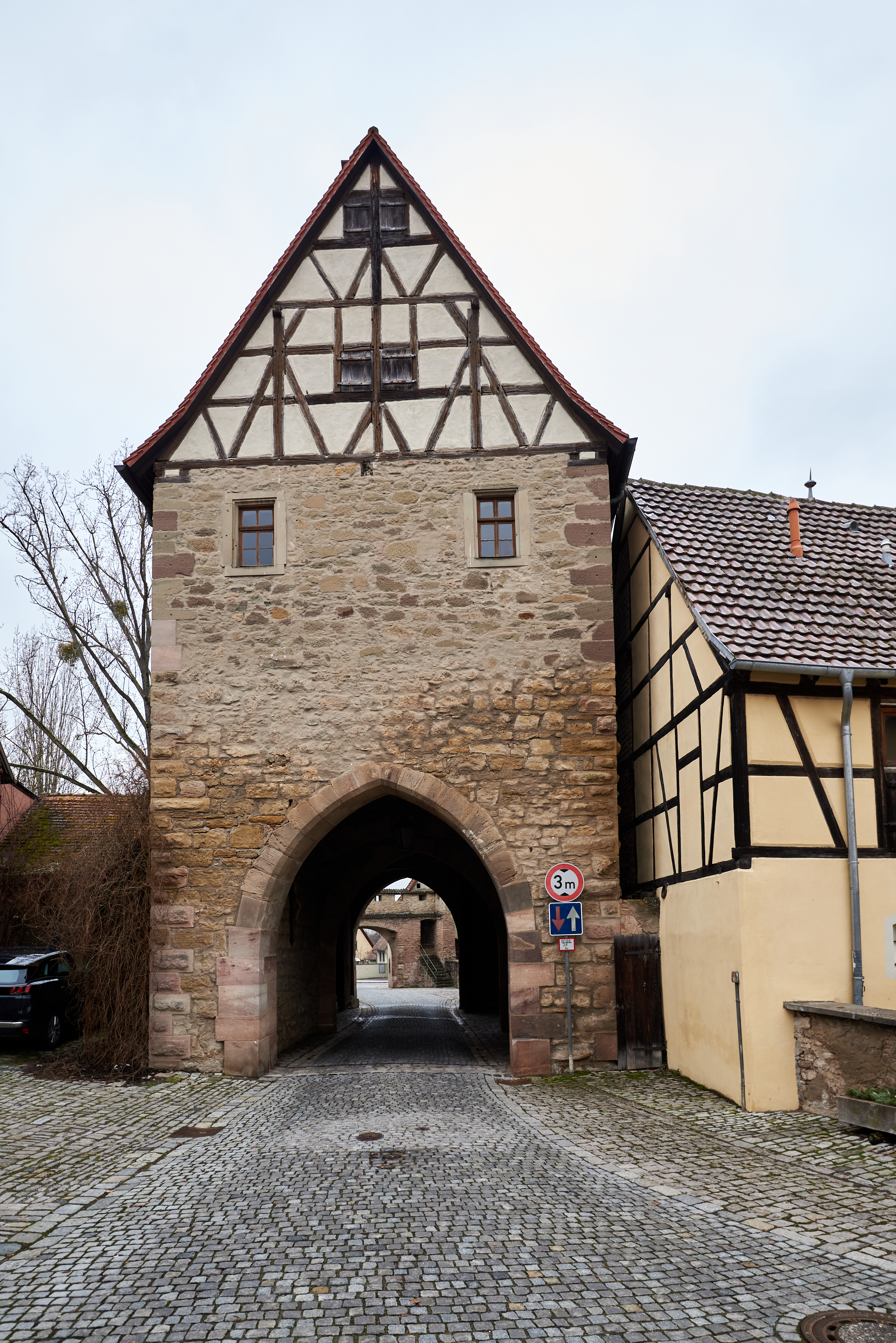
Mainbernheimer Tor, Torturm, Stadtseite weitere Bilder
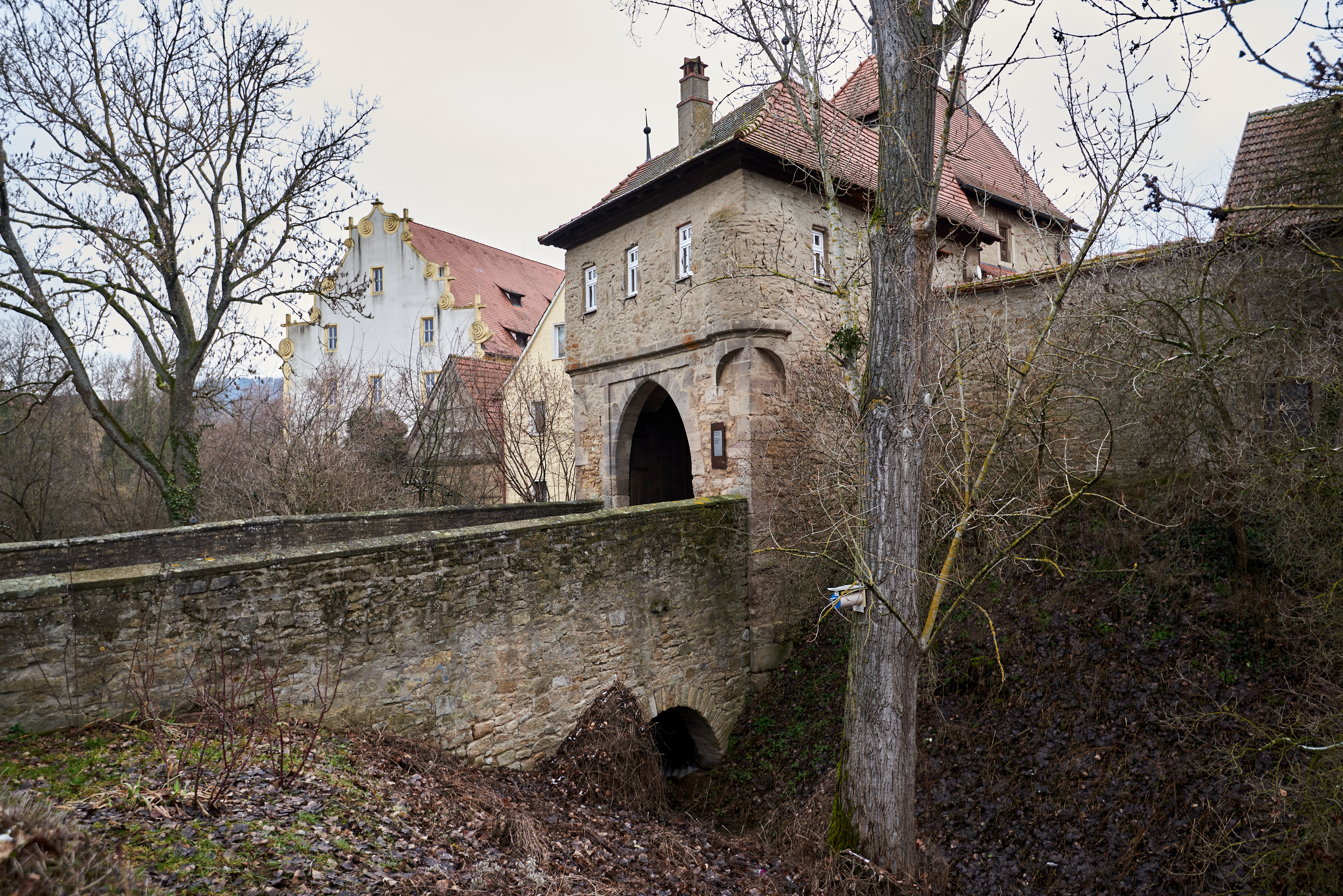
Mainbernheimer Tor, Torturm, Feldseite weitere Bilder
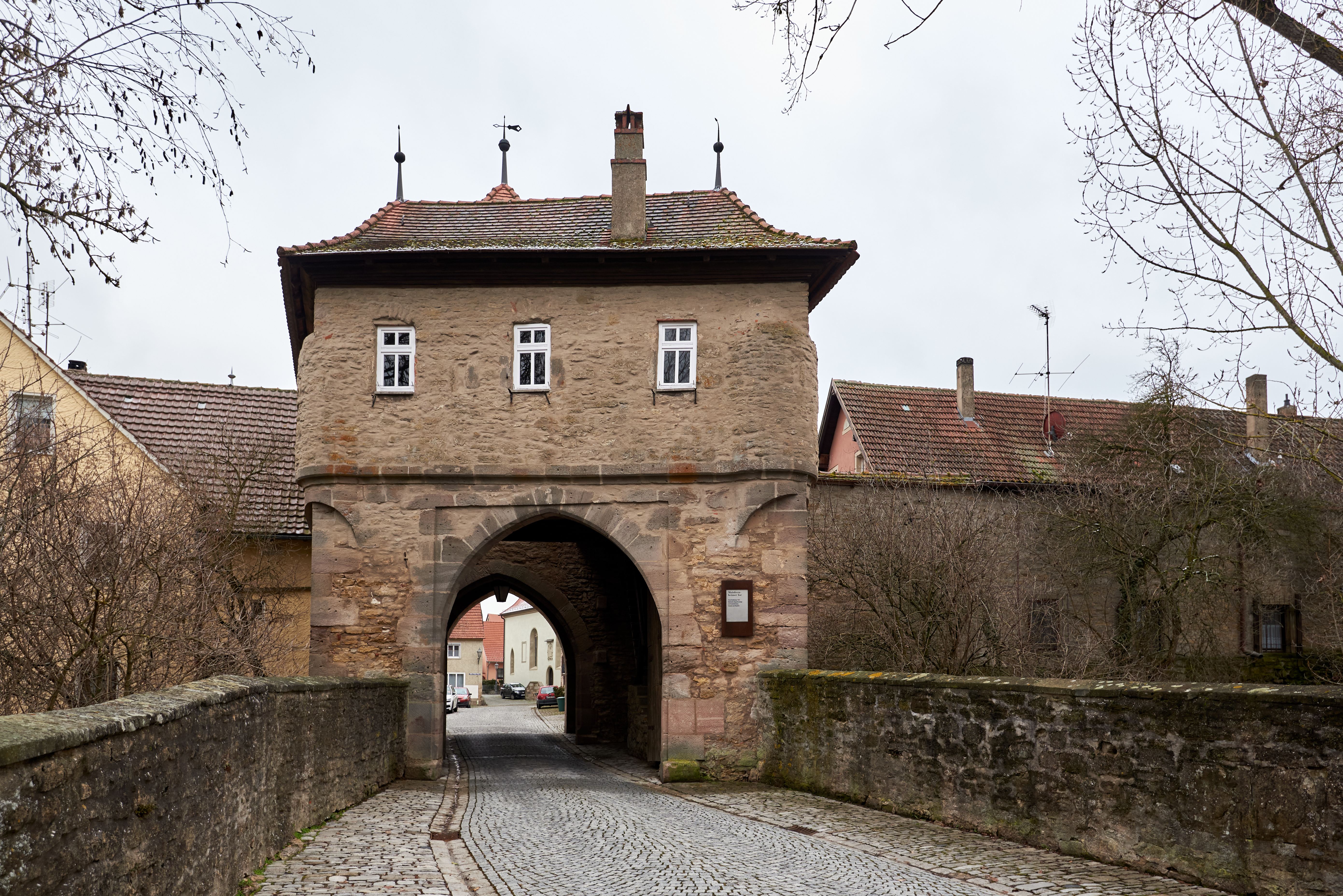
Mainbernheimer Tor, Torturm, Feldseite weitere Bilder
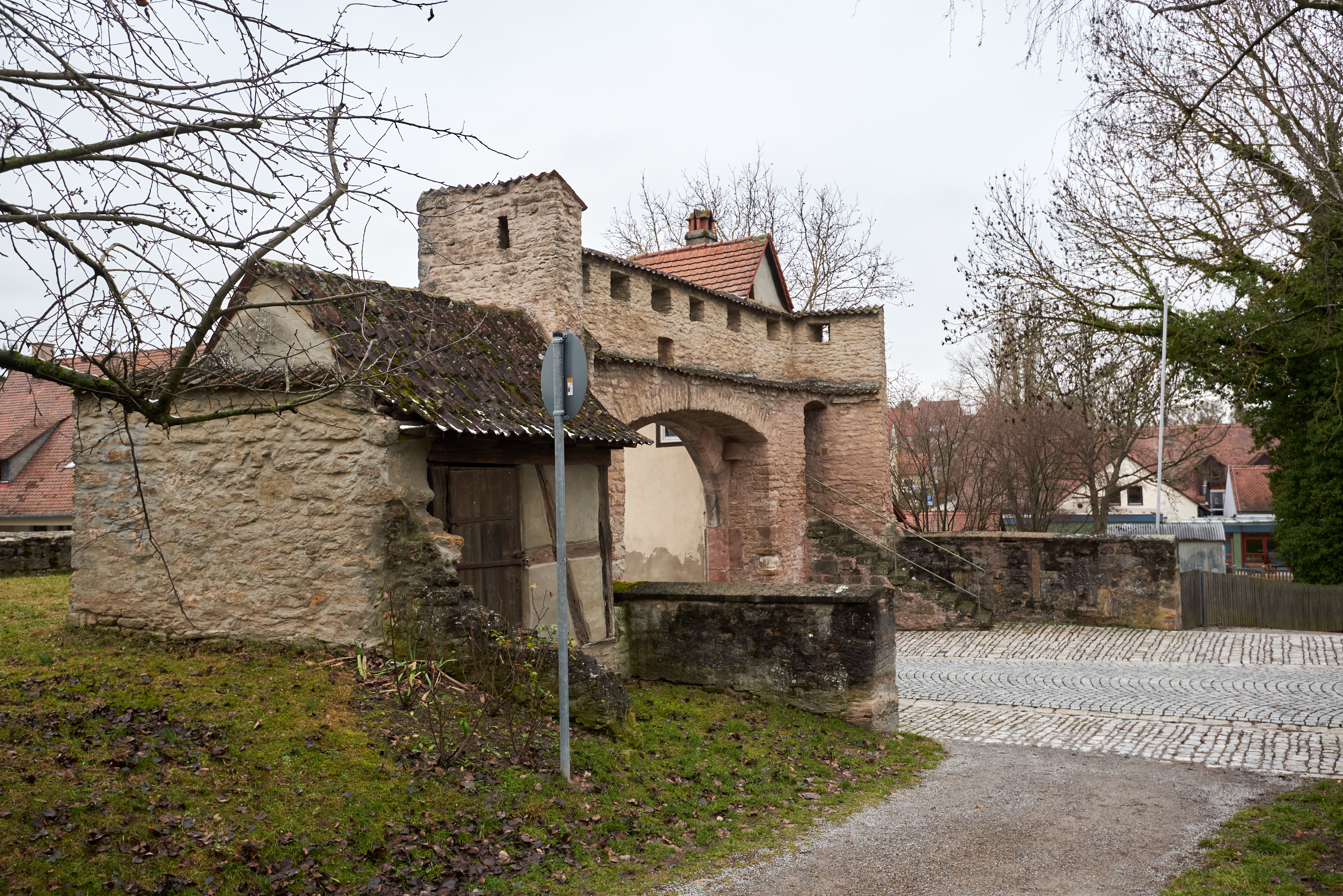
Mainbernheimer Tor, Vorwerk, von Süden weitere Bilder
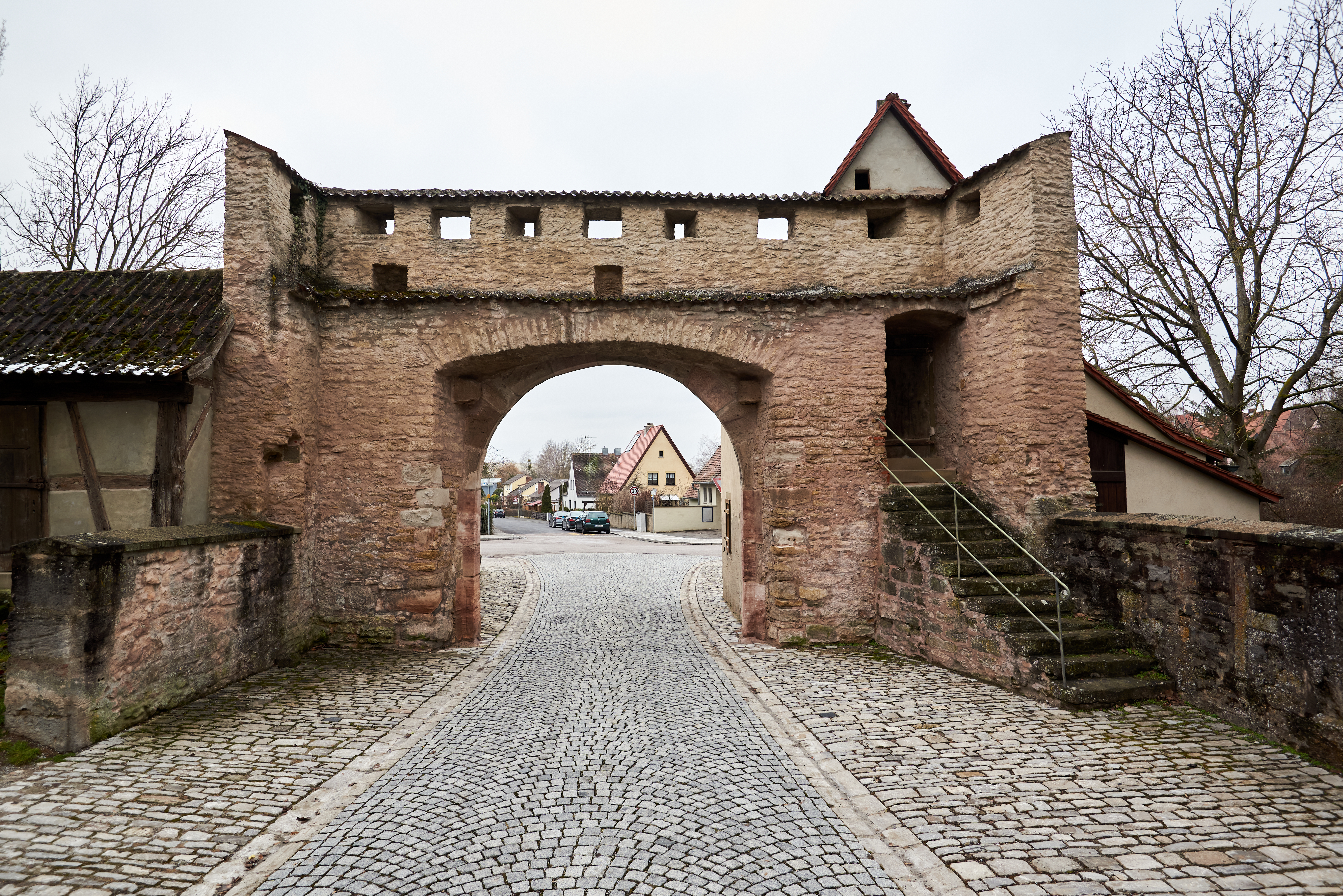
Mainbernheimer Tor, Vorwerk, von Osten weitere Bilder
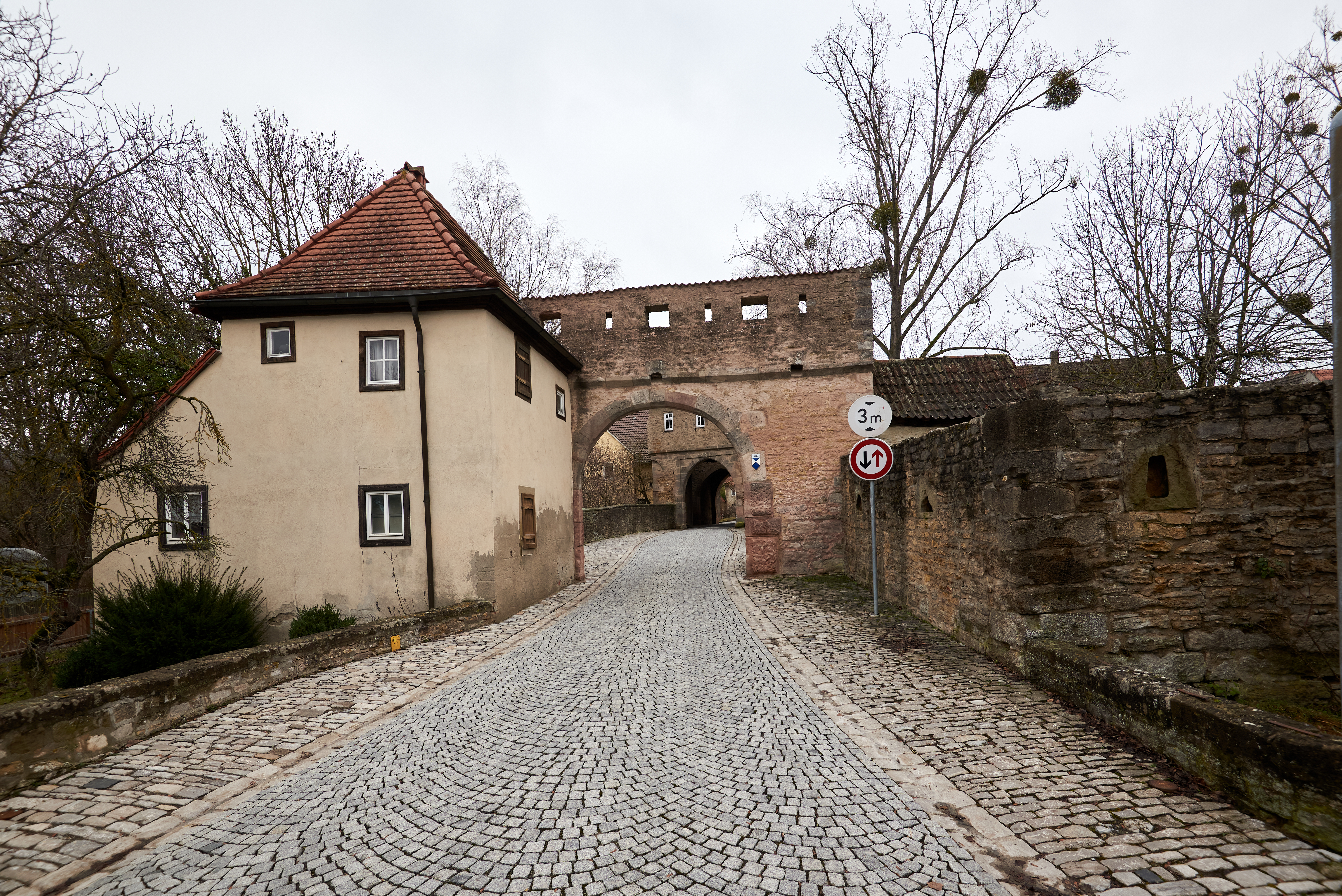
Mainbernheimer Tor, Vorwerk, von Westen weitere Bilder
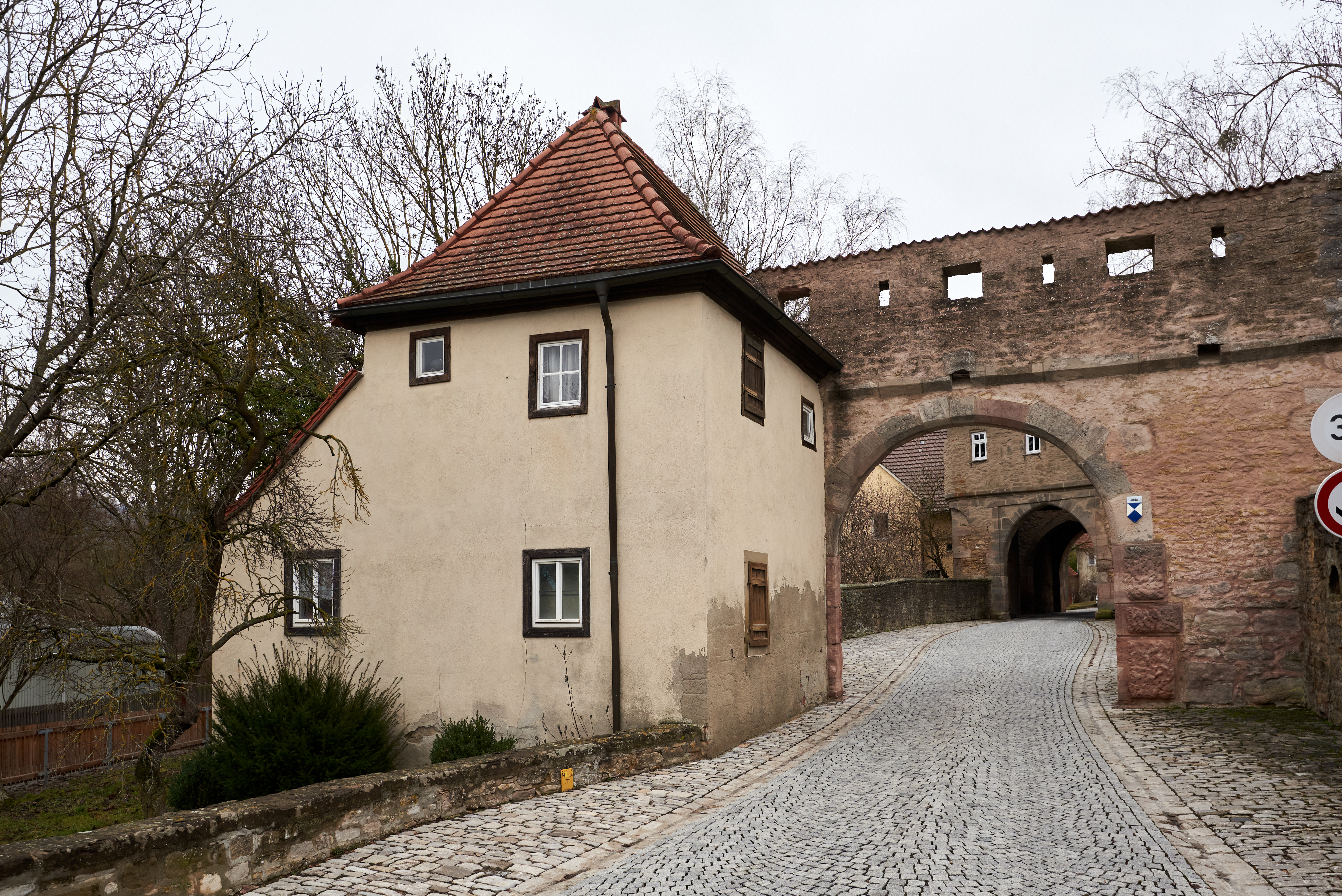
Mainbernheimer Tor, Vorwerk, von Westen weitere Bilder
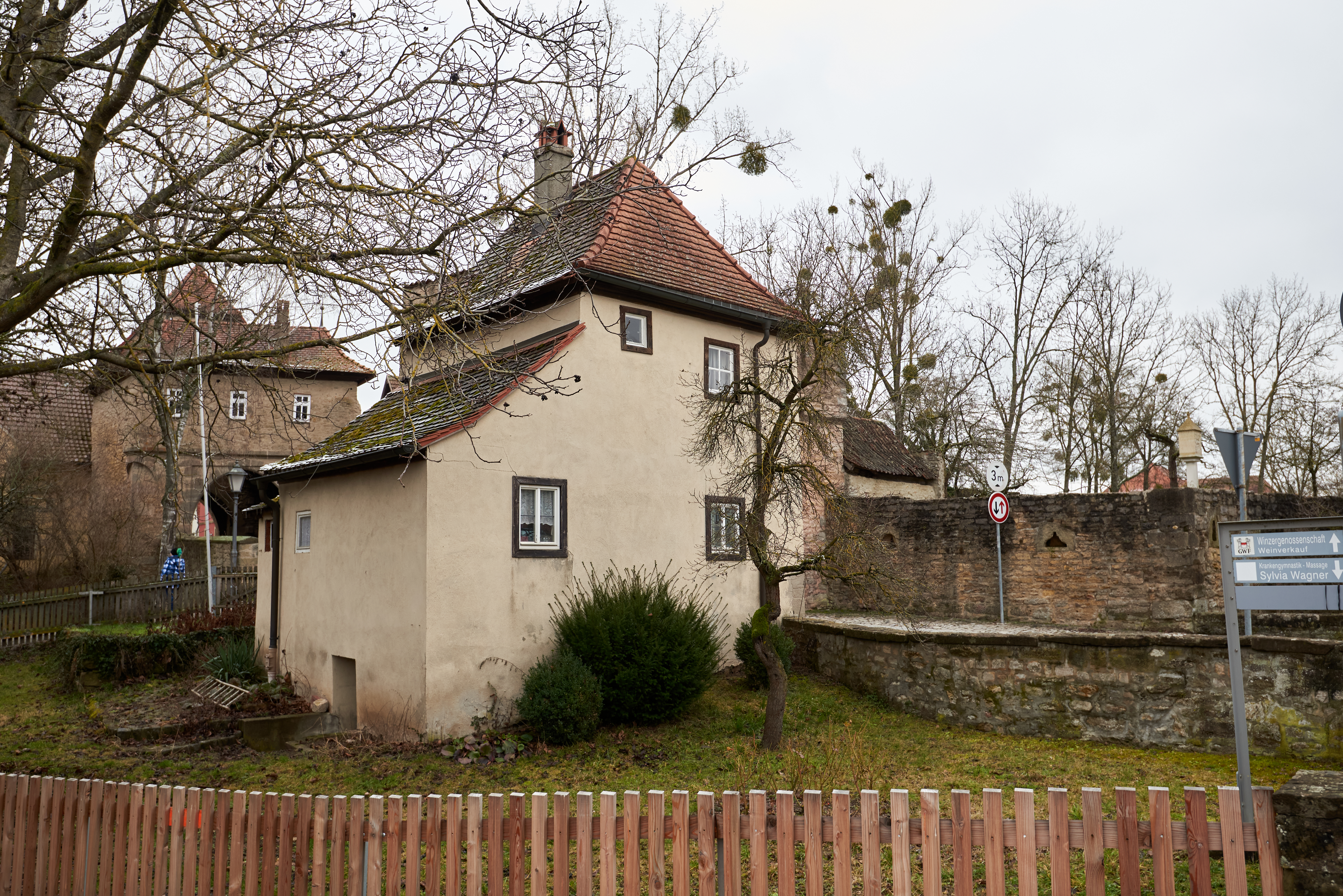
Mainbernheimer Tor, Vorwerk, von Nordwesten weitere Bilder
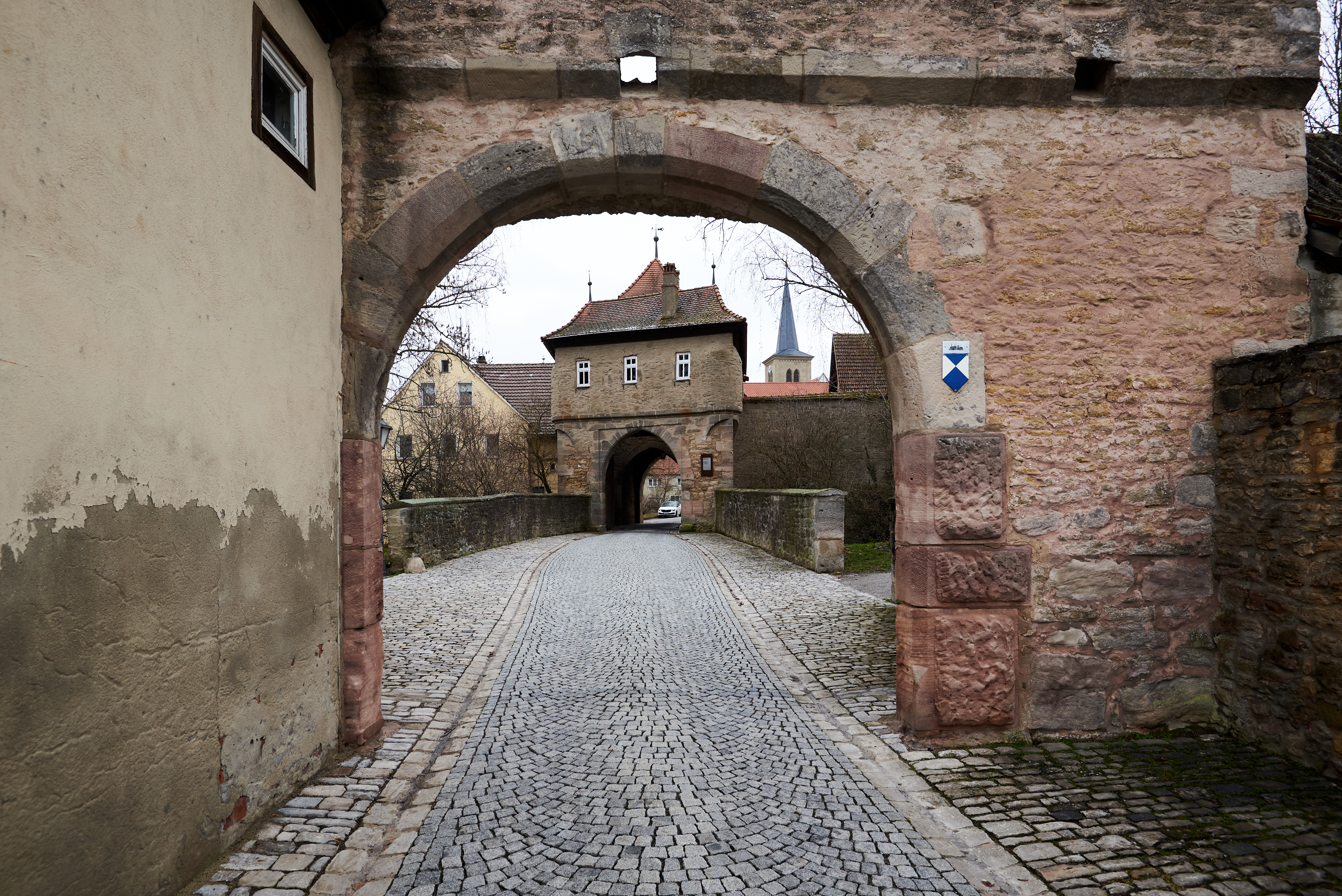
Mainbernheimer Tor, Vorwerk, Torturm, von Westen weitere Bilder

Stadtbefestigung vom Mainbernheimer Tor zum Rödelseer Tor
- Julius-Echter-Platz 7, Stadtmauer (Lage)
- Maxstraße 1, Stadtmauer (Lage)
- Maxstraße 3, Stadtmauer (Lage)
- Maxstraße 5, Stadtmauer (Lage)
- Maxstraße 7, Stadtmauer (Lage)
- Maxstraße 9, Stadtmauer (Lage)
- Maxstraße 11, Stadtmauer (Lage)
- Maxstraße 13, Stadtmauer (Lage)
- Maxstraße 15, Stadtmauer (Lage)
- Maxstraße 17, Stadtmauer (Lage)
- Maxstraße 19, Wehrturm, 14. Jahrhundert (Lage)
- Kanalgasse 9, Henkersturm, runder Befestigungsturm, 14. Jahrhundert (Lage)

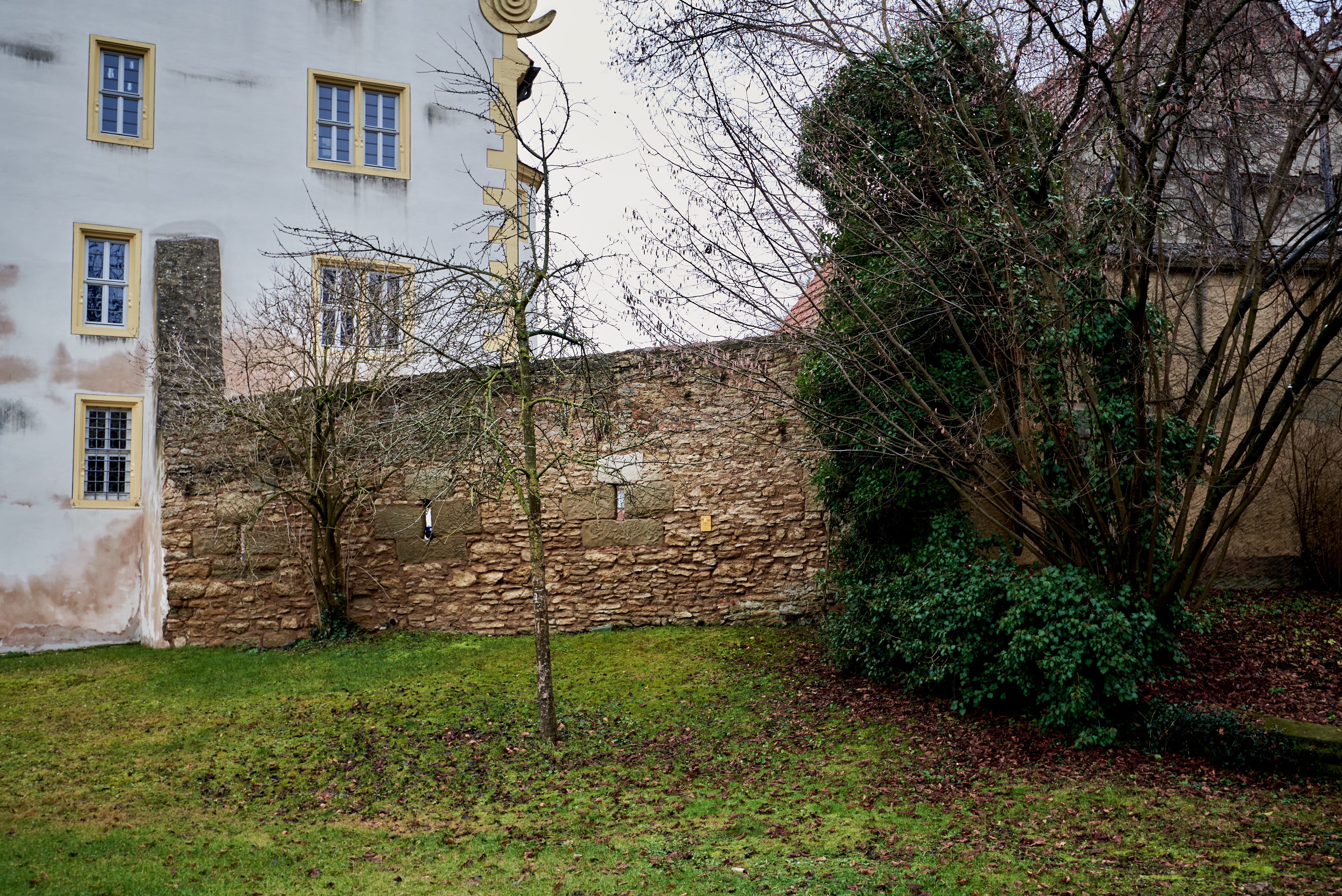
Julius-Echter-Platz 7, Stadtmauer
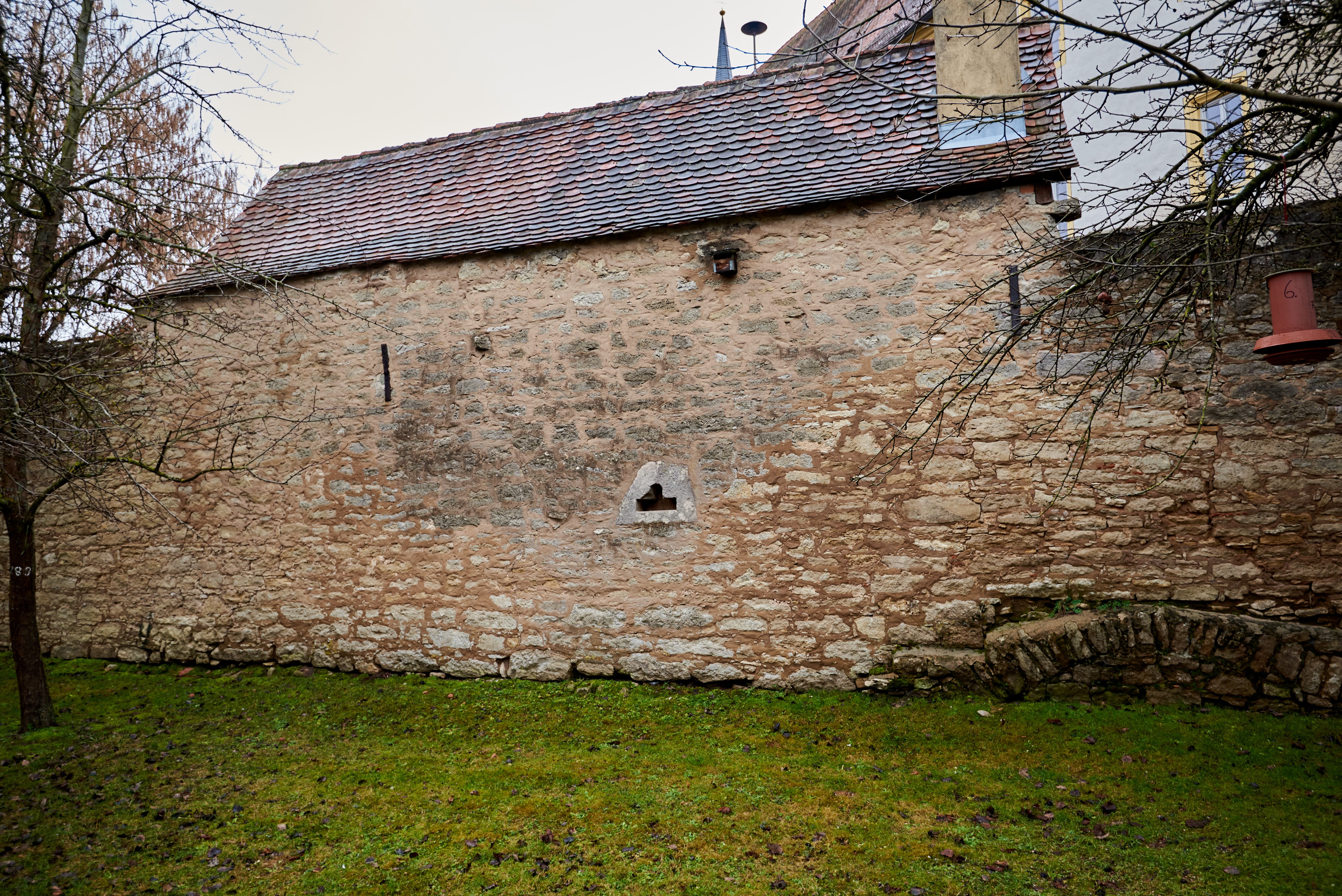
Maxstraße 1, Stadtmauer
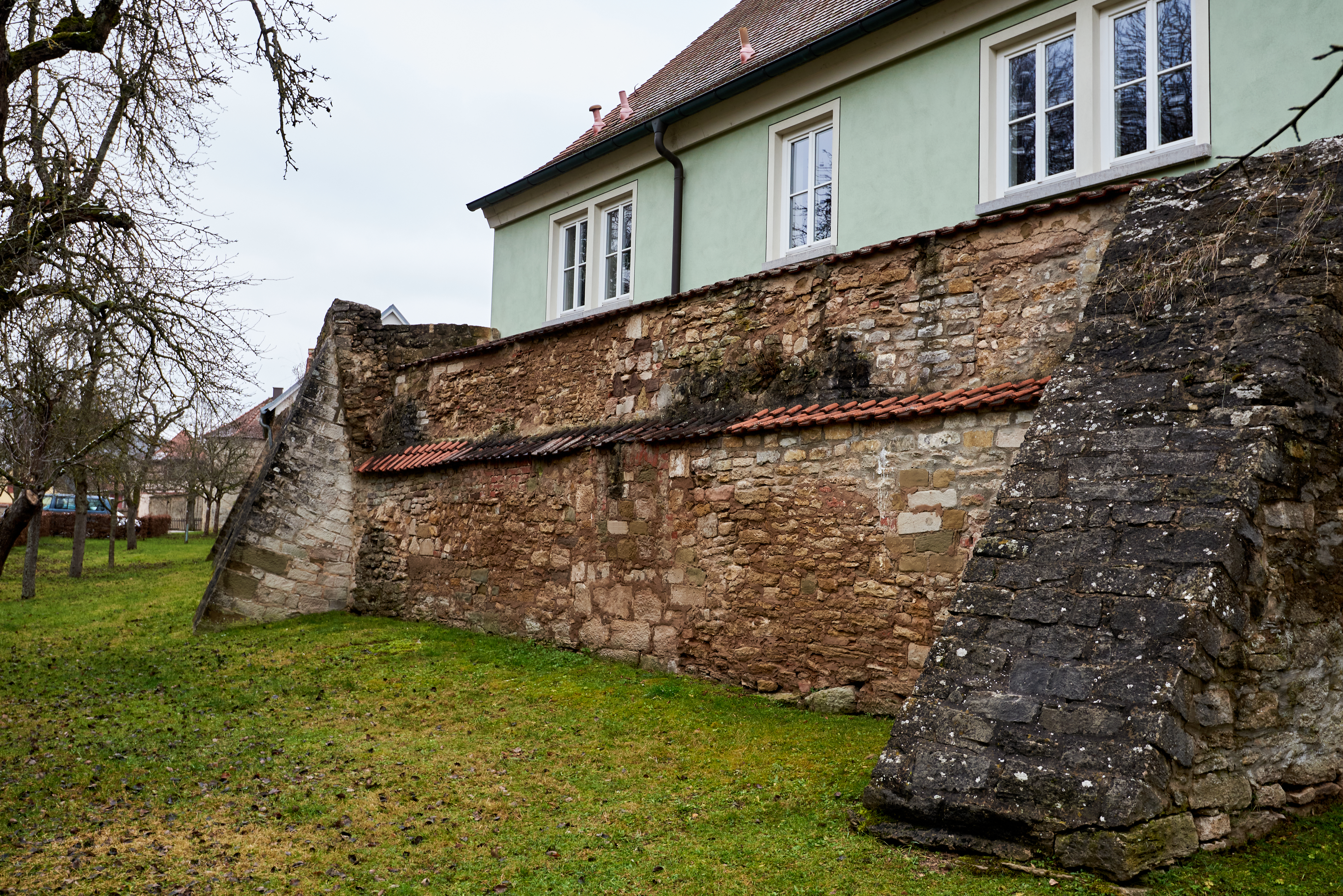
Maxstraße 3, Stadtmauer
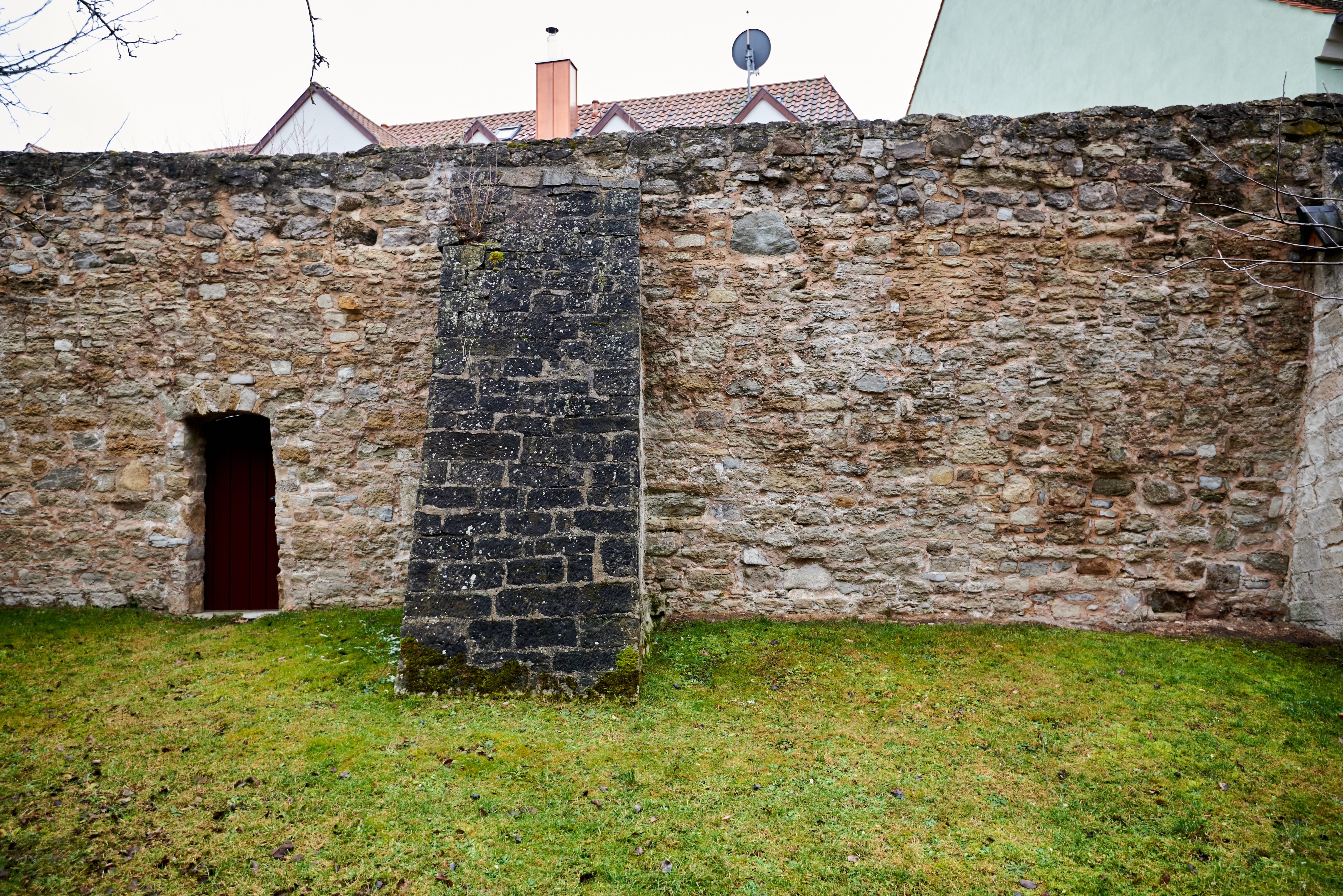
Maxstraße 5, Stadtmauer
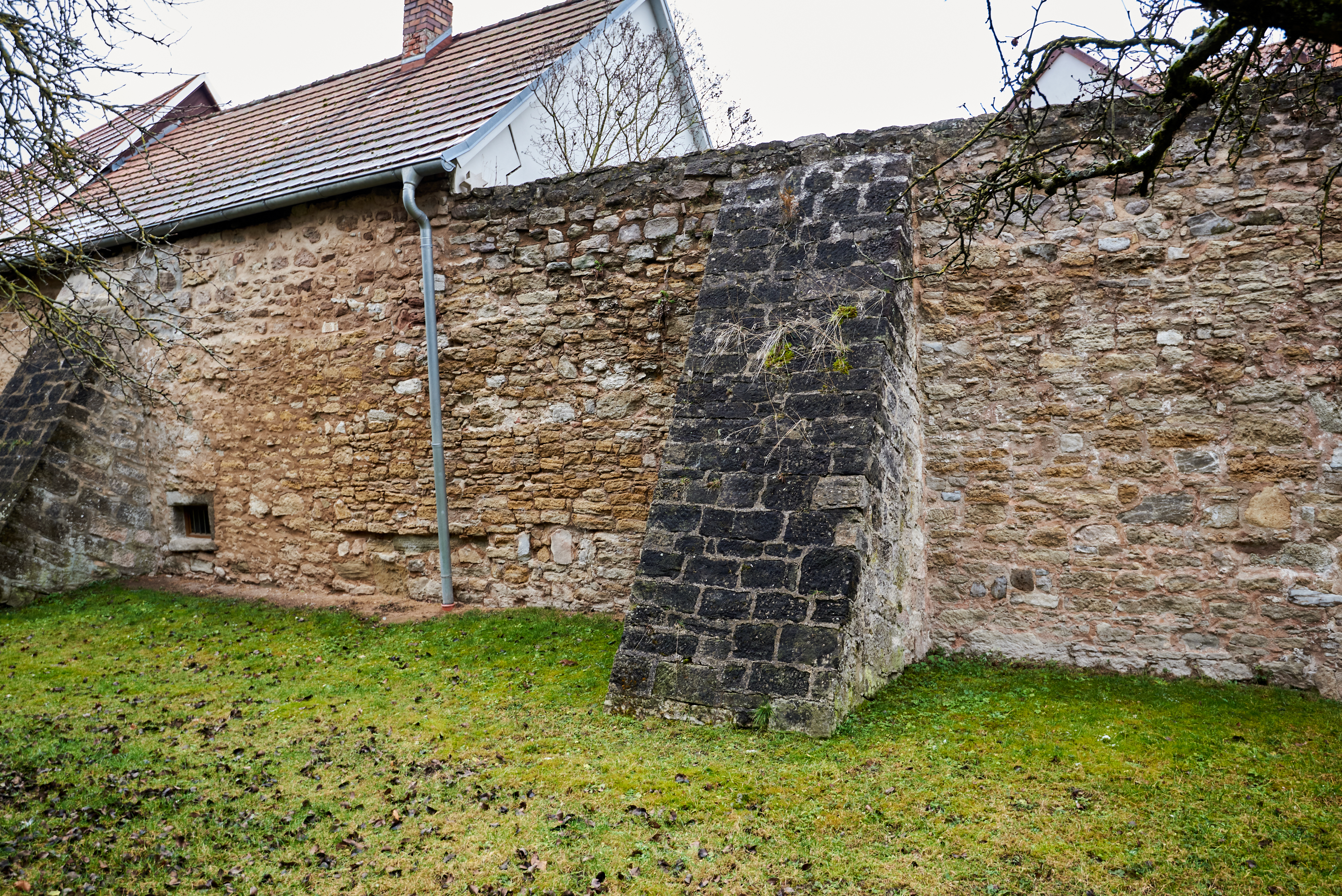
Maxstraße 7, Stadtmauer
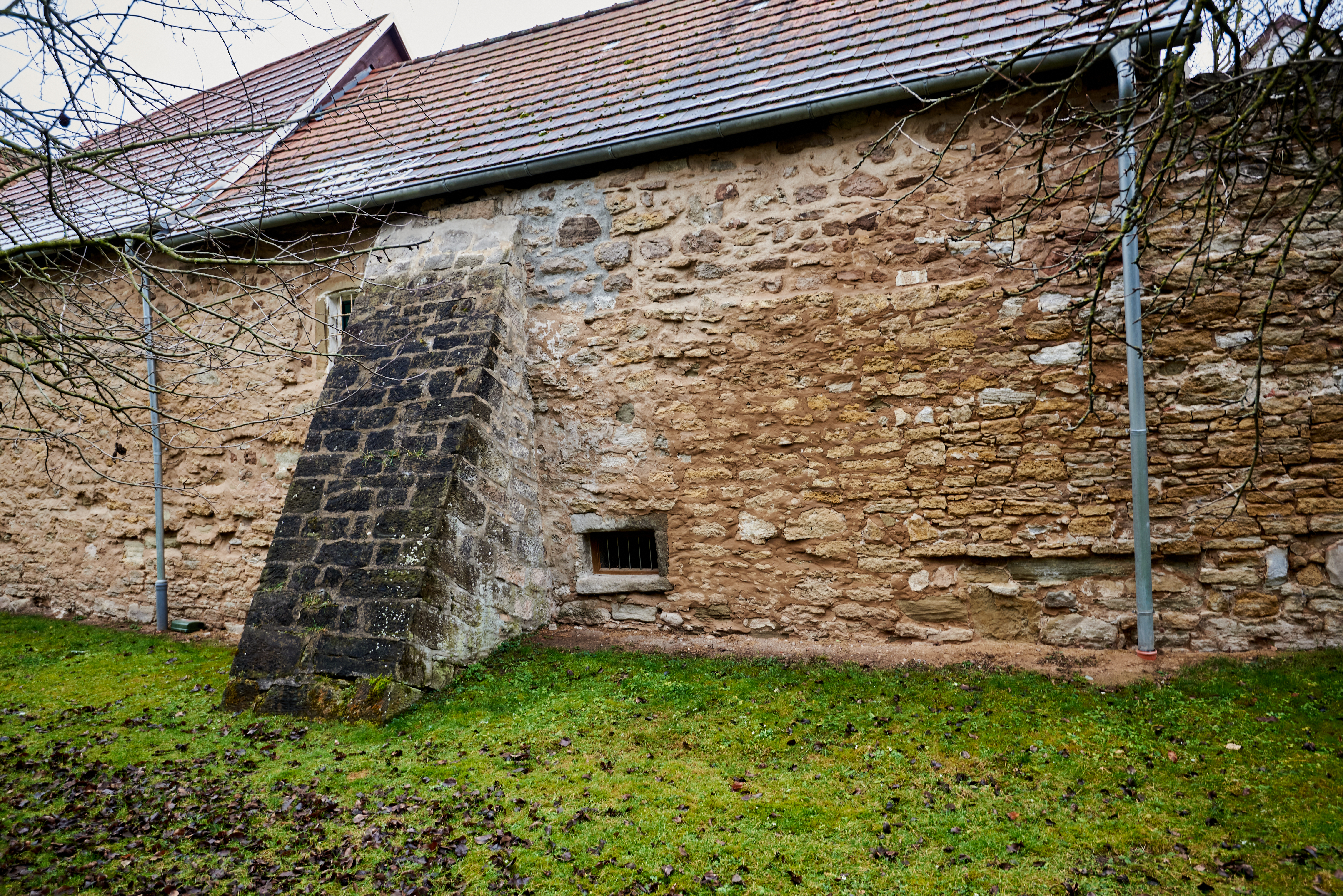
Maxstraße 9, Stadtmauer
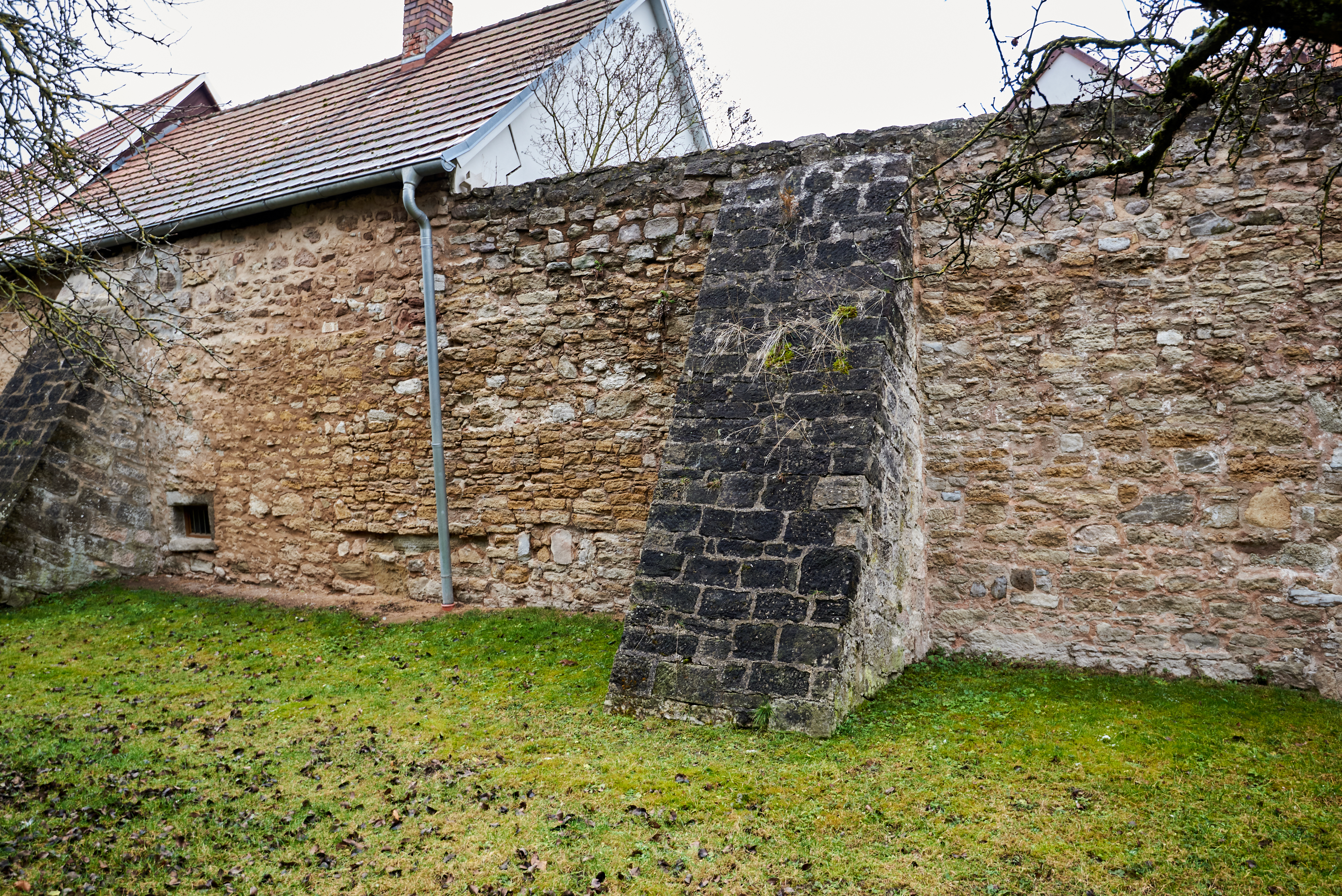
Maxstraße 11, Stadtmauer
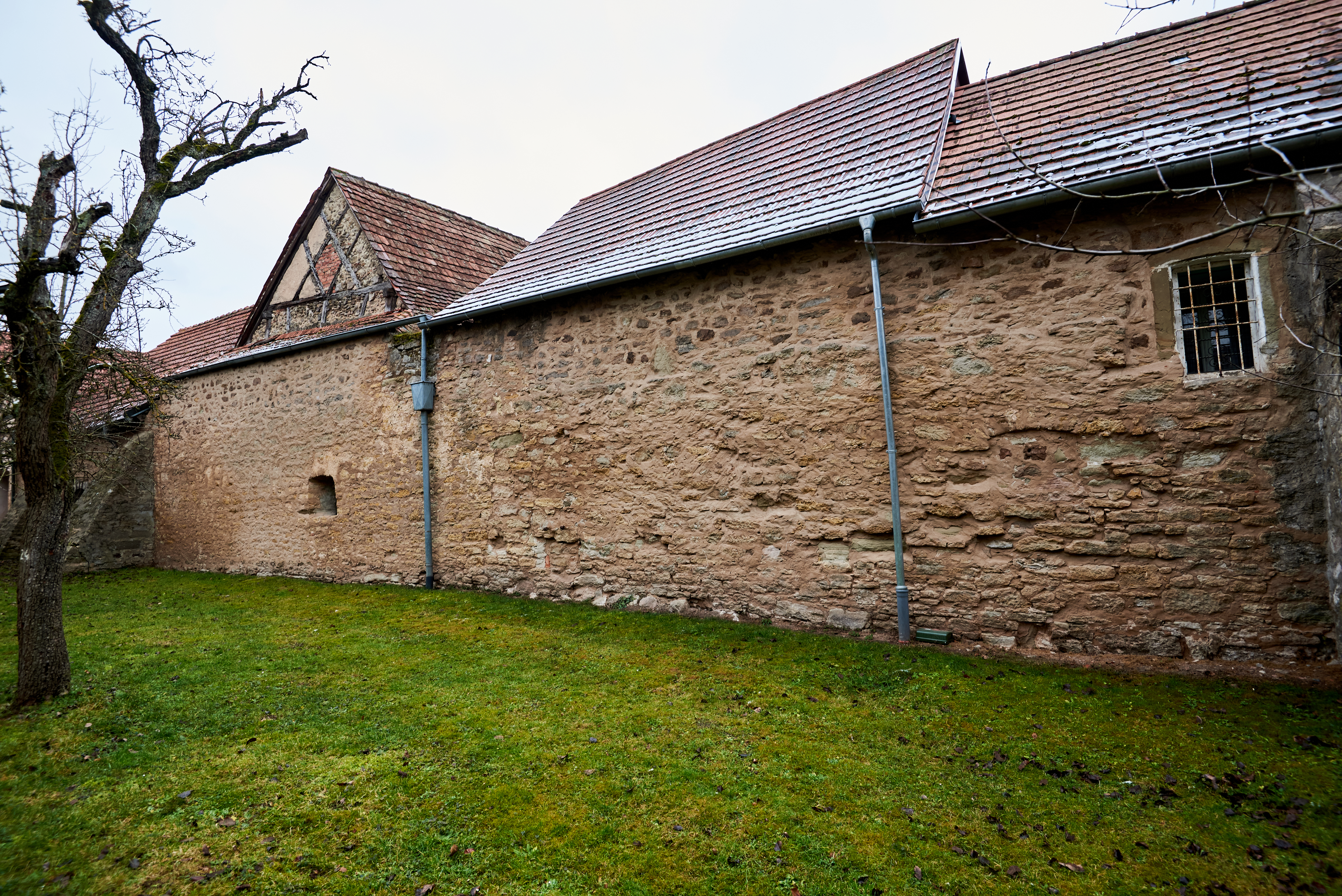
Maxstraße 13, Stadtmauer
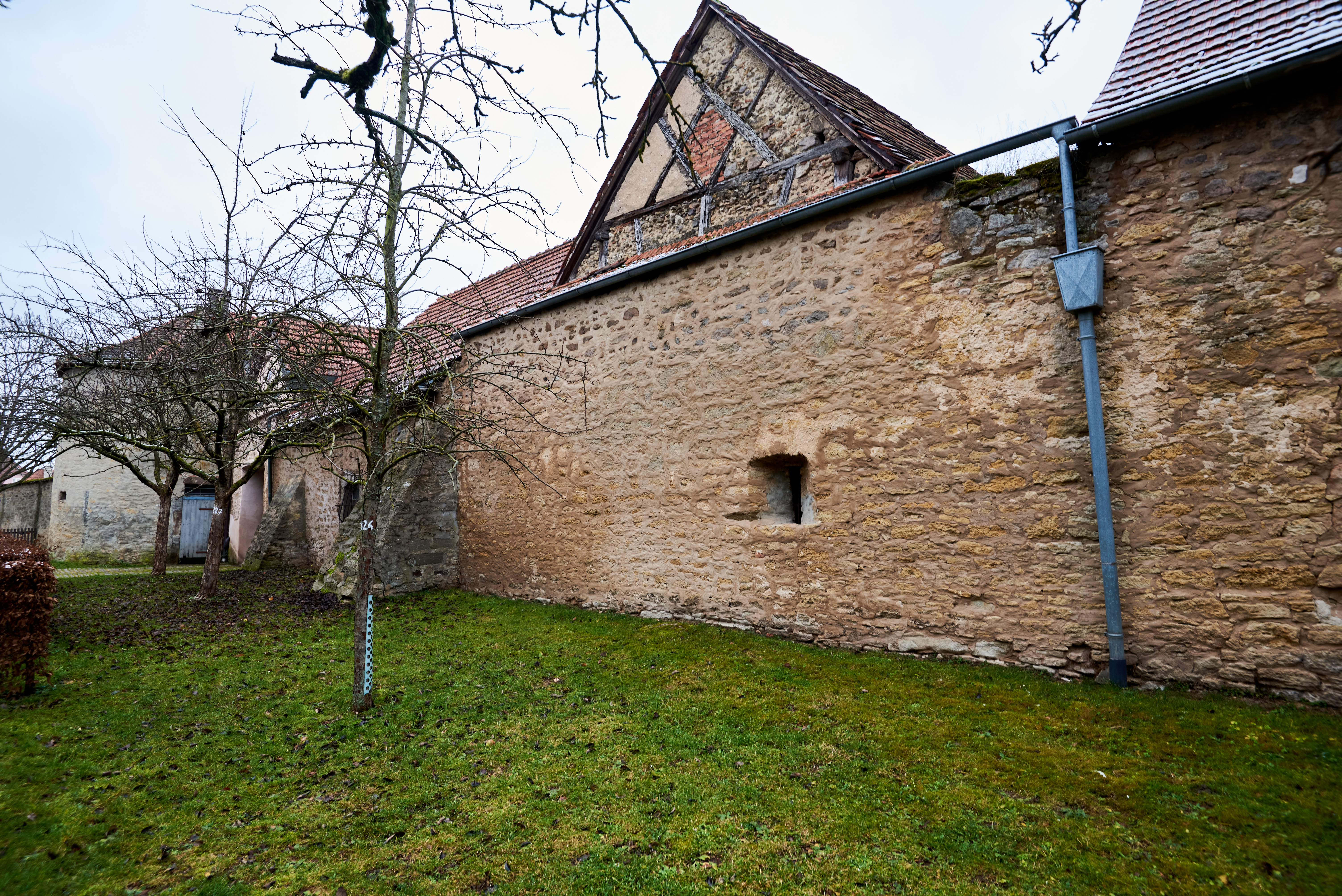
Maxstraße 15, Stadtmauer
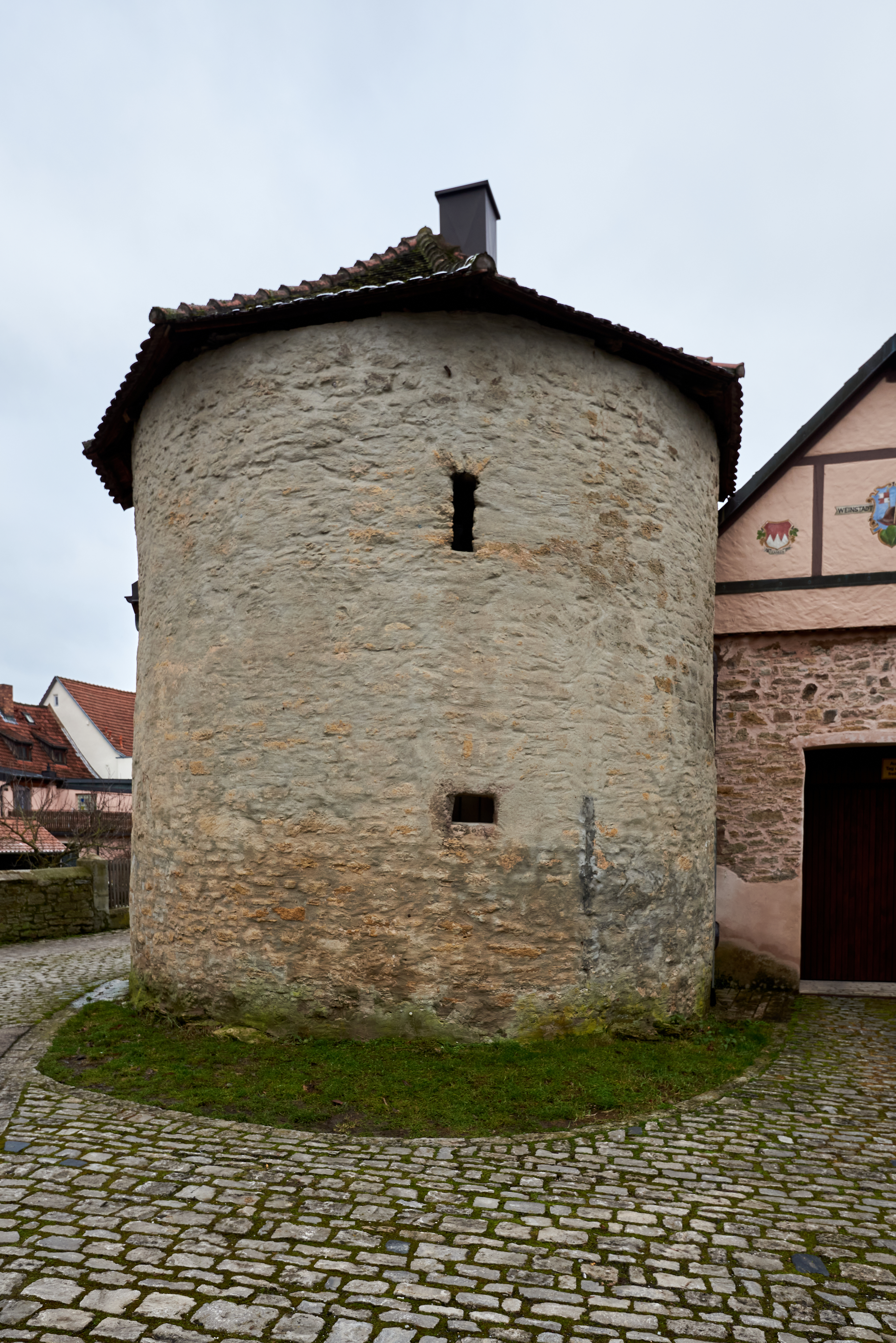
Maxstraße 19, Hirtenturm weitere Bilder
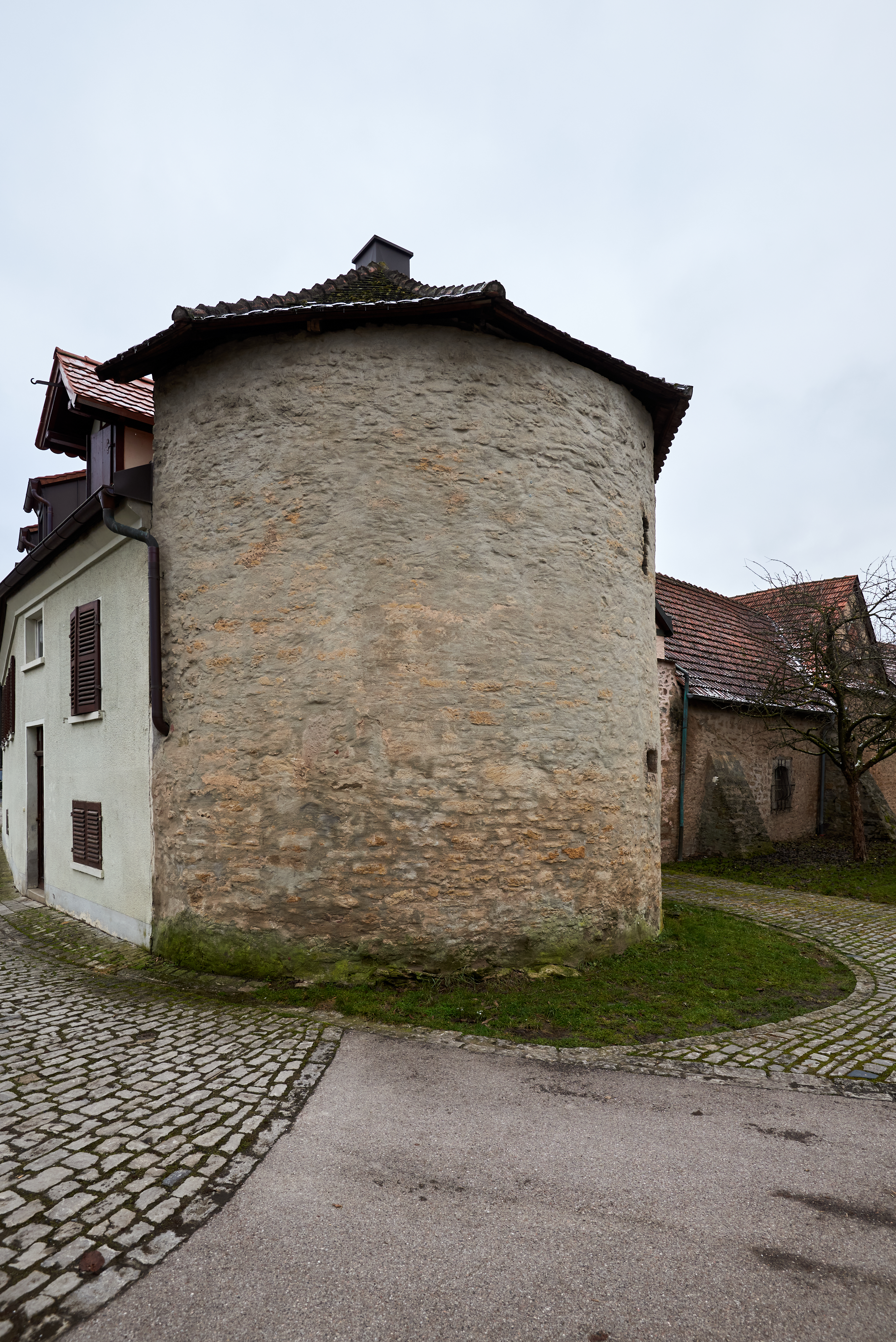
Maxstraße 19, Hirtenturm weitere Bilder
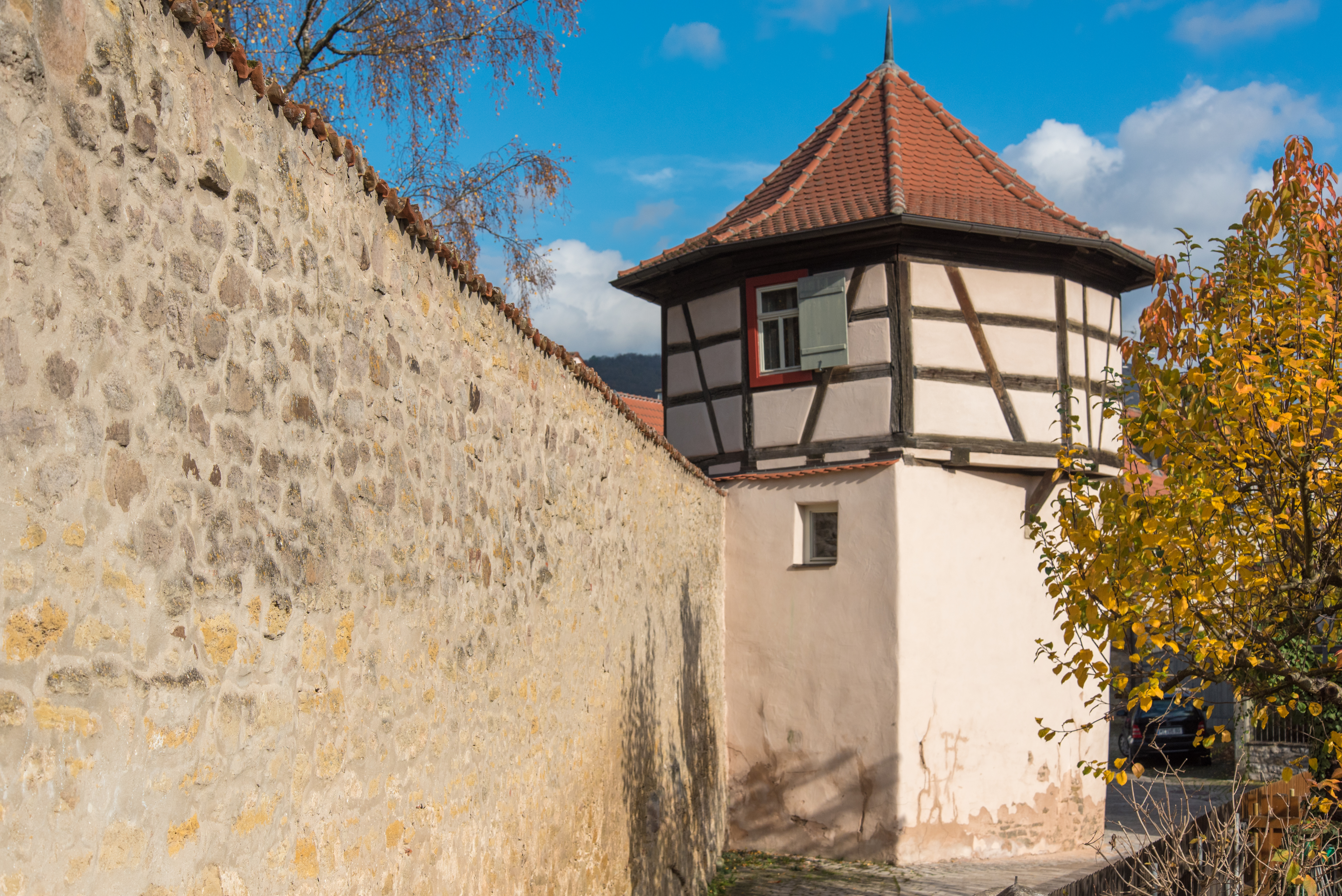
Kanalgasse 9, Henkersturm, von Westen weitere Bilder
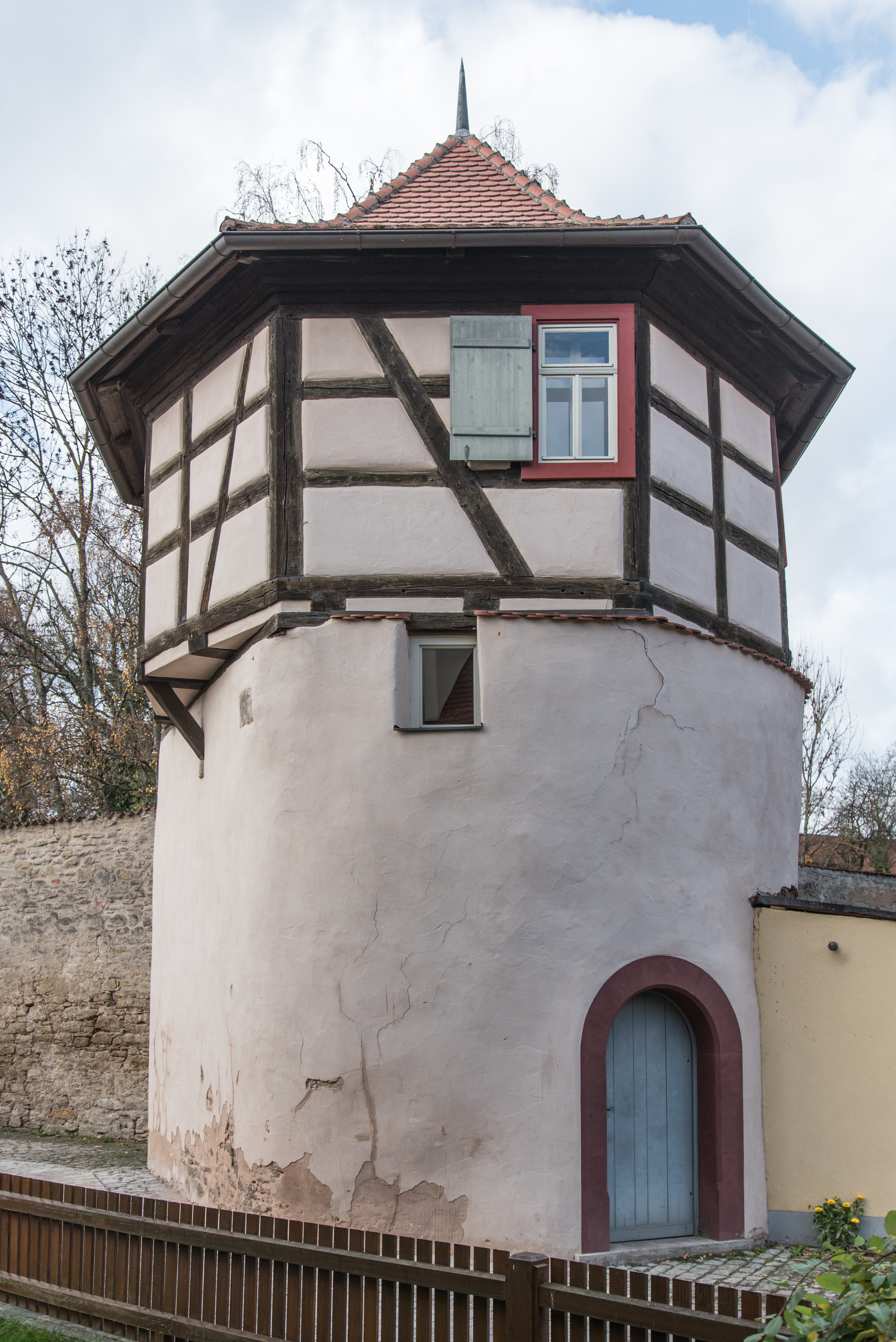
Kanalgasse 9, Henkersturm, von Südosten weitere Bilder
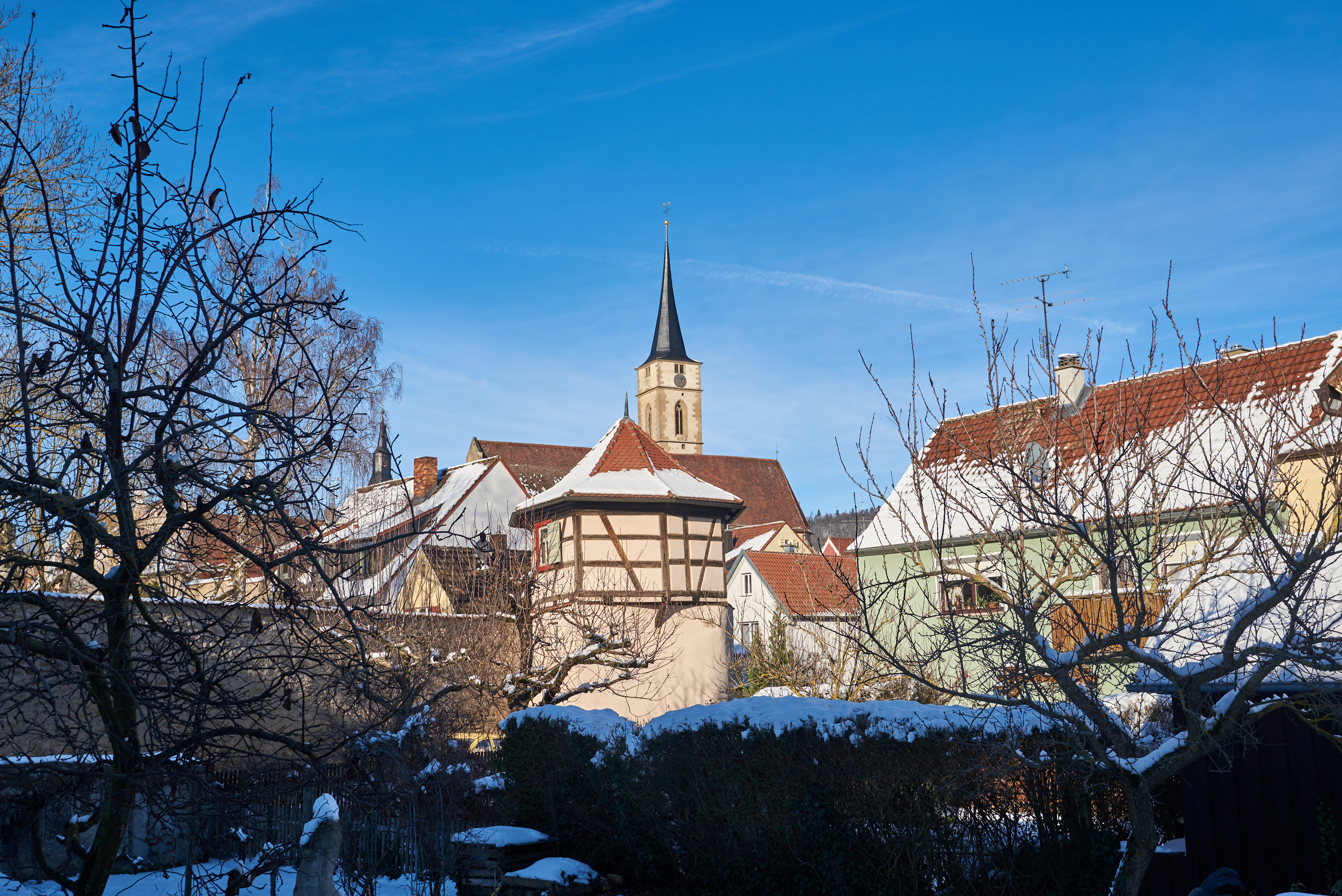
Kanalgasse 9, Henkersturm, von Süden weitere Bilder
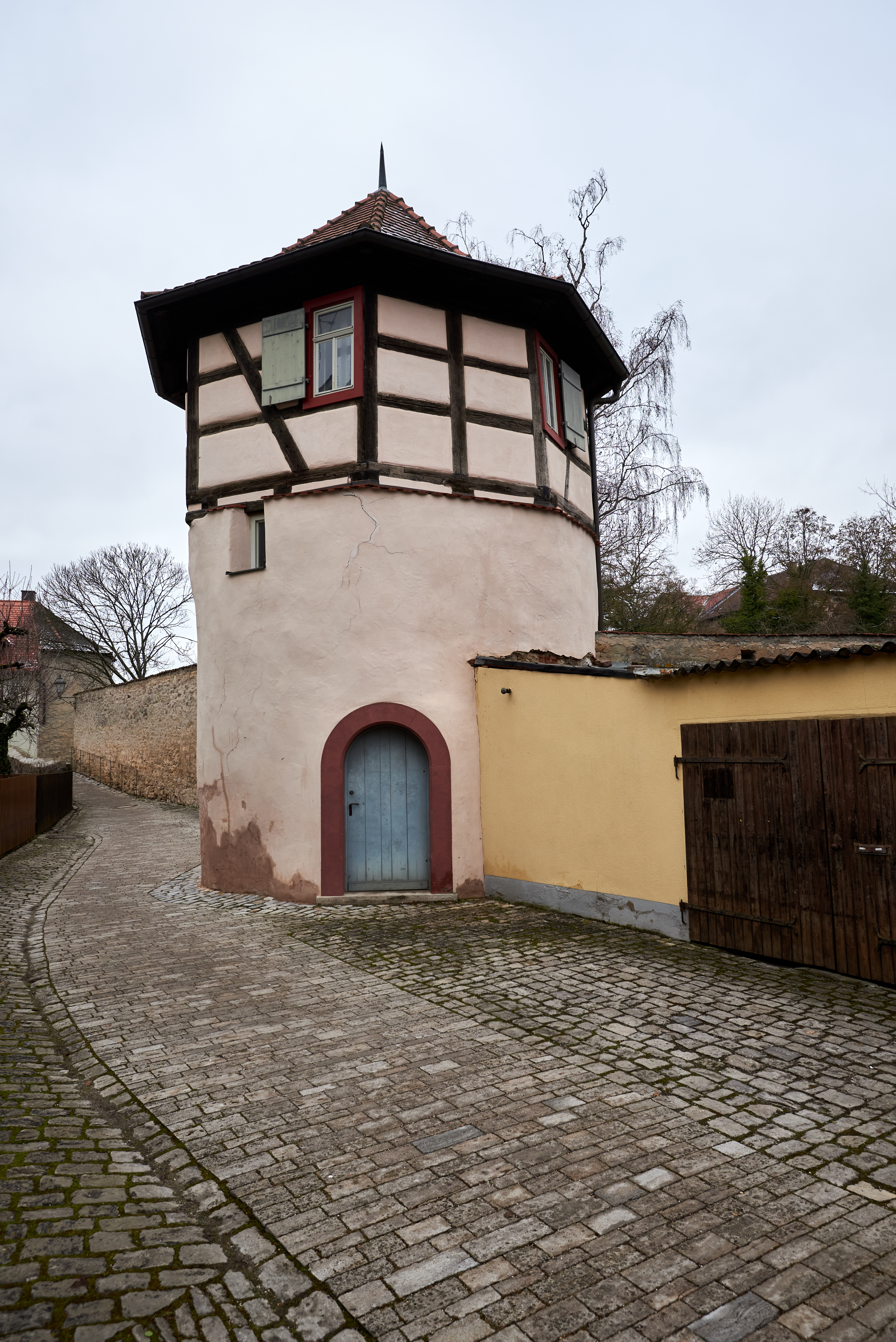
Kanalgasse 9, Henkersturm, von Südosten weitere Bilder
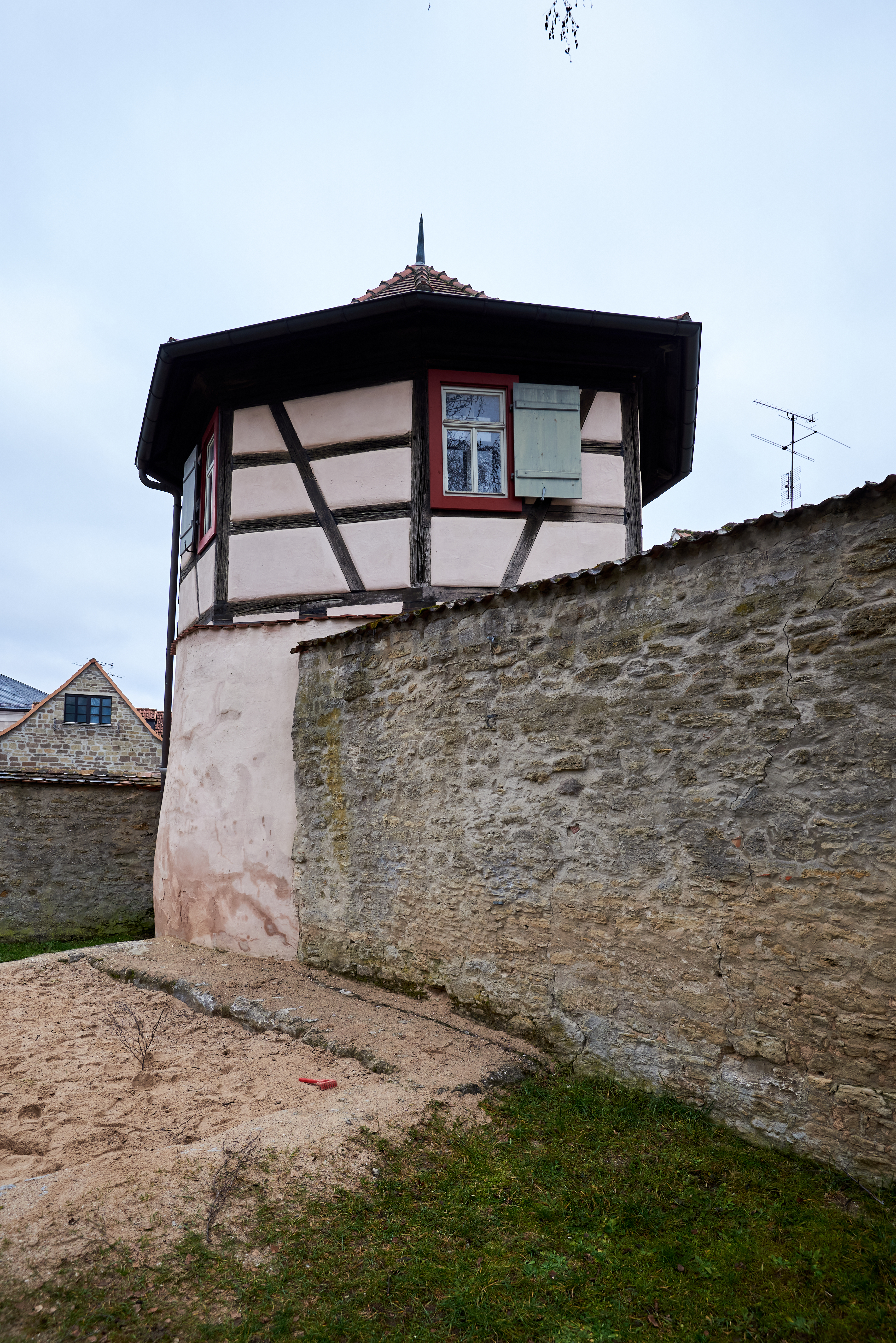
Kanalgasse 9, Henkersturm, von Nordwesten weitere Bilder

- Kanalgasse 10, Stadtmauer (Lage)
- Aegidiengasse 1, Stadtmauer (Lage)
- Aegidiengasse 2, Stadtmauer (Lage)
- Aegidiengasse 3, 4, Stadtmauer (Lage)
- Pfarrgasse 12, Stadtmauer (Lage)
- Pfarrgasse 12, Halbschalenturm (Lage)
- Pfarrgasse 2, Bürgerturm (Lage)

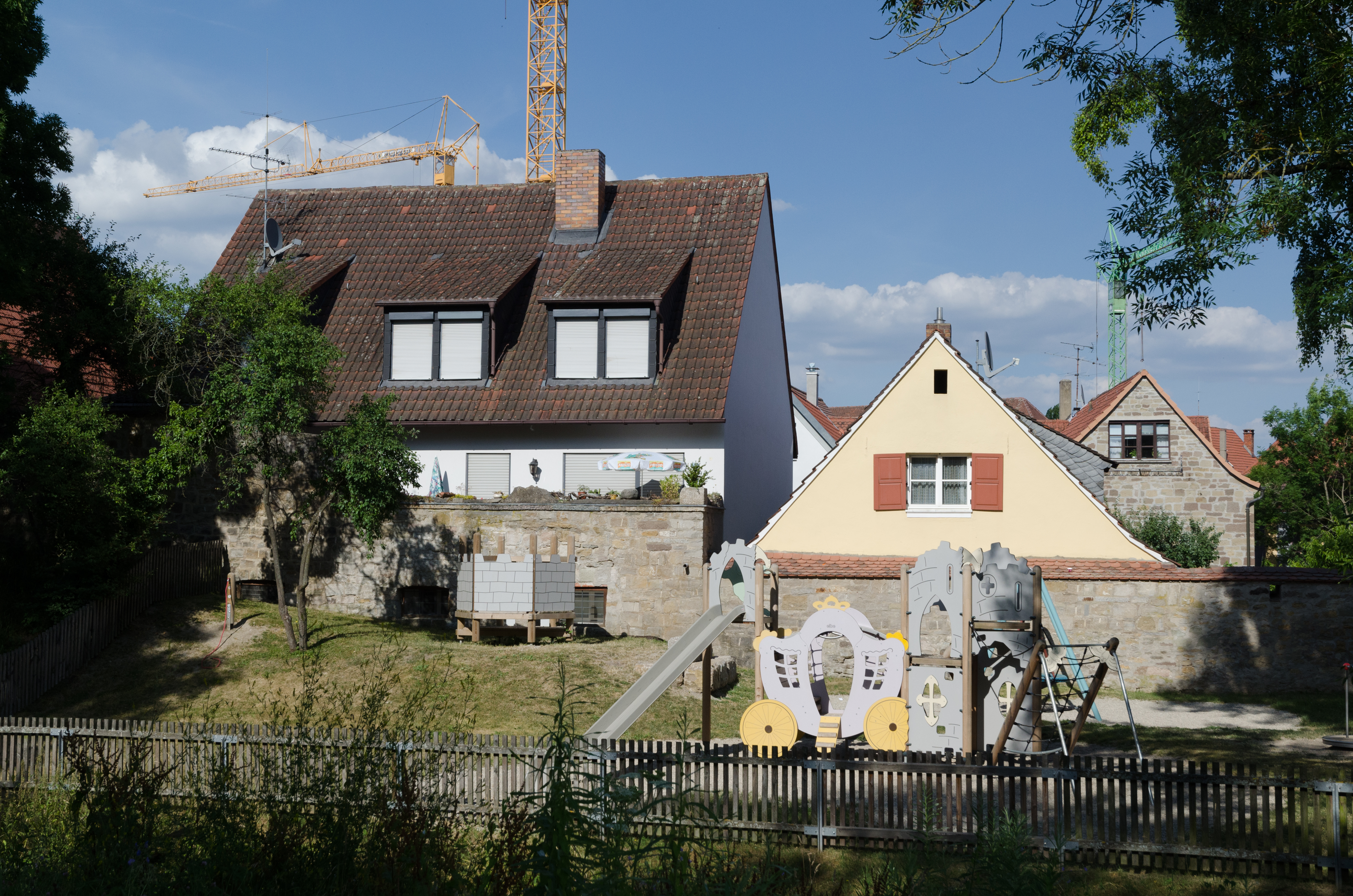
Henkersturmr
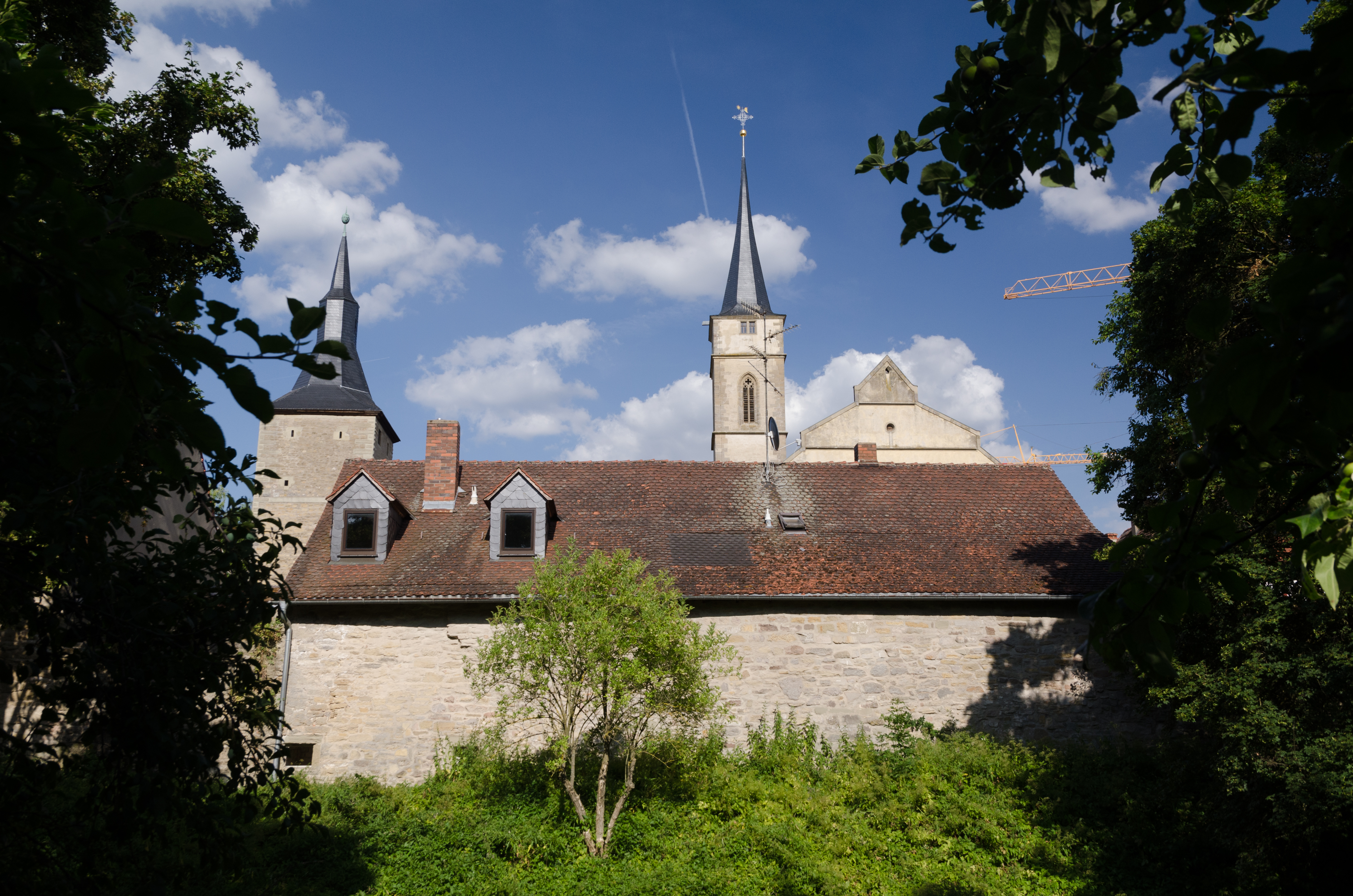
Aegidiengasse 1, Stadtmauer
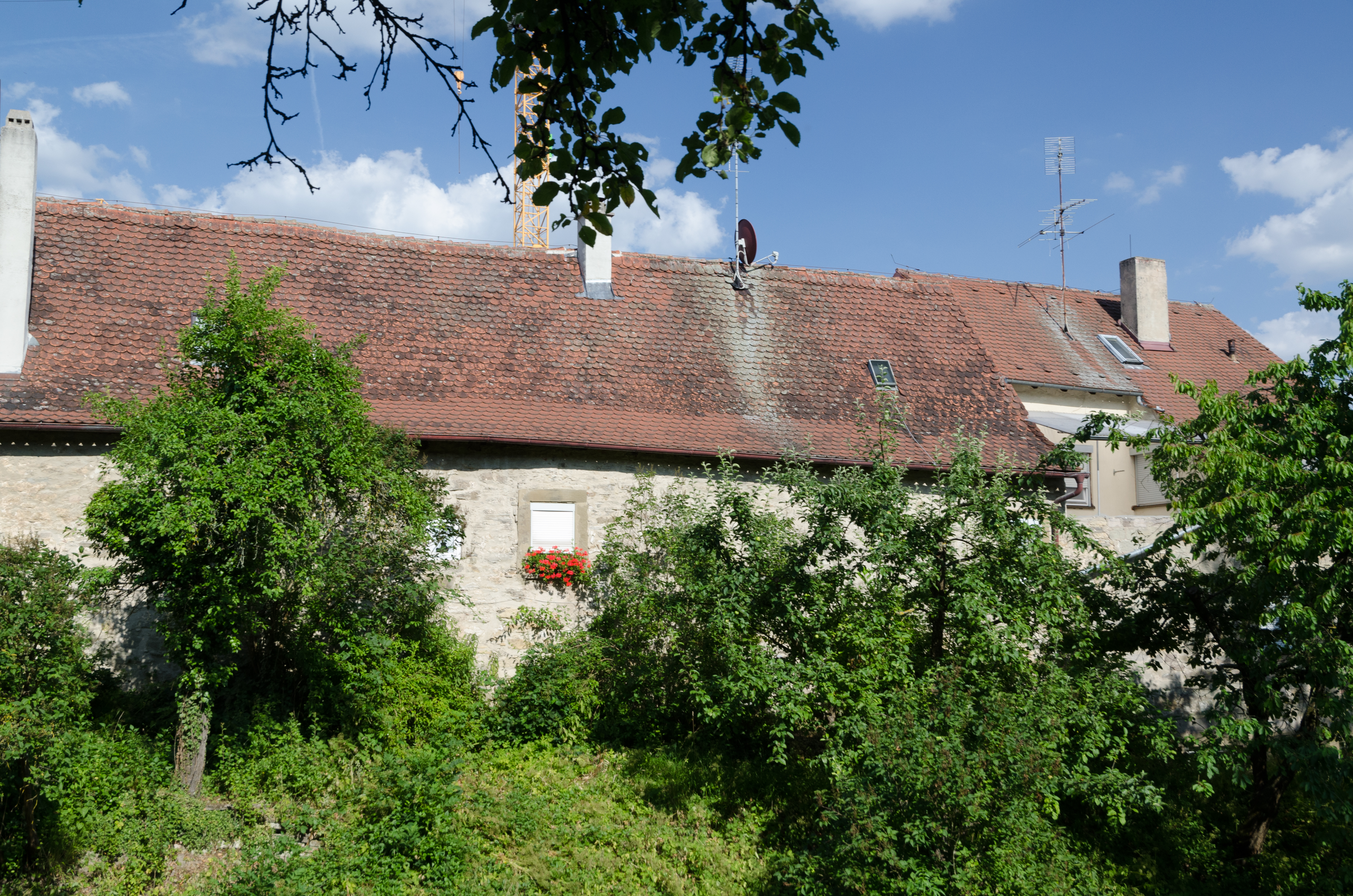
Aegidiengasse 2, Stadtmauer
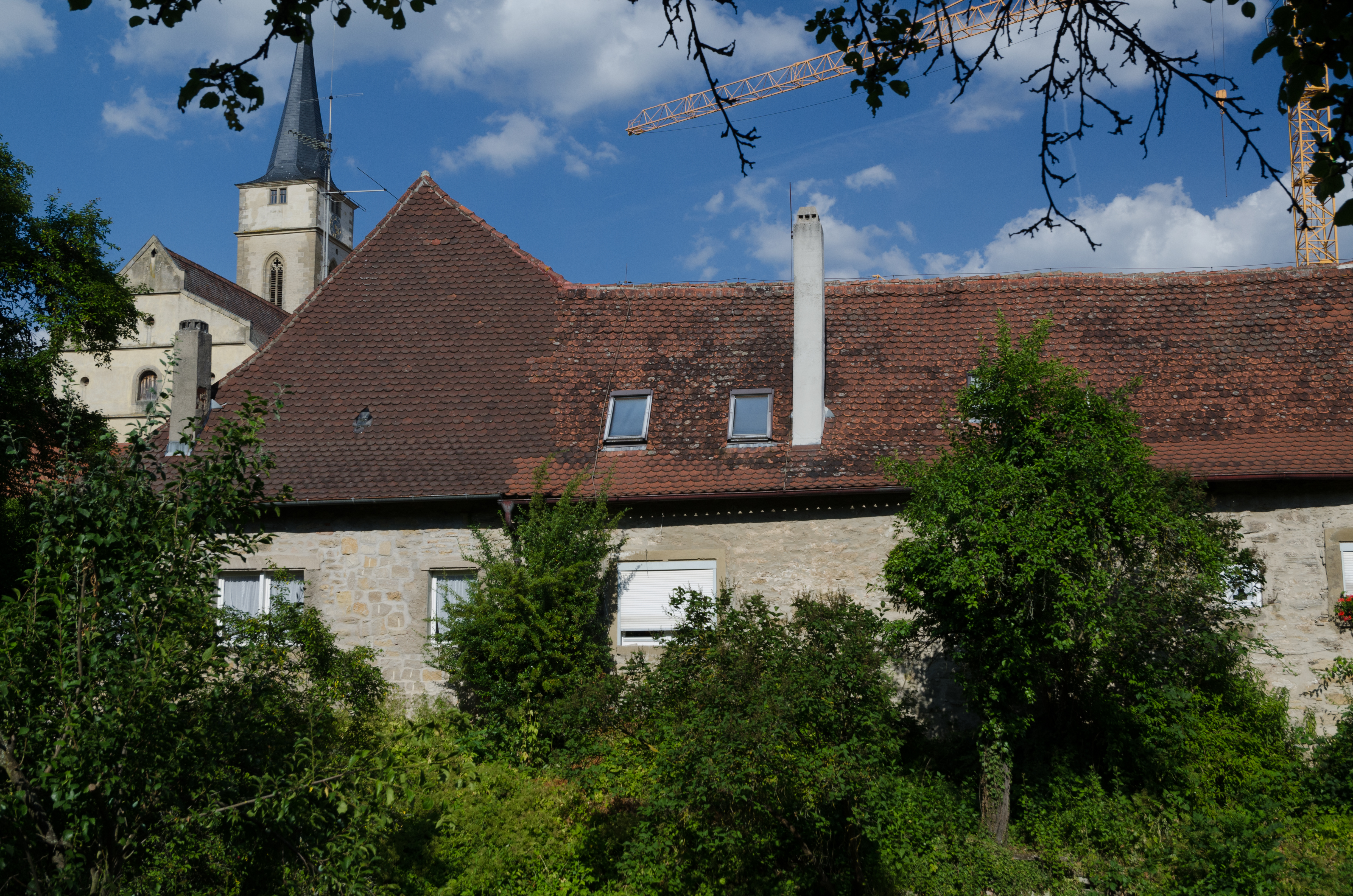
Aegidiengasse 3, 4, Stadtmauer
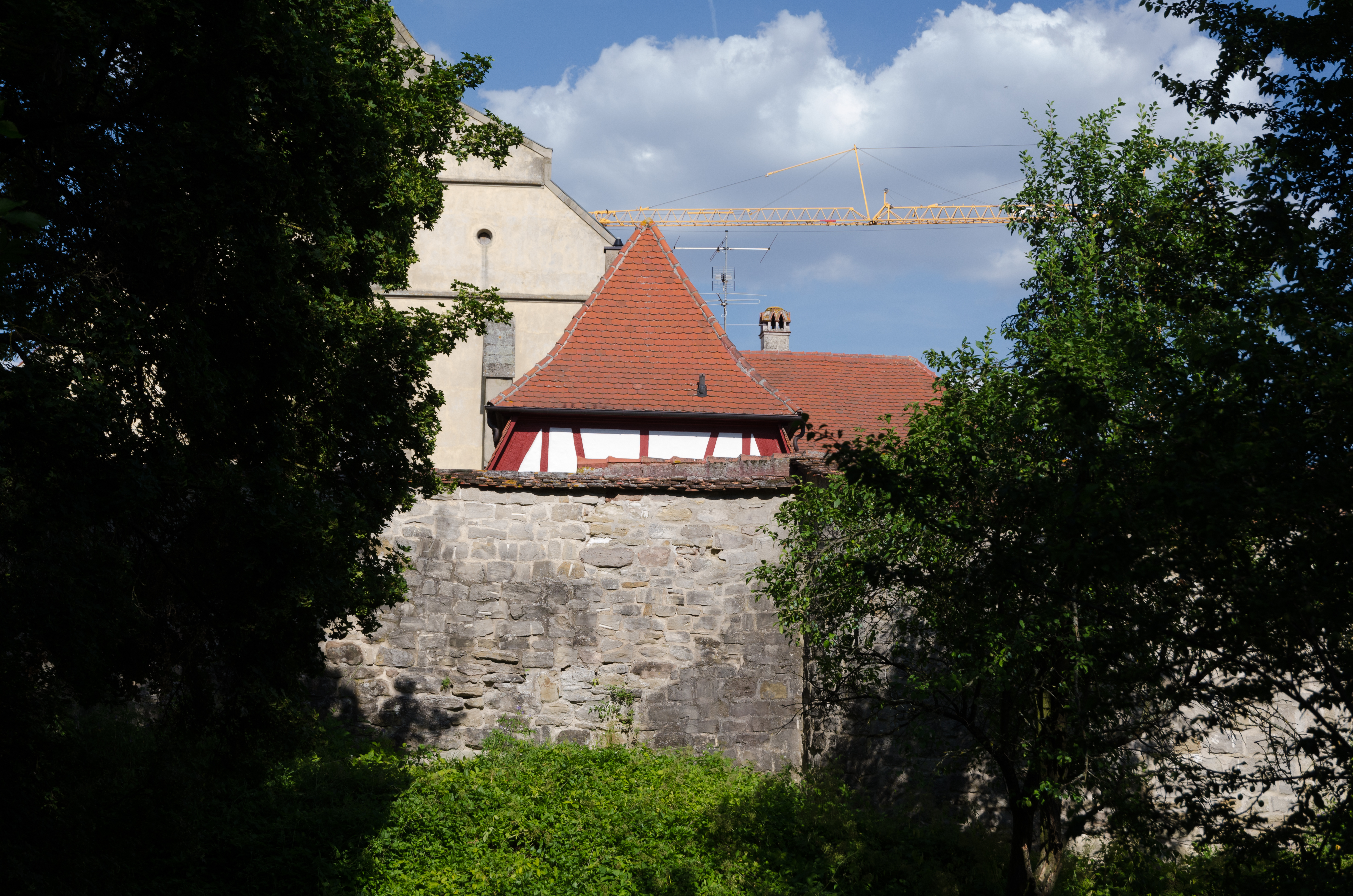
Pfarrgasse 12, Stadtmauer
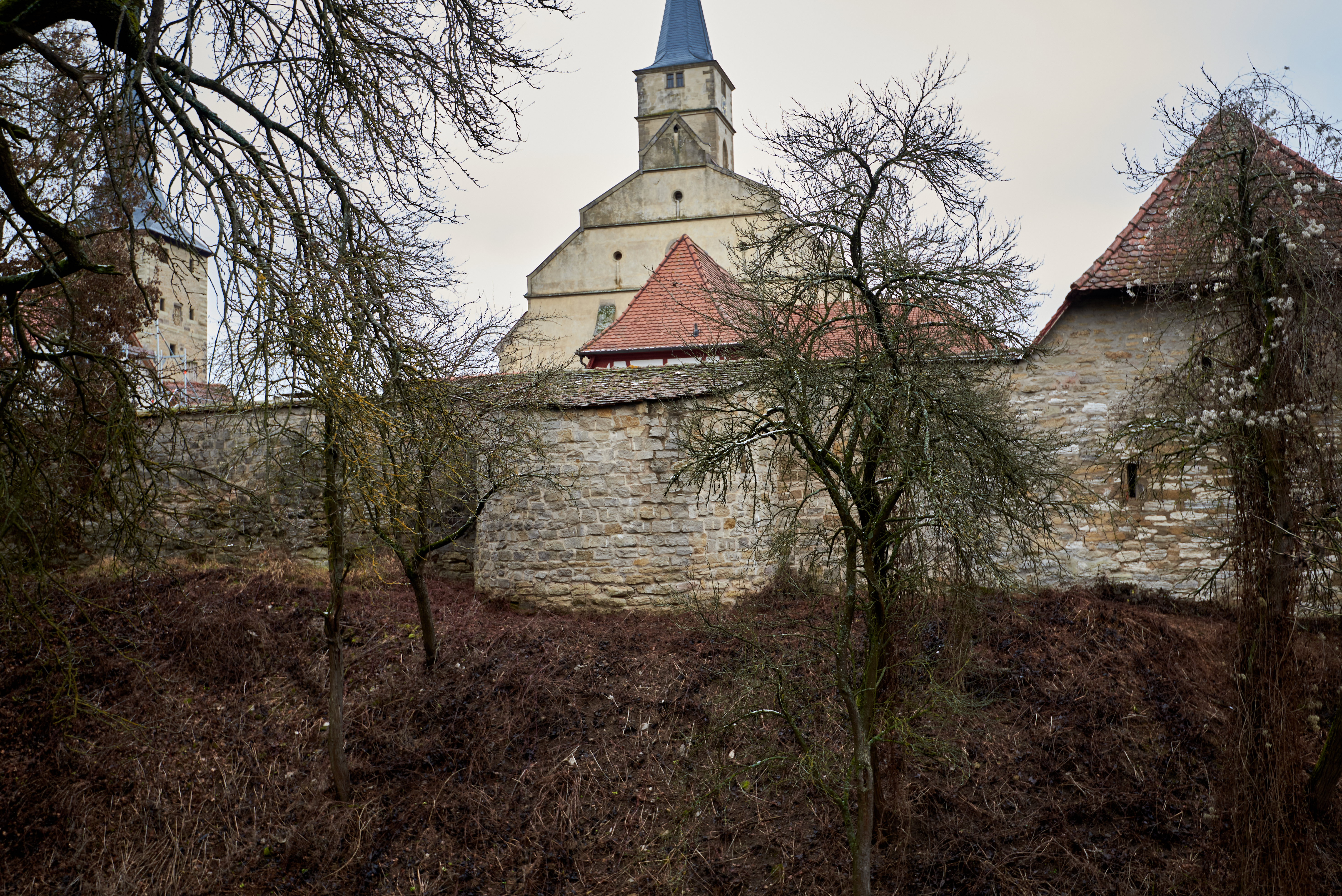
Pfarrgasse 12, Halbschalenturm weitere Bilder
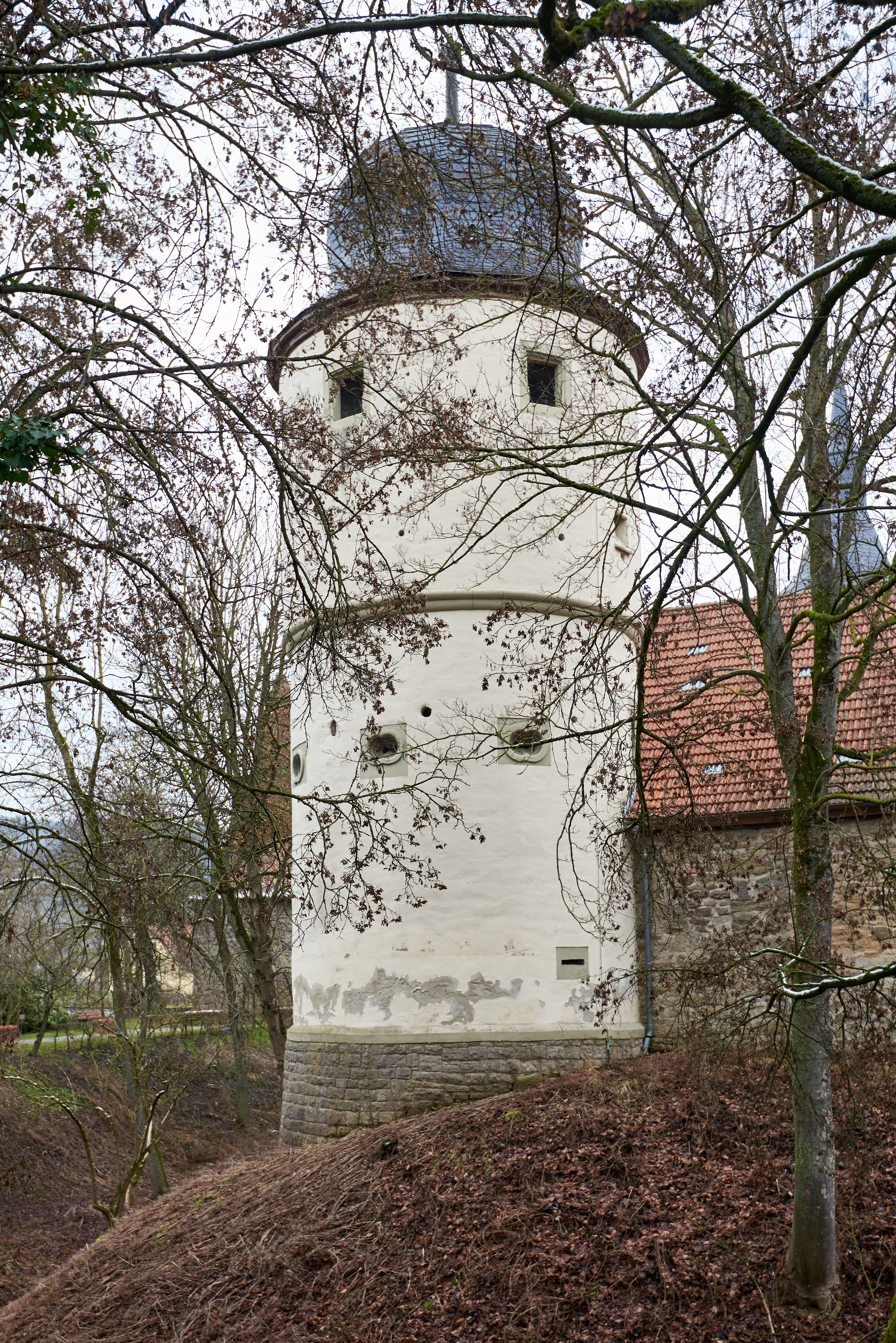
Bürgerturm von Süden weitere Bilder
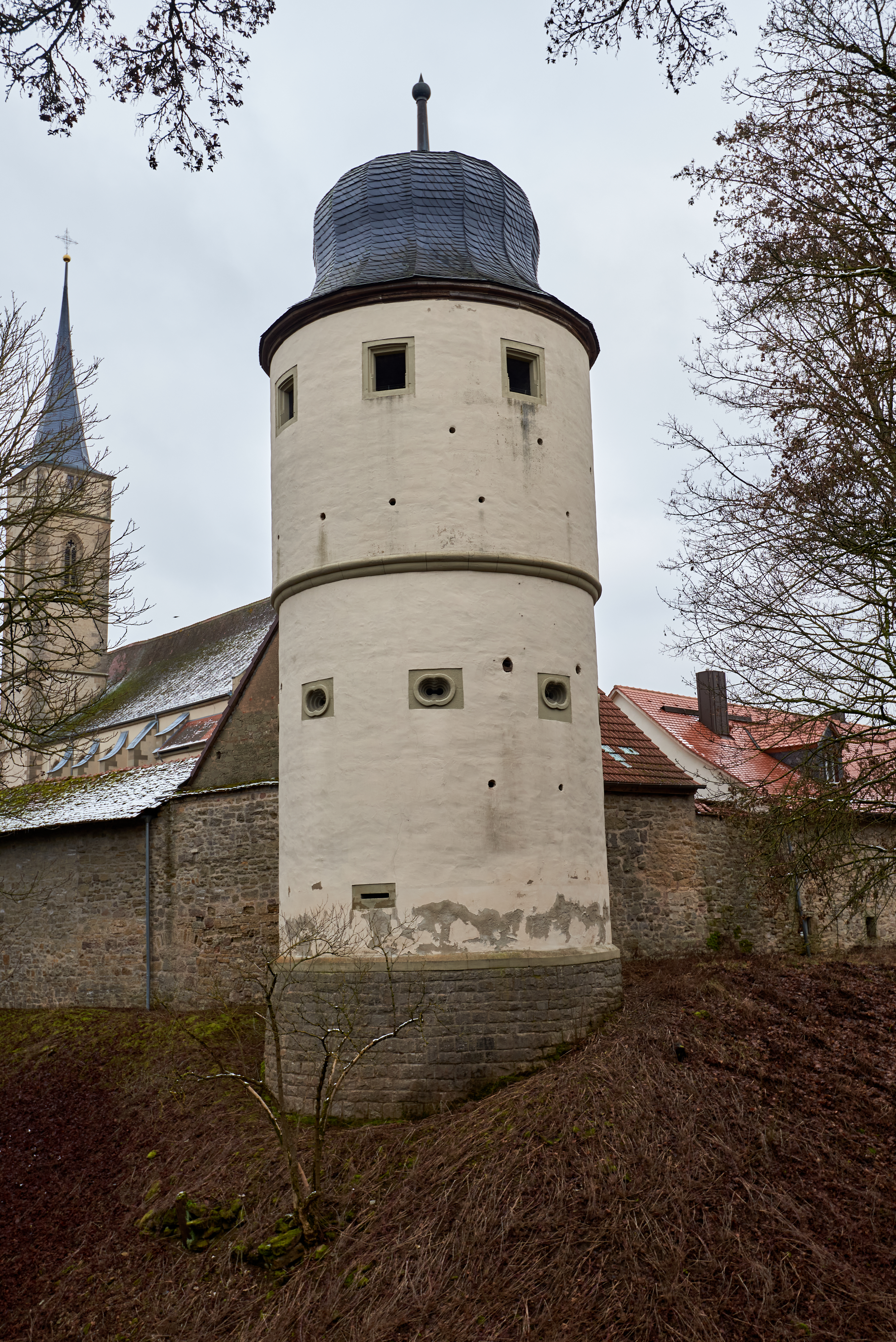
Bürgerturm von Westen weitere Bilder
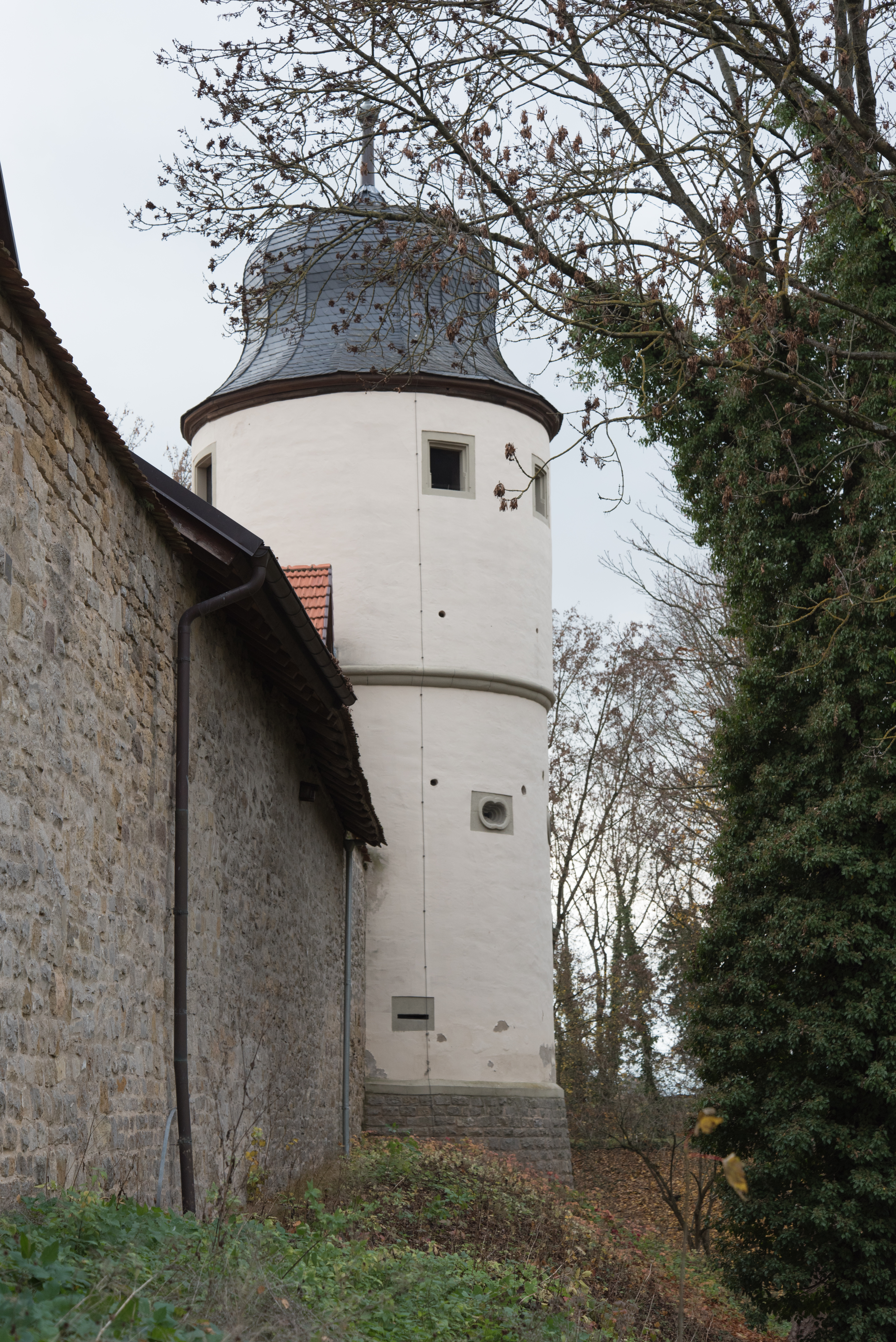
Bürgerturm von Osten weitere Bilder

Erster Mauerring zwischen Oberer Gasse und Maxstraße
Zwischen Oberer Gasse und Maxstraße ist der erste Mauerring noch erhalten. Nach der Ummauerung des Gräbenviertels liegt der Mauerzug innerhalb der Stadt.
- Obere Gasse 4, Stadtmauer (Lage)
- Obere Gasse 2, Stadtmauer (Lage)
- Obere Gräbengasse 12, Stadtmauer (Lage)
- Ludwigstraße 14, Stadtmauer (Lage)
- Stöhrsgasse 1, Stadtmauer (Lage)

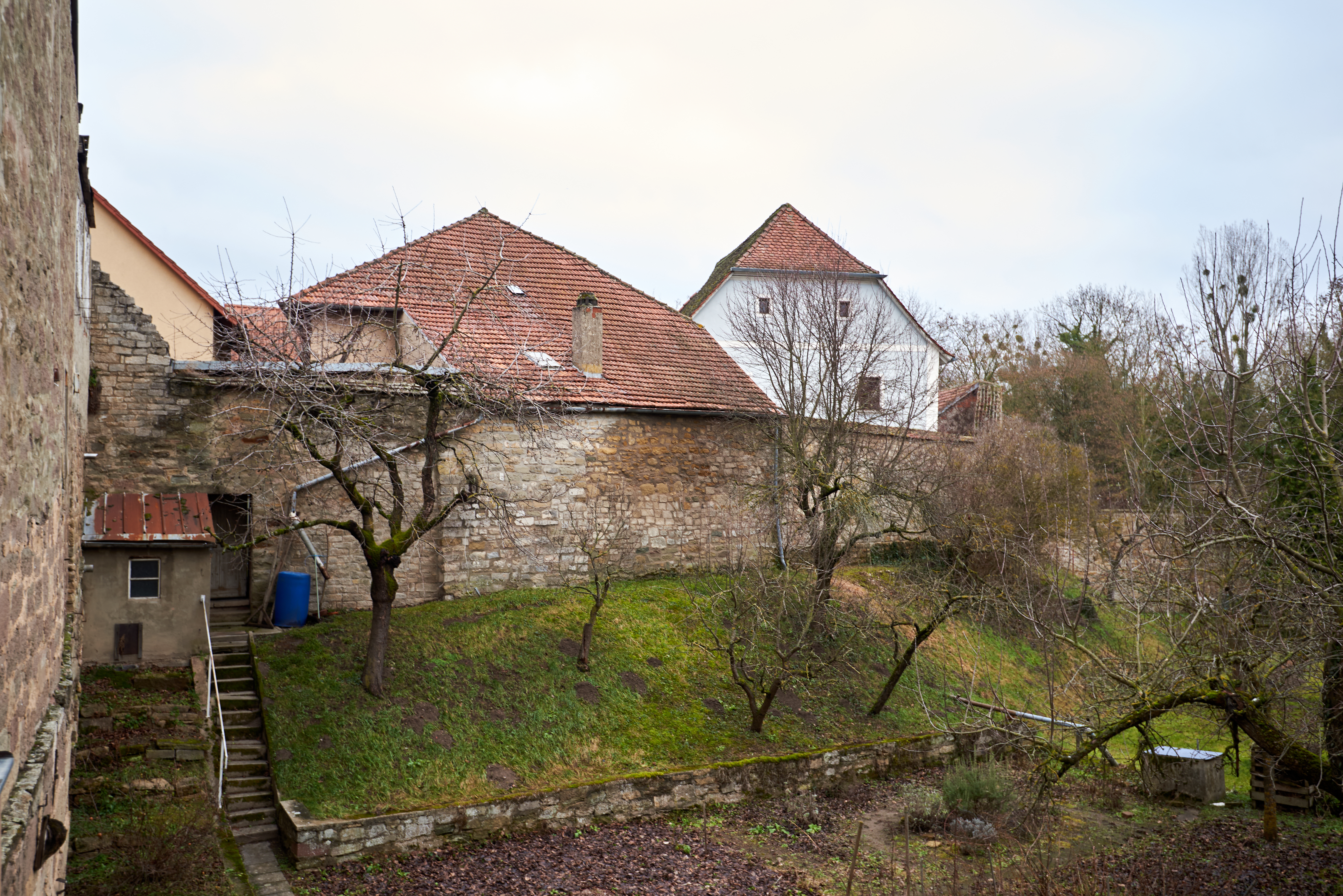
Stadtmauer, Obere Gasse 4
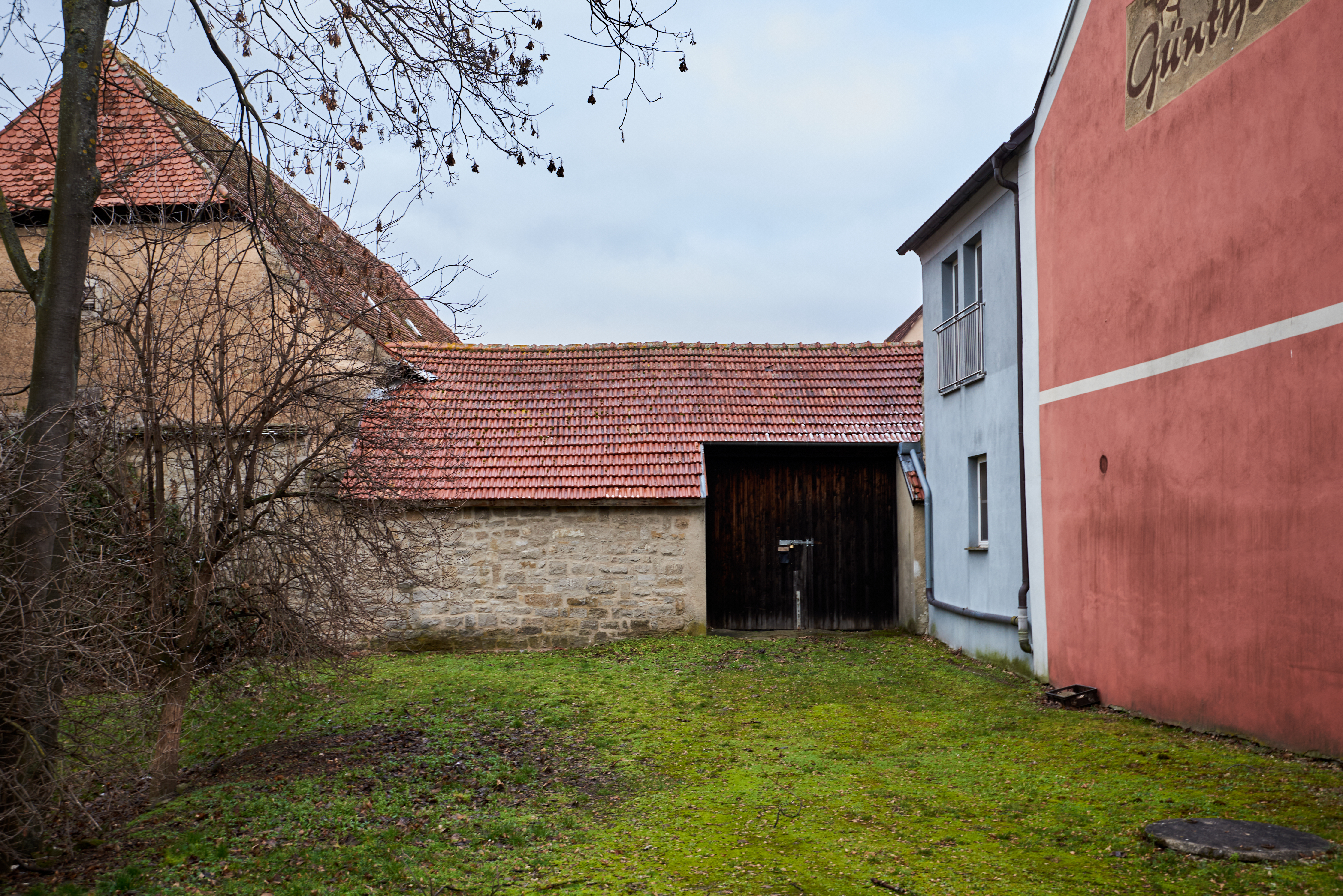
Stadtmauer, Ludwigstraße 14
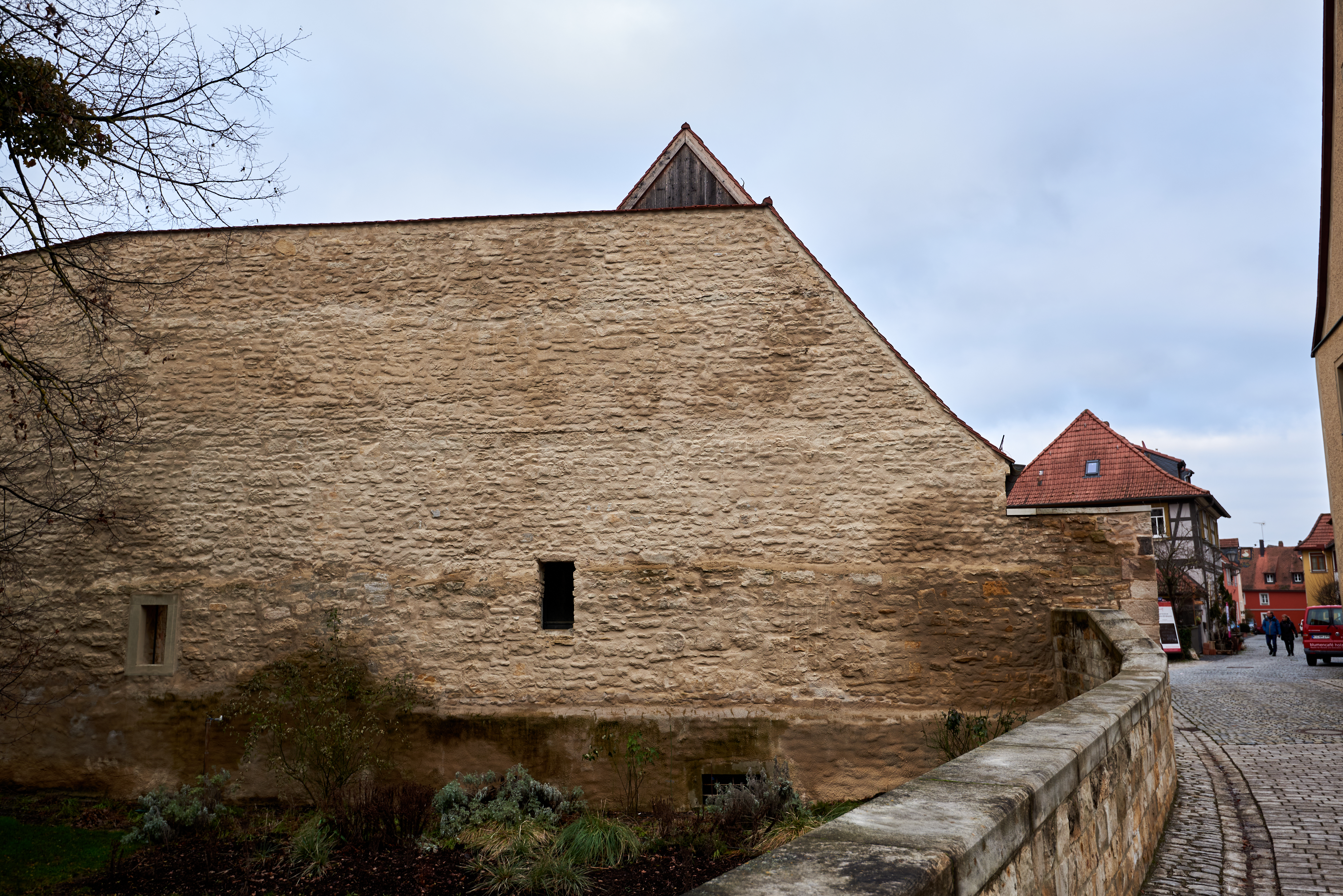
Stadtmauer, Stöhrsgasse 1
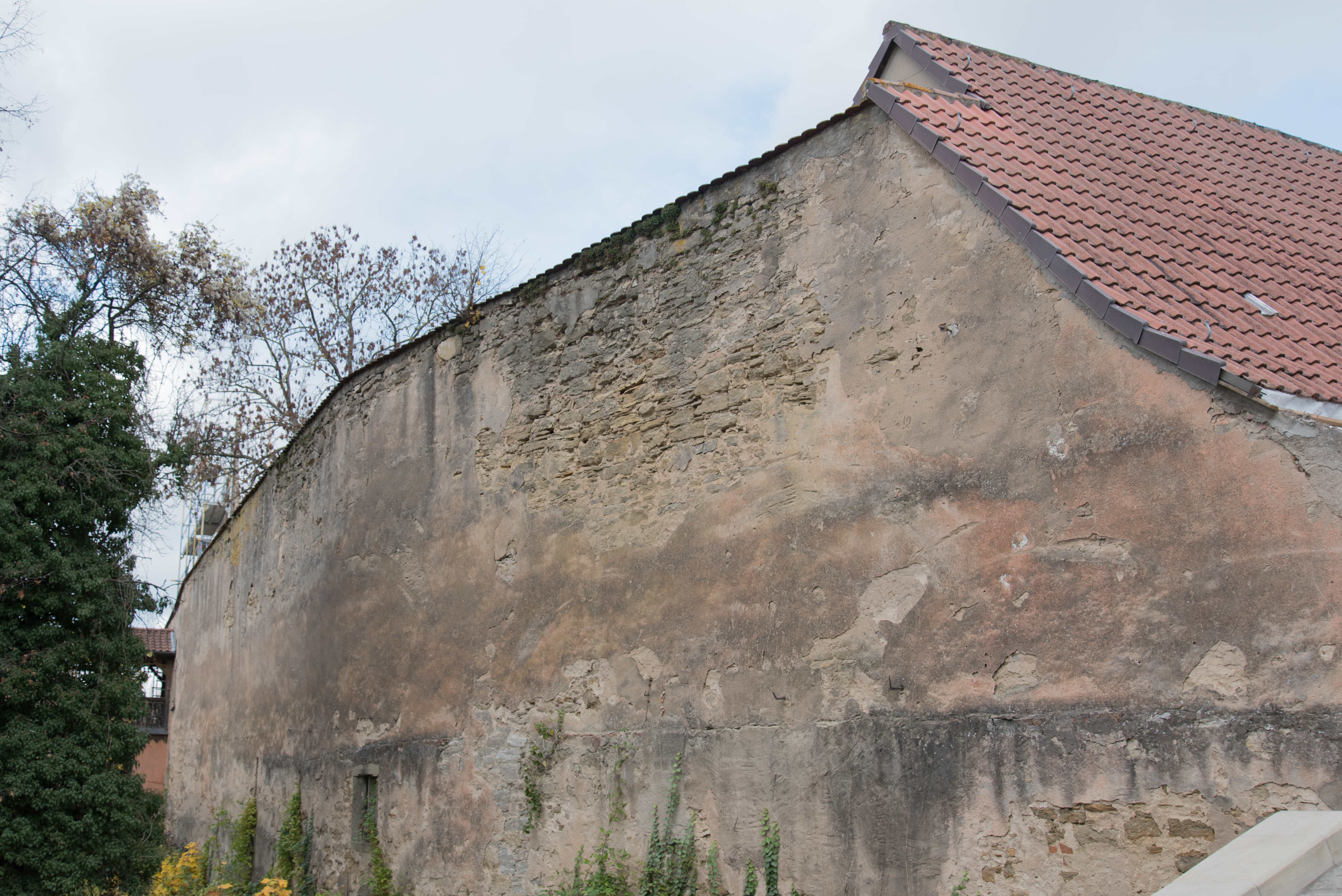
Stadtmauer, Stöhrsgasse 1
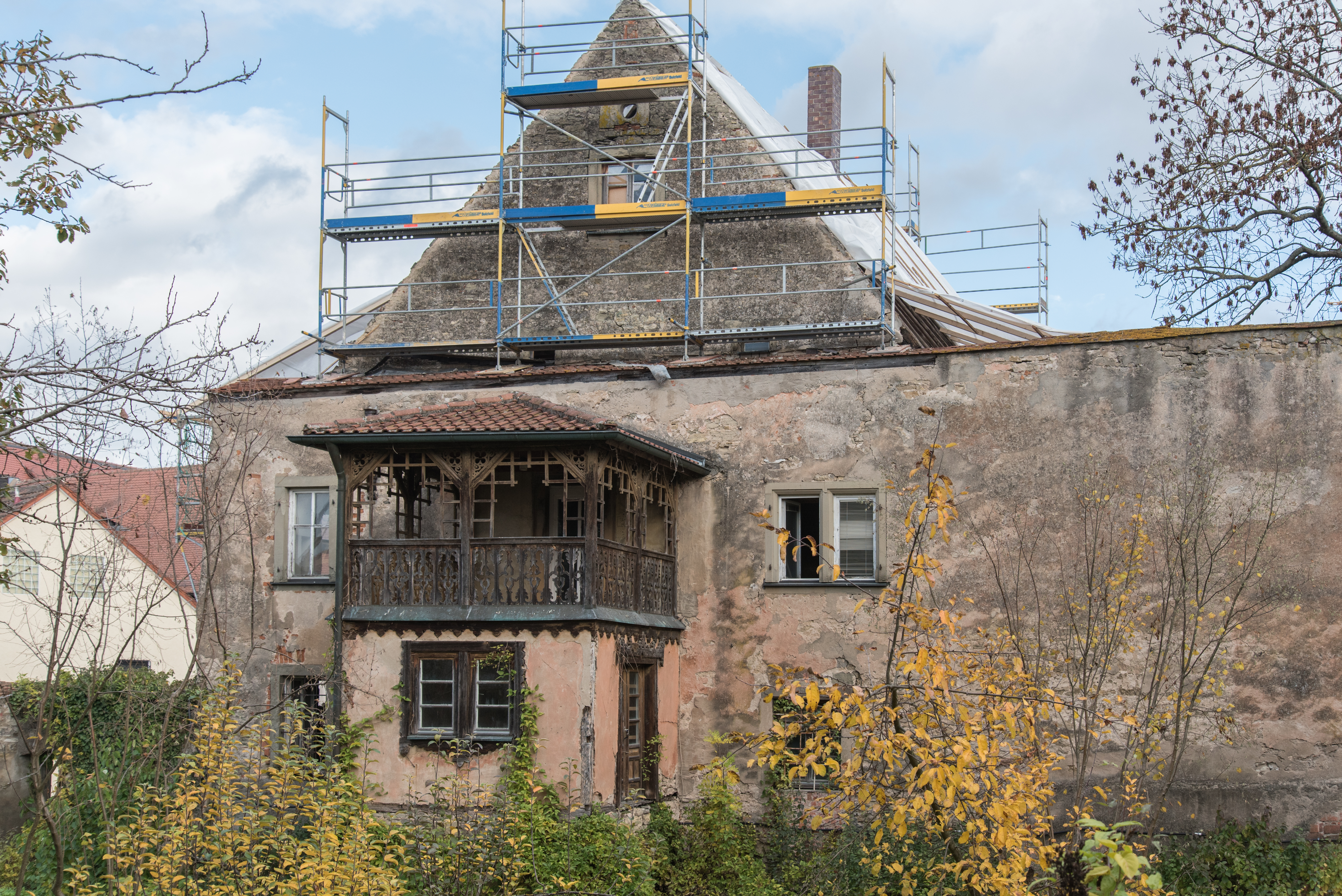
Stadtmauer, Stöhrsgasse 1
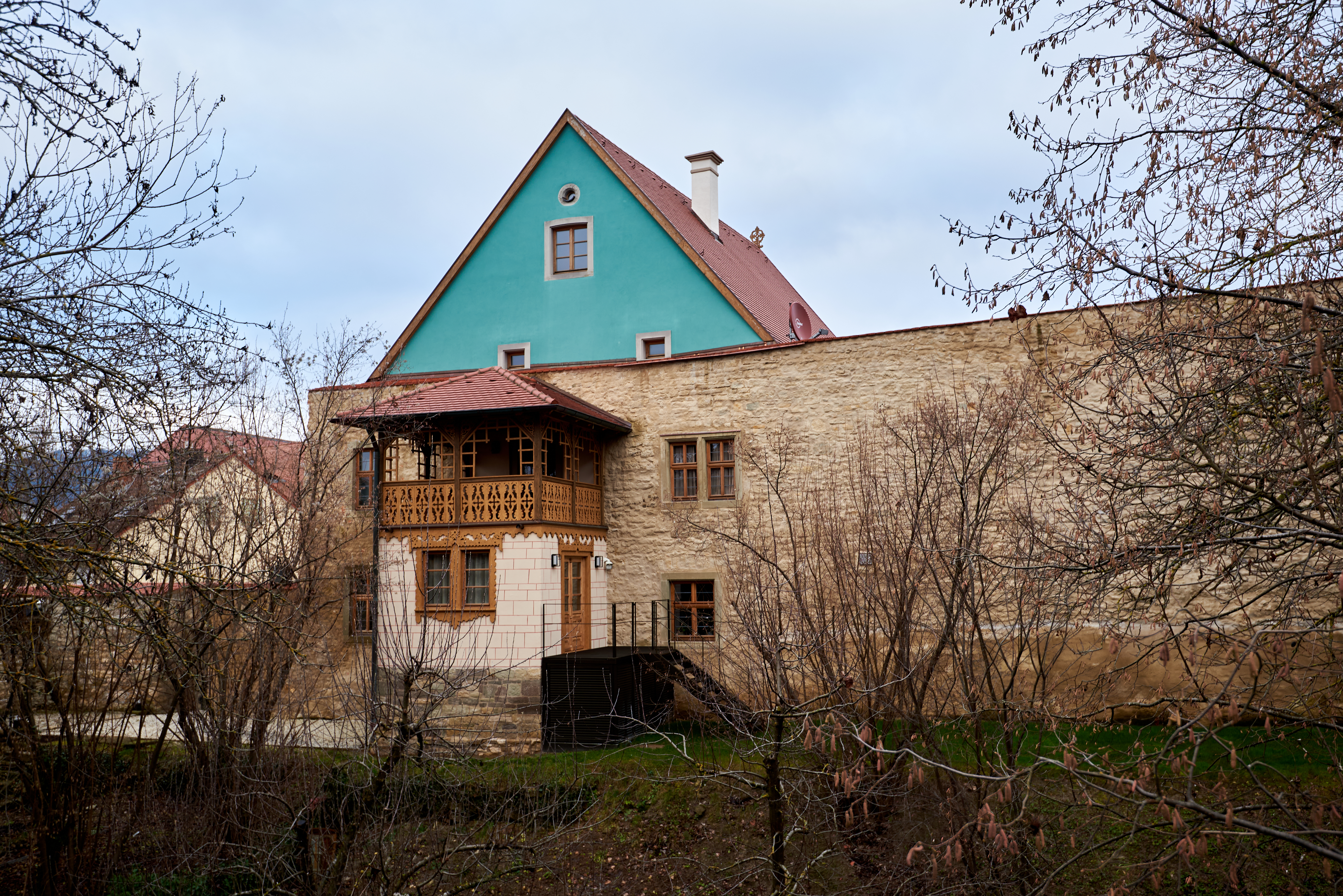
Stadtmauer, Stöhrsgasse 1
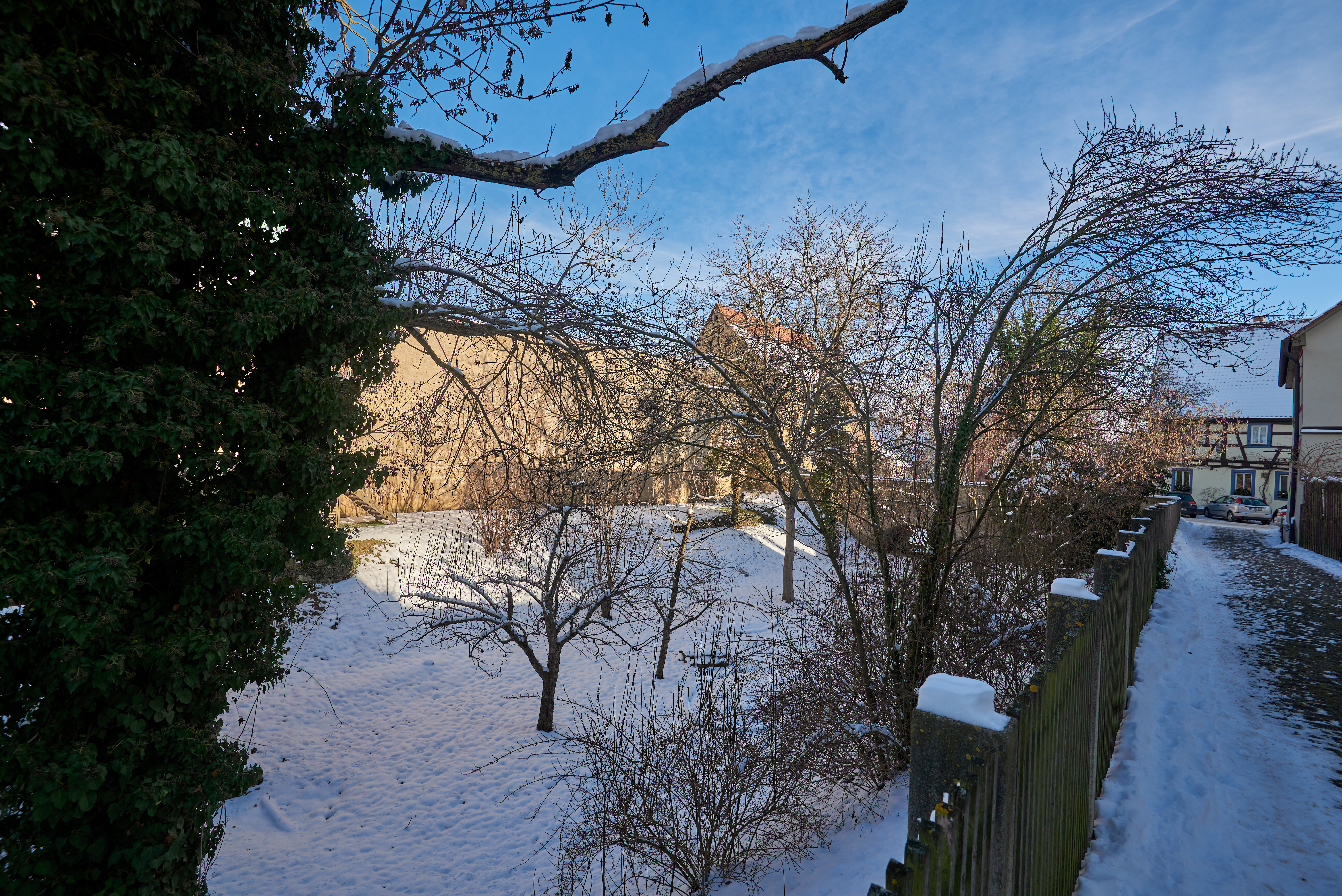
Stadtmauer und Graben bei Stöhrsgasse 1

| Lage | Objekt     | Beschreibung | Akten-Nr.      | Bild |
| --- | ---------- | --- | -------------- | ---- |
| Auersberg; Breitbach; Dachsbäue; Galgengrund; Hündlein; Iphofen – Willanzheim; Kr KT 16; Landwehrweg; Lehmersteg; Melben; Schießgrund; Sparrnbach; Stangenberg; Vogelsang (Standort) | Landgraben | in Teilen erhalten, ursprünglich entlang der gesamten Gemarkungsgrenze der Stadt Iphofen verlaufende Landwehr in Form eines Weges mit einem angrenzenden 1,5 Meter tiefen Graben, 13./14. Jh., an der westlichen, südlichen und teilweise südöstlichen Gemarkungsgrenze von Iphofen (Lage) (Lage) (Lage) (Lage) (Lage) (Lage) (Lage) (Lage) (Lage) (Lage) (Lage) (Lage) (Lage) (Lage) (Lage) (Lage) (Lage) (Lage) (Lage) (Lage) (Lage) (Lage) (Lage) (Lage) | D-6-75-139-141 | BW   |

## Baudenkmäler nach Gemeindeteilen

### Iphofen
| Lage                                                         | Objekt                                                 | Beschreibung | Akten-Nr.               | Bild                                                                                                   |
| ------------------------------------------------------------ | ------------------------------------------------------ | --- | ----------------------- | --- |
| Ägidiengasse 8 (Standort)                                    | Giebelhaus                                             | Zweigeschossiger Satteldachbau in Ecklage mit verputztem Fachwerkobergeschoss, 18./19. Jahrhundert | D-6-75-139-5 Wikidata   | weitere Bilder                                                                                         |
| Ägidiengasse 3 (Standort)                                    | Ehemaliger Aegidien- oder Ilgenhof                     | Zweigeschossiger Halbwalmdachbau mit geohrten Fenster- und Türrahmungen, ab 1465 im Besitz des Klosters St. Egidien in Nürnberg, 1538 Übergang an das Hochstift Würzburg, erste Hälfte 18. Jahrhundert unter Verwendung von Bauteilen des 15./16. Jahrhunderts, teilweise modernisiert | D-6-75-139-4 Wikidata   | weitere Bilder                                                                                         |
| Nähe Ägidiengasse (Standort)                                 | Ehemaliger Aegidien- oder Ilgenhof                     | Rundbogen | D-6-75-139-4 Wikidata   | weitere Bilder                                                                                         |
| Am Stadtgraben West (Standort)                               | Flurkreuz                                              | Hölzerner Kruzifix, um 1900 | D-6-75-139-394          | BW |
| Am Stadtgraben West (Standort)                               | Bildstock                                              | Kapitellähnliche Stele mit Inschrift auf diamantiertem Sockel, bekrönt von Gruppe der Pietà, spätbarock, bez. 1717 | D-6-75-139-393          | BW |
| Am Stadtgraben West 1, Bahnhofstraße 24 (Standort)           | Postamt                                                | Zweigeschossiger Walmdachbau in Ecklage | D-6-75-139-236 Wikidata | weitere Bilder                                                                                         |
| Am Stadtgraben West 1, Bahnhofstraße 24 (Standort)           | Postamt                                                | eingeschossiger Flügel, Heimatstil, 1924/25 | D-6-75-139-236 Wikidata | weitere Bilder                                                                                         |
| Am Stadtgraben West 31 (Standort)                            | Ehemalige Spitalmühle                                  | Eingeschossiger Mansardhalbwalmdachbau mit Fachwerkobergeschoss | D-6-75-139-86 Wikidata  | weitere Bilder                                                                                         |
| Am Stadtgraben West 31 (Standort)                            | Scheune                                                | 17./18. Jahrhundert | D-6-75-139-86 Wikidata  | weitere Bilder                                                                                         |
| Bahnhofstraße 10 (Standort)                                  | Wohnhaus                                               | Zweigeschossiger traufständiger Satteldachbau mit rundbogiger Toreinfahrt und Zierfachwerkobergeschoss, bezeichnet „1708“ | D-6-75-139-7 Wikidata   | weitere Bilder                                                                                         |
| Bahnhofstraße 12 (Standort)                                  | Ehemaliger Zehntkeller                                 | Bis 1806 im Besitz des Zehntgerichts, zweigeschossiger Mansarddachbau mit geohrten Fensterrahmungen, umlaufenden Geschossgesims und Eckquaderung, nach 1726 | D-6-75-139-8 Wikidata   | weitere Bilder                                                                                         |
| Bahnhofstraße 12 (Standort)                                  | Hoftor                                                 | Spätbarock, mit Vasenaufsätzen und dem Wappen des Würzburger Fürstbischofs Christoph Franz von Hutten, darunter das Familienwappen des Julius Echter von Mespelbrunn als Gründer des Juliusspitals | D-6-75-139-8 Wikidata   | weitere Bilder                                                                                         |
| Bahnhofstraße 12 (Standort)                                  | Wirtschaftsgebäude                                     | 18. Jahrhundert | D-6-75-139-8 Wikidata   | weitere Bilder                                                                                         |
| Bahnhofstraße 13 (Standort)                                  | Wohnhaus                                               | Zweigeschossiger Mansarddachbau mit Geschossgesims und Eckquaderung, 1710 | D-6-75-139-9 Wikidata   | weitere Bilder                                                                                         |
| Bahnhofstraße 13 (Standort)                                  | Hoftor                                                 | Mit Pinienzapfenbekrönung | D-6-75-139-9 Wikidata   | weitere Bilder                                                                                         |
| Bahnhofstraße 13 (Standort)                                  | Hausfigur                                              | | D-6-75-139-9 Wikidata   | weitere Bilder                                                                                         |
| Bahnhofstraße 14 (Standort)                                  | Hausfigur                                              | Christus auf einem Sockel, von Baldachin überdacht, farbig gefasst, 19. Jahrhundert | D-6-75-139-10 Wikidata  | BW |
| Bahnhofstraße 16 (Standort)                                  | Wohnhaus                                               | Zweigeschossiger giebelständiger Halbwalmdachbau mit Fachwerkobergeschoss und geohrten Fenster- und Türrahmungen, erbaut 1717 für Oberstleutnant Schell | D-6-75-139-11 Wikidata  | weitere Bilder                                                                                         |
| Bahnhofstraße 16 (Standort)                                  | Hoftor                                                 | Barock, mit gusseisernen Torflügeln im Jugendstil, um 1900 | D-6-75-139-11 Wikidata  | weitere Bilder                                                                                         |
| Bahnhofstraße 16 (Standort)                                  | Fußgängerpforte                                        | Mit Wappen des Herrn Schell und Bildhäuschen, bezeichnet „1890“ | D-6-75-139-11 Wikidata  | weitere Bilder                                                                                         |
| Bahnhofstraße 20 (Standort)                                  | Hausfigur                                              | Madonna mit dem Kind, auf einer Konsole in einer Nische, Stein farbig gefasst, 19. Jahrhundert | D-6-75-139-12 Wikidata  | weitere Bilder                                                                                         |
| Bahnhofstraße 33 (Standort)                                  | Lourdeskapelle                                         | Schlichter Sandsteinquaderbau auf rechteckigem Grundriss mit Satteldach, neugotisch, bezeichnet „1890“ | D-6-75-139-235 Wikidata | BW |
| Bahnhofstraße 57 (im Vorgarten) (Standort)                   | Bildstock                                              | Kräftige Stütze auf schlichtem Sockel, vierseitiger Bildaufsatz mit Dreifaltigkeitsgruppe, St. Kilian, St. Ursula und St. Jakobus, neugotisch, Mitte 19. Jahrhundert | D-6-75-139-143 Wikidata | [[Vorlage:Bilderwunsch/code!/C:49.69737,10.25861!/D:Bahnhofstraße 57 (im Vorgarten), Bildstock!/\|BW]] |
| Am Weg zum Kalbberg ()                                       | Bildstock                                              | Mit Marienkrönung, zweite Hälfte 18. Jahrhundert; nicht nachqualifiziert, im Bayerischen Denkmal-Atlas nicht kartiert | D-6-75-139-148 Wikidata | |
| Am Weg zum Schwanberg ()                                     | Bildstock                                              | Mit Marienkrönung, zweite Hälfte 18. Jahrhundert; nicht nachqualifiziert, im Bayerischen Denkmal-Atlas nicht kartiert | D-6-75-139-144          | |
| An der alten Straße nach Markt Einersheim ()                 | Bildstock                                              | Christuskopf mit Dornenkrone, 20. Jahrhundert; nicht nachqualifiziert, im Bayerischen Denkmal-Atlas nicht kartiert | D-6-75-139-150 Wikidata | |
| An der Straße nach Willanzheim (Standort)                    | Bildstock                                              | Mit Kreuzigung, Sockel und Säule 17. Jahrhundert, Aufsatz, Ende 19. Jahrhundert; nicht nachqualifiziert, im Bayerischen Denkmal-Atlas nicht kartiert | D-6-75-139-151 Wikidata | BW |
| Birklinger Straße (Standort)                                 | Bildstock                                              | Auf hohem Sockel mit neugotischem Zierrat eine viereckige Betonsäule, rundbogiger Aufsatz mit Dettelbacher Vesperbild und gezacktem Blechdach, Mitte 19. Jahrhundert | D-6-75-139-146 Wikidata | BW |
| Birklinger Straße ()                                         | Bildstock                                              | Relief mit Maria, Jesuskind und Josef, 1730/40; nicht nachqualifiziert, im Bayerischen Denkmal-Atlas nicht kartiert | D-6-75-139-147 Wikidata | |
| Breite Gasse 1 (Standort)                                    | Giebelhaus                                             | Zweigeschossiger Satteldachbau, 18. Jahrhundert | D-6-75-139-14 Wikidata  | weitere Bilder                                                                                         |
| Breite Gasse 2, 2 a (Standort)                               | Sandsteinfigur des Ecce homo                           | Auf einer rechteckigen sich oben verjüngenden Stele mit Inschrift ein gefesselter Christus mit Dornenkrone und Mantel, 18. Jahrhundert | D-6-75-139-15 Wikidata  | weitere Bilder                                                                                         |
| Breite Gasse 4 (Standort)                                    | Wohnhaus                                               | Zweigeschossiger Satteldachbau mit Krüppelwalm und Fachwerkobergeschoss in Ecklage, 18./19. Jahrhundert | D-6-75-139-16 Wikidata  | weitere Bilder                                                                                         |
| Breite Gasse 4 (Standort)                                    | Madonnenfigur                                          | 18./19. Jahrhundert | D-6-75-139-16 Wikidata  | weitere Bilder                                                                                         |
| Breite Gasse 6 (Standort)                                    | Wohnhaus                                               | Eingeschossiger massiver Satteldachbau, 19. Jahrhundert | D-6-75-139-17 Wikidata  | weitere Bilder                                                                                         |
| Breite Gasse 7 (Standort)                                    | Wohnhaus                                               | Zweigeschossiger giebelständiger Satteldachbau mit verputztem Fachwerkobergeschoss, 18. Jahrhundert | D-6-75-139-18           | weitere Bilder                                                                                         |
| Breite Gasse 7 (Standort)                                    | Hausfigur                                              | Christus, farbig gefasstes Holz, 17. Jahrhundert | D-6-75-139-18           | weitere Bilder                                                                                         |
| Breite Gasse 9 (Standort)                                    | Wohnhaus                                               | Zweigeschossiger giebelständiger Satteldachbau mit verputztem Fachwerkobergeschoss, 17./18. Jahrhundert | D-6-75-139-19 Wikidata  | weitere Bilder                                                                                         |
| Burgweg (Standort)                                           | Kreuzstein im Weinberg                                 | wohl spätmittelalterlich | D-6-75-139-398          | BW |
| Burgweg; an der alten Straße nach Rödelsee (Standort)        | Kruzifix                                               | Holzkreuz mit Überdachung, barockisierender Corpus, zweite Hälfte 19. Jahrhundert | D-6-75-139-153 Wikidata | BW |
| Einersheimer Straße (Standort)                               | Bildstock                                              | Mit Marienkrönung, zweite Hälfte 18. Jahrhundert; nicht nachqualifiziert, im Bayerischen Denkmal-Atlas nicht kartiert | D-6-75-139-149          | weitere Bilder                                                                                         |
| Geräthengasse 8 (Standort)                                   | Wandgemälde mit Darstellung des Gekreuzigten           | mit zwei Engeln, die das hl. Blut aus seinen Handwunden auffangen, um 1942 vom frz. Kriegsgefangenen Fernand Renard (1912–1988) | D-6-75-139-392          | BW |
| Geräthengasse 18 (Standort)                                  | Wohnhaus                                               | Zweigeschossiger giebelständiger Satteldachbau mit Fachwerkobergeschoss, 17./18. Jahrhundert | D-6-75-139-21           | weitere Bilder                                                                                         |
| Geräthengasse 18 (Standort)                                  | Bildstockkopf                                          | Mit schmerzhafter Muttergottes, 18. Jahrhundert | D-6-75-139-21           | weitere Bilder                                                                                         |
| Geräthengasse 24 (Standort)                                  | Wohnhaus                                               | Zweigeschossiger traufständiger Satteldachbau mit verputztem Fachwerkobergeschoss, wohl 16. bis 18. Jahrhundert | D-6-75-139-22 Wikidata  | weitere Bilder                                                                                         |
| Heringsgasse 2 (Standort)                                    | Wohnhaus                                               | zweigeschossiger verputzter Traufseitbau mit Krüppelwalmdach, Erdgeschoss und Straßenfassade um 1900 erneuert und später verändert, im Inneren entkernt, Dachtragwerk 1546/47 (dendrochronologisch datiert) | D-6-75-139-302          | BW |
| Heringsgasse 2 (Standort)                                    | Scheune                                                | | D-6-75-139-302          | BW |
| Heringsgasse 5 (Standort)                                    | Wohnhaus                                               | Zweigeschossiger giebelständiger Satteldachbau mit Toreinfahrt und rundbogigem Kellerabgang, 1606, massiv erneuert | D-6-75-139-23 Wikidata  | weitere Bilder                                                                                         |
| Julius-Echter-Platz (Standort)                               | Brunnen                                                | Quadratisches Wasserbecken vor einer viereckigen Stele mit Kannelierung und Kugelaufsatz, eiserner Wasserauslauf mit Fischmaske, bezeichnet „1808“ | D-6-75-139-29 Wikidata  | weitere Bilder                                                                                         |
| Julius-Echter-Platz 1 (Standort)                             | Kreuzwegstation                                        | Auf mehrteiligem Sockel mit Inschrift Darstellung des betenden Jesu an ein von einem Engel gehaltenem Kreuz gelehnt, Sandstein, 18. Jahrhundert | D-6-75-139-24 Wikidata  | weitere Bilder                                                                                         |
| Julius-Echter-Platz 7 (Standort)                             | Bürgerspital mit Spitalkirche St. Johann Baptistae     | Chor der Kirche Mitte 15. Jahrhundert, Neubau von Kapelle und Spital 1607; mit Ausstattung, außen Wappen und eine Bautafel mit Wappen jeweils des Würzburger Fürstbischofs Julius Echter von Mespelbrunn, Wortlaut der Inschrift: „Frew dich du alte schwache Schahr / Di(e)ß orts Gott segnet dich fürwa(h)r / Durch Bischoff Julium des handt / Weißlich regi(e)rt das Franckenlandt / Über Vi(e)rtzig Jahr vnd baut gantz New / Viel(e) Kirchen Schuel vnd and(e)re Bew / Wie dan(n) vor augen di(e)ß Spittal / Bitt(e) das(s) er komm(e) ins Himmels Saal“ | D-6-75-139-26 Wikidata  | weitere Bilder                                                                                         |
| Julius-Echter-Platz 7, vor der Spitalkirche (Standort)       | Bildsäule                                              | Mit Dreifaltigkeit, bezeichnet „1741“ | D-6-75-139-26 Wikidata  | weitere Bilder                                                                                         |
| Julius-Echter-Platz 8 (Standort)                             | Hof                                                    | Ehemals zum Juliusspital gehörig, eingeschossiger Mansarddachbau mit Toreinfahrt, Ende 17. Jahrhundert | D-6-75-139-27 Wikidata  | weitere Bilder                                                                                         |
| Julius-Echter-Platz 10 (Standort)                            | Katholische Wallfahrtskirche Heilig Blut               | Turmchor und nördlich anschließende Kapelle Mitte 15. Jahrhundert, Langhaus 1605–1615; mit Ausstattung | D-6-75-139-28 Wikidata  | weitere Bilder                                                                                         |
| Kanalgasse 6 (Standort)                                      | Wohnhaus                                               | Zweigeschossiger Mansardhalbwalmdachbau, zum Teil Fachwerk verputzt, 18. Jahrhundert | D-6-75-139-225 Wikidata | weitere Bilder                                                                                         |
| Kirchgasse 12 (Standort)                                     | Wohnhaus                                               | Zweigeschossiger traufständiger Satteldachbau mit verputztem Fachwerkobergeschoss, im Kern 18. Jahrhundert, 1939 und 1956 umgebaut | D-6-75-139-35           | BW |
| Kirchgasse 15 (Standort)                                     | Wohnstallhaus                                          | Zweigeschossiger Satteldachbau mit Fachwerkobergeschoss, im Kern 18. Jahrhundert | D-6-75-139-37 Wikidata  | weitere Bilder                                                                                         |
| Kirchgasse 20 (Standort)                                     | Wohnhaus                                               | Zweigeschossiger giebelständiger Satteldachbau, verputztes Fachwerk, 18. Jahrhundert | D-6-75-139-39 Wikidata  | weitere Bilder                                                                                         |
| Kirchgasse 24 (Standort)                                     | Wohnhaus                                               | Zweigeschossiger giebelständiger Satteldachbau, verputztes Fachwerk, 18. Jahrhundert | D-6-75-139-41 Wikidata  | weitere Bilder                                                                                         |
| Kirchgasse 25 (Standort)                                     | Wohnhaus                                               | Zweigeschossiger giebelständiger Satteldachbau mit verputztem Fachwerkobergeschoss, 18. Jahrhundert | D-6-75-139-42           | weitere Bilder                                                                                         |
| Kirchgasse 27 (Standort)                                     | Wohnhaus                                               | Zweigeschossiger traufständiger Halbwalmdachbau mit verputztem Fachwerkobergeschoss und rundbogiger Tordurchfahrt, bezeichnet „1721“ | D-6-75-139-44 Wikidata  | weitere Bilder                                                                                         |
| Kirchgasse 28 (Standort)                                     | Giebelhaus                                             | Mit verputztem Fachwerkgiebel und Frackdach, 18./19. Jahrhundert | D-6-75-139-45 Wikidata  | weitere Bilder                                                                                         |
| Kirchgasse 29 (Standort)                                     | Giebelhaus                                             | Zweigeschossiger Satteldachbau mit verputztem Fachwerkgiebel und rundbogiger Tordurchfahrt, 18. Jahrhundert | D-6-75-139-46 Wikidata  | weitere Bilder                                                                                         |
| Kirchgasse 32 (Standort)                                     | Wenkheimer Hof                                         | Zweigeschossiger traufständiger Steilsatteldachbau mit Tordurchfahrt, erbaut 1570 als Wohn- und Amtssitz des Oberamtmanns von Wenkheim, am Wappenstein bezeichnet „1570“, später verändert | D-6-75-139-48 Wikidata  | weitere Bilder                                                                                         |
| Kirchplatz 5 (Standort)                                      | Hausfigur                                              | Heiliger Sebastian, Holz, farbig gefasst, 17. Jahrhundert | D-6-75-139-51 Wikidata  | BW |
| Kirchplatz 7 (Standort)                                      | Vinothek                                               | Zweigeschossiger Satteldachbau auf hakenförmigem Grundriss, verputztes Fachwerk, teils geohrte Fenster- und Türrahmungen, bezeichnet „1724“ und „1784“ | D-6-75-139-226 Wikidata | weitere Bilder                                                                                         |
| Kirchplatz 8 (Standort)                                      | Katholische Stadtpfarrkirche St. Veit                  | Spätgotische Hallenkirche, Chor und Turmuntergeschosse erste Hälfte 15. Jahrhundert, Langhaus und Turmobergeschosse 1612 vollendet | D-6-75-139-52 Wikidata  | weitere Bilder                                                                                         |
| Kirchplatz 8 (Standort)                                      | Kreuzigungsgruppe                                      | 19. Jahrhundert | D-6-75-139-52 Wikidata  | weitere Bilder                                                                                         |
| Kronsberg, am östlichen Ortsrand, nahe dem Weiher (Standort) | Bildstock                                              | Auf schlichtem Sockel eine viereckige, sich oben verjüngende Säule, geschwungener Bildaufsatz mit Marienkrönung, zweite Hälfte 18. Jahrhundert | D-6-75-139-145 Wikidata | BW |
| Lange Gasse 1 (Standort)                                     | Wohn- und Gasthaus                                     | Zweigeschossiger giebelständiger Satteldachbau in Ecklage, verputztes Fachwerkobergeschoss, 17. Jahrhundert | D-6-75-139-54 Wikidata  | weitere Bilder                                                                                         |
| Lange Gasse 1 (Standort)                                     | Madonnenfigur                                          | 19. Jahrhundert | D-6-75-139-54 Wikidata  | weitere Bilder                                                                                         |
| Lange Gasse 2 (Standort)                                     | Wohnhaus                                               | Dreigeschossiger traufständiger Walmdachbau mit rundbogiger Durchfahrt, bezeichnet „1603“ | D-6-75-139-55 Wikidata  | weitere Bilder                                                                                         |
| Lange Gasse 3 (Standort)                                     | Halbwalmdachhaus                                       | Sandsteinquader, um 1800 | D-6-75-139-56 Wikidata  | BW |
| Lange Gasse 5 (Standort)                                     | Wohnhaus                                               | Zweigeschossiger giebelständiger Satteldachbau mit Fachwerkobergeschoss, 17. Jahrhundert | D-6-75-139-57 Wikidata  | weitere Bilder                                                                                         |
| Lange Gasse 5 (Standort)                                     | Madonnenfigur                                          | 18. Jahrhundert | D-6-75-139-57 Wikidata  | weitere Bilder                                                                                         |
| Lange Gasse 5 (Standort)                                     | Antoniusfigur                                          | 18. Jahrhundert | D-6-75-139-57 Wikidata  | weitere Bilder                                                                                         |
| Lange Gasse 6 (Standort)                                     | Wohnhaus                                               | Zweigeschossiger Walmdachbau mit verputztem Fachwerkobergeschoss, in Ecklage, 18. Jahrhundert | D-6-75-139-58 Wikidata  | weitere Bilder                                                                                         |
| Lange Gasse 7 (Standort)                                     | Wohnhaus                                               | Zwei- und dreigeschossiger traufseitiger Satteldachbau mit Zierfachwerkobergeschossen, erste Hälfte 18. Jahrhundert | D-6-75-139-59 Wikidata  | weitere Bilder                                                                                         |
| Lange Gasse 9 (Standort)                                     | Wohnhaus                                               | Dreigeschossiger traufständiger Satteldachbau mit vorkragenden Fachwerkobergeschossen und rundbogigem Portal, bezeichnet „1652“ | D-6-75-139-60 Wikidata  | weitere Bilder                                                                                         |
| Lange Gasse 10 (Standort)                                    | Traufseithaus mit Staffelgiebeln                       | Obergeschoss verputztes Fachwerk, 17. Jahrhundert; Torbogen, bezeichnet „1804“ | D-6-75-139-61 Wikidata  | weitere Bilder                                                                                         |
| Lange Gasse 12 (Standort)                                    | Wohnhaus                                               | Zweigeschossiger traufständiger Satteldachbau mit Fachwerkobergeschoss, 17./18. Jahrhundert | D-6-75-139-62           | weitere Bilder                                                                                         |
| Lange Gasse 14 (Standort)                                    | Traufseithaus                                          | Mit verputztem Fachwerkobergeschoss und rundbogiger Tordurchfahrt, Ende 17. Jahrhundert | D-6-75-139-63 Wikidata  | weitere Bilder                                                                                         |
| Lange Gasse 14 (Standort)                                    | Nepomukfigur                                           | 18. Jahrhundert | D-6-75-139-63 Wikidata  | weitere Bilder                                                                                         |
| Lange Gasse 15 (Standort)                                    | Traufseithaus                                          | Zweigeschossiger Satteldachbau mit Tordurchfahrt, Fachwerk, 1612 | D-6-75-139-64 Wikidata  | weitere Bilder                                                                                         |
| Lange Gasse 15 (Standort)                                    | Hoftor                                                 | Massiv, bezeichnet „1624“ | D-6-75-139-64 Wikidata  | weitere Bilder                                                                                         |
| Lange Gasse 16 (Standort)                                    | Wohnhaus                                               | Zweigeschossiger traufständiger Satteldachbau mit Fachwerkobergeschoss, geohrtes Eingangsportal mit Oberlicht, 17./18. Jahrhundert | D-6-75-139-65 Wikidata  | weitere Bilder                                                                                         |
| Lange Gasse 17a (Standort)                                   | Wohn- und Geschäftshaus                                | Zweigeschossiger traufständiger Walmdachbau mit Fachwerkobergeschoss, Hoftor bezeichnet „1624“ | D-6-75-139-66 Wikidata  | weitere Bilder                                                                                         |
| Lange Gasse 18 (Standort)                                    | Doppeltes Giebelhaus                                   | Mit Fachwerkgiebeln des 16./17. Jahrhunderts, geohrte Fensterrahmungen und spitzbogige Toreinfahrt | D-6-75-139-67 Wikidata  | weitere Bilder                                                                                         |
| Lange Gasse 20 (Standort)                                    | Wohnhaus                                               | Zweigeschossiger Halbwalmdachbau in Ecklage, erste Hälfte 19. Jahrhundert | D-6-75-139-68 Wikidata  | weitere Bilder                                                                                         |
| Lange Gasse 23 (Standort)                                    | Wohnhaus                                               | Zweigeschossiger traufständiger Satteldachbau mit Fassadengliederung im Stil der Neurenaissance, um 1870/80 | D-6-75-139-69 Wikidata  | weitere Bilder                                                                                         |
| Lange Gasse 28 (Standort)                                    | Wohnhaus                                               | Ehemaliges Gasthaus Zum Goldenen Lamm, breitgelagerter traufständiger Satteldachbau mit rundbogiger Tordurchfahrt, Fachwerkobergeschoss, bezeichnet „1616“ | D-6-75-139-70 Wikidata  | weitere Bilder                                                                                         |
| Lange Gasse 29 (Standort)                                    | Wohn- und Gasthaus                                     | Zweigeschossiger traufständiger Halbwalmdachbau mit verputztem Fachwerkobergeschoss und geohrten Rahmungen, 18. Jahrhundert | D-6-75-139-71 Wikidata  | weitere Bilder                                                                                         |
| Lange Gasse 34 (Standort)                                    | Wohnhaus                                               | Zweigeschossiger traufständiger Satteldachbau mit verputztem Fachwerkobergeschoss, 18. Jahrhundert, Hofmauertor mit Wappen zur Schäfereigasse, „1700“ bezeichnet | D-6-75-139-72 Wikidata  | weitere Bilder                                                                                         |
| Lange Gasse 35 (Standort)                                    | Stadttor                                               | So genanntes Einersheimer Tor, spätmittelalterlicher Torturm und Vorwerk, mit runden Eckerkern, im Kern 15. Jh., die oberen Teile 1. Hälfte 16. Jh. | D-6-75-139-73           | weitere Bilder                                                                                         |
| Lange Gasse 35 (Standort)                                    | Steinkreuz                                             | Im Torwinger | D-6-75-139-73           | weitere Bilder                                                                                         |
| Lange Gasse 35 (Standort)                                    | Torwärterhäuschen                                      | Satteldachbau mit Fachwerkobergeschoss, 18. Jhd. | D-6-75-139-73           | weitere Bilder                                                                                         |
| Lange Gasse 35 (Standort)                                    | Mauer                                                  | Flügelmauern | D-6-75-139-73           | weitere Bilder                                                                                         |
| Lange Gasse 36 (Standort)                                    | Wohnhaus, ehemaliger Ilmbacher Hof                     | Zweigeschossiger traufständiger Satteldachbau mit geohrten Fensterrahmungen und rundbogiger Tordurchfahrt, 18. Jahrhundert | D-6-75-139-74 Wikidata  | weitere Bilder                                                                                         |
| Ludwigstraße (Standort)                                      | Sogenannte Johann-Nepomuk-Brücke                       | Bogenbrücke aus Sandsteinquadern über den ehemaligen inneren Stadtgraben, 18. Jahrhundert | D-6-75-139-85 Wikidata  | weitere Bilder                                                                                         |
| Ludwigstraße 2 (Standort)                                    | Wohnstallhaus                                          | Zweigeschossiger giebelständiger Halbwalmdachbau mit verputztem Fachwerkobergeschoss, um 1800 | D-6-75-139-75 Wikidata  | weitere Bilder                                                                                         |
| Ludwigstraße 3 (Standort)                                    | Wohnhaus                                               | Zweigeschossiger Walmdachbau mit verputztem Fachwerkobergeschoss, profiliertes Traufgesims, 18./19. Jahrhundert; Hausfigur, Vesperbild von Dettelbach, bezeichnet „1725“ | D-6-75-139-76 Wikidata  | weitere Bilder                                                                                         |
| Ludwigstraße 6 (Standort)                                    | Wohnhaus                                               | Breit gelagerter Traufseitbau mit verputztem Fachwerkobergeschoss, 17. Jahrhundert; Pietà, 17./18. Jahrhundert | D-6-75-139-77 Wikidata  | weitere Bilder                                                                                         |
| Ludwigstraße 10 (Standort)                                   | Gasthof                                                | Zweigeschossiger traufständiger Satteldachbau mit Fachwerkobergeschoss, Ecklage, 18. Jahrhundert | D-6-75-139-78 Wikidata  | weitere Bilder                                                                                         |
| Ludwigstraße 14 (Standort)                                   | Ehemalige Domkapitelsche Kellerei                      | Zweigeschossiger giebelständiger Steilsatteldachbau teils mit geohrten Fensterrahmungen, 17./18. Jahrhundert | D-6-75-139-79 Wikidata  | weitere Bilder                                                                                         |
| Ludwigstraße 14 (Standort)                                   | Bruchsteinscheune                                      | Mit Halbwalmdach, 18. Jahrhundert | D-6-75-139-79 Wikidata  | weitere Bilder                                                                                         |
| Ludwigstraße 14 (Standort)                                   | Hoftor                                                 | Bezeichnet „1728“ | D-6-75-139-79 Wikidata  | weitere Bilder                                                                                         |
| Ludwigstraße 15 (Standort)                                   | Ehemaliges Gasthaus zur Schwane                        | Zweigeschossiger traufständiger Walmdachbau mit Fachwerkobergeschoss und geohrten Fensterrahmungen, Anfang 18. Jahrhundert, Ausleger, 18./19. Jahrhundert | D-6-75-139-80 Wikidata  | weitere Bilder                                                                                         |
| Ludwigstraße 16 (Standort)                                   | Weingut                                                | Traufseithaus mit nach Westen abgewalmtem Satteldach, bezeichnet „1708“ und „1712“ | D-6-75-139-81 Wikidata  | weitere Bilder                                                                                         |
| Ludwigstraße 16 (Standort)                                   | Weingut                                                | Speicherbau mit Fachwerk | D-6-75-139-81 Wikidata  | weitere Bilder                                                                                         |
| Ludwigstraße 20 (Standort)                                   | Wohnhaus                                               | Zweigeschossiger traufständiger Satteldachbau mit geohrten Fenster- und Türrahmungen, erste Hälfte 18. Jahrhundert | D-6-75-139-82 Wikidata  | weitere Bilder                                                                                         |
| Ludwigstraße 21 (Standort)                                   | Wohnhaus                                               | Zweigeschossiger traufständiger Satteldachbau in Ecklage, mit verputztem Fachwerkobergeschoss, bezeichnet „1714“ | D-6-75-139-83 Wikidata  | weitere Bilder                                                                                         |
| Ludwigstraße 21 (Standort)                                   | Madonnenfigur                                          | 18. Jahrhundert | D-6-75-139-83 Wikidata  | BW |
| Ludwigstraße 22 (Standort)                                   | Wohnhaus                                               | Zweigeschossiger Halbwalmdachbau mit verputztem Fachwerkobergeschoss, 17./18. Jahrhundert | D-6-75-139-84 Wikidata  | weitere Bilder                                                                                         |
| Ludwigstraße 22 (Standort)                                   | Rundbogentor                                           | 17. Jahrhundert | D-6-75-139-84 Wikidata  | weitere Bilder                                                                                         |
| Marktplatz (Standort)                                        | Marktbrunnen                                           | Oktogonales Brunnenbecken aus Muschelkalk, Brunnenfigur, Immaculata (Kopie, Original im Rathaus), bezeichnet „1790“ | D-6-75-139-100 Wikidata | weitere Bilder                                                                                         |
| Marktplatz 1 (Standort)                                      | Rathaus                                                | Dreigeschossiger Walmdachbau mit Eckpilastern und Mittelrisalit mit Zwerchhaus, Freitreppe und Portalgiebel mit Segmentbogen, von Joseph Greissing, 1716–1718, über dem Portal Wappen des Würzburger Fürstbischofs Johann Philipp von Greiffenclau-Vollraths | D-6-75-139-87 Wikidata  | weitere Bilder                                                                                         |
| Marktplatz 1, 2 (Standort)                                   | Bildstock                                              | runde Säule auf einem Vierkantsockel, großer vierseitiger Bildaufsatz mit hl. Anna Selbdritt, Kreuzigung Christi und Grablegung, spätgotisch, bez. 1515 | D-6-75-139-239          | BW |
| Marktplatz 6 (Standort)                                      | Hausfigur                                              | Madonna mit dem Kind, 18. Jahrhundert | D-6-75-139-88 Wikidata  | weitere Bilder                                                                                         |
| Marktplatz 7 (Standort)                                      | Wohn- und Geschäftshaus                                | Zweigeschossiges Traufseithaus, im Kern 17. /18. Jahrhundert | D-6-75-139-89 Wikidata  | weitere Bilder                                                                                         |
| Marktplatz 8 (Standort)                                      | Wohn- und Geschäftshaus                                | Zweigeschossiger Traufseitbau mit Satteldach, im Kern 17./18. Jahrhundert | D-6-75-139-90 Wikidata  | weitere Bilder                                                                                         |
| Marktplatz 8 (Standort)                                      | Madonnenfigur                                          | 19. Jahrhundert | D-6-75-139-90 Wikidata  | weitere Bilder                                                                                         |
| Marktplatz 10 (Standort)                                     | Wohnhaus                                               | Zweigeschossiger giebelständiger Krüppelwalmdachbau mit Fachwerk, erste Hälfte 18. Jahrhundert | D-6-75-139-92 Wikidata  | BW |
| Marktplatz 16 (Standort)                                     | Wohnhaus                                               | Zweigeschossiger Satteldachbau mit verputztem, Fachwerkobergeschoss, 17./18. Jahrhundert, geschnitztes Rokokoportal mit Rocaillepilastern, um 1760 | D-6-75-139-93 Wikidata  | weitere Bilder                                                                                         |
| Marktplatz 16 (Standort)                                     | Vesperbild                                             | Hölzern, auf Holzkonsole mit Puttenkopf, 17. Jahrhundert | D-6-75-139-93 Wikidata  | weitere Bilder                                                                                         |
| Marktplatz 19 (Standort)                                     | Ehemalige Poststation, heute Weingut                   | Breit gelagerter zweigeschossiger giebelständiger Mansardhalbwalmdachbau, 18. Jahrhundert | D-6-75-139-94 Wikidata  | weitere Bilder                                                                                         |
| Marktplatz 21 (Standort)                                     | Ehemaliger Gasthof Goldenes Kreuz                      | Zweigeschossiger Walmdachbau mit Fachwerkobergeschoss und geohrten Fensterrahmungen, im Kern 1496 (dendrochronologisch datiert), Fassade 1812 | D-6-75-139-95 Wikidata  | weitere Bilder                                                                                         |
| Marktplatz 22 (Standort)                                     | Ehemaliger Gasthof Zur Goldenen Sonne, heute Sparkasse | Zweigeschossiger traufständiger Satteldachbau mit Zierfachwerkobergeschoss, 17./18. Jahrhundert | D-6-75-139-96 Wikidata  | weitere Bilder                                                                                         |
| Marktplatz 23 (Standort)                                     | Wohn- und Geschäftshaus                                | Zweigeschossiger traufständiger Satteldachbau, Renaissance-Triforium im Obergeschoss, frühes 17. Jahrhundert | D-6-75-139-97 Wikidata  | weitere Bilder                                                                                         |
| Marktplatz 25 (Standort)                                     | Wohnhaus                                               | Zweigeschossiger traufständiger Satteldachbau mit einseitigem Halbwalm und Fachwerkobergeschoss, zweite Hälfte 18. Jahrhundert | D-6-75-139-98 Wikidata  | weitere Bilder                                                                                         |
| Marktplatz 26, 27, 28 (Standort)                             | Ehemaliges Schulhaus                                   | Zweigeschossiger Sandsteinquaderbau über hakenförmigem Grundriss, mit Walmdach und Mittelrisalit, 1878 | D-6-75-139-99 Wikidata  | weitere Bilder                                                                                         |
| Maxstraße 1 (Standort)                                       | Wohnhaus                                               | Zweigeschossiger Traufseitbau mit einseitig abgewalmtem Satteldach und rundbogiger Toreinfahrt, Kalkbruchstein mit Sandsteingliederungen, erste Hälfte 19. Jahrhundert | D-6-75-139-101 Wikidata | weitere Bilder                                                                                         |
| Maxstraße 3 (Standort)                                       | Wohnhaus                                               | Zweigeschossiges Traufseithaus mit Tordurchfahrt, bezeichnet „1705“, Anfang 19. Jahrhundert umgebaut | D-6-75-139-102 Wikidata | weitere Bilder                                                                                         |
| Maxstraße 6 (Standort)                                       | Wohnhaus                                               | Zweigeschossiger traufständiger Satteldachbau mit verputztem Fachwerkobergeschoss, 18. Jahrhundert | D-6-75-139-104          | weitere Bilder                                                                                         |
| Maxstraße 21 (Standort)                                      | Wohnhaus                                               | Zweigeschossiger Walmdachbau mit Zierfachwerkobergeschoss, längsrechteckiger Anbau, in Ecklage, 17./18. Jahrhundert | D-6-75-139-107 Wikidata | weitere Bilder                                                                                         |
| Maxstraße 22 (Standort)                                      | Gasthof Goldener Stern                                 | Zweigeschossiger traufständiger Mansardhalbwalmdachbau mit verputztem Fachwerkobergeschoss, 18. Jahrhundert | D-6-75-139-108 Wikidata | weitere Bilder                                                                                         |
| Maxstraße 22, auf der Gartenmauer (Standort)                 | Nepomukfigur                                           | 18. Jahrhundert | D-6-75-139-108 Wikidata | weitere Bilder                                                                                         |
| Maxstraße 23 (Standort)                                      | Wohnhaus                                               | Zweigeschossiger giebelständiger Satteldachbau mit verputztem Fachwerk, 18. Jahrhundert | D-6-75-139-109 Wikidata | weitere Bilder                                                                                         |
| Maxstraße 24 (Standort)                                      | Wohnhaus                                               | Zweigeschossiger traufständiger Satteldachbau, bezeichnet „1822“ | D-6-75-139-110 Wikidata | weitere Bilder                                                                                         |
| Maxstraße 24 (Standort)                                      | Immaculata                                             | 18. Jahrhundert | D-6-75-139-110 Wikidata | weitere Bilder                                                                                         |
| Maxstraße 26 (Standort)                                      | Gasthof                                                | Zweigeschossiger Walmdachbau mit Fachwerkobergeschoss, rundbogige Tordurchfahrt, geohrte Rahmungen, 17. Jahrhundert | D-6-75-139-111 Wikidata | weitere Bilder                                                                                         |
| Maxstraße 26 (Standort)                                      | Ausleger                                               | 18. Jahrhundert | D-6-75-139-111 Wikidata | weitere Bilder                                                                                         |
| Maxstraße 27 (Standort)                                      | Wohn- und Geschäftshaus                                | Zweigeschossiger giebelständiger Halbwalmdachbau mit Fachwerkobergeschoss, 17. Jahrhundert | D-6-75-139-112 Wikidata | weitere Bilder                                                                                         |
| Maxstraße 28 (Standort)                                      | Ehemaliger würzburgischer Amtshof                      | Zweigeschossiger Sandsteinquaderbau mit Walmdach, bezeichnet „1693“, Amthof des Amtes Iphofen, Wappen des Würzburger Fürstbischofs Johann Gottfried von Guttenberg | D-6-75-139-113 Wikidata | weitere Bilder                                                                                         |
| Stöhrsgasse 6 (Standort)                                     | Ehemaliger würzburgischer Amtshof                      | Längsrechteckiger Anbau in der Stöhrsgasse | D-6-75-139-113 Wikidata | weitere Bilder                                                                                         |
| Mittelgasse 4 (Standort)                                     | Wohnstallhaus                                          | Zweigeschossiger giebelständiger Satteldachbau mit Fachwerkobergeschoss, 18. Jahrhundert | D-6-75-139-114 Wikidata | weitere Bilder                                                                                         |
| Mittlere Gräbengasse 3 (Standort)                            | Bauernhaus                                             | Zweigeschossiger giebelständiger Satteldachbau mit verputztem Fachwerkobergeschoss, 18./19. Jahrhundert | D-6-75-139-115 Wikidata | weitere Bilder                                                                                         |
| Mittlere Gräbengasse 5 (Standort)                            | Bauernhaus                                             | Zweigeschossiger giebelständiger Satteldachbau mit verputztem Fachwerkobergeschoss, 18./19. Jahrhundert | D-6-75-139-116          | weitere Bilder                                                                                         |
| Mittlere Gräbengasse 5 (Standort)                            | Madonnenfigur                                          | 19. Jahrhundert | D-6-75-139-116          | weitere Bilder                                                                                         |
| Kirchplatz 3 (Standort)                                      | Katholische Friedhofskapelle St. Michael               | Zweigeschossiger Bau von 1412 m Beinhaus im Untergeschoss | D-6-75-139-53 Wikidata  | weitere Bilder                                                                                         |
| Neudeck, an der Straße nach Birklingen (Standort)            | Kruzifix                                               | Holzkreuz mit barockisierendem Christuskorpus, 1941 | D-6-75-139-154 Wikidata | BW |
| Obere Gasse 8 (Standort)                                     | Wohnhaus                                               | Eingeschossiges Giebelhaus mit Fachwerkgiebel, 17./18. Jahrhundert | D-6-75-139-118 Wikidata | weitere Bilder                                                                                         |
| Obere Gasse 8a (Standort)                                    | Scheune                                                | mit Halbwalmdach und Fachwerkgiebel, 18. Jahrhundert | D-6-75-139-118 Wikidata | weitere Bilder                                                                                         |
| Obere Gasse 12 (Standort)                                    | Wohnhaus                                               | Eingeschossiger traufständiger Walmdachbau, Zwillingsfenster mit geohrten Rahmungen und Kellerabgang auf der straßenseitigen Fassade, bezeichnet „1748“ | D-6-75-139-119 Wikidata | weitere Bilder                                                                                         |
| Obere Gasse 13 (Standort)                                    | Giebelhaus                                             | Fachwerkgiebel, 1602. Steinernes Gnadenbild nach Dettelbacher Vorbild in einer Nische im Obergeschoss | D-6-75-139-120 Wikidata | weitere Bilder                                                                                         |
| Obere Gasse 14 (Standort)                                    | Wohnhaus                                               | Traufseitbau mit verputztem Fachwerkobergeschoss, rundbogige Tordurchfahrt bezeichnet „1706“; modernisiert | D-6-75-139-121 Wikidata | weitere Bilder                                                                                         |
| Obere Gasse 15 (Standort)                                    | Wohnhaus                                               | Zweigeschossiger giebelständiger Satteldachbau mit verputztem Fachwerkobergeschoss, 17./18. Jahrhundert | D-6-75-139-122          | weitere Bilder                                                                                         |
| Obere Gasse 15 (Standort)                                    | Hausfigur                                              | Madonna mit dem Kind, farbig gefasstes Holz, 17./18. Jahrhundert | D-6-75-139-122          | BW |
| Obere Gräbengasse 2 (Standort)                               | Kastenhof, Wohnhaus                                    | Zweigeschossiger traufständiger Walmdachbau mit verputztem Fachwerkobergeschoss, rundbogiger Tordurchfahrt und geohrten Fensterrahmungen, für den Ebrachschen Kastner (Kassenverwalter) Georg Kaspar Linck 1712 errichtet | D-6-75-139-123 Wikidata | weitere Bilder                                                                                         |
| Obere Gräbengasse 2 (Standort)                               | Portal                                                 | Mit Nepomukfigur, 18. Jahrhundert | D-6-75-139-123 Wikidata | weitere Bilder                                                                                         |
| Obere Gräbengasse 6 (Standort)                               | Wohnhaus                                               | Zweigeschossiger giebelständiger Satteldachbau mit Fachwerkobergeschoss, verkleidet, 18. Jahrhundert | D-6-75-139-124 Wikidata | weitere Bilder                                                                                         |
| Obere Gräbengasse 9 (Standort)                               | Winzerhof                                              | Zweigeschossiger Walmdachbau mit Fachwerkobergeschoss, bezeichnet „1812“ | D-6-75-139-125 Wikidata | weitere Bilder                                                                                         |
| Obere Gräbengasse 9 (Standort)                               | Winzerhof, Fachwerkscheune                             | Mit Halbwalmdach, 18./19. Jahrhundert | D-6-75-139-125 Wikidata | weitere Bilder                                                                                         |
| Obere Gräbengasse 9 (Standort)                               | Bildstock                                              | Mit Heiligblut, 18. Jahrhundert | D-6-75-139-125 Wikidata | weitere Bilder                                                                                         |
| Obere Gräbengasse 10 (Standort)                              | Bauernhaus                                             | Zweigeschossiger Walmdachbau mit verputztem Fachwerkobergeschoss, 18./19. Jahrhundert | D-6-75-139-126 Wikidata | weitere Bilder                                                                                         |
| Obere Gräbengasse 10 (Standort)                              | Pietà                                                  | 18./19. Jahrhundert | D-6-75-139-126 Wikidata | weitere Bilder                                                                                         |
| Pfarrgasse 1 (Standort)                                      | Stadttor                                               | Innerer Torturm des sog. Rödelseer Tors, quadratischer Turm aus Bruchsteinmauerwerk über spitzbogiger Durchfahrt, Spitzhelm, 15./16. Jhd. | D-6-75-139-128          | weitere Bilder                                                                                         |
| Pfarrgasse 3 (Standort)                                      | Weingut des Würzburger Juliusspitals                   | Zweigeschossiger Mansarddachbau mit geohrten Fenster- und Türrahmungen, doppelläufige Freitreppe, Immacilata, 1724–26 | D-6-75-139-129 Wikidata | weitere Bilder                                                                                         |
| Pfarrgasse 6 (Standort)                                      | Wohnhaus                                               | Zweigeschossiger traufständiger Satteldachbau in Ecklage mit verputztem Fachwerkobergeschoss, bezeichnet „1778“ | D-6-75-139-131 Wikidata | weitere Bilder                                                                                         |
| Pfarrgasse 12 (Standort)                                     | Pfarrhof                                               | Zweigeschossiges Wohnhaus über Hakengrundriss mit Fachwerkobergeschoss und Mansarddach, 1732 | D-6-75-139-133 Wikidata | weitere Bilder                                                                                         |
| Pfarrgasse 12 (Standort)                                     | Holzfigur der Maria mit Kind und Szepter               | Über der Tür auf Sockel, Baldachin aus Blech, Anfang 18. Jahrhundert | D-6-75-139-133 Wikidata | weitere Bilder                                                                                         |
| Pfarrgasse 12 (Standort)                                     | Fachwerkscheune                                        | 1730 | D-6-75-139-133 Wikidata | weitere Bilder                                                                                         |
| Pfarrgasse 13 (Standort)                                     | Torbau                                                 | Zweigeschossiger traufseitiger Satteldachbau mit Fachwerkobergeschoss und spitzbogiger Durchfahrt, 14. und 18. Jahrhundert | D-6-75-139-134 Wikidata | weitere Bilder                                                                                         |
| Pfarrgasse 22 (Standort)                                     | Wohnhaus                                               | Zweigeschossiger Walmdachbau mit verputztem Fachwerkobergeschoss, 18. Jahrhundert | D-6-75-139-227 Wikidata | weitere Bilder                                                                                         |
| Stadtgraben (Standort)                                       | Brücke                                                 | einbogige Sandsteinbrücke mit Flügelmauern und massiver Brüstung über den Wehrbach, 1849 von Maurermeister Albert Huthöfer | D-6-75-139-397          | BW |
| Stangenberg (Standort)                                       | Flurkreuz                                              | hölzerner Kruzifix, um 1900 | D-6-75-139-395          | BW |
| Stöhrsgasse 1 (Standort)                                     | Benefiziatenhaus                                       | Zweigeschossiger Satteldachbau mit Fachwerkobergeschoss, 17./18. Jahrhundert | D-6-75-139-136 Wikidata | weitere Bilder                                                                                         |
| Stöhrsgasse 1 (Standort)                                     | Fachwerkscheune                                        | 17./18. Jahrhundert | D-6-75-139-136 Wikidata | weitere Bilder                                                                                         |
| Stöhrsgasse 1 (Standort)                                     | Nebengebäude                                           | Eingeschossig, 17./18. Jahrhundert | D-6-75-139-136 Wikidata | weitere Bilder                                                                                         |
| Stöhrsgasse 1 (Standort)                                     | Umfassungsmauer                                        | Bezeichnet „175?“ | D-6-75-139-136 Wikidata | weitere Bilder                                                                                         |
| Untere Gräbengasse 15 (Standort)                             | Bauernhaus                                             | Zweigeschossiger giebelständiger Satteldachbau mit verputztem Fachwerkobergeschoss, 18./19. Jahrhundert | D-6-75-139-140          | weitere Bilder                                                                                         |
| Untere Gräbengasse 15 (Standort)                             | Madonnenfigur                                          | 19. Jahrhundert | D-6-75-139-140          | weitere Bilder                                                                                         |
| Burgweg ()                                                   | Bildstock                                              | Bildstockaufsatz in Art einer Ädikula mit Hochrelief der Pietà, wohl sMitte 19. Jh. | D-6-75-139-399          | |
| am Weg zur Ruine Speckfeld ()                                | Marter                                                 | Mit Kreuzrelief, bezeichnet „1867“; nicht nachqualifiziert, im Bayerischen Denkmal-Atlas nicht kartiert | D-6-75-139-155 Wikidata | |

### Birklingen
| Lage                                                | Objekt                                                    | Beschreibung | Akten-Nr.               | Bild           |
| --------------------------------------------------- | --------------------------------------------------------- | --- | ----------------------- | -------------- |
| Dachsbäue; an der Straße nach Birklingen (Standort) | Dreifaltigkeitskapelle                                    | schlichter Bau mit nach Süden abgewalmtem Satteldach und Dachreiter, 1715; mit Ausstattung | D-6-75-139-142 Wikidata | BW             |
| Holzwiesen (Standort)                               | Bildeiche                                                 | mit Gemälde der 14 Nothelfer und eines Schafhirten, mit Blechüberdachung, 1959 von Jakob (Würzburg), bez. 1897; an der über 300 Jahre alten Eiche.                                                                                      | D-6-75-139-391          | weitere Bilder |
| Iphöfer Straße 8 (Standort)                         | Wirtschaftsgebäude des ehemaligen Augustinerklosters      | in Teilen erhalten, 16. Jahrhundert | D-6-75-139-157 Wikidata | weitere Bilder |
| Iphöfer Straße 8 (Standort)                         | Scheune                                                   | Sandsteinquaderbau mit Satteldach und Rolltor, 17. Jahrhundert | D-6-75-139-157 Wikidata | weitere Bilder |
| Klostergasse 3 (Standort)                           | Katholische Filialkirche St. Maria                        | ehemalige Augustinerchorherren-Stiftskirche, dreiseitig geschlossener Chor und nördlich angelehnter Turm 1458–1463, ursprüngl. Bau nach Plänen von Johann Michael Fischer umgebaut, Langhaus 1789, Westfassade 1789/94; mit Ausstattung | D-6-75-139-156 Wikidata | weitere Bilder |
| Klostergasse 8 (Standort)                           | Ehemaliges Konventsgebäude des Augustinerchorherrenstifts | in Teilen im Bereich der Grundmauern erhalten, Mitte 15. Jahrhundert | D-6-75-139-158 Wikidata | weitere Bilder |

### Bruckhof
| Lage                              | Objekt  | Beschreibung                                                                                         | Akten-Nr.               | Bild |
| --------------------------------- | ------- | --- | ----------------------- | ---- |
| Bruckhof 2; Bruckhof 1 (Standort) | Gutshof | Wohnstallhaus, zweigeschossiger Walmdachbau mit verputztem Fachwerkobergeschoss, 17./18. Jahrhundert | D-6-75-139-159 Wikidata | BW   |
| Bruckhof 2; Bruckhof 1 (Standort) | Gutshof | Fachwerkscheune mit Halbwalmdach, 17. /18. Jahrhundert                                               | D-6-75-139-159 Wikidata | BW   |

### Domherrnmühle
| Lage                          | Objekt        | Beschreibung                                                             | Akten-Nr.               | Bild           |
| ----------------------------- | ------------- | ------------------------------------------------------------------------ | ----------------------- | -------------- |
| Domherrnmühle 1 (Standort)    | Domherrnmühle | Wohnhaus, zweigeschossiger Mansarddachbau mit Anbau, 18./19. Jahrhundert | D-6-75-139-160 Wikidata | weitere Bilder |
| Nähe Domherrnmühle (Standort) | Domherrnmühle | Scheune                                                                  | D-6-75-139-160 Wikidata | weitere Bilder |
| Nähe Domherrnmühle (Standort) | Domherrnmühle | Wirtschaftsgebäude                                                       | D-6-75-139-160 Wikidata | weitere Bilder |

### Dornheim
| Lage                                                 | Objekt                                 | Beschreibung | Akten-Nr.               | Bild           |
| ---------------------------------------------------- | -------------------------------------- | --- | ----------------------- | -------------- |
| Altmannshäuser Straße 5 (Standort)                   | Katholische Pfarrkirche St. Laurentius | Saalbau mit Fassadenturm, 1793, nach 1945 erneuert; mit Ausstattung                                                               | D-6-75-139-161 Wikidata | weitere Bilder |
| Altmannshäuser Straße 15 (Standort)                  | Wohnstallhaus                          | eingeschossiger giebelständiger Satteldachbau mit Fachwerkgiebel, im Kern 18. Jahrhundert, bezeichnet 1845, nach 1945 erneuert    | D-6-75-139-163 Wikidata | weitere Bilder |
| Altmannshäuser Straße 16 (Standort)                  | Evangelisch-lutherische Filialkirche   | schlichter Saalbau mit eingezogenem Chor, neugotisch, 1858; mit Ausstattung                                                       | D-6-75-139-162 Wikidata | weitere Bilder |
| Altmannshäuser Straße 17 (Standort)                  | Wohnhaus                               | zweigeschossiger Sandsteinquaderbau mit Satteldach, 1889                                                                          | D-6-75-139-164 Wikidata | weitere Bilder |
| Altmannshäuser Straße 21 (Standort)                  | Ehemaliges Gasthaus                    | zweigeschossiger traufständiger Walmdachbau mit rundbogiger Tordurchfahrt, im Kern Mitte 17. Jahrhundert, 1926 äußerlich umgebaut | D-6-75-139-165 Wikidata | weitere Bilder |
| Altmannshäuser Straße 22 (Standort)                  | Bauernhaus                             | eingeschossiger giebelständiger Satteldachbau, Fachwerk, bezeichnet 1786                                                          | D-6-75-139-166 Wikidata | weitere Bilder |
| Altmannshäuser Straße 27 (Standort)                  | Bauernhof, Wohnhaus                    | eingeschossiger giebelständiger Satteldachbau aus Sandsteinquadern, Inschriftenstein im Giebel bez. 1847                          | D-6-75-139-245          | weitere Bilder |
| Altmannshäuser Straße 27 (Standort)                  | Scheune                                | Sandsteinquaderbau mit Satteldach                                                                                                 | D-6-75-139-245          | weitere Bilder |
| Altmannshäuser Straße 31 (Standort)                  | Hausrelief mit Wappen                  | bezeichnet 1856; nicht nachqualifiziert                                                                                           | D-6-75-139-168 Wikidata | weitere Bilder |
| Brunnensteig (Standort)                              | Bildstock                              | Aufsatz mit Kreuzigungsrelief über sich verjüngendem Pfeiler, Sockel mit Schweißtuchdarstellung, Sandstein, bez. 1732             | D-6-75-139-247          | weitere Bilder |
| an der Straße nach Hellmitzheim (Standort)           | Bildstock                              | mit Relief des hl. Georg, bezeichnet 1963; nicht nachqualifiziert                                                                 | D-6-75-139-232 Wikidata | weitere Bilder |
| Dorfstraße 26 (Standort)                             | Wohnstallhaus                          | eingeschossiger giebelständiger Satteldachbau, Fachwerk, 2. Hälfte 18. Jahrhundert                                                | D-6-75-139-169 Wikidata | weitere Bilder |
| Guldenberg; an der Straße nach Nenzenheim (Standort) | Bildstock                              | mit Kreuzigung, Sockel mit Darstellung eines Schweißtuches, 1957 erneuert                                                         | D-6-75-139-170 Wikidata | weitere Bilder |

### Hellmitzheim
| Lage                                 | Objekt                              | Beschreibung | Akten-Nr.               | Bild           |
| ------------------------------------ | ----------------------------------- | --- | ----------------------- | -------------- |
| Helmboldstraße 3 (Standort)          | Wohnstallhaus                       | zweigeschossiger giebelständiger Halbwalmdachbau mit Fachwerkobergeschoss, 1. Hälfte 19. Jahrhundert | D-6-75-139-172 Wikidata | weitere Bilder |
| Helmboldstraße 4 (Standort)          | Ehemaliges Wohnstallhaus            | eingeschossiger giebelständiger Satteldachbau mit Fachwerk, 17. Jahrhundert | D-6-75-139-173 Wikidata | weitere Bilder |
| Helmboldstraße 18, 20 (Standort)     | Wohnstallhaus                       | ein- bzw. zweigeschossiger Frackdachbau, Fachwerk, bezeichnet 1840, im Kern wohl 17./18. Jahrhundert | D-6-75-139-175 Wikidata | BW             |
| Kirchbach (Standort)                 | Brücke                              | einjochige Rundbogenbrücke, Sandstein, 18. Jahrhundert; über den Kirchbach | D-6-75-139-228 Wikidata | weitere Bilder |
| Mönchsondheimer Straße 4 (Standort)  | Wohnstallhaus                       | eingeschossiger giebelständiger Satteldachbau mit Fachwerkgiebel, 17. Jahrhundert | D-6-75-139-176 Wikidata | weitere Bilder |
| Mönchsondheimer Straße 5 (Standort)  | Evangelisch-lutherische Pfarrkirche | Chorturmkirche, ehemals innerhalb einer Kirchenburg, Turm 15. Jahrhundert, Kirchenschiff 15./16. Jahrhundert, Neubau des oberen Teils des Turms und des Kirchenschiffs unter Verwendung alter Bauteile des 1945 zerstörten Vorgängerbaus | D-6-75-139-171 Wikidata | weitere Bilder |
| Mönchsondheimer Straße 8 (Standort)  | Wohnstallhaus                       | eingeschossiger giebelständiger Satteldachbau mit Schopfwalm und zweigeschossigem Zwerchhausanbau, bezeichnet 1830, mit Zierfachwerk des 17. Jahrhunderts, im Kern 1591 (dendrochronologisch datiert)                                    | D-6-75-139-177 Wikidata | weitere Bilder |
| Mönchsondheimer Straße 18 (Standort) | Wohnstallhaus                       | eingeschossiger giebelständiger Mansardhalbwalmdachbau, Fachwerk, bezeichnet 1822 | D-6-75-139-178 Wikidata | weitere Bilder |
| Mönchsondheimer Straße 23 (Standort) | Wohnstallhaus                       | eingeschossiger Steilsatteldachbau mit verputztem Fachwerkgiebel, um 1800 | D-6-75-139-179 Wikidata | weitere Bilder |
| Mönchsondheimer Straße 23 (Standort) | Hofmauer und Torpfeiler             | bezeichnet 1789 | D-6-75-139-179 Wikidata | weitere Bilder |
| Mönchsondheimer Straße 23 (Standort) | Brunnenhaus mit Haube               | 18. Jahrhundert | D-6-75-139-179 Wikidata | BW             |
| Sportplatzstraße 5 (Standort)        | Wohnhaus                            | ehemaliges Jägerhaus der Grafen von Rechteren-Limpurg-Speckfeld, zweigeschossiger verputzter Walmdachbau, Obergeschoss mit Fachwerk, bezeichnet 1755                                                                                     | D-6-75-139-250 Wikidata | BW             |

### Hohlbrunnermühle
| Lage                          | Objekt           | Beschreibung                                                           | Akten-Nr.               | Bild |
| ----------------------------- | ---------------- | ---------------------------------------------------------------------- | ----------------------- | ---- |
| Hohlbrunnermühle 1 (Standort) | Hohlbrunnermühle | zweigeschossiger Halbwalmdachbau, verputztes Fachwerk, 18. Jahrhundert | D-6-75-139-180 Wikidata | BW   |
| Hohlbrunnermühle 1 (Standort) | Hohlbrunnermühle | Scheune                                                                | D-6-75-139-180 Wikidata | BW   |
| Hohlbrunnermühle 1 (Standort) | Hohlbrunnermühle | Holzlege                                                               | D-6-75-139-180 Wikidata | BW   |

### Mönchsondheim
| Lage                             | Objekt                    | Beschreibung | Akten-Nr.               | Bild           |
| -------------------------------- | ------------------------- | --- | ----------------------- | -------------- |
| An der Kirchenburg 15 (Standort) | Kleinbauernhaus           | eingeschossiger Satteldachbau mit Fachwerkgiebel, 18./19. Jahrhundert, im Kern 1579 (dendro.dat.), Zwerchhausanbau 1920 | D-6-75-139-237 Wikidata | weitere Bilder |
| Hauptstraße 1 (Standort)         | Friedhofskapelle          | Saalbau von 1722/23; mit Ausstattung                                                                                    | D-6-75-139-183 Wikidata | weitere Bilder |
| Nähe Hauptstraße (Standort)      | Friedhof                  | mit Grabsteinen des 18./19. Jahrhunderts                                                                                | D-6-75-139-183 Wikidata | weitere Bilder |
| Hauptstraße 11 (Standort)        | Eckpfeiler                | Sandstein, bezeichnet 1832                                                                                              | D-6-75-139-184 Wikidata | weitere Bilder |
| Hauptstraße 18 (Standort)        | Ehemaliges Pfarrhaus      | zweigeschossiger Fachwerkbau mit Satteldach, Giebel mit Zierfachwerk, 1701                                              | D-6-75-139-229 Wikidata | weitere Bilder |
| Hauptstraße 19 (Standort)        | Wohnstallhaus             | zweigeschossiger Satteldachbau mit einseitig zurückgesetztem Erdgeschoss, Eckstein bezeichnet 1849                      | D-6-75-139-185 Wikidata | weitere Bilder |
| Hauptstraße 24 (Standort)        | Fachwerkhaus              | eingeschossiger Satteldachbau auf hohem Sockelgeschoss, bezeichnet 170(?)3 (nur vorderer Teil erhalten)                 | D-6-75-139-186 Wikidata | weitere Bilder |
| Nähe Iphöfer Straße (Standort)   | Ehemalige Gemeindescheune | sogenannte Schafscheune, Fachwerkbau auf Sandsteinquadersockel mit Satteldach, 1927                                     | D-6-75-139-233 Wikidata | weitere Bilder |

Teile des Kirchenburgmuseums

| Lage                                                             | Objekt                                             | Beschreibung | Akten-Nr.               | Bild           |
| ---------------------------------------------------------------- | -------------------------------------------------- | --- | ----------------------- | -------------- |
| An der Kirchenburg 2 (Standort)                                  | Ehemaliges Rathaus                                 | zweigeschossiger traufständiger Satteldachbau mit Fachwerk, 1557, Untermauerung des Erdgeschosses 1840 | D-6-75-139-187 Wikidata | weitere Bilder |
| An der Kirchenburg 4 (Standort)                                  | Eingeschossiges Giebelhaus                         | ehemaliger Krämerladen, Fachwerk verputzt, um 1690 | D-6-75-139-230 Wikidata | weitere Bilder |
| An der Kirchenburg 5 (Standort)                                  | Ehemalige Dorfschule                               | zweigeschossiger Walmdachbau, bezeichnet 1927 | D-6-75-139-238 Wikidata | weitere Bilder |
| An der Kirchenburg 6 (Standort)                                  | Ehemaliger Gasthof „Schwarzer Adler“               | Gast- und Wohnhaus, zweigeschossiger traufständiger Walmdachbau mit verputztem Fachwerk, bezeichnet 1790 | D-6-75-139-188 Wikidata | weitere Bilder |
| An der Kirchenburg 6 (Standort)                                  | Ehemaliger Gasthof „Schwarzer Adler“               | Wirtshausschild | D-6-75-139-188 Wikidata | weitere Bilder |
| An der Kirchenburg 6 (Standort)                                  | Ehemaliger Gasthof „Schwarzer Adler“               | Rinderstall, Ziegelbau mit Satteldach, 1901 | D-6-75-139-188 Wikidata | weitere Bilder |
| An der Kirchenburg 6 (Standort)                                  | Ehemaliger Gasthof „Schwarzer Adler“               | Remise, 1909 | D-6-75-139-188 Wikidata | BW             |
| An der Kirchenburg 6 (Standort)                                  | Ehemaliger Gasthof „Schwarzer Adler“               | Kegelbahn, 1909 | D-6-75-139-188 Wikidata | BW             |
| An der Kirchenburg 6 (Standort)                                  | Ehemaliger Gasthof „Schwarzer Adler“               | Scheune, 1819, erweitert 1909 | D-6-75-139-188 Wikidata | weitere Bilder |
| An der Kirchenburg 6 (Standort)                                  | Ehemaliger Gasthof „Schwarzer Adler“               | Maschinenhalle, 1928 | D-6-75-139-188 Wikidata | weitere Bilder |
| An der Kirchenburg 6 (Standort)                                  | Ehemaliger Gasthof „Schwarzer Adler“               | Hofhaus, 1720 | D-6-75-139-188 Wikidata | weitere Bilder |
| An der Kirchenburg 6 (Standort)                                  | Ehemaliger Gasthof „Schwarzer Adler“               | Schweineställe, 1906 | D-6-75-139-188 Wikidata | weitere Bilder |
| An der Kirchenburg 7, 7a, 9a, Nähe An der Kirchenburg (Standort) | Kirchenburg                                        | an die auf unregelmäßig viereckigem Grundriss errichtete Umfassungsmauer lehnende unterkellerte und durchweg Fachwerkobergeschosse aufweisende Gaden, im Kern 15. Jahrhundert, im Anschluss an den Kirchenneubau im 17./18. Jahrhundert weitgehend erneuert, Obergeschoss der nördlichen Gaden 1978/79 rekonstruiert; Torhaus, bezeichnet 1698 | D-6-75-139-182 Wikidata | weitere Bilder |
| An der Kirchenburg 8 (Standort)                                  | Kleinbauernhof                                     | Wohnstallhaus, eingeschossiger Satteldachbau, 1700 | D-6-75-139-189 Wikidata | weitere Bilder |
| An der Kirchenburg 8 (Standort)                                  | Kleinbauernhof                                     | Scheune, Fachwerkbau mit Steilsatteldach, 1725 | D-6-75-139-189 Wikidata | weitere Bilder |
| An der Kirchenburg 8 (Standort)                                  | Kleinbauernhof                                     | Schweinestall, Sandsteinquaderbau mit Pultdach, 1822 | D-6-75-139-189 Wikidata | weitere Bilder |
| An der Kirchenburg 9 (Standort)                                  | Evangelisch-lutherische Pfarrkirche St. Bonifazius | Chorturmkirche innerhalb einer Kirchenburganlage, 1688–1690; mit Ausstattung | D-6-75-139-181 Wikidata | weitere Bilder |
| An der Kirchenburg 9a (Standort)                                 | Ehemaliges Mesnerhaus                              | bis um 1900 als Schule genutzt, zweigeschossiger Satteldachbau mit Fachwerkobergeschoss, bezeichnet 1698 und 1837 | D-6-75-139-190 Wikidata | weitere Bilder |

### Mühle (untere)
| Lage                         | Objekt       | Beschreibung                                                                                                   | Akten-Nr.               | Bild |
| ---------------------------- | ------------ | --- | ----------------------- | ---- |
| Untere Mühle 1 (Standort)    | Plankenmühle | zweigeschossiger Mansardhalbwalmdachbau mit verputztem Bruchsteinmauerwerk und Fachwerkgiebel, bezeichnet 1789 | D-6-75-139-191 Wikidata | BW   |
| Nähe Untere Mühle (Standort) | Plankenmühle | Nebengebäude, 18./19. Jahrhundert                                                                              | D-6-75-139-191 Wikidata | BW   |
| Nähe Untere Mühle (Standort) | Plankenmühle | Nebengebäude, 18./19. Jahrhundert                                                                              | D-6-75-139-191 Wikidata | BW   |

### Nenzenheim
| Lage                                                             | Objekt                              | Beschreibung | Akten-Nr.               | Bild           |
| ---------------------------------------------------------------- | ----------------------------------- | --- | ----------------------- | -------------- |
| Am Sportplatz 4, Breitbachstraße 24 (Standort)                   | Sechs Erdkeller                     | 19. Jahrhundert; nicht nachqualifiziert, im Bayerischen Denkmal-Atlas nicht kartiert                                                                                           | D-6-75-139-209 Wikidata | BW             |
| Friedhofstraße (Standort)                                        | Fünf Erdkeller                      | | D-6-75-139-209 Wikidata | BW             |
| Breitbachstraße 5 (Standort)                                     | Bauernhaus                          | zweigeschossiger Satteldachbau mit Fachwerk, bezeichnet 1688 | D-6-75-139-197 Wikidata | weitere Bilder |
| Breitbachstraße 6 (Standort)                                     | Türsturz                            | Sandstein, bezeichnet 1821 | D-6-75-139-198 Wikidata | weitere Bilder |
| Breitbachstraße 17 (Standort)                                    | Eckpfeiler                          | bezeichnet 1849 | D-6-75-139-199 Wikidata | BW             |
| über den Hirtenbach ()                                           | Brücke                              | wohl 1. Hälfte 19. Jahrhundert; nicht nachqualifiziert, im Bayerischen Denkmal-Atlas nicht kartiert                                                                            | D-6-75-139-208 Wikidata |                |
| Friedhofstraße 3, südlich der Kirchenburg (Standort)             | Friedhof                            | Grabsteine des 18./19. Jahrhunderts | D-6-75-139-194 Wikidata | weitere Bilder |
| Friedhofstraße 5 (Standort)                                      | Pfarrhaus                           | zweigeschossiger traufständiger Halbwalmdachbau mit Geschossgesims, bezeichnet 1817                                                                                            | D-6-75-139-195 Wikidata | weitere Bilder |
| Friedhofstraße 10 (Standort)                                     | Wohnstallhaus                       | eingeschossiger Satteldachbau, Fachwerk, bezeichnet 1842 | D-6-75-139-196 Wikidata | weitere Bilder |
| Krassolzheimer Straße 11 (Standort)                              | Ehemaliges Schloss von Hutten       | jetzt Bauernhaus, zweigeschossiger Satteldachbau, bezeichnet 1852 | D-6-75-139-200 Wikidata | weitere Bilder |
| Krassolzheimer Straße 11 (Standort)                              | Hoftorpfeiler                       | zugehörig | D-6-75-139-200 Wikidata | BW             |
| Krassolzheimer Straße 12 (Standort)                              | Wohnstallhaus                       | Eingeschossig, Fachwerkgiebel, 1. Hälfte 19. Jahrhundert | D-6-75-139-201 Wikidata | weitere Bilder |
| Krassolzheimer Straße 22 (Standort)                              | Rathaus                             | zweigeschossiger Satteldachbau mit Fachwerkobergeschoss über hohem Kellersockelgeschoss, an der Nordwestecke der Kirchenburg, bezeichnet 1544, verändert 1697, renoviert 1910  | D-6-75-139-202 Wikidata | weitere Bilder |
| Krassolzheimer Straße 22a, Nähe Krassolzheimer Straße (Standort) | Kirchenburg                         | nahezu rechteckige Anlage aus spätmittelalterlicher Zeit | D-6-75-139-193 Wikidata | weitere Bilder |
| Krassolzheimer Straße 22a; Nähe Krassolzheimer Straße (Standort) | Kirchenburg                         | Gaden mit Fachwerkobergeschossen, 18./19. Jahrhundert | D-6-75-139-193 Wikidata | weitere Bilder |
| Krassolzheimer Straße 24 (Standort)                              | Evangelisch-lutherische Pfarrkirche | Saalbau von 1910, Turmuntergeschosse spätmittelalterlich, nach Kriegszerstörungen 1946 wiederaufgebaut; mit Ausstattung; innerhalb der spätmittelalterlichen Kirchenburganlage | D-6-75-139-192 Wikidata | weitere Bilder |
| Krassolzheimer Straße 27 (Standort)                              | Eckstein                            | Sandstein, bezeichnet 1855 | D-6-75-139-203 Wikidata | weitere Bilder |
| Krassolzheimer Straße 31 (Standort)                              | Eckpfeiler                          | Sandstein, bezeichnet 1833 | D-6-75-139-204 Wikidata | weitere Bilder |
| Schulzengasse 1 (Standort)                                       | Eckstein                            | Sandstein, bezeichnet 1860 | D-6-75-139-205 Wikidata | weitere Bilder |
| Schulzengasse 5 (Standort)                                       | Eckstein                            | Sandstein, bezeichnet 1853 | D-6-75-139-206 Wikidata | weitere Bilder |
| Untere Bergstraße 8 (Standort)                                   | Eckpfeiler                          | bezeichnet 1860 | D-6-75-139-207 Wikidata | BW             |

### Nierenmühle
| Lage                      | Objekt             | Beschreibung | Akten-Nr.               | Bild |
| ------------------------- | ------------------ | --- | ----------------------- | ---- |
| Nierenmühle 51 (Standort) | Nierenmühle        | zweigeschossiger Sandsteinquaderbau mit Krüppelwalmdach, bezeichnet 1855; Wirtschaftsgebäude mit verputztem Fachwerk, im Kern 18. Jahrhundert | D-6-75-139-210 Wikidata | BW   |
| Nierenmühle 51 (Standort) | Wirtschaftsgebäude | mit verputztem Fachwerk, im Kern 18. Jahrhundert                                                                                              | D-6-75-139-210 Wikidata | BW   |

### Possenheim
| Lage                                 | Objekt                               | Beschreibung | Akten-Nr.               | Bild           |
| ------------------------------------ | ------------------------------------ | --- | ----------------------- | -------------- |
| Kirchstraße 3 (Standort)             | Wohnstallhaus                        | zweigeschossiger Walmdachbau mit Fachwerkobergeschoss, 1815                                                                                            | D-6-75-139-214 Wikidata | weitere Bilder |
| Kirchstraße 4 (Standort)             | Hofanlage                            | Wohnhaus, zweigeschossiger giebelständiger Walmdachbau, bezeichnet 1789/1954                                                                           | D-6-75-139-215 Wikidata | weitere Bilder |
| Kirchstraße 4 (Standort)             | Hofanlage                            | Scheune und Stallgebäude, 18. Jahrhundert | D-6-75-139-215 Wikidata | BW             |
| Kirchstraße 4 (Standort)             | Hofanlage                            | Auszugshaus, 18. Jahrhundert | D-6-75-139-215 Wikidata | weitere Bilder |
| Kirchstraße 4 (Standort)             | Hofanlage                            | Hoftorpfosten | D-6-75-139-215 Wikidata | weitere Bilder |
| Kirchstraße 5 (Standort)             | Ehemalige Kirchenburg                | eingeschossiger Satteldachbau mit Kellerabgang, 15./16. Jahrhundert; von der ehemaligen Kirchenburganlage sind geringe Reste erhalten                  | D-6-75-139-212 Wikidata | weitere Bilder |
| Kirchstraße 7 (Standort)             | Ehemalige Schule                     | jetzt Wohnhaus, zweigeschossiger Walmdachbau mit verputztem Fachwerkobergeschoss, bezeichnet 1827                                                      | D-6-75-139-216 Wikidata | weitere Bilder |
| Kirchstraße 9 (Standort)             | Evangelisch-lutherische Filialkirche | Saalbau mit Fassadenturm und eingezogenem dreiseitig geschlossenem Chor, von Joseph Albert 1781–1784; mit Ausstattung                                  | D-6-75-139-211 Wikidata | weitere Bilder |
| Kirchstraße 14 (Standort)            | Wohnstallhaus                        | eingeschossiger Sattaldachbau mit verputztem Fachwerkgiebel, 1789                                                                                      | D-6-75-139-217 Wikidata | weitere Bilder |
| Nähe Kirchstraße (Standort)          | Friedhof                             | Friedhof mit Grabmälern des 19. Jahrhunderts, angelegt 1781; Friedhofsmauer aus Sandsteinquadern, Nordtor und Leichenhaus 1848                         | D-6-75-139-213 Wikidata | weitere Bilder |
| Poststraße 1 (Standort)              | Gasthof                              | zweigeschossiger zweiflügeliger Walmdachbau über Hakengrundriss mit rundbogiger Toreinfahrt, 1783                                                      | D-6-75-139-218 Wikidata | weitere Bilder |
| Poststraße 2 (Standort)              | Ehemalige Posthalterei               | jetzt Wohnhaus, zweigeschossiger Walmdachbau, im Kern 17./18. Jahrhundert, Fassade mit Jugendstildekorationen 1832                                     | D-6-75-139-219 Wikidata | weitere Bilder |
| Kirchstraße (Standort)               | Scheune                              | massiver Halbwalmdachbau mit Eckquaderung, 2. Hälfte 19. Jahrhundert                                                                                   | D-6-75-139-219 Wikidata | weitere Bilder |
| Kirchstraße (Standort)               | zwei steinerne Sitzbänke             | | D-6-75-139-219 Wikidata | BW             |
| Poststraße 2, Kirchstraße (Standort) | alter Wegweiser                      | 19. Jahrhundert vor dem Haus | D-6-75-139-219 Wikidata | weitere Bilder |
| Poststraße 7 (Standort)              | Wohnhaus                             | zwischen 1875 und 1972 Rathaus der Gemeinde Possenheim, zweigeschossiger Walmdachbau mit Fledermausgauben und verputztem Fachwerkobergeschoss, um 1800 | D-6-75-139-220 Wikidata | weitere Bilder |
| Poststraße 12 (Standort)             | Wohnstallhaus                        | eingeschossiger giebelständiger Satteldachbau mit Fachwerkgiebel, bezeichnet 1857, im Kern wohl 18. Jahrhundert                                        | D-6-75-139-221 Wikidata | weitere Bilder |
| Schulstraße 1 (Standort)             | Wohnstallhaus                        | eingeschossiger Satteldachbau mit verputztem Fachwerkgiebel, bezeichnet 1853                                                                           | D-6-75-139-222 Wikidata | weitere Bilder |
| Schulstraße 11 (Standort)            | Ehemaliges Wohn- und Gasthaus        | zweigeschossiger traufständiger Satteldachbau, Fachwerkhaus, um 1700                                                                                   | D-6-75-139-231 Wikidata | weitere Bilder |

### Waldhof
| Lage                 | Objekt  | Beschreibung                                                              | Akten-Nr.               | Bild |
| -------------------- | ------- | ------------------------------------------------------------------------- | ----------------------- | ---- |
| Waldhof 3 (Standort) | Gutshof | Bauernhaus, zweigeschossiger Satteldachbau mit Fachwerkobergeschoss, 1809 | D-6-75-139-224 Wikidata | BW   |
| Waldhof 3 (Standort) | Gutshof | Fachwerkscheune, bezeichnet 1809                                          | D-6-75-139-224 Wikidata | BW   |
| Waldhof 3 (Standort) | Gutshof | Schafstall, bezeichnet 1853                                               | D-6-75-139-224 Wikidata | BW   |

## Ehemalige Baudenkmäler
In diesem Abschnitt sind Objekte aufgeführt, die früher einmal in der Denkmalliste eingetragen waren, jetzt aber nicht mehr. Objekte, die in anderem Zusammenhang also z. B. als Teil eines Baudenkmals weiter eingetragen sind, sollen hier nicht aufgeführt werden. Aktennummern in diesem Abschnitt sind ehemalige, jetzt nicht mehr gültige Aktennummern.

| Lage                                         | Objekt               | Beschreibung | Akten-Nr.               | Bild           |
| -------------------------------------------- | -------------------- | --- | ----------------------- | -------------- |
| Iphofen Kirchgasse 30 (Standort)             | Ehemaliger Winzerhof | Zweigeschossiger Walmdachbau mit verputztem Fachwerkobergeschoss und rundbogigem Kellerabgang, frühes 18. Jahrhundert, um 1795 verändert | D-6-75-139-47 Wikidata  | weitere Bilder |
| Iphofen Kirchgasse 30 (Standort)             | Ehemaliger Winzerhof | Hoftor mit Madonnenfigur, bezeichnet „1797“                                                                                              | D-6-75-139-47 Wikidata  | BW             |
| Iphofen Pfarrgasse 4 (Standort)              | Wohnhaus             | Zweigeschossiger traufständiger Satteldachbau mit verputztem Fachwerkobergeschoss, 18./19. Jahrhundert                                   | D-6-75-139-130          | weitere Bilder |
| Iphofen An der alten Straße nach Rödelsee () | Steinkreuz           | Spätmittelalterlich | D-6-75-139-152          |                |
| Forsthaus Forsthaus 1 (Standort)             | Forsthaus            | eingeschossiges Fachwerkhaus mit Halbwalmdach, um 1800                                                                                   | D-6-75-139-234 Wikidata | BW             |

## Abgegangene Baudenkmäler
In diesem Abschnitt sind Objekte aufgeführt, die früher einmal in der Denkmalliste eingetragen waren, jetzt aber nicht mehr existieren, z. B. weil sie abgebrochen wurden. Aktennummern in diesem Abschnitt sind ehemalige, jetzt nicht mehr gültige Aktennummern.

| Lage                               | Objekt   | Beschreibung | Akten-Nr.              | Bild           |
| ---------------------------------- | -------- | --- | ---------------------- | -------------- |
| Iphofen Büttnersgasse 4 (Standort) | Wohnhaus | Eingeschossiger Halbwalmdachbau, massiv verputzt, im Kern zweite Hälfte 18. Jahrhundert                                    | D-6-75-139-20 Wikidata | weitere Bilder |
| Iphofen Kirchplatz 3 (Standort)    | Wohnhaus | eingeschossiges Halbwalmdachbau mit Fachwerkgiebel und rundbogigem Kellerabgang an der Straßenseite, bezeichnet mit „1814“ | D-6-75-139-50 Wikidata | BW             |
| Iphofen Marktplatz 9 (Standort)    | Wohnhaus | Zweigeschossiger traufständiger Satteldachbau mit verputztem Fachwerkobergeschoss, 18. Jahrhundert                         | D-6-75-139-91 Wikidata | weitere Bilder |